# 中华人民共和国国务院机构时间线
| 中央人民政府政务院 (1949.10.1–1954.9) | 中央人民政府政务院 (1949.10.1–1954.9) | 中央人民政府政务院 (1949.10.1–1954.9) | 中央人民政府政务院 (1949.10.1–1954.9) | 中央人民政府政务院 (1949.10.1–1954.9) | 中央人民政府政务院 (1949.10.1–1954.9) | 中央人民政府政务院 (1949.10.1–1954.9)  | 中央人民政府政务院 (1949.10.1–1954.9)  | 中央人民政府政务院 (1949.10.1–1954.9)  | 中央人民政府政务院 (1949.10.1–1954.9)  | 第一届国务院 (1954.9–1959.4)             | 第一届国务院 (1954.9–1959.4)             | 第一届国务院 (1954.9–1959.4)             | 第一届国务院 (1954.9–1959.4)             | 第一届国务院 (1954.9–1959.4)             | 第一届国务院 (1954.9–1959.4)             | 第一届国务院 (1954.9–1959.4)             | 第一届国务院 (1954.9–1959.4)             | 第一届国务院 (1954.9–1959.4)             | 第一届国务院 (1954.9–1959.4)             | 第二届国务院 (1959.4–1965.1)              | 第二届国务院 (1959.4–1965.1)              | 第二届国务院 (1959.4–1965.1)              | 第二届国务院 (1959.4–1965.1)              | 第二届国务院 (1959.4–1965.1)              | 第二届国务院 (1959.4–1965.1)              | 第二届国务院 (1959.4–1965.1)              | 第二届国务院 (1959.4–1965.1)              | 第二届国务院 (1959.4–1965.1)              | 第二届国务院 (1959.4–1965.1)              | 第二届国务院 (1959.4–1965.1)              | 第二届国务院 (1959.4–1965.1)              | 第三届国务院 (1965.1–1975.1)              | 第三届国务院 (1965.1–1975.1)              | 第三届国务院 (1965.1–1975.1)              | 第三届国务院 (1965.1–1975.1)              | 第三届国务院 (1965.1–1975.1)              | 第三届国务院 (1965.1–1975.1)              | 第三届国务院 (1965.1–1975.1)                 | 第三届国务院 (1965.1–1975.1)                 | 第三届国务院 (1965.1–1975.1)                 | 第三届国务院 (1965.1–1975.1)                 | 第三届国务院 (1965.1–1975.1)                                          | 第三届国务院 (1965.1–1975.1)                                          | 第三届国务院 (1965.1–1975.1)                                          | 第三届国务院 (1965.1–1975.1)                                          | 第三届国务院 (1965.1–1975.1)                                          | 第三届国务院 (1965.1–1975.1)                                          | 第三届国务院 (1965.1–1975.1)                                          | 第三届国务院 (1965.1–1975.1)                                          | 第三届国务院 (1965.1–1975.1)                                          | 第三届国务院 (1965.1–1975.1)                                          | 第四届国务院 (1975.1–1978.3)                                          | 第四届国务院 (1975.1–1978.3)                                          | 第四届国务院 (1975.1–1978.3)                                          | 第四届国务院 (1975.1–1978.3)                                          | 第四届国务院 (1975.1–1978.3)                                          | 第四届国务院 (1975.1–1978.3)                                          | 第五届国务院 (1978.3–1983.6)                                          | 第五届国务院 (1978.3–1983.6)                                          | 第五届国务院 (1978.3–1983.6)                                        | 第五届国务院 (1978.3–1983.6)                                        | 第五届国务院 (1978.3–1983.6)                                        | 第五届国务院 (1978.3–1983.6)                                        | 第五届国务院 (1978.3–1983.6)                                        | 第五届国务院 (1978.3–1983.6)                                        | 第五届国务院 (1978.3–1983.6)                                  | 第五届国务院 (1978.3–1983.6)                                  | 第六届国务院 (1983.6–1988.4)                                  | 第六届国务院 (1983.6–1988.4)                                  | 第六届国务院 (1983.6–1988.4)                                  | 第六届国务院 (1983.6–1988.4)                                  | 第六届国务院 (1983.6–1988.4)                                  | 第六届国务院 (1983.6–1988.4)                                  | 第六届国务院 (1983.6–1988.4)                                  | 第六届国务院 (1983.6–1988.4)                                  | 第六届国务院 (1983.6–1988.4)                                  | 第六届国务院 (1983.6–1988.4)                                  | 第七届国务院 (1988.4–1993.3)                                  | 第七届国务院 (1988.4–1993.3)                                  | 第七届国务院 (1988.4–1993.3)                                  | 第七届国务院 (1988.4–1993.3)                                  | 第七届国务院 (1988.4–1993.3)                                  | 第七届国务院 (1988.4–1993.3)                                  | 第七届国务院 (1988.4–1993.3)                                  | 第七届国务院 (1988.4–1993.3)                                  | 第七届国务院 (1988.4–1993.3)                                  | 第七届国务院 (1988.4–1993.3)                                  | 第八届国务院 (1993.3–1998.3)                                       | 第八届国务院 (1993.3–1998.3)                                       | 第八届国务院 (1993.3–1998.3)                                       | 第八届国务院 (1993.3–1998.3)                                       | 第八届国务院 (1993.3–1998.3)                                       | 第八届国务院 (1993.3–1998.3)                                       | 第八届国务院 (1993.3–1998.3)                                       | 第八届国务院 (1993.3–1998.3)                                       | 第八届国务院 (1993.3–1998.3)                                       | 第八届国务院 (1993.3–1998.3)                                       | 第九届国务院 (1998.3–2003.6)                               | 第九届国务院 (1998.3–2003.6)                               | 第九届国务院 (1998.3–2003.6)                               | 第九届国务院 (1998.3–2003.6)                               | 第九届国务院 (1998.3–2003.6)                               | 第九届国务院 (1998.3–2003.6)                               | 第九届国务院 (1998.3–2003.6)                               | 第九届国务院 (1998.3–2003.6)                               | 第九届国务院 (1998.3–2003.6)                               | 第九届国务院 (1998.3–2003.6)                               | 第十届国务院 (2003.6–2008.3)                             | 第十届国务院 (2003.6–2008.3)                             | 第十届国务院 (2003.6–2008.3)                             | 第十届国务院 (2003.6–2008.3)                             | 第十届国务院 (2003.6–2008.3)                             | 第十届国务院 (2003.6–2008.3)                             | 第十届国务院 (2003.6–2008.3)                             | 第十届国务院 (2003.6–2008.3)                             | 第十届国务院 (2003.6–2008.3)                             | 第十届国务院 (2003.6–2008.3)                             | 第十一届国务院 (2008.3–2013.3)                                                           | 第十一届国务院 (2008.3–2013.3)                                                           | 第十一届国务院 (2008.3–2013.3)                                                           | 第十一届国务院 (2008.3–2013.3)                                                           | 第十一届国务院 (2008.3–2013.3)                                 | 第十一届国务院 (2008.3–2013.3)                                 | 第十一届国务院 (2008.3–2013.3)                                 | 第十一届国务院 (2008.3–2013.3)                                 | 第十一届国务院 (2008.3–2013.3)                                 | 第十一届国务院 (2008.3–2013.3)                                 | 第十二届国务院 (2013.3–2018.3)                                 | 第十二届国务院 (2013.3–2018.3)                                 | 第十二届国务院 (2013.3–2018.3)                                 | 第十二届国务院 (2013.3–2018.3)                                 | 第十二届国务院 (2013.3–2018.3)                                 | 第十二届国务院 (2013.3–2018.3)                                 | 第十二届国务院 (2013.3–2018.3)                                 | 第十二届国务院 (2013.3–2018.3)                                 | 第十二届国务院 (2013.3–2018.3)                                 | 第十二届国务院 (2013.3–2018.3)                                 | 第十三届国务院 (2018.3–2023.3)                     | 第十三届国务院 (2018.3–2023.3)                     | 第十三届国务院 (2018.3–2023.3)                     | 第十三届国务院 (2018.3–2023.3)                     | 第十三届国务院 (2018.3–2023.3)                     | 第十三届国务院 (2018.3–2023.3)                     | 第十三届国务院 (2018.3–2023.3)                     | 第十三届国务院 (2018.3–2023.3)                     | 第十三届国务院 (2018.3–2023.3)                     | 第十三届国务院 (2018.3–2023.3)                     |
| 周恩来总理                            | 周恩来总理                            | 周恩来总理                            | 周恩来总理                            | 周恩来总理                            | 周恩来总理                            | 周恩来总理                             | 周恩来总理                             | 周恩来总理                             | 周恩来总理                             | 周恩来总理                               | 周恩来总理                               | 周恩来总理                               | 周恩来总理                               | 周恩来总理                               | 周恩来总理                               | 周恩来总理                               | 周恩来总理                               | 周恩来总理                               | 周恩来总理                               | 周恩来总理                                | 周恩来总理                                | 周恩来总理                                | 周恩来总理                                | 周恩来总理                                | 周恩来总理                                | 周恩来总理                                | 周恩来总理                                | 周恩来总理                                | 周恩来总理                                | 周恩来总理                                | 周恩来总理                                | 周恩来总理                                | 周恩来总理                                | 周恩来总理                                | 周恩来总理                                | 周恩来总理                                | 周恩来总理                                | 周恩来总理                                   | 周恩来总理                                   | 周恩来总理                                   | 周恩来总理                                   | 周恩来总理                                                            | 周恩来总理                                                            | 周恩来总理                                                            | 周恩来总理                                                            | 周恩来总理                                                            | 周恩来总理                                                            | 周恩来总理                                                            | 周恩来总理                                                            | 周恩来总理                                                            | 周恩来总理                                                            | 周恩来总理                                                            | 周恩来总理                                                            | 周恩来总理                                                            | 周恩来总理                                                            | 周恩来总理                                                            | 周恩来总理                                                            | 华国锋总理                                                            | 华国锋总理                                                            | 华国锋总理                                                          | 华国锋总理                                                          | 赵紫阳总理                                                          | 赵紫阳总理                                                          | 赵紫阳总理                                                          | 赵紫阳总理                                                          | 赵紫阳总理                                                    | 赵紫阳总理                                                    | 赵紫阳总理                                                    | 赵紫阳总理                                                    | 赵紫阳总理                                                    | 赵紫阳总理                                                    | 赵紫阳总理                                                    | 赵紫阳总理                                                    | 赵紫阳总理                                                    | 赵紫阳总理                                                    | 李鹏总理                                                      | 李鹏总理                                                      | 李鹏总理                                                      | 李鹏总理                                                      | 李鹏总理                                                      | 李鹏总理                                                      | 李鹏总理                                                      | 李鹏总理                                                      | 李鹏总理                                                      | 李鹏总理                                                      | 李鹏总理                                                      | 李鹏总理                                                      | 李鹏总理                                                           | 李鹏总理                                                           | 李鹏总理                                                           | 李鹏总理                                                           | 李鹏总理                                                           | 李鹏总理                                                           | 李鹏总理                                                           | 李鹏总理                                                           | 李鹏总理                                                           | 李鹏总理                                                           | 朱镕基总理                                                 | 朱镕基总理                                                 | 朱镕基总理                                                 | 朱镕基总理                                                 | 朱镕基总理                                                 | 朱镕基总理                                                 | 朱镕基总理                                                 | 朱镕基总理                                                 | 朱镕基总理                                                 | 朱镕基总理                                                 | 温家宝总理                                               | 温家宝总理                                               | 温家宝总理                                               | 温家宝总理                                               | 温家宝总理                                               | 温家宝总理                                               | 温家宝总理                                               | 温家宝总理                                               | 温家宝总理                                               | 温家宝总理                                               | 温家宝总理                                                                               | 温家宝总理                                                                               | 温家宝总理                                                                               | 温家宝总理                                                                               | 温家宝总理                                                     | 温家宝总理                                                     | 温家宝总理                                                     | 温家宝总理                                                     | 温家宝总理                                                     | 温家宝总理                                                     | 李克强总理                                                     | 李克强总理                                                     | 李克强总理                                                     | 李克强总理                                                     | 李克强总理                                                     | 李克强总理                                                     | 李克强总理                                                     | 李克强总理                                                     | 李克强总理                                                     | 李克强总理                                                     | 李克强总理                                         | 李克强总理                                         | 李克强总理                                         | 李克强总理                                         | 李克强总理                                         | 李克强总理                                         | 李克强总理                                         | 李克强总理                                         | 李克强总理                                         | 李克强总理                                         |
| 1949                                  | 1950                                  | 1950                                  | 1951                                  | 1951                                  | 1952                                  | 1952                                   | 1953                                   | 1953                                   | 1954                                   | 1954                                     | 1955                                     | 1955                                     | 1956                                     | 1956                                     | 1957                                     | 1957                                     | 1958                                     | 1958                                     | 1959                                     | 1959                                      | 1960                                      | 1960                                      | 1961                                      | 1961                                      | 1962                                      | 1962                                      | 1963                                      | 1963                                      | 1964                                      | 1964                                      | 1965                                      | 1965                                      | 1966                                      | 1966                                      | 1967                                      | 1967                                      | 1968                                      | 1968                                         | 1969                                         | 1969                                         | 1970                                         | 1970                                                                  | 1971                                                                  | 1971                                                                  | 1972                                                                  | 1972                                                                  | 1973                                                                  | 1973                                                                  | 1974                                                                  | 1974                                                                  | 1975                                                                  | 1975                                                                  | 1976                                                                  | 1976                                                                  | 1977                                                                  | 1977                                                                  | 1978                                                                  | 1978                                                                  | 1979                                                                  | 1979                                                                | 1980                                                                | 1980                                                                | 1981                                                                | 1981                                                                | 1982                                                                | 1982                                                          | 1983                                                          | 1983                                                          | 1984                                                          | 1984                                                          | 1985                                                          | 1985                                                          | 1986                                                          | 1986                                                          | 1987                                                          | 1987                                                          | 1988                                                          | 1988                                                          | 1989                                                          | 1989                                                          | 1990                                                          | 1990                                                          | 1991                                                          | 1991                                                          | 1992                                                          | 1992                                                          | 1993                                                          | 1993                                                               | 1994                                                               | 1994                                                               | 1995                                                               | 1995                                                               | 1996                                                               | 1996                                                               | 1997                                                               | 1997                                                               | 1998                                                               | 1998                                                       | 1999                                                       | 1999                                                       | 2000                                                       | 2000                                                       | 2001                                                       | 2001                                                       | 2002                                                       | 2002                                                       | 2003                                                       | 2003                                                     | 2004                                                     | 2004                                                     | 2005                                                     | 2005                                                     | 2006                                                     | 2006                                                     | 2007                                                     | 2007                                                     | 2008                                                     | 2008                                                                                     | 2009                                                                                     | 2009                                                                                     | 2010                                                                                     | 2010                                                           | 2011                                                           | 2011                                                           | 2012                                                           | 2012                                                           | 2013                                                           | 2013                                                           | 2014                                                           | 2014                                                           | 2015                                                           | 2015                                                           | 2016                                                           | 2016                                                           | 2017                                                           | 2017                                                           | 2018                                                           | 2018                                               | 2019                                               | 2019                                               | 2020                                               | 2020                                               | 2021                                               | 2021                                               | 2022                                               | 2022                                               |                                                    |
| 政务院秘书厅                          | 政务院秘书厅                          | 政务院秘书厅                          | 政务院秘书厅                          | 政务院秘书厅                          | 政务院秘书厅                          | 政务院秘书厅                           | 政务院秘书厅                           | 政务院秘书厅                           | 政务院秘书厅                           | 国务院秘书厅                             | 国务院秘书厅                             | 国务院秘书厅                             | 国务院秘书厅                             | 国务院秘书厅                             | 国务院秘书厅                             | 国务院秘书厅                             | 国务院秘书厅                             | 国务院秘书厅                             | 国务院秘书厅                             | 国务院秘书厅                              | 国务院秘书厅                              | 国务院秘书厅                              | 国务院秘书厅                              | 国务院秘书厅                              | 国务院秘书厅                              | 国务院秘书厅                              | 国务院秘书厅                              | 国务院秘书厅                              | 国务院秘书厅                              | 国务院秘书厅                              | 国务院秘书厅                              | 国务院秘书厅                              | 国务院秘书厅                              | 国务院秘书厅                              | 国务院秘书厅                              | 国务院秘书厅                              | 国务院秘书厅                              | 国务院秘书厅                                 | 国务院秘书厅                                 | 国务院秘书厅                                 | 国务院秘书厅                                 | 国务院办公室                                                          | 国务院办公室                                                          | 国务院办公室                                                          | 国务院办公室                                                          | 国务院办公室                                                          | 国务院办公室                                                          | 国务院办公室                                                          | 国务院办公室                                                          | 国务院办公室                                                          | 国务院办公室                                                          | 国务院办公室                                                          | 国务院办公室                                                          | 国务院办公室                                                          | 国务院办公室                                                          | 国务院办公室                                                          | 国务院办公室                                                          | 国务院办公室                                                          | 国务院办公室                                                          | 国务院办公室                                                        | 国务院办公室                                                        | 中华人民共和国国务院办公厅                                          | 中华人民共和国国务院办公厅                                          | 中华人民共和国国务院办公厅                                          | 中华人民共和国国务院办公厅                                          | 中华人民共和国国务院办公厅                                    | 中华人民共和国国务院办公厅                                    | 中华人民共和国国务院办公厅                                    | 中华人民共和国国务院办公厅                                    | 中华人民共和国国务院办公厅                                    | 中华人民共和国国务院办公厅                                    | 中华人民共和国国务院办公厅                                    | 中华人民共和国国务院办公厅                                    | 中华人民共和国国务院办公厅                                    | 中华人民共和国国务院办公厅                                    | 中华人民共和国国务院办公厅                                    | 中华人民共和国国务院办公厅                                    | 中华人民共和国国务院办公厅                                    | 中华人民共和国国务院办公厅                                    | 中华人民共和国国务院办公厅                                    | 中华人民共和国国务院办公厅                                    | 中华人民共和国国务院办公厅                                    | 中华人民共和国国务院办公厅                                    | 中华人民共和国国务院办公厅                                    | 中华人民共和国国务院办公厅                                    | 中华人民共和国国务院办公厅                                    | 中华人民共和国国务院办公厅                                    | 中华人民共和国国务院办公厅                                         | 中华人民共和国国务院办公厅                                         | 中华人民共和国国务院办公厅                                         | 中华人民共和国国务院办公厅                                         | 中华人民共和国国务院办公厅                                         | 中华人民共和国国务院办公厅                                         | 中华人民共和国国务院办公厅                                         | 中华人民共和国国务院办公厅                                         | 中华人民共和国国务院办公厅                                         | 中华人民共和国国务院办公厅                                         | 中华人民共和国国务院办公厅                                 | 中华人民共和国国务院办公厅                                 | 中华人民共和国国务院办公厅                                 | 中华人民共和国国务院办公厅                                 | 中华人民共和国国务院办公厅                                 | 中华人民共和国国务院办公厅                                 | 中华人民共和国国务院办公厅                                 | 中华人民共和国国务院办公厅                                 | 中华人民共和国国务院办公厅                                 | 中华人民共和国国务院办公厅                                 | 中华人民共和国国务院办公厅                               | 中华人民共和国国务院办公厅                               | 中华人民共和国国务院办公厅                               | 中华人民共和国国务院办公厅                               | 中华人民共和国国务院办公厅                               | 中华人民共和国国务院办公厅                               | 中华人民共和国国务院办公厅                               | 中华人民共和国国务院办公厅                               | 中华人民共和国国务院办公厅                               | 中华人民共和国国务院办公厅                               | 中华人民共和国国务院办公厅                                                               | 中华人民共和国国务院办公厅                                                               | 中华人民共和国国务院办公厅                                                               | 中华人民共和国国务院办公厅                                                               | 中华人民共和国国务院办公厅                                     | 中华人民共和国国务院办公厅                                     | 中华人民共和国国务院办公厅                                     | 中华人民共和国国务院办公厅                                     | 中华人民共和国国务院办公厅                                     | 中华人民共和国国务院办公厅                                     | 中华人民共和国国务院办公厅                                     | 中华人民共和国国务院办公厅                                     | 中华人民共和国国务院办公厅                                     | 中华人民共和国国务院办公厅                                     | 中华人民共和国国务院办公厅                                     | 中华人民共和国国务院办公厅                                     | 中华人民共和国国务院办公厅                                     | 中华人民共和国国务院办公厅                                     | 中华人民共和国国务院办公厅                                     | 中华人民共和国国务院办公厅                                     | 中华人民共和国国务院办公厅                         | 中华人民共和国国务院办公厅                         | 中华人民共和国国务院办公厅                         | 中华人民共和国国务院办公厅                         | 中华人民共和国国务院办公厅                         | 中华人民共和国国务院办公厅                         | 中华人民共和国国务院办公厅                         | 中华人民共和国国务院办公厅                         | 中华人民共和国国务院办公厅                         | 中华人民共和国国务院办公厅                         |
| 中央人民政府外交部                    | 中央人民政府外交部                    | 中央人民政府外交部                    | 中央人民政府外交部                    | 中央人民政府外交部                    | 中央人民政府外交部                    | 中央人民政府外交部                     | 中央人民政府外交部                     | 中央人民政府外交部                     | 中央人民政府外交部                     | 中华人民共和国外交部                     | 中华人民共和国外交部                     | 中华人民共和国外交部                     | 中华人民共和国外交部                     | 中华人民共和国外交部                     | 中华人民共和国外交部                     | 中华人民共和国外交部                     | 中华人民共和国外交部                     | 中华人民共和国外交部                     | 中华人民共和国外交部                     | 中华人民共和国外交部                      | 中华人民共和国外交部                      | 中华人民共和国外交部                      | 中华人民共和国外交部                      | 中华人民共和国外交部                      | 中华人民共和国外交部                      | 中华人民共和国外交部                      | 中华人民共和国外交部                      | 中华人民共和国外交部                      | 中华人民共和国外交部                      | 中华人民共和国外交部                      | 中华人民共和国外交部                      | 中华人民共和国外交部                      | 中华人民共和国外交部                      | 中华人民共和国外交部                      | 中华人民共和国外交部                      | 中华人民共和国外交部                      | 中华人民共和国外交部                      | 中华人民共和国外交部                         | 中华人民共和国外交部                         | 中华人民共和国外交部                         | 中华人民共和国外交部                         | 中华人民共和国外交部                                                  | 中华人民共和国外交部                                                  | 中华人民共和国外交部                                                  | 中华人民共和国外交部                                                  | 中华人民共和国外交部                                                  | 中华人民共和国外交部                                                  | 中华人民共和国外交部                                                  | 中华人民共和国外交部                                                  | 中华人民共和国外交部                                                  | 中华人民共和国外交部                                                  | 中华人民共和国外交部                                                  | 中华人民共和国外交部                                                  | 中华人民共和国外交部                                                  | 中华人民共和国外交部                                                  | 中华人民共和国外交部                                                  | 中华人民共和国外交部                                                  | 中华人民共和国外交部                                                  | 中华人民共和国外交部                                                  | 中华人民共和国外交部                                                | 中华人民共和国外交部                                                | 中华人民共和国外交部                                                | 中华人民共和国外交部                                                | 中华人民共和国外交部                                                | 中华人民共和国外交部                                                | 中华人民共和国外交部                                          | 中华人民共和国外交部                                          | 中华人民共和国外交部                                          | 中华人民共和国外交部                                          | 中华人民共和国外交部                                          | 中华人民共和国外交部                                          | 中华人民共和国外交部                                          | 中华人民共和国外交部                                          | 中华人民共和国外交部                                          | 中华人民共和国外交部                                          | 中华人民共和国外交部                                          | 中华人民共和国外交部                                          | 中华人民共和国外交部                                          | 中华人民共和国外交部                                          | 中华人民共和国外交部                                          | 中华人民共和国外交部                                          | 中华人民共和国外交部                                          | 中华人民共和国外交部                                          | 中华人民共和国外交部                                          | 中华人民共和国外交部                                          | 中华人民共和国外交部                                          | 中华人民共和国外交部                                          | 中华人民共和国外交部                                               | 中华人民共和国外交部                                               | 中华人民共和国外交部                                               | 中华人民共和国外交部                                               | 中华人民共和国外交部                                               | 中华人民共和国外交部                                               | 中华人民共和国外交部                                               | 中华人民共和国外交部                                               | 中华人民共和国外交部                                               | 中华人民共和国外交部                                               | 中华人民共和国外交部                                       | 中华人民共和国外交部                                       | 中华人民共和国外交部                                       | 中华人民共和国外交部                                       | 中华人民共和国外交部                                       | 中华人民共和国外交部                                       | 中华人民共和国外交部                                       | 中华人民共和国外交部                                       | 中华人民共和国外交部                                       | 中华人民共和国外交部                                       | 中华人民共和国外交部                                     | 中华人民共和国外交部                                     | 中华人民共和国外交部                                     | 中华人民共和国外交部                                     | 中华人民共和国外交部                                     | 中华人民共和国外交部                                     | 中华人民共和国外交部                                     | 中华人民共和国外交部                                     | 中华人民共和国外交部                                     | 中华人民共和国外交部                                     | 中华人民共和国外交部                                                                     | 中华人民共和国外交部                                                                     | 中华人民共和国外交部                                                                     | 中华人民共和国外交部                                                                     | 中华人民共和国外交部                                           | 中华人民共和国外交部                                           | 中华人民共和国外交部                                           | 中华人民共和国外交部                                           | 中华人民共和国外交部                                           | 中华人民共和国外交部                                           | 中华人民共和国外交部                                           | 中华人民共和国外交部                                           | 中华人民共和国外交部                                           | 中华人民共和国外交部                                           | 中华人民共和国外交部                                           | 中华人民共和国外交部                                           | 中华人民共和国外交部                                           | 中华人民共和国外交部                                           | 中华人民共和国外交部                                           | 中华人民共和国外交部                                           | 中华人民共和国外交部                               | 中华人民共和国外交部                               | 中华人民共和国外交部                               | 中华人民共和国外交部                               | 中华人民共和国外交部                               | 中华人民共和国外交部                               | 中华人民共和国外交部                               | 中华人民共和国外交部                               | 中华人民共和国外交部                               | 中华人民共和国外交部                               |
|                                       |                                       |                                       |                                       |                                       |                                       |                                        |                                        |                                        |                                        | 中华人民共和国国防部                     |                                          |                                          |                                          |                                          |                                          |                                          |                                          |                                          |                                          |                                           |                                           |                                           |                                           |                                           |                                           |                                           |                                           |                                           |                                           |                                           |                                           |                                           |                                           |                                           |                                           |                                           |                                           |                                              |                                              |                                              |                                              |                                                                       |                                                                       |                                                                       |                                                                       |                                                                       |                                                                       |                                                                       |                                                                       |                                                                       |                                                                       |                                                                       |                                                                       |                                                                       |                                                                       |                                                                       |                                                                       |                                                                       |                                                                       |                                                                     |                                                                     |                                                                     |                                                                     |                                                                     |                                                                     |                                                               |                                                               |                                                               |                                                               |                                                               |                                                               |                                                               |                                                               |                                                               |                                                               |                                                               |                                                               |                                                               |                                                               |                                                               |                                                               |                                                               |                                                               |                                                               |                                                               |                                                               |                                                               |                                                                    |                                                                    |                                                                    |                                                                    |                                                                    |                                                                    |                                                                    |                                                                    |                                                                    |                                                                    |                                                            |                                                            |                                                            |                                                            |                                                            |                                                            |                                                            |                                                            |                                                            |                                                            |                                                          |                                                          |                                                          |                                                          |                                                          |                                                          |                                                          |                                                          |                                                          |                                                          |                                                                                          |                                                                                          |                                                                                          |                                                                                          |                                                                |                                                                |                                                                |                                                                |                                                                |                                                                |                                                                |                                                                |                                                                |                                                                |                                                                |                                                                |                                                                |                                                                |                                                                |                                                                |                                                    |                                                    |                                                    |                                                    |                                                    |                                                    |                                                    |                                                    |                                                    |                                                    |
|                                       |                                       |                                       |                                       |                                       |                                       |                                        |                                        |                                        |                                        |                                          |                                          |                                          |                                          |                                          |                                          |                                          |                                          |                                          |                                          |                                           |                                           |                                           |                                           |                                           |                                           |                                           |                                           |                                           |                                           |                                           |                                           |                                           |                                           |                                           |                                           |                                           |                                           |                                              |                                              |                                              |                                              |                                                                       |                                                                       |                                                                       |                                                                       |                                                                       |                                                                       |                                                                       |                                                                       |                                                                       |                                                                       |                                                                       |                                                                       |                                                                       |                                                                       |                                                                       |                                                                       |                                                                       |                                                                       |                                                                     |                                                                     |                                                                     |                                                                     |                                                                     |                                                                     | 中华人民共和国国家经济体制改革委员会                          | 中华人民共和国国家经济体制改革委员会                          | 中华人民共和国国家经济体制改革委员会                          | 中华人民共和国国家经济体制改革委员会                          | 中华人民共和国国家经济体制改革委员会                          | 中华人民共和国国家经济体制改革委员会                          | 中华人民共和国国家经济体制改革委员会                          | 中华人民共和国国家经济体制改革委员会                          | 中华人民共和国国家经济体制改革委员会                          | 中华人民共和国国家经济体制改革委员会                          | 中华人民共和国国家经济体制改革委员会                          | 中华人民共和国国家经济体制改革委员会                          | 中华人民共和国国家经济体制改革委员会                          | 中华人民共和国国家经济体制改革委员会                          | 中华人民共和国国家经济体制改革委员会                          | 中华人民共和国国家经济体制改革委员会                          | 中华人民共和国国家经济体制改革委员会                          | 中华人民共和国国家经济体制改革委员会                          | 中华人民共和国国家经济体制改革委员会                          | 中华人民共和国国家经济体制改革委员会                          | 中华人民共和国国家经济体制改革委员会                          | 中华人民共和国国家经济体制改革委员会                          | 中华人民共和国国家经济体制改革委员会                               | 中华人民共和国国家经济体制改革委员会                               | 中华人民共和国国家经济体制改革委员会                               | 中华人民共和国国家经济体制改革委员会                               | 中华人民共和国国家经济体制改革委员会                               | 中华人民共和国国家经济体制改革委员会                               | 中华人民共和国国家经济体制改革委员会                               | 中华人民共和国国家经济体制改革委员会                               | 中华人民共和国国家经济体制改革委员会                               | 中华人民共和国国家经济体制改革委员会                               | 国家经济体制改革委员会                                     | 国家经济体制改革委员会                                     | 国家经济体制改革委员会                                     | 国家经济体制改革委员会                                     | 国家经济体制改革委员会                                     | 国家经济体制改革委员会                                     | 国家经济体制改革委员会                                     | 国家经济体制改革委员会                                     | 国家经济体制改革委员会                                     | 国家经济体制改革委员会                                     | 中华人民共和国国家发展和改革委员会 国家粮食局 国家能源局 | 中华人民共和国国家发展和改革委员会 国家粮食局 国家能源局 | 中华人民共和国国家发展和改革委员会 国家粮食局 国家能源局 | 中华人民共和国国家发展和改革委员会 国家粮食局 国家能源局 | 中华人民共和国国家发展和改革委员会 国家粮食局 国家能源局 | 中华人民共和国国家发展和改革委员会 国家粮食局 国家能源局 | 中华人民共和国国家发展和改革委员会 国家粮食局 国家能源局 | 中华人民共和国国家发展和改革委员会 国家粮食局 国家能源局 | 中华人民共和国国家发展和改革委员会 国家粮食局 国家能源局 | 中华人民共和国国家发展和改革委员会 国家粮食局 国家能源局 | 中华人民共和国国家发展和改革委员会 国家粮食局 国家能源局                                 | 中华人民共和国国家发展和改革委员会 国家粮食局 国家能源局                                 | 中华人民共和国国家发展和改革委员会 国家粮食局 国家能源局                                 | 中华人民共和国国家发展和改革委员会 国家粮食局 国家能源局                                 | 中华人民共和国国家发展和改革委员会 国家粮食局 国家能源局       | 中华人民共和国国家发展和改革委员会 国家粮食局 国家能源局       | 中华人民共和国国家发展和改革委员会 国家粮食局 国家能源局       | 中华人民共和国国家发展和改革委员会 国家粮食局 国家能源局       | 中华人民共和国国家发展和改革委员会 国家粮食局 国家能源局       | 中华人民共和国国家发展和改革委员会 国家粮食局 国家能源局       | 中华人民共和国国家发展和改革委员会 国家粮食局 国家能源局       | 中华人民共和国国家发展和改革委员会 国家粮食局 国家能源局       | 中华人民共和国国家发展和改革委员会 国家粮食局 国家能源局       | 中华人民共和国国家发展和改革委员会 国家粮食局 国家能源局       | 中华人民共和国国家发展和改革委员会 国家粮食局 国家能源局       | 中华人民共和国国家发展和改革委员会 国家粮食局 国家能源局       | 中华人民共和国国家发展和改革委员会 国家粮食局 国家能源局       | 中华人民共和国国家发展和改革委员会 国家粮食局 国家能源局       | 中华人民共和国国家发展和改革委员会 国家粮食局 国家能源局       | 中华人民共和国国家发展和改革委员会 国家粮食局 国家能源局       |                                                    |                                                    |                                                    |                                                    |                                                    |                                                    |                                                    |                                                    |                                                    |                                                    |
| 国务院经济体制改革办公室              |                                       |                                       |                                       |                                       |                                       |                                        |                                        |                                        |                                        |                                          |                                          |                                          |                                          |                                          |                                          |                                          |                                          |                                          |                                          |                                           |                                           |                                           |                                           |                                           |                                           |                                           |                                           |                                           |                                           |                                           |                                           |                                           |                                           |                                           |                                           |                                           |                                           |                                              |                                              |                                              |                                              |                                                                       |                                                                       |                                                                       |                                                                       |                                                                       |                                                                       |                                                                       |                                                                       |                                                                       |                                                                       |                                                                       |                                                                       |                                                                       |                                                                       |                                                                       |                                                                       |                                                                       |                                                                       |                                                                     |                                                                     |                                                                     |                                                                     |                                                                     |                                                                     | 中华人民共和国国家经济体制改革委员会                          | 中华人民共和国国家经济体制改革委员会                          | 中华人民共和国国家经济体制改革委员会                          | 中华人民共和国国家经济体制改革委员会                          | 中华人民共和国国家经济体制改革委员会                          | 中华人民共和国国家经济体制改革委员会                          | 中华人民共和国国家经济体制改革委员会                          | 中华人民共和国国家经济体制改革委员会                          | 中华人民共和国国家经济体制改革委员会                          | 中华人民共和国国家经济体制改革委员会                          | 中华人民共和国国家经济体制改革委员会                          | 中华人民共和国国家经济体制改革委员会                          | 中华人民共和国国家经济体制改革委员会                          | 中华人民共和国国家经济体制改革委员会                          | 中华人民共和国国家经济体制改革委员会                          | 中华人民共和国国家经济体制改革委员会                          | 中华人民共和国国家经济体制改革委员会                          | 中华人民共和国国家经济体制改革委员会                          | 中华人民共和国国家经济体制改革委员会                          | 中华人民共和国国家经济体制改革委员会                          | 中华人民共和国国家经济体制改革委员会                          | 中华人民共和国国家经济体制改革委员会                          | 中华人民共和国国家经济体制改革委员会                               | 中华人民共和国国家经济体制改革委员会                               | 中华人民共和国国家经济体制改革委员会                               | 中华人民共和国国家经济体制改革委员会                               | 中华人民共和国国家经济体制改革委员会                               | 中华人民共和国国家经济体制改革委员会                               | 中华人民共和国国家经济体制改革委员会                               | 中华人民共和国国家经济体制改革委员会                               | 中华人民共和国国家经济体制改革委员会                               | 中华人民共和国国家经济体制改革委员会                               |                                                            |                                                            |                                                            |                                                            |                                                            |                                                            |                                                            |                                                            |                                                            |                                                            | 中华人民共和国国家发展和改革委员会 国家粮食局 国家能源局 | 中华人民共和国国家发展和改革委员会 国家粮食局 国家能源局 | 中华人民共和国国家发展和改革委员会 国家粮食局 国家能源局 | 中华人民共和国国家发展和改革委员会 国家粮食局 国家能源局 | 中华人民共和国国家发展和改革委员会 国家粮食局 国家能源局 | 中华人民共和国国家发展和改革委员会 国家粮食局 国家能源局 | 中华人民共和国国家发展和改革委员会 国家粮食局 国家能源局 | 中华人民共和国国家发展和改革委员会 国家粮食局 国家能源局 | 中华人民共和国国家发展和改革委员会 国家粮食局 国家能源局 | 中华人民共和国国家发展和改革委员会 国家粮食局 国家能源局 | 中华人民共和国国家发展和改革委员会 国家粮食局 国家能源局                                 | 中华人民共和国国家发展和改革委员会 国家粮食局 国家能源局                                 | 中华人民共和国国家发展和改革委员会 国家粮食局 国家能源局                                 | 中华人民共和国国家发展和改革委员会 国家粮食局 国家能源局                                 | 中华人民共和国国家发展和改革委员会 国家粮食局 国家能源局       | 中华人民共和国国家发展和改革委员会 国家粮食局 国家能源局       | 中华人民共和国国家发展和改革委员会 国家粮食局 国家能源局       | 中华人民共和国国家发展和改革委员会 国家粮食局 国家能源局       | 中华人民共和国国家发展和改革委员会 国家粮食局 国家能源局       | 中华人民共和国国家发展和改革委员会 国家粮食局 国家能源局       | 中华人民共和国国家发展和改革委员会 国家粮食局 国家能源局       | 中华人民共和国国家发展和改革委员会 国家粮食局 国家能源局       | 中华人民共和国国家发展和改革委员会 国家粮食局 国家能源局       | 中华人民共和国国家发展和改革委员会 国家粮食局 国家能源局       | 中华人民共和国国家发展和改革委员会 国家粮食局 国家能源局       | 中华人民共和国国家发展和改革委员会 国家粮食局 国家能源局       | 中华人民共和国国家发展和改革委员会 国家粮食局 国家能源局       | 中华人民共和国国家发展和改革委员会 国家粮食局 国家能源局       | 中华人民共和国国家发展和改革委员会 国家粮食局 国家能源局       | 中华人民共和国国家发展和改革委员会 国家粮食局 国家能源局       |                                                    |                                                    |                                                    |                                                    |                                                    |                                                    |                                                    |                                                    |                                                    |                                                    |
|                                       |                                       |                                       |                                       |                                       |                                       | 中央人民政府国家计划委员会             | 中央人民政府国家计划委员会             | 中央人民政府国家计划委员会             | 中央人民政府国家计划委员会             | 中华人民共和国国家计划委员会             | 中华人民共和国国家计划委员会             | 中华人民共和国国家计划委员会             | 中华人民共和国国家计划委员会             | 中华人民共和国国家计划委员会             | 中华人民共和国国家计划委员会             | 中华人民共和国国家计划委员会             | 中华人民共和国国家计划委员会             | 中华人民共和国国家计划委员会             | 中华人民共和国国家计划委员会             | 中华人民共和国国家计划委员会              | 中华人民共和国国家计划委员会              | 中华人民共和国国家计划委员会              | 中华人民共和国国家计划委员会              | 中华人民共和国国家计划委员会              | 中华人民共和国国家计划委员会              | 中华人民共和国国家计划委员会              | 中华人民共和国国家计划委员会              | 中华人民共和国国家计划委员会              | 中华人民共和国国家计划委员会              | 中华人民共和国国家计划委员会              | 中华人民共和国国家计划委员会              | 中华人民共和国国家计划委员会              | 中华人民共和国国家计划委员会              | 中华人民共和国国家计划委员会              | 中华人民共和国国家计划委员会              | 中华人民共和国国家计划委员会              | 中华人民共和国国家计划委员会              | 中华人民共和国国家计划委员会                 | 中华人民共和国国家计划委员会                 | 中华人民共和国国家计划委员会                 | 中华人民共和国国家计划委员会                 | 中华人民共和国国家计划委员会                                          | 中华人民共和国国家计划委员会                                          | 中华人民共和国国家计划委员会                                          | 中华人民共和国国家计划委员会                                          | 中华人民共和国国家计划委员会                                          | 中华人民共和国国家计划委员会                                          | 中华人民共和国国家计划委员会                                          | 中华人民共和国国家计划委员会                                          | 中华人民共和国国家计划委员会                                          | 中华人民共和国国家计划委员会                                          | 中华人民共和国国家计划委员会                                          | 中华人民共和国国家计划委员会                                          | 中华人民共和国国家计划委员会                                          | 中华人民共和国国家计划委员会                                          | 中华人民共和国国家计划委员会                                          | 中华人民共和国国家计划委员会                                          | 中华人民共和国国家计划委员会                                          | 中华人民共和国国家计划委员会                                          | 中华人民共和国国家计划委员会                                        | 中华人民共和国国家计划委员会                                        | 中华人民共和国国家计划委员会                                        | 中华人民共和国国家计划委员会                                        | 中华人民共和国国家计划委员会                                        | 中华人民共和国国家计划委员会                                        | 中华人民共和国国家计划委员会                                  | 中华人民共和国国家计划委员会                                  | 中华人民共和国国家计划委员会                                  | 中华人民共和国国家计划委员会                                  | 中华人民共和国国家计划委员会                                  | 中华人民共和国国家计划委员会                                  | 中华人民共和国国家计划委员会                                  | 中华人民共和国国家计划委员会                                  | 中华人民共和国国家计划委员会                                  | 中华人民共和国国家计划委员会                                  | 中华人民共和国国家计划委员会                                  | 中华人民共和国国家计划委员会                                  | 中华人民共和国国家计划委员会                                  | 中华人民共和国国家计划委员会                                  | 中华人民共和国国家计划委员会                                  | 中华人民共和国国家计划委员会                                  | 中华人民共和国国家计划委员会                                  | 中华人民共和国国家计划委员会                                  | 中华人民共和国国家计划委员会                                  | 中华人民共和国国家计划委员会                                  | 中华人民共和国国家计划委员会                                  | 中华人民共和国国家计划委员会                                  | 中华人民共和国国家计划委员会                                       | 中华人民共和国国家计划委员会                                       | 中华人民共和国国家计划委员会                                       | 中华人民共和国国家计划委员会                                       | 中华人民共和国国家计划委员会                                       | 中华人民共和国国家计划委员会                                       | 中华人民共和国国家计划委员会                                       | 中华人民共和国国家计划委员会                                       | 中华人民共和国国家计划委员会                                       | 中华人民共和国国家计划委员会                                       | 中华人民共和国国家发展计划委员会 国家粮食储备局→国家粮食局 | 中华人民共和国国家发展计划委员会 国家粮食储备局→国家粮食局 | 中华人民共和国国家发展计划委员会 国家粮食储备局→国家粮食局 | 中华人民共和国国家发展计划委员会 国家粮食储备局→国家粮食局 | 中华人民共和国国家发展计划委员会 国家粮食储备局→国家粮食局 | 中华人民共和国国家发展计划委员会 国家粮食储备局→国家粮食局 | 中华人民共和国国家发展计划委员会 国家粮食储备局→国家粮食局 | 中华人民共和国国家发展计划委员会 国家粮食储备局→国家粮食局 | 中华人民共和国国家发展计划委员会 国家粮食储备局→国家粮食局 | 中华人民共和国国家发展计划委员会 国家粮食储备局→国家粮食局 | 中华人民共和国国家发展和改革委员会 国家粮食局 国家能源局 | 中华人民共和国国家发展和改革委员会 国家粮食局 国家能源局 | 中华人民共和国国家发展和改革委员会 国家粮食局 国家能源局 | 中华人民共和国国家发展和改革委员会 国家粮食局 国家能源局 | 中华人民共和国国家发展和改革委员会 国家粮食局 国家能源局 | 中华人民共和国国家发展和改革委员会 国家粮食局 国家能源局 | 中华人民共和国国家发展和改革委员会 国家粮食局 国家能源局 | 中华人民共和国国家发展和改革委员会 国家粮食局 国家能源局 | 中华人民共和国国家发展和改革委员会 国家粮食局 国家能源局 | 中华人民共和国国家发展和改革委员会 国家粮食局 国家能源局 | 中华人民共和国国家发展和改革委员会 国家粮食局 国家能源局                                 | 中华人民共和国国家发展和改革委员会 国家粮食局 国家能源局                                 | 中华人民共和国国家发展和改革委员会 国家粮食局 国家能源局                                 | 中华人民共和国国家发展和改革委员会 国家粮食局 国家能源局                                 | 中华人民共和国国家发展和改革委员会 国家粮食局 国家能源局       | 中华人民共和国国家发展和改革委员会 国家粮食局 国家能源局       | 中华人民共和国国家发展和改革委员会 国家粮食局 国家能源局       | 中华人民共和国国家发展和改革委员会 国家粮食局 国家能源局       | 中华人民共和国国家发展和改革委员会 国家粮食局 国家能源局       | 中华人民共和国国家发展和改革委员会 国家粮食局 国家能源局       | 中华人民共和国国家发展和改革委员会 国家粮食局 国家能源局       | 中华人民共和国国家发展和改革委员会 国家粮食局 国家能源局       | 中华人民共和国国家发展和改革委员会 国家粮食局 国家能源局       | 中华人民共和国国家发展和改革委员会 国家粮食局 国家能源局       | 中华人民共和国国家发展和改革委员会 国家粮食局 国家能源局       | 中华人民共和国国家发展和改革委员会 国家粮食局 国家能源局       | 中华人民共和国国家发展和改革委员会 国家粮食局 国家能源局       | 中华人民共和国国家发展和改革委员会 国家粮食局 国家能源局       | 中华人民共和国国家发展和改革委员会 国家粮食局 国家能源局       | 中华人民共和国国家发展和改革委员会 国家粮食局 国家能源局       |                                                    |                                                    |                                                    |                                                    |                                                    |                                                    |                                                    |                                                    |                                                    |                                                    |
| 政务院财政经济委员会                  | 政务院财政经济委员会                  | 政务院财政经济委员会                  | 政务院财政经济委员会                  | 政务院财政经济委员会                  | 政务院财政经济委员会                  | 政务院财政经济委员会                   | 政务院财政经济委员会                   | 政务院财政经济委员会                   | 政务院财政经济委员会                   |                                          |                                          |                                          |                                          | 中华人民共和国国家经济委员会             | 中华人民共和国国家经济委员会             | 中华人民共和国国家经济委员会             | 中华人民共和国国家经济委员会             | 中华人民共和国国家经济委员会             | 中华人民共和国国家经济委员会             | 中华人民共和国国家经济委员会              | 中华人民共和国国家经济委员会              | 中华人民共和国国家经济委员会              | 中华人民共和国国家经济委员会              | 中华人民共和国国家经济委员会              | 中华人民共和国国家经济委员会              | 中华人民共和国国家经济委员会              | 中华人民共和国国家经济委员会              | 中华人民共和国国家经济委员会              | 中华人民共和国国家经济委员会              | 中华人民共和国国家经济委员会              | 中华人民共和国国家经济委员会              | 中华人民共和国国家经济委员会              | 中华人民共和国国家经济委员会              | 中华人民共和国国家经济委员会              | 中华人民共和国国家经济委员会              | 中华人民共和国国家经济委员会              | 中华人民共和国国家经济委员会              | 中华人民共和国国家经济委员会                 | 中华人民共和国国家经济委员会                 | 中华人民共和国国家经济委员会                 | 中华人民共和国国家经济委员会                 | 中华人民共和国国家计划委员会                                          | 中华人民共和国国家计划委员会                                          | 中华人民共和国国家计划委员会                                          | 中华人民共和国国家计划委员会                                          | 中华人民共和国国家计划委员会                                          | 中华人民共和国国家计划委员会                                          | 中华人民共和国国家计划委员会                                          | 中华人民共和国国家计划委员会                                          | 中华人民共和国国家计划委员会                                          | 中华人民共和国国家计划委员会                                          | 中华人民共和国国家计划委员会                                          | 中华人民共和国国家计划委员会                                          | 中华人民共和国国家经济委员会                                          | 中华人民共和国国家经济委员会                                          | 中华人民共和国国家经济委员会                                          | 中华人民共和国国家经济委员会                                          | 中华人民共和国国家经济委员会                                          | 中华人民共和国国家经济委员会                                          | 中华人民共和国国家经济委员会                                        | 中华人民共和国国家经济委员会                                        | 中华人民共和国国家经济委员会                                        | 中华人民共和国国家经济委员会                                        | 中华人民共和国国家经济委员会                                        | 中华人民共和国国家经济委员会                                        | 中华人民共和国国家经济委员会                                  | 中华人民共和国国家经济委员会                                  | 中华人民共和国国家经济委员会                                  | 中华人民共和国国家经济委员会                                  | 中华人民共和国国家经济委员会                                  | 中华人民共和国国家经济委员会                                  | 中华人民共和国国家经济委员会                                  | 中华人民共和国国家经济委员会                                  | 中华人民共和国国家经济委员会                                  | 中华人民共和国国家经济委员会                                  | 中华人民共和国国家经济委员会                                  | 中华人民共和国国家经济委员会                                  |                                                               |                                                               |                                                               |                                                               |                                                               |                                                               | 国务院生产办公室                                              | 国务院生产办公室                                              | 国务院生产办公室                                              | 国务院生产办公室                                              | 中华人民共和国国家经济贸易委员会                                   | 中华人民共和国国家经济贸易委员会                                   | 中华人民共和国国家经济贸易委员会                                   | 中华人民共和国国家经济贸易委员会                                   | 中华人民共和国国家经济贸易委员会                                   | 中华人民共和国国家经济贸易委员会                                   | 中华人民共和国国家经济贸易委员会                                   | 中华人民共和国国家经济贸易委员会                                   | 中华人民共和国国家经济贸易委员会                                   | 中华人民共和国国家经济贸易委员会                                   | 中华人民共和国国家经济贸易委员会                           | 中华人民共和国国家经济贸易委员会                           | 中华人民共和国国家经济贸易委员会                           | 中华人民共和国国家经济贸易委员会                           | 中华人民共和国国家经济贸易委员会                           | 中华人民共和国国家经济贸易委员会                           | 中华人民共和国国家经济贸易委员会                           | 中华人民共和国国家经济贸易委员会                           | 中华人民共和国国家经济贸易委员会                           | 中华人民共和国国家经济贸易委员会                           | 中华人民共和国国家发展和改革委员会 国家粮食局 国家能源局 | 中华人民共和国国家发展和改革委员会 国家粮食局 国家能源局 | 中华人民共和国国家发展和改革委员会 国家粮食局 国家能源局 | 中华人民共和国国家发展和改革委员会 国家粮食局 国家能源局 | 中华人民共和国国家发展和改革委员会 国家粮食局 国家能源局 | 中华人民共和国国家发展和改革委员会 国家粮食局 国家能源局 | 中华人民共和国国家发展和改革委员会 国家粮食局 国家能源局 | 中华人民共和国国家发展和改革委员会 国家粮食局 国家能源局 | 中华人民共和国国家发展和改革委员会 国家粮食局 国家能源局 | 中华人民共和国国家发展和改革委员会 国家粮食局 国家能源局 | 中华人民共和国国家发展和改革委员会 国家粮食局 国家能源局                                 | 中华人民共和国国家发展和改革委员会 国家粮食局 国家能源局                                 | 中华人民共和国国家发展和改革委员会 国家粮食局 国家能源局                                 | 中华人民共和国国家发展和改革委员会 国家粮食局 国家能源局                                 | 中华人民共和国国家发展和改革委员会 国家粮食局 国家能源局       | 中华人民共和国国家发展和改革委员会 国家粮食局 国家能源局       | 中华人民共和国国家发展和改革委员会 国家粮食局 国家能源局       | 中华人民共和国国家发展和改革委员会 国家粮食局 国家能源局       | 中华人民共和国国家发展和改革委员会 国家粮食局 国家能源局       | 中华人民共和国国家发展和改革委员会 国家粮食局 国家能源局       | 中华人民共和国国家发展和改革委员会 国家粮食局 国家能源局       | 中华人民共和国国家发展和改革委员会 国家粮食局 国家能源局       | 中华人民共和国国家发展和改革委员会 国家粮食局 国家能源局       | 中华人民共和国国家发展和改革委员会 国家粮食局 国家能源局       | 中华人民共和国国家发展和改革委员会 国家粮食局 国家能源局       | 中华人民共和国国家发展和改革委员会 国家粮食局 国家能源局       | 中华人民共和国国家发展和改革委员会 国家粮食局 国家能源局       | 中华人民共和国国家发展和改革委员会 国家粮食局 国家能源局       | 中华人民共和国国家发展和改革委员会 国家粮食局 国家能源局       | 中华人民共和国国家发展和改革委员会 国家粮食局 国家能源局       |                                                    |                                                    |                                                    |                                                    |                                                    |                                                    |                                                    |                                                    |                                                    |                                                    |
|                                       |                                       |                                       |                                       |                                       |                                       |                                        |                                        |                                        |                                        |                                          |                                          |                                          |                                          |                                          |                                          |                                          |                                          |                                          |                                          |                                           |                                           |                                           |                                           |                                           |                                           |                                           |                                           |                                           |                                           |                                           |                                           |                                           |                                           |                                           |                                           |                                           |                                           |                                              |                                              |                                              |                                              |                                                                       |                                                                       |                                                                       |                                                                       |                                                                       |                                                                       |                                                                       |                                                                       |                                                                       |                                                                       |                                                                       |                                                                       |                                                                       |                                                                       |                                                                       |                                                                       |                                                                       |                                                                       |                                                                     |                                                                     | 中华人民共和国国家能源委员会                                        | 中华人民共和国国家能源委员会                                        | 中华人民共和国国家能源委员会                                        | 中华人民共和国国家能源委员会                                        | 中华人民共和国国家经济委员会                                  | 中华人民共和国国家经济委员会                                  | 中华人民共和国国家经济委员会                                  | 中华人民共和国国家经济委员会                                  | 中华人民共和国国家经济委员会                                  | 中华人民共和国国家经济委员会                                  | 中华人民共和国国家经济委员会                                  | 中华人民共和国国家经济委员会                                  | 中华人民共和国国家经济委员会                                  | 中华人民共和国国家经济委员会                                  | 中华人民共和国国家经济委员会                                  | 中华人民共和国国家经济委员会                                  | 中华人民共和国能源部                                          | 中华人民共和国能源部                                          | 中华人民共和国能源部                                          | 中华人民共和国能源部                                          | 中华人民共和国能源部                                          | 中华人民共和国能源部                                          | 中华人民共和国能源部                                          | 中华人民共和国能源部                                          | 中华人民共和国能源部                                          | 中华人民共和国能源部                                          |                                                                    |                                                                    |                                                                    |                                                                    |                                                                    |                                                                    |                                                                    |                                                                    |                                                                    |                                                                    |                                                            |                                                            |                                                            |                                                            |                                                            |                                                            |                                                            |                                                            |                                                            |                                                            |                                                          |                                                          |                                                          |                                                          |                                                          |                                                          |                                                          |                                                          |                                                          |                                                          |                                                                                          |                                                                                          |                                                                                          |                                                                                          |                                                                |                                                                |                                                                |                                                                |                                                                |                                                                |                                                                |                                                                |                                                                |                                                                |                                                                |                                                                |                                                                |                                                                |                                                                |                                                                |                                                    |                                                    |                                                    |                                                    |                                                    |                                                    |                                                    |                                                    |                                                    |                                                    |
|                                       |                                       |                                       |                                       |                                       |                                       | 中央人民政府高等教育部                 | 中央人民政府高等教育部                 | 中央人民政府高等教育部                 | 中央人民政府高等教育部                 | 中华人民共和国高等教育部                 | 中华人民共和国高等教育部                 | 中华人民共和国高等教育部                 | 中华人民共和国高等教育部                 | 中华人民共和国高等教育部                 | 中华人民共和国高等教育部                 | 中华人民共和国高等教育部                 | 中华人民共和国高等教育部                 | 中华人民共和国教育部                     | 中华人民共和国教育部                     | 中华人民共和国教育部                      | 中华人民共和国教育部                      | 中华人民共和国教育部                      | 中华人民共和国教育部                      | 中华人民共和国教育部                      | 中华人民共和国教育部                      | 中华人民共和国教育部                      | 中华人民共和国教育部                      | 中华人民共和国教育部                      | 中华人民共和国教育部                      | 中华人民共和国高等教育部                  | 中华人民共和国高等教育部                  | 中华人民共和国高等教育部                  | 中华人民共和国高等教育部                  | 中华人民共和国教育部                      | 中华人民共和国教育部                      | 中华人民共和国教育部                      | 中华人民共和国教育部                      | 中华人民共和国教育部                         | 中华人民共和国教育部                         | 中华人民共和国教育部                         | 中华人民共和国教育部                         | 中华人民共和国教育部                                                  | 中华人民共和国教育部                                                  | 中华人民共和国教育部                                                  | 中华人民共和国教育部                                                  | 中华人民共和国教育部                                                  | 中华人民共和国教育部                                                  | 中华人民共和国教育部                                                  | 中华人民共和国教育部                                                  | 中华人民共和国教育部                                                  | 中华人民共和国教育部                                                  | 中华人民共和国教育部                                                  | 中华人民共和国教育部                                                  | 中华人民共和国教育部                                                  | 中华人民共和国教育部                                                  | 中华人民共和国教育部                                                  | 中华人民共和国教育部                                                  | 中华人民共和国教育部                                                  | 中华人民共和国教育部                                                  | 中华人民共和国教育部                                                | 中华人民共和国教育部                                                | 中华人民共和国教育部                                                | 中华人民共和国教育部                                                | 中华人民共和国教育部                                                | 中华人民共和国教育部                                                | 中华人民共和国教育部                                          | 中华人民共和国教育部                                          | 中华人民共和国教育部                                          | 中华人民共和国教育部                                          | 中华人民共和国教育部                                          | 中华人民共和国教育部                                          | 中华人民共和国国家教育委员会                                  | 中华人民共和国国家教育委员会                                  | 中华人民共和国国家教育委员会                                  | 中华人民共和国国家教育委员会                                  | 中华人民共和国国家教育委员会                                  | 中华人民共和国国家教育委员会                                  | 中华人民共和国国家教育委员会                                  | 中华人民共和国国家教育委员会                                  | 中华人民共和国国家教育委员会                                  | 中华人民共和国国家教育委员会                                  | 中华人民共和国国家教育委员会                                  | 中华人民共和国国家教育委员会                                  | 中华人民共和国国家教育委员会                                  | 中华人民共和国国家教育委员会                                  | 中华人民共和国国家教育委员会                                  | 中华人民共和国国家教育委员会                                  | 中华人民共和国国家教育委员会                                       | 中华人民共和国国家教育委员会                                       | 中华人民共和国国家教育委员会                                       | 中华人民共和国国家教育委员会                                       | 中华人民共和国国家教育委员会                                       | 中华人民共和国国家教育委员会                                       | 中华人民共和国国家教育委员会                                       | 中华人民共和国国家教育委员会                                       | 中华人民共和国国家教育委员会                                       | 中华人民共和国国家教育委员会                                       | 中华人民共和国教育部                                       | 中华人民共和国教育部                                       | 中华人民共和国教育部                                       | 中华人民共和国教育部                                       | 中华人民共和国教育部                                       | 中华人民共和国教育部                                       | 中华人民共和国教育部                                       | 中华人民共和国教育部                                       | 中华人民共和国教育部                                       | 中华人民共和国教育部                                       | 中华人民共和国教育部                                     | 中华人民共和国教育部                                     | 中华人民共和国教育部                                     | 中华人民共和国教育部                                     | 中华人民共和国教育部                                     | 中华人民共和国教育部                                     | 中华人民共和国教育部                                     | 中华人民共和国教育部                                     | 中华人民共和国教育部                                     | 中华人民共和国教育部                                     | 中华人民共和国教育部                                                                     | 中华人民共和国教育部                                                                     | 中华人民共和国教育部                                                                     | 中华人民共和国教育部                                                                     | 中华人民共和国教育部                                           | 中华人民共和国教育部                                           | 中华人民共和国教育部                                           | 中华人民共和国教育部                                           | 中华人民共和国教育部                                           | 中华人民共和国教育部                                           | 中华人民共和国教育部                                           | 中华人民共和国教育部                                           | 中华人民共和国教育部                                           | 中华人民共和国教育部                                           | 中华人民共和国教育部                                           | 中华人民共和国教育部                                           | 中华人民共和国教育部                                           | 中华人民共和国教育部                                           | 中华人民共和国教育部                                           | 中华人民共和国教育部                                           |                                                    |                                                    |                                                    |                                                    |                                                    |                                                    |                                                    |                                                    |                                                    |                                                    |
| 中央人民政府教育部                    | 中央人民政府教育部                    | 中央人民政府教育部                    | 中央人民政府教育部                    | 中央人民政府教育部                    | 中央人民政府教育部                    | 中央人民政府教育部                     | 中央人民政府教育部                     | 中央人民政府教育部                     | 中央人民政府教育部                     | 中华人民共和国教育部                     | 中华人民共和国教育部                     | 中华人民共和国教育部                     | 中华人民共和国教育部                     | 中华人民共和国教育部                     | 中华人民共和国教育部                     | 中华人民共和国教育部                     | 中华人民共和国教育部                     | -                                        | -                                        | -                                         | -                                         | -                                         | -                                         | -                                         | -                                         | -                                         | -                                         | -                                         | -                                         | 中华人民共和国教育部                      | 中华人民共和国教育部                      | 中华人民共和国教育部                      | 中华人民共和国教育部                      | 中华人民共和国教育部                      | 中华人民共和国教育部                      | 中华人民共和国教育部                      | 中华人民共和国教育部                      | 中华人民共和国教育部                         | 中华人民共和国教育部                         | 中华人民共和国教育部                         | 中华人民共和国教育部                         | 中华人民共和国教育部                                                  | 中华人民共和国教育部                                                  | 中华人民共和国教育部                                                  | 中华人民共和国教育部                                                  | 中华人民共和国教育部                                                  | 中华人民共和国教育部                                                  | 中华人民共和国教育部                                                  | 中华人民共和国教育部                                                  | 中华人民共和国教育部                                                  | 中华人民共和国教育部                                                  | 中华人民共和国教育部                                                  | 中华人民共和国教育部                                                  | 中华人民共和国教育部                                                  | 中华人民共和国教育部                                                  | 中华人民共和国教育部                                                  | 中华人民共和国教育部                                                  | 中华人民共和国教育部                                                  | 中华人民共和国教育部                                                  | 中华人民共和国教育部                                                | 中华人民共和国教育部                                                | 中华人民共和国教育部                                                | 中华人民共和国教育部                                                | 中华人民共和国教育部                                                | 中华人民共和国教育部                                                | 中华人民共和国教育部                                          | 中华人民共和国教育部                                          | 中华人民共和国教育部                                          | 中华人民共和国教育部                                          | 中华人民共和国教育部                                          | 中华人民共和国教育部                                          | 中华人民共和国国家教育委员会                                  | 中华人民共和国国家教育委员会                                  | 中华人民共和国国家教育委员会                                  | 中华人民共和国国家教育委员会                                  | 中华人民共和国国家教育委员会                                  | 中华人民共和国国家教育委员会                                  | 中华人民共和国国家教育委员会                                  | 中华人民共和国国家教育委员会                                  | 中华人民共和国国家教育委员会                                  | 中华人民共和国国家教育委员会                                  | 中华人民共和国国家教育委员会                                  | 中华人民共和国国家教育委员会                                  | 中华人民共和国国家教育委员会                                  | 中华人民共和国国家教育委员会                                  | 中华人民共和国国家教育委员会                                  | 中华人民共和国国家教育委员会                                  | 中华人民共和国国家教育委员会                                       | 中华人民共和国国家教育委员会                                       | 中华人民共和国国家教育委员会                                       | 中华人民共和国国家教育委员会                                       | 中华人民共和国国家教育委员会                                       | 中华人民共和国国家教育委员会                                       | 中华人民共和国国家教育委员会                                       | 中华人民共和国国家教育委员会                                       | 中华人民共和国国家教育委员会                                       | 中华人民共和国国家教育委员会                                       | 中华人民共和国教育部                                       | 中华人民共和国教育部                                       | 中华人民共和国教育部                                       | 中华人民共和国教育部                                       | 中华人民共和国教育部                                       | 中华人民共和国教育部                                       | 中华人民共和国教育部                                       | 中华人民共和国教育部                                       | 中华人民共和国教育部                                       | 中华人民共和国教育部                                       | 中华人民共和国教育部                                     | 中华人民共和国教育部                                     | 中华人民共和国教育部                                     | 中华人民共和国教育部                                     | 中华人民共和国教育部                                     | 中华人民共和国教育部                                     | 中华人民共和国教育部                                     | 中华人民共和国教育部                                     | 中华人民共和国教育部                                     | 中华人民共和国教育部                                     | 中华人民共和国教育部                                                                     | 中华人民共和国教育部                                                                     | 中华人民共和国教育部                                                                     | 中华人民共和国教育部                                                                     | 中华人民共和国教育部                                           | 中华人民共和国教育部                                           | 中华人民共和国教育部                                           | 中华人民共和国教育部                                           | 中华人民共和国教育部                                           | 中华人民共和国教育部                                           | 中华人民共和国教育部                                           | 中华人民共和国教育部                                           | 中华人民共和国教育部                                           | 中华人民共和国教育部                                           | 中华人民共和国教育部                                           | 中华人民共和国教育部                                           | 中华人民共和国教育部                                           | 中华人民共和国教育部                                           | 中华人民共和国教育部                                           | 中华人民共和国教育部                                           |                                                    |                                                    |                                                    |                                                    |                                                    |                                                    |                                                    |                                                    |                                                    |                                                    |
|                                       |                                       |                                       |                                       |                                       |                                       |                                        |                                        |                                        |                                        |                                          |                                          |                                          |                                          | 中华人民共和国国家技术委员会             | 中华人民共和国国家技术委员会             | 中华人民共和国国家技术委员会             | 中华人民共和国国家技术委员会             | 中华人民共和国科学技术委员会             | 中华人民共和国科学技术委员会             | 中华人民共和国科学技术委员会              | 中华人民共和国科学技术委员会              | 中华人民共和国科学技术委员会              | 中华人民共和国科学技术委员会              | 中华人民共和国科学技术委员会              | 中华人民共和国科学技术委员会              | 中华人民共和国科学技术委员会              | 中华人民共和国科学技术委员会              | 中华人民共和国科学技术委员会              | 中华人民共和国科学技术委员会              | 中华人民共和国科学技术委员会              | 中华人民共和国科学技术委员会              | 中华人民共和国科学技术委员会              | 中华人民共和国科学技术委员会              | 中华人民共和国科学技术委员会              | 中华人民共和国科学技术委员会              | 中华人民共和国科学技术委员会              | 中华人民共和国科学技术委员会              | 中华人民共和国科学技术委员会                 | 中华人民共和国科学技术委员会                 | 中华人民共和国科学技术委员会                 | 中华人民共和国科学技术委员会                 | 中国科学院                                                            | 中国科学院                                                            | 中国科学院                                                            | 中国科学院                                                            | 中国科学院                                                            | 中国科学院                                                            | 中国科学院                                                            | 中国科学院                                                            | 中国科学院                                                            | 中国科学院                                                            | 中国科学院                                                            | 中国科学院                                                            | 中国科学院                                                            | 中国科学院                                                            | 中华人民共和国国家科学技术委员会                                      | 中华人民共和国国家科学技术委员会                                      | 中华人民共和国国家科学技术委员会                                      | 中华人民共和国国家科学技术委员会                                      | 中华人民共和国国家科学技术委员会                                    | 中华人民共和国国家科学技术委员会                                    | 中华人民共和国国家科学技术委员会                                    | 中华人民共和国国家科学技术委员会                                    | 中华人民共和国国家科学技术委员会                                    | 中华人民共和国国家科学技术委员会                                    | 中华人民共和国国家科学技术委员会                              | 中华人民共和国国家科学技术委员会                              | 中华人民共和国国家科学技术委员会                              | 中华人民共和国国家科学技术委员会                              | 中华人民共和国国家科学技术委员会                              | 中华人民共和国国家科学技术委员会                              | 中华人民共和国国家科学技术委员会                              | 中华人民共和国国家科学技术委员会                              | 中华人民共和国国家科学技术委员会                              | 中华人民共和国国家科学技术委员会                              | 中华人民共和国国家科学技术委员会                              | 中华人民共和国国家科学技术委员会                              | 中华人民共和国国家科学技术委员会                              | 中华人民共和国国家科学技术委员会                              | 中华人民共和国国家科学技术委员会                              | 中华人民共和国国家科学技术委员会                              | 中华人民共和国国家科学技术委员会                              | 中华人民共和国国家科学技术委员会                              | 中华人民共和国国家科学技术委员会                              | 中华人民共和国国家科学技术委员会                              | 中华人民共和国国家科学技术委员会                              | 中华人民共和国国家科学技术委员会                              | 中华人民共和国国家科学技术委员会                                   | 中华人民共和国国家科学技术委员会                                   | 中华人民共和国国家科学技术委员会                                   | 中华人民共和国国家科学技术委员会                                   | 中华人民共和国国家科学技术委员会                                   | 中华人民共和国国家科学技术委员会                                   | 中华人民共和国国家科学技术委员会                                   | 中华人民共和国国家科学技术委员会                                   | 中华人民共和国国家科学技术委员会                                   | 中华人民共和国国家科学技术委员会                                   | 中华人民共和国科学技术部                                   | 中华人民共和国科学技术部                                   | 中华人民共和国科学技术部                                   | 中华人民共和国科学技术部                                   | 中华人民共和国科学技术部                                   | 中华人民共和国科学技术部                                   | 中华人民共和国科学技术部                                   | 中华人民共和国科学技术部                                   | 中华人民共和国科学技术部                                   | 中华人民共和国科学技术部                                   | 中华人民共和国科学技术部                                 | 中华人民共和国科学技术部                                 | 中华人民共和国科学技术部                                 | 中华人民共和国科学技术部                                 | 中华人民共和国科学技术部                                 | 中华人民共和国科学技术部                                 | 中华人民共和国科学技术部                                 | 中华人民共和国科学技术部                                 | 中华人民共和国科学技术部                                 | 中华人民共和国科学技术部                                 | 中华人民共和国科学技术部                                                                 | 中华人民共和国科学技术部                                                                 | 中华人民共和国科学技术部                                                                 | 中华人民共和国科学技术部                                                                 | 中华人民共和国科学技术部                                       | 中华人民共和国科学技术部                                       | 中华人民共和国科学技术部                                       | 中华人民共和国科学技术部                                       | 中华人民共和国科学技术部                                       | 中华人民共和国科学技术部                                       | 中华人民共和国科学技术部                                       | 中华人民共和国科学技术部                                       | 中华人民共和国科学技术部                                       | 中华人民共和国科学技术部                                       | 中华人民共和国科学技术部                                       | 中华人民共和国科学技术部                                       | 中华人民共和国科学技术部                                       | 中华人民共和国科学技术部                                       | 中华人民共和国科学技术部                                       | 中华人民共和国科学技术部                                       | 中华人民共和国科学技术部 国家外国专家局            | 中华人民共和国科学技术部 国家外国专家局            | 中华人民共和国科学技术部 国家外国专家局            | 中华人民共和国科学技术部 国家外国专家局            | 中华人民共和国科学技术部 国家外国专家局            | 中华人民共和国科学技术部 国家外国专家局            | 中华人民共和国科学技术部 国家外国专家局            | 中华人民共和国科学技术部 国家外国专家局            | 中华人民共和国科学技术部 国家外国专家局            | 中华人民共和国科学技术部 国家外国专家局            |
|                                       |                                       |                                       |                                       |                                       |                                       |                                        |                                        |                                        |                                        |                                          |                                          |                                          |                                          | 国务院科学规划委员会                     |                                          |                                          |                                          | 中华人民共和国科学技术委员会             | 中华人民共和国科学技术委员会             | 中华人民共和国科学技术委员会              | 中华人民共和国科学技术委员会              | 中华人民共和国科学技术委员会              | 中华人民共和国科学技术委员会              | 中华人民共和国科学技术委员会              | 中华人民共和国科学技术委员会              | 中华人民共和国科学技术委员会              | 中华人民共和国科学技术委员会              | 中华人民共和国科学技术委员会              | 中华人民共和国科学技术委员会              | 中华人民共和国科学技术委员会              | 中华人民共和国科学技术委员会              | 中华人民共和国科学技术委员会              | 中华人民共和国科学技术委员会              | 中华人民共和国科学技术委员会              | 中华人民共和国科学技术委员会              | 中华人民共和国科学技术委员会              | 中华人民共和国科学技术委员会              | 中华人民共和国科学技术委员会                 | 中华人民共和国科学技术委员会                 | 中华人民共和国科学技术委员会                 | 中华人民共和国科学技术委员会                 | 中国科学院                                                            | 中国科学院                                                            | 中国科学院                                                            | 中国科学院                                                            | 中国科学院                                                            | 中国科学院                                                            | 中国科学院                                                            | 中国科学院                                                            | 中国科学院                                                            | 中国科学院                                                            | 中国科学院                                                            | 中国科学院                                                            | 中国科学院                                                            | 中国科学院                                                            | 中华人民共和国国家科学技术委员会                                      | 中华人民共和国国家科学技术委员会                                      | 中华人民共和国国家科学技术委员会                                      | 中华人民共和国国家科学技术委员会                                      | 中华人民共和国国家科学技术委员会                                    | 中华人民共和国国家科学技术委员会                                    | 中华人民共和国国家科学技术委员会                                    | 中华人民共和国国家科学技术委员会                                    | 中华人民共和国国家科学技术委员会                                    | 中华人民共和国国家科学技术委员会                                    | 中华人民共和国国家科学技术委员会                              | 中华人民共和国国家科学技术委员会                              | 中华人民共和国国家科学技术委员会                              | 中华人民共和国国家科学技术委员会                              | 中华人民共和国国家科学技术委员会                              | 中华人民共和国国家科学技术委员会                              | 中华人民共和国国家科学技术委员会                              | 中华人民共和国国家科学技术委员会                              | 中华人民共和国国家科学技术委员会                              | 中华人民共和国国家科学技术委员会                              | 中华人民共和国国家科学技术委员会                              | 中华人民共和国国家科学技术委员会                              | 中华人民共和国国家科学技术委员会                              | 中华人民共和国国家科学技术委员会                              | 中华人民共和国国家科学技术委员会                              | 中华人民共和国国家科学技术委员会                              | 中华人民共和国国家科学技术委员会                              | 中华人民共和国国家科学技术委员会                              | 中华人民共和国国家科学技术委员会                              | 中华人民共和国国家科学技术委员会                              | 中华人民共和国国家科学技术委员会                              | 中华人民共和国国家科学技术委员会                              | 中华人民共和国国家科学技术委员会                                   | 中华人民共和国国家科学技术委员会                                   | 中华人民共和国国家科学技术委员会                                   | 中华人民共和国国家科学技术委员会                                   | 中华人民共和国国家科学技术委员会                                   | 中华人民共和国国家科学技术委员会                                   | 中华人民共和国国家科学技术委员会                                   | 中华人民共和国国家科学技术委员会                                   | 中华人民共和国国家科学技术委员会                                   | 中华人民共和国国家科学技术委员会                                   | 中华人民共和国科学技术部                                   | 中华人民共和国科学技术部                                   | 中华人民共和国科学技术部                                   | 中华人民共和国科学技术部                                   | 中华人民共和国科学技术部                                   | 中华人民共和国科学技术部                                   | 中华人民共和国科学技术部                                   | 中华人民共和国科学技术部                                   | 中华人民共和国科学技术部                                   | 中华人民共和国科学技术部                                   | 中华人民共和国科学技术部                                 | 中华人民共和国科学技术部                                 | 中华人民共和国科学技术部                                 | 中华人民共和国科学技术部                                 | 中华人民共和国科学技术部                                 | 中华人民共和国科学技术部                                 | 中华人民共和国科学技术部                                 | 中华人民共和国科学技术部                                 | 中华人民共和国科学技术部                                 | 中华人民共和国科学技术部                                 | 中华人民共和国科学技术部                                                                 | 中华人民共和国科学技术部                                                                 | 中华人民共和国科学技术部                                                                 | 中华人民共和国科学技术部                                                                 | 中华人民共和国科学技术部                                       | 中华人民共和国科学技术部                                       | 中华人民共和国科学技术部                                       | 中华人民共和国科学技术部                                       | 中华人民共和国科学技术部                                       | 中华人民共和国科学技术部                                       | 中华人民共和国科学技术部                                       | 中华人民共和国科学技术部                                       | 中华人民共和国科学技术部                                       | 中华人民共和国科学技术部                                       | 中华人民共和国科学技术部                                       | 中华人民共和国科学技术部                                       | 中华人民共和国科学技术部                                       | 中华人民共和国科学技术部                                       | 中华人民共和国科学技术部                                       | 中华人民共和国科学技术部                                       | 中华人民共和国科学技术部 国家外国专家局            | 中华人民共和国科学技术部 国家外国专家局            | 中华人民共和国科学技术部 国家外国专家局            | 中华人民共和国科学技术部 国家外国专家局            | 中华人民共和国科学技术部 国家外国专家局            | 中华人民共和国科学技术部 国家外国专家局            | 中华人民共和国科学技术部 国家外国专家局            | 中华人民共和国科学技术部 国家外国专家局            | 中华人民共和国科学技术部 国家外国专家局            | 中华人民共和国科学技术部 国家外国专家局            |
| 中国科学院                            | 中国科学院                            | 中国科学院                            | 中国科学院                            | 中国科学院                            | 中国科学院                            | 中国科学院                             | 中国科学院                             | 中国科学院                             | 中国科学院                             | 中国科学院                               | 中国科学院                               | 中国科学院                               | 中国科学院                               | 中国科学院                               | 中国科学院                               | 中国科学院                               | 中国科学院                               | 中国科学院                               | 中国科学院                               | 中国科学院                                | 中国科学院                                | 中国科学院                                | 中国科学院                                | 中国科学院                                | 中国科学院                                | 中国科学院                                | 中国科学院                                | 中国科学院                                | 中国科学院                                | 中国科学院                                | 中国科学院                                | 中国科学院                                | 中国科学院                                | 中国科学院                                | 中国科学院                                | 中国科学院                                | 中国科学院                                | 中国科学院                                   | 中国科学院                                   | 中国科学院                                   | 中国科学院                                   | 中国科学院                                                            | 中国科学院                                                            | 中国科学院                                                            | 中国科学院                                                            | 中国科学院                                                            | 中国科学院                                                            | 中国科学院                                                            | 中国科学院                                                            | 中国科学院                                                            | 中国科学院                                                            | 中国科学院                                                            | 中国科学院                                                            | 中国科学院                                                            | 中国科学院                                                            | 中国科学院                                                            | 中国科学院                                                            | 中国科学院                                                            | 中国科学院                                                            | 中国科学院                                                          | 中国科学院                                                          | 中国科学院                                                          | 中国科学院                                                          | 中国科学院                                                          | 中国科学院                                                          | 中国科学院                                                    | 中国科学院                                                    | 中国科学院                                                    | 中国科学院                                                    | 中国科学院                                                    | 中国科学院                                                    | 中国科学院                                                    | 中国科学院                                                    | 中国科学院                                                    | 中国科学院                                                    | 中国科学院                                                    | 中国科学院                                                    | 中国科学院                                                    | 中国科学院                                                    | 中国科学院                                                    | 中国科学院                                                    | 中国科学院                                                    | 中国科学院                                                    | 中国科学院                                                    | 中国科学院                                                    | 中国科学院                                                    | 中国科学院                                                    | 中国科学院                                                         | 中国科学院                                                         | 中国科学院                                                         | 中国科学院                                                         | 中国科学院                                                         | 中国科学院                                                         | 中国科学院                                                         | 中国科学院                                                         | 中国科学院                                                         | 中国科学院                                                         | 中国科学院                                                 | 中国科学院                                                 | 中国科学院                                                 | 中国科学院                                                 | 中国科学院                                                 | 中国科学院                                                 | 中国科学院                                                 | 中国科学院                                                 | 中国科学院                                                 | 中国科学院                                                 | 中国科学院                                               | 中国科学院                                               | 中国科学院                                               | 中国科学院                                               | 中国科学院                                               | 中国科学院                                               | 中国科学院                                               | 中国科学院                                               | 中国科学院                                               | 中国科学院                                               | 中国科学院                                                                               | 中国科学院                                                                               | 中国科学院                                                                               | 中国科学院                                                                               | 中国科学院                                                     | 中国科学院                                                     | 中国科学院                                                     | 中国科学院                                                     | 中国科学院                                                     | 中国科学院                                                     | 中国科学院                                                     | 中国科学院                                                     | 中国科学院                                                     | 中国科学院                                                     | 中国科学院                                                     | 中国科学院                                                     | 中国科学院                                                     | 中国科学院                                                     | 中国科学院                                                     | 中国科学院                                                     |                                                    |                                                    |                                                    |                                                    |                                                    |                                                    |                                                    |                                                    |                                                    |                                                    |
| 中国科学院                            | 中国科学院                            | 中国科学院                            | 中国科学院                            | 中国科学院                            | 中国科学院                            | 中国科学院                             | 中国科学院                             | 中国科学院                             | 中国科学院                             | 中国科学院                               | 中国科学院                               | 中国科学院                               | 中国科学院                               | 中国科学院                               | 中国科学院                               | 中国科学院                               | 中国科学院                               | 中国科学院                               | 中国科学院                               | 中国科学院                                | 中国科学院                                | 中国科学院                                | 中国科学院                                | 中国科学院                                | 中国科学院                                | 中国科学院                                | 中国科学院                                | 中国科学院                                | 中国科学院                                | 中国科学院                                | 中国科学院                                | 中国科学院                                | 中国科学院                                | 中国科学院                                | 中国科学院                                | 中国科学院                                | 中国科学院                                | 中国科学院                                   | 中国科学院                                   | 中国科学院                                   | 中国科学院                                   | 中国科学院                                                            | 中国科学院                                                            | 中国科学院                                                            | 中国科学院                                                            | 中国科学院                                                            | 中国科学院                                                            | 中国科学院                                                            | 中国科学院                                                            | 中国科学院                                                            | 中国科学院                                                            | 中国科学院                                                            | 中国科学院                                                            | 中国科学院                                                            | 中国科学院                                                            | 中国社会科学院                                                        |                                                                       |                                                                       |                                                                       |                                                                     |                                                                     |                                                                     |                                                                     |                                                                     |                                                                     |                                                               |                                                               |                                                               |                                                               |                                                               |                                                               |                                                               |                                                               |                                                               |                                                               |                                                               |                                                               |                                                               |                                                               |                                                               |                                                               |                                                               |                                                               |                                                               |                                                               |                                                               |                                                               |                                                                    |                                                                    |                                                                    |                                                                    |                                                                    |                                                                    |                                                                    |                                                                    |                                                                    |                                                                    |                                                            |                                                            |                                                            |                                                            |                                                            |                                                            |                                                            |                                                            |                                                            |                                                            |                                                          |                                                          |                                                          |                                                          |                                                          |                                                          |                                                          |                                                          |                                                          |                                                          |                                                                                          |                                                                                          |                                                                                          |                                                                                          |                                                                |                                                                |                                                                |                                                                |                                                                |                                                                |                                                                |                                                                |                                                                |                                                                |                                                                |                                                                |                                                                |                                                                |                                                                |                                                                |                                                    |                                                    |                                                    |                                                    |                                                    |                                                    |                                                    |                                                    |                                                    |                                                    |
|                                       |                                       |                                       |                                       |                                       |                                       |                                        |                                        |                                        |                                        |                                          |                                          |                                          |                                          |                                          |                                          |                                          |                                          |                                          |                                          |                                           |                                           |                                           |                                           |                                           |                                           |                                           |                                           |                                           |                                           |                                           |                                           |                                           |                                           |                                           |                                           |                                           |                                           |                                              |                                              |                                              |                                              |                                                                       |                                                                       |                                                                       |                                                                       |                                                                       |                                                                       |                                                                       |                                                                       |                                                                       |                                                                       |                                                                       |                                                                       |                                                                       |                                                                       |                                                                       |                                                                       |                                                                       |                                                                       |                                                                     |                                                                     |                                                                     |                                                                     |                                                                     |                                                                     |                                                               |                                                               |                                                               |                                                               |                                                               |                                                               |                                                               |                                                               |                                                               |                                                               |                                                               |                                                               |                                                               |                                                               |                                                               |                                                               |                                                               |                                                               |                                                               |                                                               |                                                               |                                                               |                                                                    |                                                                    | 中国工程院                                                         |                                                                    |                                                                    |                                                                    |                                                                    |                                                                    |                                                                    |                                                                    |                                                            |                                                            |                                                            |                                                            |                                                            |                                                            |                                                            |                                                            |                                                            |                                                            |                                                          |                                                          |                                                          |                                                          |                                                          |                                                          |                                                          |                                                          |                                                          |                                                          |                                                                                          |                                                                                          |                                                                                          |                                                                                          |                                                                |                                                                |                                                                |                                                                |                                                                |                                                                |                                                                |                                                                |                                                                |                                                                |                                                                |                                                                |                                                                |                                                                |                                                                |                                                                |                                                    |                                                    |                                                    |                                                    |                                                    |                                                    |                                                    |                                                    |                                                    |                                                    |
| 中央人民政府民族事务委员会            | 中央人民政府民族事务委员会            | 中央人民政府民族事务委员会            | 中央人民政府民族事务委员会            | 中央人民政府民族事务委员会            | 中央人民政府民族事务委员会            | 中央人民政府民族事务委员会             | 中央人民政府民族事务委员会             | 中央人民政府民族事务委员会             | 中央人民政府民族事务委员会             | 中华人民共和国民族事务委员会             | 中华人民共和国民族事务委员会             | 中华人民共和国民族事务委员会             | 中华人民共和国民族事务委员会             | 中华人民共和国民族事务委员会             | 中华人民共和国民族事务委员会             | 中华人民共和国民族事务委员会             | 中华人民共和国民族事务委员会             | 中华人民共和国民族事务委员会             | 中华人民共和国民族事务委员会             | 中华人民共和国民族事务委员会              | 中华人民共和国民族事务委员会              | 中华人民共和国民族事务委员会              | 中华人民共和国民族事务委员会              | 中华人民共和国民族事务委员会              | 中华人民共和国民族事务委员会              | 中华人民共和国民族事务委员会              | 中华人民共和国民族事务委员会              | 中华人民共和国民族事务委员会              | 中华人民共和国民族事务委员会              | 中华人民共和国民族事务委员会              | 中华人民共和国民族事务委员会              | 中华人民共和国民族事务委员会              | 中华人民共和国民族事务委员会              | 中华人民共和国民族事务委员会              | 中华人民共和国民族事务委员会              | 中华人民共和国民族事务委员会              | 中华人民共和国民族事务委员会              | 中华人民共和国民族事务委员会                 | 中华人民共和国民族事务委员会                 | 中华人民共和国民族事务委员会                 | 中华人民共和国民族事务委员会                 |                                                                       |                                                                       |                                                                       |                                                                       |                                                                       |                                                                       |                                                                       |                                                                       |                                                                       |                                                                       |                                                                       |                                                                       |                                                                       |                                                                       |                                                                       |                                                                       | 中华人民共和国国家民族事务委员会                                      | 中华人民共和国国家民族事务委员会                                      | 中华人民共和国国家民族事务委员会                                    | 中华人民共和国国家民族事务委员会                                    | 中华人民共和国国家民族事务委员会                                    | 中华人民共和国国家民族事务委员会                                    | 中华人民共和国国家民族事务委员会                                    | 中华人民共和国国家民族事务委员会                                    | 中华人民共和国国家民族事务委员会                              | 中华人民共和国国家民族事务委员会                              | 中华人民共和国国家民族事务委员会                              | 中华人民共和国国家民族事务委员会                              | 中华人民共和国国家民族事务委员会                              | 中华人民共和国国家民族事务委员会                              | 中华人民共和国国家民族事务委员会                              | 中华人民共和国国家民族事务委员会                              | 中华人民共和国国家民族事务委员会                              | 中华人民共和国国家民族事务委员会                              | 中华人民共和国国家民族事务委员会                              | 中华人民共和国国家民族事务委员会                              | 中华人民共和国国家民族事务委员会                              | 中华人民共和国国家民族事务委员会                              | 中华人民共和国国家民族事务委员会                              | 中华人民共和国国家民族事务委员会                              | 中华人民共和国国家民族事务委员会                              | 中华人民共和国国家民族事务委员会                              | 中华人民共和国国家民族事务委员会                              | 中华人民共和国国家民族事务委员会                              | 中华人民共和国国家民族事务委员会                              | 中华人民共和国国家民族事务委员会                              | 中华人民共和国国家民族事务委员会                                   | 中华人民共和国国家民族事务委员会                                   | 中华人民共和国国家民族事务委员会                                   | 中华人民共和国国家民族事务委员会                                   | 中华人民共和国国家民族事务委员会                                   | 中华人民共和国国家民族事务委员会                                   | 中华人民共和国国家民族事务委员会                                   | 中华人民共和国国家民族事务委员会                                   | 中华人民共和国国家民族事务委员会                                   | 中华人民共和国国家民族事务委员会                                   | 中华人民共和国国家民族事务委员会                           | 中华人民共和国国家民族事务委员会                           | 中华人民共和国国家民族事务委员会                           | 中华人民共和国国家民族事务委员会                           | 中华人民共和国国家民族事务委员会                           | 中华人民共和国国家民族事务委员会                           | 中华人民共和国国家民族事务委员会                           | 中华人民共和国国家民族事务委员会                           | 中华人民共和国国家民族事务委员会                           | 中华人民共和国国家民族事务委员会                           | 中华人民共和国国家民族事务委员会                         | 中华人民共和国国家民族事务委员会                         | 中华人民共和国国家民族事务委员会                         | 中华人民共和国国家民族事务委员会                         | 中华人民共和国国家民族事务委员会                         | 中华人民共和国国家民族事务委员会                         | 中华人民共和国国家民族事务委员会                         | 中华人民共和国国家民族事务委员会                         | 中华人民共和国国家民族事务委员会                         | 中华人民共和国国家民族事务委员会                         | 中华人民共和国国家民族事务委员会                                                         | 中华人民共和国国家民族事务委员会                                                         | 中华人民共和国国家民族事务委员会                                                         | 中华人民共和国国家民族事务委员会                                                         | 中华人民共和国国家民族事务委员会                               | 中华人民共和国国家民族事务委员会                               | 中华人民共和国国家民族事务委员会                               | 中华人民共和国国家民族事务委员会                               | 中华人民共和国国家民族事务委员会                               | 中华人民共和国国家民族事务委员会                               | 中华人民共和国国家民族事务委员会                               | 中华人民共和国国家民族事务委员会                               | 中华人民共和国国家民族事务委员会                               | 中华人民共和国国家民族事务委员会                               | 中华人民共和国国家民族事务委员会                               | 中华人民共和国国家民族事务委员会                               | 中华人民共和国国家民族事务委员会                               | 中华人民共和国国家民族事务委员会                               | 中华人民共和国国家民族事务委员会                               | 中华人民共和国国家民族事务委员会                               |                                                    |                                                    |                                                    |                                                    |                                                    |                                                    |                                                    |                                                    |                                                    |                                                    |
| 中央人民政府公安部                    | 中央人民政府公安部                    | 中央人民政府公安部                    | 中央人民政府公安部                    | 中央人民政府公安部                    | 中央人民政府公安部                    | 中央人民政府公安部                     | 中央人民政府公安部                     | 中央人民政府公安部                     | 中央人民政府公安部                     | 中华人民共和国公安部                     | 中华人民共和国公安部                     | 中华人民共和国公安部                     | 中华人民共和国公安部                     | 中华人民共和国公安部                     | 中华人民共和国公安部                     | 中华人民共和国公安部                     | 中华人民共和国公安部                     | 中华人民共和国公安部                     | 中华人民共和国公安部                     | 中华人民共和国公安部                      | 中华人民共和国公安部                      | 中华人民共和国公安部                      | 中华人民共和国公安部                      | 中华人民共和国公安部                      | 中华人民共和国公安部                      | 中华人民共和国公安部                      | 中华人民共和国公安部                      | 中华人民共和国公安部                      | 中华人民共和国公安部                      | 中华人民共和国公安部                      | 中华人民共和国公安部                      | 中华人民共和国公安部                      | 中华人民共和国公安部                      | 中华人民共和国公安部                      | 中华人民共和国公安部                      | 中华人民共和国公安部                      | 中华人民共和国公安部                      | 中华人民共和国公安部                         | 中华人民共和国公安部                         | 中华人民共和国公安部                         | 中华人民共和国公安部                         | 中华人民共和国公安部                                                  | 中华人民共和国公安部                                                  | 中华人民共和国公安部                                                  | 中华人民共和国公安部                                                  | 中华人民共和国公安部                                                  | 中华人民共和国公安部                                                  | 中华人民共和国公安部                                                  | 中华人民共和国公安部                                                  | 中华人民共和国公安部                                                  | 中华人民共和国公安部                                                  | 中华人民共和国公安部                                                  | 中华人民共和国公安部                                                  | 中华人民共和国公安部                                                  | 中华人民共和国公安部                                                  | 中华人民共和国公安部                                                  | 中华人民共和国公安部                                                  | 中华人民共和国公安部                                                  | 中华人民共和国公安部                                                  | 中华人民共和国公安部                                                | 中华人民共和国公安部                                                | 中华人民共和国公安部                                                | 中华人民共和国公安部                                                | 中华人民共和国公安部                                                | 中华人民共和国公安部                                                | 中华人民共和国公安部                                          | 中华人民共和国公安部                                          | 中华人民共和国公安部                                          | 中华人民共和国公安部                                          | 中华人民共和国公安部                                          | 中华人民共和国公安部                                          | 中华人民共和国公安部                                          | 中华人民共和国公安部                                          | 中华人民共和国公安部                                          | 中华人民共和国公安部                                          | 中华人民共和国公安部                                          | 中华人民共和国公安部                                          | 中华人民共和国公安部                                          | 中华人民共和国公安部                                          | 中华人民共和国公安部                                          | 中华人民共和国公安部                                          | 中华人民共和国公安部                                          | 中华人民共和国公安部                                          | 中华人民共和国公安部                                          | 中华人民共和国公安部                                          | 中华人民共和国公安部                                          | 中华人民共和国公安部                                          | 中华人民共和国公安部                                               | 中华人民共和国公安部                                               | 中华人民共和国公安部                                               | 中华人民共和国公安部                                               | 中华人民共和国公安部                                               | 中华人民共和国公安部                                               | 中华人民共和国公安部                                               | 中华人民共和国公安部                                               | 中华人民共和国公安部                                               | 中华人民共和国公安部                                               | 中华人民共和国公安部                                       | 中华人民共和国公安部                                       | 中华人民共和国公安部                                       | 中华人民共和国公安部                                       | 中华人民共和国公安部                                       | 中华人民共和国公安部                                       | 中华人民共和国公安部                                       | 中华人民共和国公安部                                       | 中华人民共和国公安部                                       | 中华人民共和国公安部                                       | 中华人民共和国公安部                                     | 中华人民共和国公安部                                     | 中华人民共和国公安部                                     | 中华人民共和国公安部                                     | 中华人民共和国公安部                                     | 中华人民共和国公安部                                     | 中华人民共和国公安部                                     | 中华人民共和国公安部                                     | 中华人民共和国公安部                                     | 中华人民共和国公安部                                     | 中华人民共和国公安部                                                                     | 中华人民共和国公安部                                                                     | 中华人民共和国公安部                                                                     | 中华人民共和国公安部                                                                     | 中华人民共和国公安部                                           | 中华人民共和国公安部                                           | 中华人民共和国公安部                                           | 中华人民共和国公安部                                           | 中华人民共和国公安部                                           | 中华人民共和国公安部                                           | 中华人民共和国公安部                                           | 中华人民共和国公安部                                           | 中华人民共和国公安部                                           | 中华人民共和国公安部                                           | 中华人民共和国公安部                                           | 中华人民共和国公安部                                           | 中华人民共和国公安部                                           | 中华人民共和国公安部                                           | 中华人民共和国公安部                                           | 中华人民共和国公安部                                           |                                                    |                                                    |                                                    |                                                    |                                                    |                                                    |                                                    |                                                    |                                                    |                                                    |
| 中央人民政府情报总署                  | 中央人民政府情报总署                  | 中央人民政府情报总署                  | 中央人民政府情报总署                  | 中央人民政府情报总署                  | 中央人民政府情报总署                  |                                        |                                        |                                        |                                        |                                          |                                          |                                          |                                          |                                          |                                          |                                          |                                          |                                          |                                          |                                           |                                           |                                           |                                           |                                           |                                           |                                           |                                           |                                           |                                           |                                           |                                           |                                           |                                           |                                           |                                           |                                           |                                           |                                              |                                              |                                              |                                              |                                                                       |                                                                       |                                                                       |                                                                       |                                                                       |                                                                       |                                                                       |                                                                       |                                                                       |                                                                       |                                                                       |                                                                       |                                                                       |                                                                       |                                                                       |                                                                       |                                                                       |                                                                       |                                                                     |                                                                     |                                                                     |                                                                     |                                                                     |                                                                     |                                                               |                                                               | 中华人民共和国国家安全部                                      | 中华人民共和国国家安全部                                      | 中华人民共和国国家安全部                                      | 中华人民共和国国家安全部                                      | 中华人民共和国国家安全部                                      | 中华人民共和国国家安全部                                      | 中华人民共和国国家安全部                                      | 中华人民共和国国家安全部                                      | 中华人民共和国国家安全部                                      | 中华人民共和国国家安全部                                      | 中华人民共和国国家安全部                                      | 中华人民共和国国家安全部                                      | 中华人民共和国国家安全部                                      | 中华人民共和国国家安全部                                      | 中华人民共和国国家安全部                                      | 中华人民共和国国家安全部                                      | 中华人民共和国国家安全部                                      | 中华人民共和国国家安全部                                      | 中华人民共和国国家安全部                                      | 中华人民共和国国家安全部                                      | 中华人民共和国国家安全部                                           | 中华人民共和国国家安全部                                           | 中华人民共和国国家安全部                                           | 中华人民共和国国家安全部                                           | 中华人民共和国国家安全部                                           | 中华人民共和国国家安全部                                           | 中华人民共和国国家安全部                                           | 中华人民共和国国家安全部                                           | 中华人民共和国国家安全部                                           | 中华人民共和国国家安全部                                           | 中华人民共和国国家安全部                                   | 中华人民共和国国家安全部                                   | 中华人民共和国国家安全部                                   | 中华人民共和国国家安全部                                   | 中华人民共和国国家安全部                                   | 中华人民共和国国家安全部                                   | 中华人民共和国国家安全部                                   | 中华人民共和国国家安全部                                   | 中华人民共和国国家安全部                                   | 中华人民共和国国家安全部                                   | 中华人民共和国国家安全部                                 | 中华人民共和国国家安全部                                 | 中华人民共和国国家安全部                                 | 中华人民共和国国家安全部                                 | 中华人民共和国国家安全部                                 | 中华人民共和国国家安全部                                 | 中华人民共和国国家安全部                                 | 中华人民共和国国家安全部                                 | 中华人民共和国国家安全部                                 | 中华人民共和国国家安全部                                 | 中华人民共和国国家安全部                                                                 | 中华人民共和国国家安全部                                                                 | 中华人民共和国国家安全部                                                                 | 中华人民共和国国家安全部                                                                 | 中华人民共和国国家安全部                                       | 中华人民共和国国家安全部                                       | 中华人民共和国国家安全部                                       | 中华人民共和国国家安全部                                       | 中华人民共和国国家安全部                                       | 中华人民共和国国家安全部                                       | 中华人民共和国国家安全部                                       | 中华人民共和国国家安全部                                       | 中华人民共和国国家安全部                                       | 中华人民共和国国家安全部                                       | 中华人民共和国国家安全部                                       | 中华人民共和国国家安全部                                       | 中华人民共和国国家安全部                                       | 中华人民共和国国家安全部                                       | 中华人民共和国国家安全部                                       | 中华人民共和国国家安全部                                       |                                                    |                                                    |                                                    |                                                    |                                                    |                                                    |                                                    |                                                    |                                                    |                                                    |
| 政务院人民监察委员会                  | 政务院人民监察委员会                  | 政务院人民监察委员会                  | 政务院人民监察委员会                  | 政务院人民监察委员会                  | 政务院人民监察委员会                  | 政务院人民监察委员会                   | 政务院人民监察委员会                   | 政务院人民监察委员会                   | 政务院人民监察委员会                   | 中华人民共和国监察部                     | 中华人民共和国监察部                     | 中华人民共和国监察部                     | 中华人民共和国监察部                     | 中华人民共和国监察部                     | 中华人民共和国监察部                     | 中华人民共和国监察部                     | 中华人民共和国监察部                     | 中华人民共和国监察部                     | 中华人民共和国监察部                     | → 中共中央监察委员会（“文革”中瘫痪） →    | → 中共中央监察委员会（“文革”中瘫痪） →    | → 中共中央监察委员会（“文革”中瘫痪） →    | → 中共中央监察委员会（“文革”中瘫痪） →    | → 中共中央监察委员会（“文革”中瘫痪） →    | → 中共中央监察委员会（“文革”中瘫痪） →    | → 中共中央监察委员会（“文革”中瘫痪） →    | → 中共中央监察委员会（“文革”中瘫痪） →    | → 中共中央监察委员会（“文革”中瘫痪） →    | → 中共中央监察委员会（“文革”中瘫痪） →    | → 中共中央监察委员会（“文革”中瘫痪） →    | → 中共中央监察委员会（“文革”中瘫痪） →    | → 中共中央监察委员会（“文革”中瘫痪） →    | → 中共中央监察委员会（“文革”中瘫痪） →    | → 中共中央监察委员会（“文革”中瘫痪） →    | → 中共中央监察委员会（“文革”中瘫痪） →    | → 中共中央监察委员会（“文革”中瘫痪） →    | → 中共中央监察委员会（“文革”中瘫痪） →    | → 中共中央监察委员会（“文革”中瘫痪） →       | → 中共中央监察委员会（“文革”中瘫痪） →       | → 中共中央监察委员会（“文革”中瘫痪） →       | → 中共中央监察委员会（“文革”中瘫痪） →       | → 中共中央监察委员会（“文革”中瘫痪） →                                | → 中共中央监察委员会（“文革”中瘫痪） →                                | → 中共中央监察委员会（“文革”中瘫痪） →                                | → 中共中央监察委员会（“文革”中瘫痪） →                                | → 中共中央监察委员会（“文革”中瘫痪） →                                | → 中共中央监察委员会（“文革”中瘫痪） →                                | → 中共中央监察委员会（“文革”中瘫痪） →                                | → 中共中央监察委员会（“文革”中瘫痪） →                                | → 中共中央监察委员会（“文革”中瘫痪） →                                | → 中共中央监察委员会（“文革”中瘫痪） →                                | → 中共中央监察委员会（“文革”中瘫痪） →                                | → 中共中央监察委员会（“文革”中瘫痪） →                                | → 中共中央监察委员会（“文革”中瘫痪） →                                | → 中共中央监察委员会（“文革”中瘫痪） →                                | → 中共中央监察委员会（“文革”中瘫痪） →                                | → 中共中央监察委员会（“文革”中瘫痪） →                                | → 中共中央纪律检查委员会 →                                            | → 中共中央纪律检查委员会 →                                            | → 中共中央纪律检查委员会 →                                          | → 中共中央纪律检查委员会 →                                          | → 中共中央纪律检查委员会 →                                          | → 中共中央纪律检查委员会 →                                          | → 中共中央纪律检查委员会 →                                          | → 中共中央纪律检查委员会 →                                          | → 中共中央纪律检查委员会 →                                    | → 中共中央纪律检查委员会 →                                    | → 中共中央纪律检查委员会 →                                    | → 中共中央纪律检查委员会 →                                    | → 中共中央纪律检查委员会 →                                    | → 中共中央纪律检查委员会 →                                    | → 中共中央纪律检查委员会 →                                    | → 中共中央纪律检查委员会 →                                    | 中华人民共和国监察部                                          | 中华人民共和国监察部                                          | 中华人民共和国监察部                                          | 中华人民共和国监察部                                          | 中华人民共和国监察部                                          | 中华人民共和国监察部                                          | 中华人民共和国监察部                                          | 中华人民共和国监察部                                          | 中华人民共和国监察部                                          | 中华人民共和国监察部                                          | 中华人民共和国监察部                                          | 中华人民共和国监察部                                          | 中华人民共和国监察部                                          | 中华人民共和国监察部                                          | 中华人民共和国监察部                                               | 中华人民共和国监察部                                               | 中华人民共和国监察部                                               | 中华人民共和国监察部                                               | 中华人民共和国监察部                                               | 中华人民共和国监察部                                               | 中华人民共和国监察部                                               | 中华人民共和国监察部                                               | 中华人民共和国监察部                                               | 中华人民共和国监察部                                               | 中华人民共和国监察部                                       | 中华人民共和国监察部                                       | 中华人民共和国监察部                                       | 中华人民共和国监察部                                       | 中华人民共和国监察部                                       | 中华人民共和国监察部                                       | 中华人民共和国监察部                                       | 中华人民共和国监察部                                       | 中华人民共和国监察部                                       | 中华人民共和国监察部                                       | 中华人民共和国监察部                                     | 中华人民共和国监察部                                     | 中华人民共和国监察部                                     | 中华人民共和国监察部                                     | 中华人民共和国监察部                                     | 中华人民共和国监察部                                     | 中华人民共和国监察部                                     | 中华人民共和国监察部                                     | 中华人民共和国监察部                                     | 中华人民共和国监察部                                     | 中华人民共和国监察部                                                                     | 中华人民共和国监察部                                                                     | 中华人民共和国监察部                                                                     | 中华人民共和国监察部                                                                     | 中华人民共和国监察部                                           | 中华人民共和国监察部                                           | 中华人民共和国监察部                                           | 中华人民共和国监察部                                           | 中华人民共和国监察部                                           | 中华人民共和国监察部                                           | 中华人民共和国监察部                                           | 中华人民共和国监察部                                           | 中华人民共和国监察部                                           | 中华人民共和国监察部                                           | 中华人民共和国监察部                                           | 中华人民共和国监察部                                           | 中华人民共和国监察部                                           | 中华人民共和国监察部                                           | 中华人民共和国监察部                                           | 中华人民共和国监察部                                           | 中华人民共和国国家监察委员会                       | 中华人民共和国国家监察委员会                       | 中华人民共和国国家监察委员会                       | 中华人民共和国国家监察委员会                       | 中华人民共和国国家监察委员会                       | 中华人民共和国国家监察委员会                       | 中华人民共和国国家监察委员会                       | 中华人民共和国国家监察委员会                       | 中华人民共和国国家监察委员会                       | 中华人民共和国国家监察委员会                       |
| 中央人民政府司法部                    | 中央人民政府司法部                    | 中央人民政府司法部                    | 中央人民政府司法部                    | 中央人民政府司法部                    | 中央人民政府司法部                    | 中央人民政府司法部                     | 中央人民政府司法部                     | 中央人民政府司法部                     | 中央人民政府司法部                     | 中华人民共和国司法部                     | 中华人民共和国司法部                     | 中华人民共和国司法部                     | 中华人民共和国司法部                     | 中华人民共和国司法部                     | 中华人民共和国司法部                     | 中华人民共和国司法部                     | 中华人民共和国司法部                     | 中华人民共和国司法部                     | 中华人民共和国司法部                     |                                           |                                           |                                           |                                           |                                           |                                           |                                           |                                           |                                           |                                           |                                           |                                           |                                           |                                           |                                           |                                           |                                           |                                           |                                              |                                              |                                              |                                              |                                                                       |                                                                       |                                                                       |                                                                       |                                                                       |                                                                       |                                                                       |                                                                       |                                                                       |                                                                       |                                                                       |                                                                       |                                                                       |                                                                       |                                                                       |                                                                       |                                                                       |                                                                       | 中华人民共和国司法部                                                | 中华人民共和国司法部                                                | 中华人民共和国司法部                                                | 中华人民共和国司法部                                                | 中华人民共和国司法部                                                | 中华人民共和国司法部                                                | 中华人民共和国司法部                                          | 中华人民共和国司法部                                          | 中华人民共和国司法部                                          | 中华人民共和国司法部                                          | 中华人民共和国司法部                                          | 中华人民共和国司法部                                          | 中华人民共和国司法部                                          | 中华人民共和国司法部                                          | 中华人民共和国司法部                                          | 中华人民共和国司法部                                          | 中华人民共和国司法部                                          | 中华人民共和国司法部                                          | 中华人民共和国司法部                                          | 中华人民共和国司法部                                          | 中华人民共和国司法部                                          | 中华人民共和国司法部                                          | 中华人民共和国司法部                                          | 中华人民共和国司法部                                          | 中华人民共和国司法部                                          | 中华人民共和国司法部                                          | 中华人民共和国司法部                                          | 中华人民共和国司法部                                          | 中华人民共和国司法部                                               | 中华人民共和国司法部                                               | 中华人民共和国司法部                                               | 中华人民共和国司法部                                               | 中华人民共和国司法部                                               | 中华人民共和国司法部                                               | 中华人民共和国司法部                                               | 中华人民共和国司法部                                               | 中华人民共和国司法部                                               | 中华人民共和国司法部                                               | 中华人民共和国司法部                                       | 中华人民共和国司法部                                       | 中华人民共和国司法部                                       | 中华人民共和国司法部                                       | 中华人民共和国司法部                                       | 中华人民共和国司法部                                       | 中华人民共和国司法部                                       | 中华人民共和国司法部                                       | 中华人民共和国司法部                                       | 中华人民共和国司法部                                       | 中华人民共和国司法部                                     | 中华人民共和国司法部                                     | 中华人民共和国司法部                                     | 中华人民共和国司法部                                     | 中华人民共和国司法部                                     | 中华人民共和国司法部                                     | 中华人民共和国司法部                                     | 中华人民共和国司法部                                     | 中华人民共和国司法部                                     | 中华人民共和国司法部                                     | 中华人民共和国司法部                                                                     | 中华人民共和国司法部                                                                     | 中华人民共和国司法部                                                                     | 中华人民共和国司法部                                                                     | 中华人民共和国司法部                                           | 中华人民共和国司法部                                           | 中华人民共和国司法部                                           | 中华人民共和国司法部                                           | 中华人民共和国司法部                                           | 中华人民共和国司法部                                           | 中华人民共和国司法部                                           | 中华人民共和国司法部                                           | 中华人民共和国司法部                                           | 中华人民共和国司法部                                           | 中华人民共和国司法部                                           | 中华人民共和国司法部                                           | 中华人民共和国司法部                                           | 中华人民共和国司法部                                           | 中华人民共和国司法部                                           | 中华人民共和国司法部                                           | 中华人民共和国司法部                               | 中华人民共和国司法部                               | 中华人民共和国司法部                               | 中华人民共和国司法部                               | 中华人民共和国司法部                               | 中华人民共和国司法部                               | 中华人民共和国司法部                               | 中华人民共和国司法部                               | 中华人民共和国司法部                               | 中华人民共和国司法部                               |
| 中央人民政府法制委员会                | 中央人民政府法制委员会                | 中央人民政府法制委员会                | 中央人民政府法制委员会                | 中央人民政府法制委员会                | 中央人民政府法制委员会                | 中央人民政府法制委员会                 | 中央人民政府法制委员会                 | 中央人民政府法制委员会                 | 中央人民政府法制委员会                 | 国务院法制局                             | 国务院法制局                             | 国务院法制局                             | 国务院法制局                             | 国务院法制局                             | 国务院法制局                             | 国务院法制局                             | 国务院法制局                             | 国务院法制局                             | 国务院法制局                             | 国务院秘书厅法律室                        | 国务院秘书厅法律室                        | 国务院秘书厅法律室                        | 国务院秘书厅法律室                        | 国务院秘书厅法律室                        | 国务院秘书厅法律室                        | 国务院秘书厅法律室                        | 国务院秘书厅法律室                        | 国务院秘书厅法律室                        | 国务院秘书厅法律室                        | 国务院秘书厅法律室                        | 国务院秘书厅法律室                        |                                           |                                           |                                           |                                           |                                           |                                           |                                              |                                              |                                              |                                              |                                                                       |                                                                       |                                                                       |                                                                       |                                                                       |                                                                       |                                                                       |                                                                       |                                                                       |                                                                       |                                                                       |                                                                       |                                                                       |                                                                       |                                                                       |                                                                       |                                                                       |                                                                       |                                                                     |                                                                     | 国务院办公厅法制局                                                  | 国务院办公厅法制局                                                  | 国务院办公厅法制局                                                  | 国务院办公厅法制局                                                  | 国务院办公厅法制局                                            | 国务院办公厅法制局                                            | 国务院办公厅法制局                                            | 国务院办公厅法制局                                            | 国务院办公厅法制局                                            | 国务院办公厅法制局                                            | 国务院办公厅法制局                                            | 国务院办公厅法制局                                            | 国务院法制局                                                  | 国务院法制局                                                  | 国务院法制局                                                  | 国务院法制局                                                  | 国务院法制局                                                  | 国务院法制局                                                  | 国务院法制局                                                  | 国务院法制局                                                  | 国务院法制局                                                  | 国务院法制局                                                  | 国务院法制局                                                  | 国务院法制局                                                  | 国务院法制局                                                  | 国务院法制局                                                  | 国务院法制局                                                       | 国务院法制局                                                       | 国务院法制局                                                       | 国务院法制局                                                       | 国务院法制局                                                       | 国务院法制局                                                       | 国务院法制局                                                       | 国务院法制局                                                       | 国务院法制局                                                       | 国务院法制局                                                       | 国务院法制办公室                                           | 国务院法制办公室                                           | 国务院法制办公室                                           | 国务院法制办公室                                           | 国务院法制办公室                                           | 国务院法制办公室                                           | 国务院法制办公室                                           | 国务院法制办公室                                           | 国务院法制办公室                                           | 国务院法制办公室                                           | 国务院法制办公室                                         | 国务院法制办公室                                         | 国务院法制办公室                                         | 国务院法制办公室                                         | 国务院法制办公室                                         | 国务院法制办公室                                         | 国务院法制办公室                                         | 国务院法制办公室                                         | 国务院法制办公室                                         | 国务院法制办公室                                         | 国务院法制办公室                                                                         | 国务院法制办公室                                                                         | 国务院法制办公室                                                                         | 国务院法制办公室                                                                         | 国务院法制办公室                                               | 国务院法制办公室                                               | 国务院法制办公室                                               | 国务院法制办公室                                               | 国务院法制办公室                                               | 国务院法制办公室                                               | 国务院法制办公室                                               | 国务院法制办公室                                               | 国务院法制办公室                                               | 国务院法制办公室                                               | 国务院法制办公室                                               | 国务院法制办公室                                               | 国务院法制办公室                                               | 国务院法制办公室                                               | 国务院法制办公室                                               | 国务院法制办公室                                               | 中华人民共和国司法部                               | 中华人民共和国司法部                               | 中华人民共和国司法部                               | 中华人民共和国司法部                               | 中华人民共和国司法部                               | 中华人民共和国司法部                               | 中华人民共和国司法部                               | 中华人民共和国司法部                               | 中华人民共和国司法部                               | 中华人民共和国司法部                               |
|                                       |                                       |                                       |                                       |                                       |                                       |                                        |                                        |                                        |                                        |                                          |                                          |                                          |                                          |                                          |                                          |                                          |                                          |                                          |                                          |                                           |                                           |                                           |                                           |                                           |                                           |                                           |                                           |                                           |                                           |                                           |                                           |                                           |                                           |                                           |                                           |                                           |                                           |                                              |                                              |                                              |                                              |                                                                       |                                                                       |                                                                       |                                                                       |                                                                       |                                                                       |                                                                       |                                                                       |                                                                       |                                                                       |                                                                       |                                                                       |                                                                       |                                                                       |                                                                       |                                                                       |                                                                       |                                                                       |                                                                     |                                                                     |                                                                     |                                                                     | 国务院经济法规研究中心                                              |                                                                     |                                                               |                                                               |                                                               |                                                               |                                                               |                                                               |                                                               |                                                               | 国务院法制局                                                  | 国务院法制局                                                  | 国务院法制局                                                  | 国务院法制局                                                  | 国务院法制局                                                  | 国务院法制局                                                  | 国务院法制局                                                  | 国务院法制局                                                  | 国务院法制局                                                  | 国务院法制局                                                  | 国务院法制局                                                  | 国务院法制局                                                  | 国务院法制局                                                  | 国务院法制局                                                  | 国务院法制局                                                       | 国务院法制局                                                       | 国务院法制局                                                       | 国务院法制局                                                       | 国务院法制局                                                       | 国务院法制局                                                       | 国务院法制局                                                       | 国务院法制局                                                       | 国务院法制局                                                       | 国务院法制局                                                       | 国务院法制办公室                                           | 国务院法制办公室                                           | 国务院法制办公室                                           | 国务院法制办公室                                           | 国务院法制办公室                                           | 国务院法制办公室                                           | 国务院法制办公室                                           | 国务院法制办公室                                           | 国务院法制办公室                                           | 国务院法制办公室                                           | 国务院法制办公室                                         | 国务院法制办公室                                         | 国务院法制办公室                                         | 国务院法制办公室                                         | 国务院法制办公室                                         | 国务院法制办公室                                         | 国务院法制办公室                                         | 国务院法制办公室                                         | 国务院法制办公室                                         | 国务院法制办公室                                         | 国务院法制办公室                                                                         | 国务院法制办公室                                                                         | 国务院法制办公室                                                                         | 国务院法制办公室                                                                         | 国务院法制办公室                                               | 国务院法制办公室                                               | 国务院法制办公室                                               | 国务院法制办公室                                               | 国务院法制办公室                                               | 国务院法制办公室                                               | 国务院法制办公室                                               | 国务院法制办公室                                               | 国务院法制办公室                                               | 国务院法制办公室                                               | 国务院法制办公室                                               | 国务院法制办公室                                               | 国务院法制办公室                                               | 国务院法制办公室                                               | 国务院法制办公室                                               | 国务院法制办公室                                               | 中华人民共和国司法部                               | 中华人民共和国司法部                               | 中华人民共和国司法部                               | 中华人民共和国司法部                               | 中华人民共和国司法部                               | 中华人民共和国司法部                               | 中华人民共和国司法部                               | 中华人民共和国司法部                               | 中华人民共和国司法部                               | 中华人民共和国司法部                               |
| 中央人民政府财政部                    | 中央人民政府财政部                    | 中央人民政府财政部                    | 中央人民政府财政部                    | 中央人民政府财政部                    | 中央人民政府财政部                    | 中央人民政府财政部                     | 中央人民政府财政部                     | 中央人民政府财政部                     | 中央人民政府财政部                     | 中华人民共和国财政部                     | 中华人民共和国财政部                     | 中华人民共和国财政部                     | 中华人民共和国财政部                     | 中华人民共和国财政部                     | 中华人民共和国财政部                     | 中华人民共和国财政部                     | 中华人民共和国财政部                     | 中华人民共和国财政部                     | 中华人民共和国财政部                     | 中华人民共和国财政部                      | 中华人民共和国财政部                      | 中华人民共和国财政部                      | 中华人民共和国财政部                      | 中华人民共和国财政部                      | 中华人民共和国财政部                      | 中华人民共和国财政部                      | 中华人民共和国财政部                      | 中华人民共和国财政部                      | 中华人民共和国财政部                      | 中华人民共和国财政部                      | 中华人民共和国财政部                      | 中华人民共和国财政部                      | 中华人民共和国财政部                      | 中华人民共和国财政部                      | 中华人民共和国财政部                      | 中华人民共和国财政部                      | 中华人民共和国财政部                      | 中华人民共和国财政部                         | 中华人民共和国财政部                         | 中华人民共和国财政部                         | 中华人民共和国财政部                         | 中华人民共和国财政部                                                  | 中华人民共和国财政部                                                  | 中华人民共和国财政部                                                  | 中华人民共和国财政部                                                  | 中华人民共和国财政部                                                  | 中华人民共和国财政部                                                  | 中华人民共和国财政部                                                  | 中华人民共和国财政部                                                  | 中华人民共和国财政部                                                  | 中华人民共和国财政部                                                  | 中华人民共和国财政部                                                  | 中华人民共和国财政部                                                  | 中华人民共和国财政部                                                  | 中华人民共和国财政部                                                  | 中华人民共和国财政部                                                  | 中华人民共和国财政部                                                  | 中华人民共和国财政部                                                  | 中华人民共和国财政部                                                  | 中华人民共和国财政部                                                | 中华人民共和国财政部                                                | 中华人民共和国财政部                                                | 中华人民共和国财政部                                                | 中华人民共和国财政部                                                | 中华人民共和国财政部                                                | 中华人民共和国财政部                                          | 中华人民共和国财政部                                          | 中华人民共和国财政部                                          | 中华人民共和国财政部                                          | 中华人民共和国财政部                                          | 中华人民共和国财政部                                          | 中华人民共和国财政部                                          | 中华人民共和国财政部                                          | 中华人民共和国财政部                                          | 中华人民共和国财政部                                          | 中华人民共和国财政部                                          | 中华人民共和国财政部                                          | 中华人民共和国财政部                                          | 中华人民共和国财政部                                          | 中华人民共和国财政部                                          | 中华人民共和国财政部                                          | 中华人民共和国财政部                                          | 中华人民共和国财政部                                          | 中华人民共和国财政部                                          | 中华人民共和国财政部                                          | 中华人民共和国财政部                                          | 中华人民共和国财政部                                          | 中华人民共和国财政部                                               | 中华人民共和国财政部                                               | 中华人民共和国财政部                                               | 中华人民共和国财政部                                               | 中华人民共和国财政部                                               | 中华人民共和国财政部                                               | 中华人民共和国财政部                                               | 中华人民共和国财政部                                               | 中华人民共和国财政部                                               | 中华人民共和国财政部                                               | 中华人民共和国财政部                                       | 中华人民共和国财政部                                       | 中华人民共和国财政部                                       | 中华人民共和国财政部                                       | 中华人民共和国财政部                                       | 中华人民共和国财政部                                       | 中华人民共和国财政部                                       | 中华人民共和国财政部                                       | 中华人民共和国财政部                                       | 中华人民共和国财政部                                       | 中华人民共和国财政部                                     | 中华人民共和国财政部                                     | 中华人民共和国财政部                                     | 中华人民共和国财政部                                     | 中华人民共和国财政部                                     | 中华人民共和国财政部                                     | 中华人民共和国财政部                                     | 中华人民共和国财政部                                     | 中华人民共和国财政部                                     | 中华人民共和国财政部                                     | 中华人民共和国财政部                                                                     | 中华人民共和国财政部                                                                     | 中华人民共和国财政部                                                                     | 中华人民共和国财政部                                                                     |                                                                |                                                                |                                                                |                                                                |                                                                |                                                                |                                                                |                                                                |                                                                |                                                                |                                                                |                                                                |                                                                |                                                                |                                                                |                                                                |                                                    |                                                    |                                                    |                                                    |                                                    |                                                    |                                                    |                                                    |                                                    |                                                    |
| 中央人民政府内务部                    | 中央人民政府内务部                    | 中央人民政府内务部                    | 中央人民政府内务部                    | 中央人民政府内务部                    | 中央人民政府内务部                    | 中央人民政府内务部                     | 中央人民政府内务部                     | 中央人民政府内务部                     | 中央人民政府内务部                     | 中华人民共和国内务部                     | 中华人民共和国内务部                     | 中华人民共和国内务部                     | 中华人民共和国内务部                     | 中华人民共和国内务部                     | 中华人民共和国内务部                     | 中华人民共和国内务部                     | 中华人民共和国内务部                     | 中华人民共和国内务部                     | 中华人民共和国内务部                     | 中华人民共和国内务部 内务部政府机关人事局 | 中华人民共和国内务部 内务部政府机关人事局 | 中华人民共和国内务部 内务部政府机关人事局 | 中华人民共和国内务部 内务部政府机关人事局 | 中华人民共和国内务部 内务部政府机关人事局 | 中华人民共和国内务部 内务部政府机关人事局 | 中华人民共和国内务部 内务部政府机关人事局 | 中华人民共和国内务部 内务部政府机关人事局 | 中华人民共和国内务部 内务部政府机关人事局 | 中华人民共和国内务部 内务部政府机关人事局 | 中华人民共和国内务部 内务部政府机关人事局 | 中华人民共和国内务部 内务部政府机关人事局 | 中华人民共和国内务部 内务部政府机关人事局 | 中华人民共和国内务部 内务部政府机关人事局 | 中华人民共和国内务部 内务部政府机关人事局 | 中华人民共和国内务部 内务部政府机关人事局 | 中华人民共和国内务部 内务部政府机关人事局 | 中华人民共和国内务部 内务部政府机关人事局 | → 财政部、公安部、卫生部、国家计委劳动局等 → | → 财政部、公安部、卫生部、国家计委劳动局等 → | → 财政部、公安部、卫生部、国家计委劳动局等 → | → 财政部、公安部、卫生部、国家计委劳动局等 → | → 财政部、公安部、卫生部、国家计委劳动局等 →                          | → 财政部、公安部、卫生部、国家计委劳动局等 →                          | → 财政部、公安部、卫生部、国家计委劳动局等 →                          | → 财政部、公安部、卫生部、国家计委劳动局等 →                          | → 财政部、公安部、卫生部、国家计委劳动局等 →                          | → 财政部、公安部、卫生部、国家计委劳动局等 →                          | → 财政部、公安部、卫生部、国家计委劳动局等 →                          | → 财政部、公安部、卫生部、国家计委劳动局等 →                          | → 财政部、公安部、卫生部、国家计委劳动局等 →                          | → 财政部、公安部、卫生部、国家计委劳动局等 →                          | → 财政部、公安部、卫生部、国家计委劳动局等 →                          | → 财政部、公安部、卫生部、国家计委劳动局等 →                          | → 财政部、公安部、卫生部、国家计委劳动局等 →                          | → 财政部、公安部、卫生部、国家计委劳动局等 →                          | → 财政部、公安部、卫生部、国家计委劳动局等 →                          | → 财政部、公安部、卫生部、国家计委劳动局等 →                          | 中华人民共和国民政部 民政部政府机关人事局                             | 中华人民共和国民政部 民政部政府机关人事局                             | 中华人民共和国民政部 民政部政府机关人事局                           | 中华人民共和国民政部 民政部政府机关人事局                           | 中华人民共和国民政部                                                | 中华人民共和国民政部                                                | 中华人民共和国民政部                                                | 中华人民共和国民政部                                                | 中华人民共和国民政部                                          | 中华人民共和国民政部                                          | 中华人民共和国民政部                                          | 中华人民共和国民政部                                          | 中华人民共和国民政部                                          | 中华人民共和国民政部                                          | 中华人民共和国民政部                                          | 中华人民共和国民政部                                          | 中华人民共和国民政部                                          | 中华人民共和国民政部                                          | 中华人民共和国民政部                                          | 中华人民共和国民政部                                          | 中华人民共和国民政部                                          | 中华人民共和国民政部                                          | 中华人民共和国民政部                                          | 中华人民共和国民政部                                          | 中华人民共和国民政部                                          | 中华人民共和国民政部                                          | 中华人民共和国民政部                                          | 中华人民共和国民政部                                          | 中华人民共和国民政部                                          | 中华人民共和国民政部                                          | 中华人民共和国民政部                                               | 中华人民共和国民政部                                               | 中华人民共和国民政部                                               | 中华人民共和国民政部                                               | 中华人民共和国民政部                                               | 中华人民共和国民政部                                               | 中华人民共和国民政部                                               | 中华人民共和国民政部                                               | 中华人民共和国民政部                                               | 中华人民共和国民政部                                               | 中华人民共和国民政部                                       | 中华人民共和国民政部                                       | 中华人民共和国民政部                                       | 中华人民共和国民政部                                       | 中华人民共和国民政部                                       | 中华人民共和国民政部                                       | 中华人民共和国民政部                                       | 中华人民共和国民政部                                       | 中华人民共和国民政部                                       | 中华人民共和国民政部                                       | 中华人民共和国民政部                                     | 中华人民共和国民政部                                     | 中华人民共和国民政部                                     | 中华人民共和国民政部                                     | 中华人民共和国民政部                                     | 中华人民共和国民政部                                     | 中华人民共和国民政部                                     | 中华人民共和国民政部                                     | 中华人民共和国民政部                                     | 中华人民共和国民政部                                     | 中华人民共和国民政部                                                                     | 中华人民共和国民政部                                                                     | 中华人民共和国民政部                                                                     | 中华人民共和国民政部                                                                     |                                                                |                                                                |                                                                |                                                                |                                                                |                                                                |                                                                |                                                                |                                                                |                                                                |                                                                |                                                                |                                                                |                                                                |                                                                |                                                                |                                                    |                                                    |                                                    |                                                    |                                                    |                                                    |                                                    |                                                    |                                                    |                                                    |
| 政务院人事局                          | 政务院人事局                          | 中央人民政府人事部                    | 中央人民政府人事部                    | 中央人民政府人事部                    | 中央人民政府人事部                    | 中央人民政府人事部                     | 中央人民政府人事部                     | 中央人民政府人事部                     | 中央人民政府人事部                     | 国务院人事局                             | 国务院人事局                             | 国务院人事局                             | 国务院人事局                             | 国务院人事局                             | 国务院人事局                             | 国务院人事局                             | 国务院人事局                             | 国务院人事局                             | 国务院人事局                             | 中华人民共和国内务部 内务部政府机关人事局 | 中华人民共和国内务部 内务部政府机关人事局 | 中华人民共和国内务部 内务部政府机关人事局 | 中华人民共和国内务部 内务部政府机关人事局 | 中华人民共和国内务部 内务部政府机关人事局 | 中华人民共和国内务部 内务部政府机关人事局 | 中华人民共和国内务部 内务部政府机关人事局 | 中华人民共和国内务部 内务部政府机关人事局 | 中华人民共和国内务部 内务部政府机关人事局 | 中华人民共和国内务部 内务部政府机关人事局 | 中华人民共和国内务部 内务部政府机关人事局 | 中华人民共和国内务部 内务部政府机关人事局 | 中华人民共和国内务部 内务部政府机关人事局 | 中华人民共和国内务部 内务部政府机关人事局 | 中华人民共和国内务部 内务部政府机关人事局 | 中华人民共和国内务部 内务部政府机关人事局 | 中华人民共和国内务部 内务部政府机关人事局 | 中华人民共和国内务部 内务部政府机关人事局 | 国务院政工小组办公室                         | 国务院政工小组办公室                         | 国务院政工小组办公室                         | 国务院政工小组办公室                         | 国务院政工小组办公室                                                  | 国务院政工小组办公室                                                  | 国务院政工小组办公室                                                  | 国务院政工小组办公室                                                  | 国务院政工小组办公室                                                  | 国务院政工小组办公室                                                  | 国务院政工小组办公室                                                  | 国务院政工小组办公室                                                  | 国务院政工小组办公室                                                  | 国务院政工小组办公室                                                  | 国务院政工小组办公室                                                  | 国务院政工小组办公室                                                  | 国务院政工小组办公室                                                  | 国务院政工小组办公室                                                  | 国务院政工小组办公室                                                  | 国务院政工小组办公室                                                  | 中华人民共和国民政部 民政部政府机关人事局                             | 中华人民共和国民政部 民政部政府机关人事局                             | 中华人民共和国民政部 民政部政府机关人事局                           | 中华人民共和国民政部 民政部政府机关人事局                           | 国家人事局                                                          | 国家人事局                                                          | 国家人事局                                                          | 国家人事局                                                          | 中华人民共和国劳动人事部                                      | 中华人民共和国劳动人事部                                      | 中华人民共和国劳动人事部                                      | 中华人民共和国劳动人事部                                      | 中华人民共和国劳动人事部                                      | 中华人民共和国劳动人事部                                      | 中华人民共和国劳动人事部                                      | 中华人民共和国劳动人事部                                      | 中华人民共和国劳动人事部                                      | 中华人民共和国劳动人事部                                      | 中华人民共和国劳动人事部                                      | 中华人民共和国劳动人事部                                      | 中华人民共和国人事部                                          | 中华人民共和国人事部                                          | 中华人民共和国人事部                                          | 中华人民共和国人事部                                          | 中华人民共和国人事部                                          | 中华人民共和国人事部                                          | 中华人民共和国人事部                                          | 中华人民共和国人事部                                          | 中华人民共和国人事部                                          | 中华人民共和国人事部                                          | 中华人民共和国人事部                                               | 中华人民共和国人事部                                               | 中华人民共和国人事部                                               | 中华人民共和国人事部                                               | 中华人民共和国人事部                                               | 中华人民共和国人事部                                               | 中华人民共和国人事部                                               | 中华人民共和国人事部                                               | 中华人民共和国人事部                                               | 中华人民共和国人事部                                               | 中华人民共和国人事部                                       | 中华人民共和国人事部                                       | 中华人民共和国人事部                                       | 中华人民共和国人事部                                       | 中华人民共和国人事部                                       | 中华人民共和国人事部                                       | 中华人民共和国人事部                                       | 中华人民共和国人事部                                       | 中华人民共和国人事部                                       | 中华人民共和国人事部                                       | 中华人民共和国人事部                                     | 中华人民共和国人事部                                     | 中华人民共和国人事部                                     | 中华人民共和国人事部                                     | 中华人民共和国人事部                                     | 中华人民共和国人事部                                     | 中华人民共和国人事部                                     | 中华人民共和国人事部                                     | 中华人民共和国人事部                                     | 中华人民共和国人事部                                     | 中华人民共和国人力资源和社会保障部 国家外国专家局 国家公务员局                           | 中华人民共和国人力资源和社会保障部 国家外国专家局 国家公务员局                           | 中华人民共和国人力资源和社会保障部 国家外国专家局 国家公务员局                           | 中华人民共和国人力资源和社会保障部 国家外国专家局 国家公务员局                           | 中华人民共和国人力资源和社会保障部 国家外国专家局 国家公务员局 | 中华人民共和国人力资源和社会保障部 国家外国专家局 国家公务员局 | 中华人民共和国人力资源和社会保障部 国家外国专家局 国家公务员局 | 中华人民共和国人力资源和社会保障部 国家外国专家局 国家公务员局 | 中华人民共和国人力资源和社会保障部 国家外国专家局 国家公务员局 | 中华人民共和国人力资源和社会保障部 国家外国专家局 国家公务员局 | 中华人民共和国人力资源和社会保障部 国家外国专家局 国家公务员局 | 中华人民共和国人力资源和社会保障部 国家外国专家局 国家公务员局 | 中华人民共和国人力资源和社会保障部 国家外国专家局 国家公务员局 | 中华人民共和国人力资源和社会保障部 国家外国专家局 国家公务员局 | 中华人民共和国人力资源和社会保障部 国家外国专家局 国家公务员局 | 中华人民共和国人力资源和社会保障部 国家外国专家局 国家公务员局 | 中华人民共和国人力资源和社会保障部 国家外国专家局 国家公务员局 | 中华人民共和国人力资源和社会保障部 国家外国专家局 国家公务员局 | 中华人民共和国人力资源和社会保障部 国家外国专家局 国家公务员局 | 中华人民共和国人力资源和社会保障部 国家外国专家局 国家公务员局 | 中华人民共和国人力资源和社会保障部 国家公务员局    | 中华人民共和国人力资源和社会保障部 国家公务员局    | 中华人民共和国人力资源和社会保障部 国家公务员局    | 中华人民共和国人力资源和社会保障部 国家公务员局    | 中华人民共和国人力资源和社会保障部 国家公务员局    | 中华人民共和国人力资源和社会保障部 国家公务员局    | 中华人民共和国人力资源和社会保障部 国家公务员局    | 中华人民共和国人力资源和社会保障部 国家公务员局    | 中华人民共和国人力资源和社会保障部 国家公务员局    | 中华人民共和国人力资源和社会保障部 国家公务员局    |
| 中央人民政府劳动部                    | 中央人民政府劳动部                    | 中央人民政府劳动部                    | 中央人民政府劳动部                    | 中央人民政府劳动部                    | 中央人民政府劳动部                    | 中央人民政府劳动部                     | 中央人民政府劳动部                     | 中央人民政府劳动部                     | 中央人民政府劳动部                     | 中华人民共和国劳动部                     | 中华人民共和国劳动部                     | 中华人民共和国劳动部                     | 中华人民共和国劳动部                     | 中华人民共和国劳动部                     | 中华人民共和国劳动部                     | 中华人民共和国劳动部                     | 中华人民共和国劳动部                     | 中华人民共和国劳动部                     | 中华人民共和国劳动部                     | 中华人民共和国劳动部                      | 中华人民共和国劳动部                      | 中华人民共和国劳动部                      | 中华人民共和国劳动部                      | 中华人民共和国劳动部                      | 中华人民共和国劳动部                      | 中华人民共和国劳动部                      | 中华人民共和国劳动部                      | 中华人民共和国劳动部                      | 中华人民共和国劳动部                      | 中华人民共和国劳动部                      | 中华人民共和国劳动部                      | 中华人民共和国劳动部                      | 中华人民共和国劳动部                      | 中华人民共和国劳动部                      | 中华人民共和国劳动部                      | 中华人民共和国劳动部                      | 中华人民共和国劳动部                      | 中华人民共和国劳动部                         | 中华人民共和国劳动部                         | 中华人民共和国劳动部                         | 中华人民共和国劳动部                         | 国家计划委员会劳动局                                                  | 国家计划委员会劳动局                                                  | 国家计划委员会劳动局                                                  | 国家计划委员会劳动局                                                  | 国家计划委员会劳动局                                                  | 国家计划委员会劳动局                                                  | 国家计划委员会劳动局                                                  | 国家计划委员会劳动局                                                  | 国家计划委员会劳动局                                                  | 国家计划委员会劳动局                                                  | 国家计划委员会劳动局                                                  | 国家计划委员会劳动局                                                  | 国家劳动总局                                                          | 国家劳动总局                                                          | 国家劳动总局                                                          | 国家劳动总局                                                          | 国家劳动总局                                                          | 国家劳动总局                                                          | 国家劳动总局                                                        | 国家劳动总局                                                        | 国家劳动总局                                                        | 国家劳动总局                                                        | 国家劳动总局                                                        | 国家劳动总局                                                        | 中华人民共和国劳动人事部                                      | 中华人民共和国劳动人事部                                      | 中华人民共和国劳动人事部                                      | 中华人民共和国劳动人事部                                      | 中华人民共和国劳动人事部                                      | 中华人民共和国劳动人事部                                      | 中华人民共和国劳动人事部                                      | 中华人民共和国劳动人事部                                      | 中华人民共和国劳动人事部                                      | 中华人民共和国劳动人事部                                      | 中华人民共和国劳动人事部                                      | 中华人民共和国劳动人事部                                      | 中华人民共和国劳动部                                          | 中华人民共和国劳动部                                          | 中华人民共和国劳动部                                          | 中华人民共和国劳动部                                          | 中华人民共和国劳动部                                          | 中华人民共和国劳动部                                          | 中华人民共和国劳动部                                          | 中华人民共和国劳动部                                          | 中华人民共和国劳动部                                          | 中华人民共和国劳动部                                          | 中华人民共和国劳动部                                               | 中华人民共和国劳动部                                               | 中华人民共和国劳动部                                               | 中华人民共和国劳动部                                               | 中华人民共和国劳动部                                               | 中华人民共和国劳动部                                               | 中华人民共和国劳动部                                               | 中华人民共和国劳动部                                               | 中华人民共和国劳动部                                               | 中华人民共和国劳动部                                               | 中华人民共和国劳动和社会保障部                             | 中华人民共和国劳动和社会保障部                             | 中华人民共和国劳动和社会保障部                             | 中华人民共和国劳动和社会保障部                             | 中华人民共和国劳动和社会保障部                             | 中华人民共和国劳动和社会保障部                             | 中华人民共和国劳动和社会保障部                             | 中华人民共和国劳动和社会保障部                             | 中华人民共和国劳动和社会保障部                             | 中华人民共和国劳动和社会保障部                             | 中华人民共和国劳动和社会保障部                           | 中华人民共和国劳动和社会保障部                           | 中华人民共和国劳动和社会保障部                           | 中华人民共和国劳动和社会保障部                           | 中华人民共和国劳动和社会保障部                           | 中华人民共和国劳动和社会保障部                           | 中华人民共和国劳动和社会保障部                           | 中华人民共和国劳动和社会保障部                           | 中华人民共和国劳动和社会保障部                           | 中华人民共和国劳动和社会保障部                           | 中华人民共和国人力资源和社会保障部 国家外国专家局 国家公务员局                           | 中华人民共和国人力资源和社会保障部 国家外国专家局 国家公务员局                           | 中华人民共和国人力资源和社会保障部 国家外国专家局 国家公务员局                           | 中华人民共和国人力资源和社会保障部 国家外国专家局 国家公务员局                           | 中华人民共和国人力资源和社会保障部 国家外国专家局 国家公务员局 | 中华人民共和国人力资源和社会保障部 国家外国专家局 国家公务员局 | 中华人民共和国人力资源和社会保障部 国家外国专家局 国家公务员局 | 中华人民共和国人力资源和社会保障部 国家外国专家局 国家公务员局 | 中华人民共和国人力资源和社会保障部 国家外国专家局 国家公务员局 | 中华人民共和国人力资源和社会保障部 国家外国专家局 国家公务员局 | 中华人民共和国人力资源和社会保障部 国家外国专家局 国家公务员局 | 中华人民共和国人力资源和社会保障部 国家外国专家局 国家公务员局 | 中华人民共和国人力资源和社会保障部 国家外国专家局 国家公务员局 | 中华人民共和国人力资源和社会保障部 国家外国专家局 国家公务员局 | 中华人民共和国人力资源和社会保障部 国家外国专家局 国家公务员局 | 中华人民共和国人力资源和社会保障部 国家外国专家局 国家公务员局 | 中华人民共和国人力资源和社会保障部 国家外国专家局 国家公务员局 | 中华人民共和国人力资源和社会保障部 国家外国专家局 国家公务员局 | 中华人民共和国人力资源和社会保障部 国家外国专家局 国家公务员局 | 中华人民共和国人力资源和社会保障部 国家外国专家局 国家公务员局 | 中华人民共和国人力资源和社会保障部 国家公务员局    | 中华人民共和国人力资源和社会保障部 国家公务员局    | 中华人民共和国人力资源和社会保障部 国家公务员局    | 中华人民共和国人力资源和社会保障部 国家公务员局    | 中华人民共和国人力资源和社会保障部 国家公务员局    | 中华人民共和国人力资源和社会保障部 国家公务员局    | 中华人民共和国人力资源和社会保障部 国家公务员局    | 中华人民共和国人力资源和社会保障部 国家公务员局    | 中华人民共和国人力资源和社会保障部 国家公务员局    | 中华人民共和国人力资源和社会保障部 国家公务员局    |
|                                       |                                       |                                       |                                       |                                       |                                       | 中央人民政府地质部                     | 中央人民政府地质部                     | 中央人民政府地质部                     | 中央人民政府地质部                     | 中华人民共和国地质部                     | 中华人民共和国地质部                     | 中华人民共和国地质部                     | 中华人民共和国地质部                     | 中华人民共和国地质部                     | 中华人民共和国地质部                     | 中华人民共和国地质部                     | 中华人民共和国地质部                     | 中华人民共和国地质部                     | 中华人民共和国地质部                     | 中华人民共和国地质部                      | 中华人民共和国地质部                      | 中华人民共和国地质部                      | 中华人民共和国地质部                      | 中华人民共和国地质部                      | 中华人民共和国地质部                      | 中华人民共和国地质部                      | 中华人民共和国地质部                      | 中华人民共和国地质部                      | 中华人民共和国地质部                      | 中华人民共和国地质部                      | 中华人民共和国地质部                      | 中华人民共和国地质部                      | 中华人民共和国地质部                      | 中华人民共和国地质部                      | 中华人民共和国地质部                      | 中华人民共和国地质部                      | 中华人民共和国地质部                      | 中华人民共和国地质部                         | 中华人民共和国地质部                         | 中华人民共和国地质部                         | 中华人民共和国地质部                         | 国家计划委员会地质局                                                  | 国家计划委员会地质局                                                  | 国家计划委员会地质局                                                  | 国家计划委员会地质局                                                  | 国家计划委员会地质局                                                  | 国家计划委员会地质局                                                  | 国家计划委员会地质局                                                  | 国家计划委员会地质局                                                  | 国家计划委员会地质局                                                  | 国家计划委员会地质局                                                  | 国家地质总局                                                          | 国家地质总局                                                          | 国家地质总局                                                          | 国家地质总局                                                          | 国家地质总局                                                          | 国家地质总局                                                          | 国家地质总局                                                          | 国家地质总局                                                          | 中华人民共和国地质部                                                | 中华人民共和国地质部                                                | 中华人民共和国地质部                                                | 中华人民共和国地质部                                                | 中华人民共和国地质部                                                | 中华人民共和国地质部                                                | 中华人民共和国地质矿产部                                      | 中华人民共和国地质矿产部                                      | 中华人民共和国地质矿产部                                      | 中华人民共和国地质矿产部                                      | 中华人民共和国地质矿产部                                      | 中华人民共和国地质矿产部                                      | 中华人民共和国地质矿产部                                      | 中华人民共和国地质矿产部                                      | 中华人民共和国地质矿产部                                      | 中华人民共和国地质矿产部                                      | 中华人民共和国地质矿产部                                      | 中华人民共和国地质矿产部                                      | 中华人民共和国地质矿产部                                      | 中华人民共和国地质矿产部                                      | 中华人民共和国地质矿产部                                      | 中华人民共和国地质矿产部                                      | 中华人民共和国地质矿产部                                      | 中华人民共和国地质矿产部                                      | 中华人民共和国地质矿产部                                      | 中华人民共和国地质矿产部                                      | 中华人民共和国地质矿产部                                      | 中华人民共和国地质矿产部                                      | 中华人民共和国地质矿产部                                           | 中华人民共和国地质矿产部                                           | 中华人民共和国地质矿产部                                           | 中华人民共和国地质矿产部                                           | 中华人民共和国地质矿产部                                           | 中华人民共和国地质矿产部                                           | 中华人民共和国地质矿产部                                           | 中华人民共和国地质矿产部                                           | 中华人民共和国地质矿产部                                           | 中华人民共和国地质矿产部                                           | 中华人民共和国国土资源部 国家海洋局 国家测绘局             | 中华人民共和国国土资源部 国家海洋局 国家测绘局             | 中华人民共和国国土资源部 国家海洋局 国家测绘局             | 中华人民共和国国土资源部 国家海洋局 国家测绘局             | 中华人民共和国国土资源部 国家海洋局 国家测绘局             | 中华人民共和国国土资源部 国家海洋局 国家测绘局             | 中华人民共和国国土资源部 国家海洋局 国家测绘局             | 中华人民共和国国土资源部 国家海洋局 国家测绘局             | 中华人民共和国国土资源部 国家海洋局 国家测绘局             | 中华人民共和国国土资源部 国家海洋局 国家测绘局             | 中华人民共和国国土资源部 国家海洋局 国家测绘局           | 中华人民共和国国土资源部 国家海洋局 国家测绘局           | 中华人民共和国国土资源部 国家海洋局 国家测绘局           | 中华人民共和国国土资源部 国家海洋局 国家测绘局           | 中华人民共和国国土资源部 国家海洋局 国家测绘局           | 中华人民共和国国土资源部 国家海洋局 国家测绘局           | 中华人民共和国国土资源部 国家海洋局 国家测绘局           | 中华人民共和国国土资源部 国家海洋局 国家测绘局           | 中华人民共和国国土资源部 国家海洋局 国家测绘局           | 中华人民共和国国土资源部 国家海洋局 国家测绘局           | 中华人民共和国国土资源部 国家海洋局 国家测绘局                                           | 中华人民共和国国土资源部 国家海洋局 国家测绘局                                           | 中华人民共和国国土资源部 国家海洋局 国家测绘局                                           | 中华人民共和国国土资源部 国家海洋局 国家测绘局                                           | 中华人民共和国国土资源部 国家海洋局 国家测绘局                 | 中华人民共和国国土资源部 国家海洋局 国家测绘局                 | 中华人民共和国国土资源部 国家海洋局 国家测绘局                 | 中华人民共和国国土资源部 国家海洋局 国家测绘局                 | 中华人民共和国国土资源部 国家海洋局 国家测绘局                 | 中华人民共和国国土资源部 国家海洋局 国家测绘局                 | 中华人民共和国国土资源部 国家海洋局 国家测绘局                 | 中华人民共和国国土资源部 国家海洋局 国家测绘局                 | 中华人民共和国国土资源部 国家海洋局 国家测绘局                 | 中华人民共和国国土资源部 国家海洋局 国家测绘局                 | 中华人民共和国国土资源部 国家海洋局 国家测绘局                 | 中华人民共和国国土资源部 国家海洋局 国家测绘局                 | 中华人民共和国国土资源部 国家海洋局 国家测绘局                 | 中华人民共和国国土资源部 国家海洋局 国家测绘局                 | 中华人民共和国国土资源部 国家海洋局 国家测绘局                 | 中华人民共和国国土资源部 国家海洋局 国家测绘局                 | 中华人民共和国自然资源部                           | 中华人民共和国自然资源部                           | 中华人民共和国自然资源部                           | 中华人民共和国自然资源部                           | 中华人民共和国自然资源部                           | 中华人民共和国自然资源部                           | 中华人民共和国自然资源部                           | 中华人民共和国自然资源部                           | 中华人民共和国自然资源部                           | 中华人民共和国自然资源部                           |
|                                       |                                       |                                       |                                       |                                       |                                       |                                        |                                        |                                        |                                        |                                          |                                          |                                          |                                          |                                          |                                          |                                          |                                          |                                          |                                          |                                           |                                           |                                           |                                           |                                           |                                           |                                           |                                           |                                           |                                           |                                           |                                           |                                           |                                           |                                           |                                           |                                           |                                           |                                              |                                              |                                              |                                              |                                                                       |                                                                       |                                                                       |                                                                       |                                                                       |                                                                       | 国务院环境保护领导小组办公室 (1974年起由国家建委环境保护办公室代管)   | 国务院环境保护领导小组办公室 (1974年起由国家建委环境保护办公室代管)   | 国务院环境保护领导小组办公室 (1974年起由国家建委环境保护办公室代管)   | 国务院环境保护领导小组办公室 (1974年起由国家建委环境保护办公室代管)   | 国务院环境保护领导小组办公室 (1974年起由国家建委环境保护办公室代管)   | 国务院环境保护领导小组办公室 (1974年起由国家建委环境保护办公室代管)   | 国务院环境保护领导小组办公室 (1974年起由国家建委环境保护办公室代管)   | 国务院环境保护领导小组办公室 (1974年起由国家建委环境保护办公室代管)   | 国务院环境保护领导小组办公室 (1974年起由国家建委环境保护办公室代管)   | 国务院环境保护领导小组办公室 (1974年起由国家建委环境保护办公室代管)   | 国务院环境保护领导小组办公室 (1974年起由国家建委环境保护办公室代管)   | 国务院环境保护领导小组办公室 (1974年起由国家建委环境保护办公室代管)   | 国务院环境保护领导小组办公室 (1974年起由国家建委环境保护办公室代管) | 国务院环境保护领导小组办公室 (1974年起由国家建委环境保护办公室代管) | 国务院环境保护领导小组办公室 (1974年起由国家建委环境保护办公室代管) | 国务院环境保护领导小组办公室 (1974年起由国家建委环境保护办公室代管) | 国务院环境保护领导小组办公室 (1974年起由国家建委环境保护办公室代管) | 国务院环境保护领导小组办公室 (1974年起由国家建委环境保护办公室代管) | 城乡建设环境保护部环境保护局                                  | 城乡建设环境保护部环境保护局                                  | 城乡建设环境保护部环境保护局                                  | 城乡建设环境保护部环境保护局                                  | 城建环保部管 国家环境保护局                                   | 城建环保部管 国家环境保护局                                   | 城建环保部管 国家环境保护局                                   | 城建环保部管 国家环境保护局                                   | 城建环保部管 国家环境保护局                                   | 城建环保部管 国家环境保护局                                   | 城建环保部管 国家环境保护局                                   | 城建环保部管 国家环境保护局                                   | 国家环境保护局                                                | 国家环境保护局                                                | 国家环境保护局                                                | 国家环境保护局                                                | 国家环境保护局                                                | 国家环境保护局                                                | 国家环境保护局                                                | 国家环境保护局                                                | 国家环境保护局                                                | 国家环境保护局                                                | 国家环境保护局                                                     | 国家环境保护局                                                     | 国家环境保护局                                                     | 国家环境保护局                                                     | 国家环境保护局                                                     | 国家环境保护局                                                     | 国家环境保护局                                                     | 国家环境保护局                                                     | 国家环境保护局                                                     | 国家环境保护局                                                     | 国家环境保护总局                                           | 国家环境保护总局                                           | 国家环境保护总局                                           | 国家环境保护总局                                           | 国家环境保护总局                                           | 国家环境保护总局                                           | 国家环境保护总局                                           | 国家环境保护总局                                           | 国家环境保护总局                                           | 国家环境保护总局                                           | 国家环境保护总局                                         | 国家环境保护总局                                         | 国家环境保护总局                                         | 国家环境保护总局                                         | 国家环境保护总局                                         | 国家环境保护总局                                         | 国家环境保护总局                                         | 国家环境保护总局                                         | 国家环境保护总局                                         | 国家环境保护总局                                         | 中华人民共和国环境保护部                                                                 | 中华人民共和国环境保护部                                                                 | 中华人民共和国环境保护部                                                                 | 中华人民共和国环境保护部                                                                 | 中华人民共和国环境保护部                                       | 中华人民共和国环境保护部                                       | 中华人民共和国环境保护部                                       | 中华人民共和国环境保护部                                       | 中华人民共和国环境保护部                                       | 中华人民共和国环境保护部                                       | 中华人民共和国环境保护部                                       | 中华人民共和国环境保护部                                       | 中华人民共和国环境保护部                                       | 中华人民共和国环境保护部                                       | 中华人民共和国环境保护部                                       | 中华人民共和国环境保护部                                       | 中华人民共和国环境保护部                                       | 中华人民共和国环境保护部                                       | 中华人民共和国环境保护部                                       | 中华人民共和国环境保护部                                       | 中华人民共和国生态环境部                           | 中华人民共和国生态环境部                           | 中华人民共和国生态环境部                           | 中华人民共和国生态环境部                           | 中华人民共和国生态环境部                           | 中华人民共和国生态环境部                           | 中华人民共和国生态环境部                           | 中华人民共和国生态环境部                           | 中华人民共和国生态环境部                           | 中华人民共和国生态环境部                           |
|                                       |                                       |                                       |                                       |                                       |                                       |                                        |                                        |                                        |                                        | 中华人民共和国国家建设委员会             | 中华人民共和国国家建设委员会             | 中华人民共和国国家建设委员会             | 中华人民共和国国家建设委员会             | 中华人民共和国国家建设委员会             | 中华人民共和国国家建设委员会             | 中华人民共和国国家建设委员会             | 中华人民共和国国家建设委员会             |                                          |                                          | 中华人民共和国国家基本建设委员会          | 中华人民共和国国家基本建设委员会          | 中华人民共和国国家基本建设委员会          | 中华人民共和国国家基本建设委员会          | → 国家计委 →                              | → 国家计委 →                              | → 国家计委 →                              | → 国家计委 →                              | → 国家计委 →                              | → 国家计委 →                              | → 国家计委 →                              | → 国家计委 →                              | 中华人民共和国国家基本建设委员会          | 中华人民共和国国家基本建设委员会          | 中华人民共和国国家基本建设委员会          | 中华人民共和国国家基本建设委员会          | 中华人民共和国国家基本建设委员会          | 中华人民共和国国家基本建设委员会          | 中华人民共和国国家基本建设委员会             | 中华人民共和国国家基本建设委员会             | 中华人民共和国国家基本建设委员会             | 中华人民共和国国家基本建设委员会             | 中华人民共和国国家基本建设革命委员会/中华人民共和国国家基本建设委员会 | 中华人民共和国国家基本建设革命委员会/中华人民共和国国家基本建设委员会 | 中华人民共和国国家基本建设革命委员会/中华人民共和国国家基本建设委员会 | 中华人民共和国国家基本建设革命委员会/中华人民共和国国家基本建设委员会 | 中华人民共和国国家基本建设革命委员会/中华人民共和国国家基本建设委员会 | 中华人民共和国国家基本建设革命委员会/中华人民共和国国家基本建设委员会 | 中华人民共和国国家基本建设革命委员会/中华人民共和国国家基本建设委员会 | 中华人民共和国国家基本建设革命委员会/中华人民共和国国家基本建设委员会 | 中华人民共和国国家基本建设革命委员会/中华人民共和国国家基本建设委员会 | 中华人民共和国国家基本建设革命委员会/中华人民共和国国家基本建设委员会 | 中华人民共和国国家基本建设革命委员会/中华人民共和国国家基本建设委员会 | 中华人民共和国国家基本建设革命委员会/中华人民共和国国家基本建设委员会 | 中华人民共和国国家基本建设革命委员会/中华人民共和国国家基本建设委员会 | 中华人民共和国国家基本建设革命委员会/中华人民共和国国家基本建设委员会 | 中华人民共和国国家基本建设革命委员会/中华人民共和国国家基本建设委员会 | 中华人民共和国国家基本建设革命委员会/中华人民共和国国家基本建设委员会 | 中华人民共和国国家基本建设革命委员会/中华人民共和国国家基本建设委员会 | 中华人民共和国国家基本建设革命委员会/中华人民共和国国家基本建设委员会 |                                                                     |                                                                     |                                                                     |                                                                     |                                                                     |                                                                     |                                                               |                                                               |                                                               |                                                               |                                                               |                                                               |                                                               |                                                               |                                                               |                                                               |                                                               |                                                               |                                                               |                                                               |                                                               |                                                               |                                                               |                                                               |                                                               |                                                               |                                                               |                                                               |                                                                    |                                                                    |                                                                    |                                                                    |                                                                    |                                                                    |                                                                    |                                                                    |                                                                    |                                                                    |                                                            |                                                            |                                                            |                                                            |                                                            |                                                            |                                                            |                                                            |                                                            |                                                            |                                                          |                                                          |                                                          |                                                          |                                                          |                                                          |                                                          |                                                          |                                                          |                                                          |                                                                                          |                                                                                          |                                                                                          |                                                                                          |                                                                |                                                                |                                                                |                                                                |                                                                |                                                                |                                                                |                                                                |                                                                |                                                                |                                                                |                                                                |                                                                |                                                                |                                                                |                                                                |                                                    |                                                    |                                                    |                                                    |                                                    |                                                    |                                                    |                                                    |                                                    |                                                    |
|                                       |                                       |                                       |                                       |                                       |                                       | 中央人民政府建筑工程部                 | 中央人民政府建筑工程部                 | 中央人民政府建筑工程部                 | 中央人民政府建筑工程部                 | 中华人民共和国建筑工程部                 | 中华人民共和国建筑工程部                 | 城市建设总局                             | 城市建设总局                             | 中华人民共和国城市建设部                 | 中华人民共和国城市建设部                 | 中华人民共和国城市建设部                 | 中华人民共和国城市建设部                 | 中华人民共和国建筑工程部                 | 中华人民共和国建筑工程部                 | 中华人民共和国建筑工程部                  | 中华人民共和国建筑工程部                  | 中华人民共和国建筑工程部                  | 中华人民共和国建筑工程部                  | 中华人民共和国建筑工程部                  | 中华人民共和国建筑工程部                  | 中华人民共和国建筑工程部                  | 中华人民共和国建筑工程部                  | 中华人民共和国建筑工程部                  | 中华人民共和国建筑工程部                  | 中华人民共和国建筑工程部                  | 中华人民共和国建筑工程部                  | 中华人民共和国建筑工程部                  | 中华人民共和国建筑工程部                  | 中华人民共和国建筑工程部                  | 中华人民共和国建筑工程部                  | 中华人民共和国建筑工程部                  | 中华人民共和国建筑工程部                  | 中华人民共和国建筑工程部                     | 中华人民共和国建筑工程部                     | 中华人民共和国建筑工程部                     | 中华人民共和国建筑工程部                     | 中华人民共和国国家基本建设革命委员会/中华人民共和国国家基本建设委员会 | 中华人民共和国国家基本建设革命委员会/中华人民共和国国家基本建设委员会 | 中华人民共和国国家基本建设革命委员会/中华人民共和国国家基本建设委员会 | 中华人民共和国国家基本建设革命委员会/中华人民共和国国家基本建设委员会 | 中华人民共和国国家基本建设革命委员会/中华人民共和国国家基本建设委员会 | 中华人民共和国国家基本建设革命委员会/中华人民共和国国家基本建设委员会 | 中华人民共和国国家基本建设革命委员会/中华人民共和国国家基本建设委员会 | 中华人民共和国国家基本建设革命委员会/中华人民共和国国家基本建设委员会 | 中华人民共和国国家基本建设革命委员会/中华人民共和国国家基本建设委员会 | 中华人民共和国国家基本建设革命委员会/中华人民共和国国家基本建设委员会 | 中华人民共和国国家基本建设革命委员会/中华人民共和国国家基本建设委员会 | 中华人民共和国国家基本建设革命委员会/中华人民共和国国家基本建设委员会 | 中华人民共和国国家基本建设革命委员会/中华人民共和国国家基本建设委员会 | 中华人民共和国国家基本建设革命委员会/中华人民共和国国家基本建设委员会 | 中华人民共和国国家基本建设革命委员会/中华人民共和国国家基本建设委员会 | 中华人民共和国国家基本建设革命委员会/中华人民共和国国家基本建设委员会 | 中华人民共和国国家基本建设革命委员会/中华人民共和国国家基本建设委员会 | 中华人民共和国国家基本建设革命委员会/中华人民共和国国家基本建设委员会 | 国家城市建设总局                                                    | 国家城市建设总局                                                    | 国家城市建设总局                                                    | 国家城市建设总局                                                    | 国家城市建设总局                                                    | 国家城市建设总局                                                    | 中华人民共和国城乡建设环境保护部                              | 中华人民共和国城乡建设环境保护部                              | 中华人民共和国城乡建设环境保护部                              | 中华人民共和国城乡建设环境保护部                              | 中华人民共和国城乡建设环境保护部                              | 中华人民共和国城乡建设环境保护部                              | 中华人民共和国城乡建设环境保护部                              | 中华人民共和国城乡建设环境保护部                              | 中华人民共和国城乡建设环境保护部                              | 中华人民共和国城乡建设环境保护部                              | 中华人民共和国城乡建设环境保护部                              | 中华人民共和国城乡建设环境保护部                              | 中华人民共和国建设部                                          | 中华人民共和国建设部                                          | 中华人民共和国建设部                                          | 中华人民共和国建设部                                          | 中华人民共和国建设部                                          | 中华人民共和国建设部                                          | 中华人民共和国建设部                                          | 中华人民共和国建设部                                          | 中华人民共和国建设部                                          | 中华人民共和国建设部                                          | 中华人民共和国建设部                                               | 中华人民共和国建设部                                               | 中华人民共和国建设部                                               | 中华人民共和国建设部                                               | 中华人民共和国建设部                                               | 中华人民共和国建设部                                               | 中华人民共和国建设部                                               | 中华人民共和国建设部                                               | 中华人民共和国建设部                                               | 中华人民共和国建设部                                               | 中华人民共和国建设部                                       | 中华人民共和国建设部                                       | 中华人民共和国建设部                                       | 中华人民共和国建设部                                       | 中华人民共和国建设部                                       | 中华人民共和国建设部                                       | 中华人民共和国建设部                                       | 中华人民共和国建设部                                       | 中华人民共和国建设部                                       | 中华人民共和国建设部                                       | 中华人民共和国建设部                                     | 中华人民共和国建设部                                     | 中华人民共和国建设部                                     | 中华人民共和国建设部                                     | 中华人民共和国建设部                                     | 中华人民共和国建设部                                     | 中华人民共和国建设部                                     | 中华人民共和国建设部                                     | 中华人民共和国建设部                                     | 中华人民共和国建设部                                     | 中华人民共和国住房和城乡建设部                                                           | 中华人民共和国住房和城乡建设部                                                           | 中华人民共和国住房和城乡建设部                                                           | 中华人民共和国住房和城乡建设部                                                           |                                                                |                                                                |                                                                |                                                                |                                                                |                                                                |                                                                |                                                                |                                                                |                                                                |                                                                |                                                                |                                                                |                                                                |                                                                |                                                                |                                                    |                                                    |                                                    |                                                    |                                                    |                                                    |                                                    |                                                    |                                                    |                                                    |
| 中华人民共和国建筑工程部              | 中华人民共和国建筑工程部              | 中华人民共和国建筑工程部              | 中华人民共和国建筑工程部              | 中华人民共和国建筑工程部              | 中华人民共和国建筑工程部              | 中央人民政府建筑工程部                 | 中央人民政府建筑工程部                 | 中央人民政府建筑工程部                 | 中央人民政府建筑工程部                 | 中华人民共和国建筑工程部                 | 中华人民共和国建筑工程部                 | 国家建筑工程总局                         | 国家建筑工程总局                         | 国家建筑工程总局                         | 国家建筑工程总局                         | 国家建筑工程总局                         | 国家建筑工程总局                         | 中华人民共和国建筑工程部                 | 中华人民共和国建筑工程部                 | 中华人民共和国建筑工程部                  | 中华人民共和国建筑工程部                  | 中华人民共和国建筑工程部                  | 中华人民共和国建筑工程部                  | 中华人民共和国建筑工程部                  | 中华人民共和国建筑工程部                  | 中华人民共和国建筑工程部                  | 中华人民共和国建筑工程部                  | 中华人民共和国建筑工程部                  | 中华人民共和国建筑工程部                  | 中华人民共和国建筑工程部                  | 中华人民共和国建筑工程部                  | 中华人民共和国建筑工程部                  | 中华人民共和国建筑工程部                  | 中华人民共和国建筑工程部                  | 中华人民共和国建筑工程部                  | 中华人民共和国建筑工程部                  | 中华人民共和国建筑工程部                  | 中华人民共和国建筑工程部                     | 中华人民共和国建筑工程部                     | 中华人民共和国建筑工程部                     | 中华人民共和国建筑工程部                     | 中华人民共和国国家基本建设革命委员会/中华人民共和国国家基本建设委员会 | 中华人民共和国国家基本建设革命委员会/中华人民共和国国家基本建设委员会 | 中华人民共和国国家基本建设革命委员会/中华人民共和国国家基本建设委员会 | 中华人民共和国国家基本建设革命委员会/中华人民共和国国家基本建设委员会 | 中华人民共和国国家基本建设革命委员会/中华人民共和国国家基本建设委员会 | 中华人民共和国国家基本建设革命委员会/中华人民共和国国家基本建设委员会 | 中华人民共和国国家基本建设革命委员会/中华人民共和国国家基本建设委员会 | 中华人民共和国国家基本建设革命委员会/中华人民共和国国家基本建设委员会 | 中华人民共和国国家基本建设革命委员会/中华人民共和国国家基本建设委员会 | 中华人民共和国国家基本建设革命委员会/中华人民共和国国家基本建设委员会 | 中华人民共和国国家基本建设革命委员会/中华人民共和国国家基本建设委员会 | 中华人民共和国国家基本建设革命委员会/中华人民共和国国家基本建设委员会 | 中华人民共和国国家基本建设革命委员会/中华人民共和国国家基本建设委员会 | 中华人民共和国国家基本建设革命委员会/中华人民共和国国家基本建设委员会 | 中华人民共和国国家基本建设革命委员会/中华人民共和国国家基本建设委员会 | 中华人民共和国国家基本建设革命委员会/中华人民共和国国家基本建设委员会 | 中华人民共和国国家基本建设革命委员会/中华人民共和国国家基本建设委员会 | 中华人民共和国国家基本建设革命委员会/中华人民共和国国家基本建设委员会 | 中国建筑工程总公司                                                  | 中国建筑工程总公司                                                  | 中国建筑工程总公司                                                  | 中国建筑工程总公司                                                  | 中国建筑工程总公司                                                  | 中国建筑工程总公司                                                  | 中国建筑工程总公司                                            | 中国建筑工程总公司                                            | 中国建筑工程总公司                                            | 中国建筑工程总公司                                            | 中国建筑工程总公司                                            | 中国建筑工程总公司                                            | 中国建筑工程总公司                                            | 中国建筑工程总公司                                            | 中国建筑工程总公司                                            | 中国建筑工程总公司                                            | 中国建筑工程总公司                                            | 中国建筑工程总公司                                            | 中国建筑工程总公司                                            | 中国建筑工程总公司                                            | 中国建筑工程总公司                                            | 中国建筑工程总公司                                            | 中国建筑工程总公司                                            | 中国建筑工程总公司                                            | 中国建筑工程总公司                                            | 中国建筑工程总公司                                            | 中国建筑工程总公司                                            | 中国建筑工程总公司                                            | 中国建筑工程总公司                                                 | 中国建筑工程总公司                                                 | 中国建筑工程总公司                                                 | 中国建筑工程总公司                                                 | 中国建筑工程总公司                                                 | 中国建筑工程总公司                                                 | 中国建筑工程总公司                                                 | 中国建筑工程总公司                                                 | 中国建筑工程总公司                                                 | 中国建筑工程总公司                                                 | 中国建筑工程总公司                                         | 中国建筑工程总公司                                         | 中国建筑工程总公司                                         | 中国建筑工程总公司                                         | 中国建筑工程总公司                                         | 中国建筑工程总公司                                         | 中国建筑工程总公司                                         | 中国建筑工程总公司                                         | 中国建筑工程总公司                                         | 中国建筑工程总公司                                         | 中国建筑工程总公司                                       | 中国建筑工程总公司                                       | 中国建筑工程总公司                                       | 中国建筑工程总公司                                       | 中国建筑工程总公司                                       | 中国建筑工程总公司                                       | 中国建筑工程总公司                                       | 中国建筑工程总公司                                       |                                                          |                                                          |                                                                                          |                                                                                          |                                                                                          |                                                                                          |                                                                |                                                                |                                                                |                                                                |                                                                |                                                                |                                                                |                                                                |                                                                |                                                                |                                                                |                                                                |                                                                |                                                                |                                                                |                                                                |                                                    |                                                    |                                                    |                                                    |                                                    |                                                    |                                                    |                                                    |                                                    |                                                    |
| 中央人民政府重工业部                  | 中央人民政府重工业部                  | 中央人民政府重工业部                  | 中央人民政府重工业部                  | 中央人民政府重工业部                  | 中央人民政府重工业部                  | 中央人民政府重工业部                   | 中央人民政府重工业部                   | 中央人民政府重工业部                   | 中央人民政府重工业部                   | 中华人民共和国重工业部                   | 中华人民共和国重工业部                   | 中华人民共和国重工业部                   | 中华人民共和国重工业部                   |                                          |                                          |                                          |                                          | 中华人民共和国建筑工程部                 | 中华人民共和国建筑工程部                 | 中华人民共和国建筑工程部                  | 中华人民共和国建筑工程部                  | 中华人民共和国建筑工程部                  | 中华人民共和国建筑工程部                  | 中华人民共和国建筑工程部                  | 中华人民共和国建筑工程部                  | 中华人民共和国建筑工程部                  | 中华人民共和国建筑工程部                  | 中华人民共和国建筑工程部                  | 中华人民共和国建筑工程部                  | 中华人民共和国建筑工程部                  | 中华人民共和国建筑工程部                  |                                           |                                           |                                           |                                           |                                           |                                           |                                              |                                              |                                              |                                              | 中华人民共和国国家基本建设革命委员会/中华人民共和国国家基本建设委员会 | 中华人民共和国国家基本建设革命委员会/中华人民共和国国家基本建设委员会 | 中华人民共和国国家基本建设革命委员会/中华人民共和国国家基本建设委员会 | 中华人民共和国国家基本建设革命委员会/中华人民共和国国家基本建设委员会 | 中华人民共和国国家基本建设革命委员会/中华人民共和国国家基本建设委员会 | 中华人民共和国国家基本建设革命委员会/中华人民共和国国家基本建设委员会 | 中华人民共和国国家基本建设革命委员会/中华人民共和国国家基本建设委员会 | 中华人民共和国国家基本建设革命委员会/中华人民共和国国家基本建设委员会 | 中华人民共和国国家基本建设革命委员会/中华人民共和国国家基本建设委员会 | 中华人民共和国国家基本建设革命委员会/中华人民共和国国家基本建设委员会 | 中华人民共和国国家基本建设革命委员会/中华人民共和国国家基本建设委员会 | 中华人民共和国国家基本建设革命委员会/中华人民共和国国家基本建设委员会 | 中华人民共和国国家基本建设革命委员会/中华人民共和国国家基本建设委员会 | 中华人民共和国国家基本建设革命委员会/中华人民共和国国家基本建设委员会 | 中华人民共和国国家基本建设革命委员会/中华人民共和国国家基本建设委员会 | 中华人民共和国国家基本建设革命委员会/中华人民共和国国家基本建设委员会 | 中华人民共和国国家基本建设革命委员会/中华人民共和国国家基本建设委员会 | 中华人民共和国国家基本建设革命委员会/中华人民共和国国家基本建设委员会 |                                                                     |                                                                     |                                                                     |                                                                     |                                                                     |                                                                     |                                                               |                                                               |                                                               |                                                               |                                                               |                                                               |                                                               |                                                               |                                                               |                                                               |                                                               |                                                               |                                                               |                                                               |                                                               |                                                               |                                                               |                                                               |                                                               |                                                               |                                                               |                                                               |                                                                    |                                                                    |                                                                    |                                                                    |                                                                    |                                                                    |                                                                    |                                                                    |                                                                    |                                                                    |                                                            |                                                            |                                                            |                                                            |                                                            |                                                            |                                                            |                                                            |                                                            |                                                            |                                                          |                                                          |                                                          |                                                          |                                                          |                                                          |                                                          |                                                          |                                                          |                                                          |                                                                                          |                                                                                          |                                                                                          |                                                                                          |                                                                |                                                                |                                                                |                                                                |                                                                |                                                                |                                                                |                                                                |                                                                |                                                                |                                                                |                                                                |                                                                |                                                                |                                                                |                                                                |                                                    |                                                    |                                                    |                                                    |                                                    |                                                    |                                                    |                                                    |                                                    |                                                    |
| 中央人民政府重工业部                  | 中央人民政府重工业部                  | 中央人民政府重工业部                  | 中央人民政府重工业部                  | 中央人民政府重工业部                  | 中央人民政府重工业部                  | 中央人民政府重工业部                   | 中央人民政府重工业部                   | 中央人民政府重工业部                   | 中央人民政府重工业部                   | 中华人民共和国重工业部                   | 中华人民共和国重工业部                   | 中华人民共和国重工业部                   | 中华人民共和国重工业部                   | 中华人民共和国建筑材料工业部             | 中华人民共和国建筑材料工业部             | 中华人民共和国建筑材料工业部             | 中华人民共和国建筑材料工业部             | 中华人民共和国建筑工程部                 | 中华人民共和国建筑工程部                 | 中华人民共和国建筑工程部                  | 中华人民共和国建筑工程部                  | 中华人民共和国建筑工程部                  | 中华人民共和国建筑工程部                  | 中华人民共和国建筑工程部                  | 中华人民共和国建筑工程部                  | 中华人民共和国建筑工程部                  | 中华人民共和国建筑工程部                  | 中华人民共和国建筑工程部                  | 中华人民共和国建筑工程部                  | 中华人民共和国建筑工程部                  | 中华人民共和国建筑工程部                  | 中华人民共和国建筑材料工业部              | 中华人民共和国建筑材料工业部              | 中华人民共和国建筑材料工业部              | 中华人民共和国建筑材料工业部              | 中华人民共和国建筑材料工业部              | 中华人民共和国建筑材料工业部              | 中华人民共和国建筑材料工业部                 | 中华人民共和国建筑材料工业部                 | 中华人民共和国建筑材料工业部                 | 中华人民共和国建筑材料工业部                 | 中华人民共和国国家基本建设革命委员会/中华人民共和国国家基本建设委员会 | 中华人民共和国国家基本建设革命委员会/中华人民共和国国家基本建设委员会 | 中华人民共和国国家基本建设革命委员会/中华人民共和国国家基本建设委员会 | 中华人民共和国国家基本建设革命委员会/中华人民共和国国家基本建设委员会 | 中华人民共和国国家基本建设革命委员会/中华人民共和国国家基本建设委员会 | 中华人民共和国国家基本建设革命委员会/中华人民共和国国家基本建设委员会 | 中华人民共和国国家基本建设革命委员会/中华人民共和国国家基本建设委员会 | 中华人民共和国国家基本建设革命委员会/中华人民共和国国家基本建设委员会 | 中华人民共和国国家基本建设革命委员会/中华人民共和国国家基本建设委员会 | 中华人民共和国国家基本建设革命委员会/中华人民共和国国家基本建设委员会 | 中华人民共和国国家基本建设革命委员会/中华人民共和国国家基本建设委员会 | 中华人民共和国国家基本建设革命委员会/中华人民共和国国家基本建设委员会 | 中华人民共和国国家基本建设革命委员会/中华人民共和国国家基本建设委员会 | 中华人民共和国国家基本建设革命委员会/中华人民共和国国家基本建设委员会 | 中华人民共和国国家基本建设革命委员会/中华人民共和国国家基本建设委员会 | 中华人民共和国国家基本建设革命委员会/中华人民共和国国家基本建设委员会 | 中华人民共和国国家基本建设革命委员会/中华人民共和国国家基本建设委员会 | 中华人民共和国国家基本建设革命委员会/中华人民共和国国家基本建设委员会 | 中华人民共和国建筑材料工业部                                        | 中华人民共和国建筑材料工业部                                        | 中华人民共和国建筑材料工业部                                        | 中华人民共和国建筑材料工业部                                        | 中华人民共和国建筑材料工业部                                        | 中华人民共和国建筑材料工业部                                        | 经委管 国家建筑材料工业局                                     | 经委管 国家建筑材料工业局                                     | 经委管 国家建筑材料工业局                                     | 经委管 国家建筑材料工业局                                     | 国家建筑材料工业局                                            | 国家建筑材料工业局                                            | 国家建筑材料工业局                                            | 国家建筑材料工业局                                            | 国家建筑材料工业局                                            | 国家建筑材料工业局                                            | 国家建筑材料工业局                                            | 国家建筑材料工业局                                            | 国家建筑材料工业局                                            | 国家建筑材料工业局                                            | 国家建筑材料工业局                                            | 国家建筑材料工业局                                            | 国家建筑材料工业局                                            | 国家建筑材料工业局                                            | 国家建筑材料工业局                                            | 国家建筑材料工业局                                            | 国家建筑材料工业局                                            | 国家建筑材料工业局                                            | 国家建筑材料工业局                                                 | 国家建筑材料工业局                                                 | 国家建筑材料工业局                                                 | 国家建筑材料工业局                                                 | 国家建筑材料工业局                                                 | 国家建筑材料工业局                                                 | 国家建筑材料工业局                                                 | 国家建筑材料工业局                                                 | 国家建筑材料工业局                                                 | 国家建筑材料工业局                                                 | 经贸委管 国家建筑材料工业局                                | 经贸委管 国家建筑材料工业局                                | 经贸委管 国家建筑材料工业局                                | 经贸委管 国家建筑材料工业局                                | 经贸委管 国家建筑材料工业局                                | 经贸委管 国家建筑材料工业局                                | 中国建筑材料工业协会                                       | 中国建筑材料工业协会                                       | 中国建筑材料工业协会                                       | 中国建筑材料工业协会                                       | 中国建筑材料工业协会                                     | 中国建筑材料工业协会                                     | 中国建筑材料工业协会                                     | 中国建筑材料工业协会                                     | 中国建筑材料工业协会                                     | 中国建筑材料工业协会                                     | 中国建筑材料工业协会                                     | 中国建筑材料工业协会                                     | 中国建筑材料联合会                                       | 中国建筑材料联合会                                       | 中国建筑材料联合会                                                                       | 中国建筑材料联合会                                                                       | 中国建筑材料联合会                                                                       | 中国建筑材料联合会                                                                       |                                                                |                                                                |                                                                |                                                                |                                                                |                                                                |                                                                |                                                                |                                                                |                                                                |                                                                |                                                                |                                                                |                                                                |                                                                |                                                                |                                                    |                                                    |                                                    |                                                    |                                                    |                                                    |                                                    |                                                    |                                                    |                                                    |
| 中央人民政府重工业部                  | 中央人民政府重工业部                  | 中央人民政府重工业部                  | 中央人民政府重工业部                  | 中央人民政府重工业部                  | 中央人民政府重工业部                  | 中央人民政府重工业部                   | 中央人民政府重工业部                   | 中央人民政府重工业部                   | 中央人民政府重工业部                   | 中华人民共和国重工业部                   | 中华人民共和国重工业部                   | 中华人民共和国重工业部                   | 中华人民共和国重工业部                   | 中华人民共和国冶金工业部                 | 中华人民共和国冶金工业部                 | 中华人民共和国冶金工业部                 | 中华人民共和国冶金工业部                 | 中华人民共和国冶金工业部                 | 中华人民共和国冶金工业部                 | 中华人民共和国冶金工业部                  | 中华人民共和国冶金工业部                  | 中华人民共和国冶金工业部                  | 中华人民共和国冶金工业部                  | 中华人民共和国冶金工业部                  | 中华人民共和国冶金工业部                  | 中华人民共和国冶金工业部                  | 中华人民共和国冶金工业部                  | 中华人民共和国冶金工业部                  | 中华人民共和国冶金工业部                  | 中华人民共和国冶金工业部                  | 中华人民共和国冶金工业部                  | 中华人民共和国冶金工业部                  | 中华人民共和国冶金工业部                  | 中华人民共和国冶金工业部                  | 中华人民共和国冶金工业部                  | 中华人民共和国冶金工业部                  | 中华人民共和国冶金工业部                  | 中华人民共和国冶金工业部                     | 中华人民共和国冶金工业部                     | 中华人民共和国冶金工业部                     | 中华人民共和国冶金工业部                     | 中华人民共和国冶金工业部                                              | 中华人民共和国冶金工业部                                              | 中华人民共和国冶金工业部                                              | 中华人民共和国冶金工业部                                              | 中华人民共和国冶金工业部                                              | 中华人民共和国冶金工业部                                              | 中华人民共和国冶金工业部                                              | 中华人民共和国冶金工业部                                              | 中华人民共和国冶金工业部                                              | 中华人民共和国冶金工业部                                              | 中华人民共和国冶金工业部                                              | 中华人民共和国冶金工业部                                              | 中华人民共和国冶金工业部                                              | 中华人民共和国冶金工业部                                              | 中华人民共和国冶金工业部                                              | 中华人民共和国冶金工业部                                              | 中华人民共和国冶金工业部                                              | 中华人民共和国冶金工业部                                              | 中华人民共和国冶金工业部                                            | 中华人民共和国冶金工业部                                            | 中华人民共和国冶金工业部                                            | 中华人民共和国冶金工业部                                            | 中华人民共和国冶金工业部                                            | 中华人民共和国冶金工业部                                            | 中华人民共和国冶金工业部                                      | 中华人民共和国冶金工业部                                      | 中华人民共和国冶金工业部                                      | 中华人民共和国冶金工业部                                      | 中华人民共和国冶金工业部                                      | 中华人民共和国冶金工业部                                      | 中华人民共和国冶金工业部                                      | 中华人民共和国冶金工业部                                      | 中华人民共和国冶金工业部                                      | 中华人民共和国冶金工业部                                      | 中华人民共和国冶金工业部                                      | 中华人民共和国冶金工业部                                      | 中华人民共和国冶金工业部                                      | 中华人民共和国冶金工业部                                      | 中华人民共和国冶金工业部                                      | 中华人民共和国冶金工业部                                      | 中华人民共和国冶金工业部                                      | 中华人民共和国冶金工业部                                      | 中华人民共和国冶金工业部                                      | 中华人民共和国冶金工业部                                      | 中华人民共和国冶金工业部                                      | 中华人民共和国冶金工业部                                      | 中华人民共和国冶金工业部                                           | 中华人民共和国冶金工业部                                           | 中华人民共和国冶金工业部                                           | 中华人民共和国冶金工业部                                           | 中华人民共和国冶金工业部                                           | 中华人民共和国冶金工业部                                           | 中华人民共和国冶金工业部                                           | 中华人民共和国冶金工业部                                           | 中华人民共和国冶金工业部                                           | 中华人民共和国冶金工业部                                           | 经贸委管 国家冶金工业局                                    | 经贸委管 国家冶金工业局                                    | 经贸委管 国家冶金工业局                                    | 经贸委管 国家冶金工业局                                    | 经贸委管 国家冶金工业局                                    | 经贸委管 国家冶金工业局                                    | 中国冶金工业协会                                           | 中国冶金工业协会                                           | 中国冶金工业协会                                           | 中国冶金工业协会                                           | 中国冶金工业协会                                         | 中国冶金工业协会                                         | 中国冶金工业协会                                         | 中国冶金工业协会                                         | 中国冶金工业协会                                         | 中国冶金工业协会                                         | 中国冶金工业协会                                         | 中国冶金工业协会                                         | 中国冶金工业协会                                         | 中国冶金工业协会                                         | 中国冶金工业协会                                                                         | 中国冶金工业协会                                                                         | 中国冶金工业协会                                                                         | 中国冶金工业协会                                                                         |                                                                |                                                                |                                                                |                                                                |                                                                |                                                                |                                                                |                                                                |                                                                |                                                                |                                                                |                                                                |                                                                |                                                                |                                                                |                                                                |                                                    |                                                    |                                                    |                                                    |                                                    |                                                    |                                                    |                                                    |                                                    |                                                    |
| 中央人民政府重工业部                  | 中央人民政府重工业部                  | 中央人民政府重工业部                  | 中央人民政府重工业部                  | 中央人民政府重工业部                  | 中央人民政府重工业部                  | 中央人民政府重工业部                   | 中央人民政府重工业部                   | 中央人民政府重工业部                   | 中央人民政府重工业部                   | 中华人民共和国重工业部                   | 中华人民共和国重工业部                   | 中华人民共和国重工业部                   | 中华人民共和国重工业部                   | 中华人民共和国化学工业部                 | 中华人民共和国化学工业部                 | 中华人民共和国化学工业部                 | 中华人民共和国化学工业部                 | 中华人民共和国化学工业部                 | 中华人民共和国化学工业部                 | 中华人民共和国化学工业部                  | 中华人民共和国化学工业部                  | 中华人民共和国化学工业部                  | 中华人民共和国化学工业部                  | 中华人民共和国化学工业部                  | 中华人民共和国化学工业部                  | 中华人民共和国化学工业部                  | 中华人民共和国化学工业部                  | 中华人民共和国化学工业部                  | 中华人民共和国化学工业部                  | 中华人民共和国化学工业部                  | 中华人民共和国化学工业部                  | 中华人民共和国化学工业部                  | 中华人民共和国化学工业部                  | 中华人民共和国化学工业部                  | 中华人民共和国化学工业部                  | 中华人民共和国化学工业部                  | 中华人民共和国化学工业部                  | 中华人民共和国化学工业部                     | 中华人民共和国化学工业部                     | 中华人民共和国化学工业部                     | 中华人民共和国化学工业部                     | 中华人民共和国燃料化学工业部                                          | 中华人民共和国燃料化学工业部                                          | 中华人民共和国燃料化学工业部                                          | 中华人民共和国燃料化学工业部                                          | 中华人民共和国燃料化学工业部                                          | 中华人民共和国燃料化学工业部                                          | 中华人民共和国燃料化学工业部                                          | 中华人民共和国燃料化学工业部                                          | 中华人民共和国燃料化学工业部                                          | 中华人民共和国燃料化学工业部                                          | 中华人民共和国石油化学工业部                                          | 中华人民共和国石油化学工业部                                          | 中华人民共和国石油化学工业部                                          | 中华人民共和国石油化学工业部                                          | 中华人民共和国石油化学工业部                                          | 中华人民共和国石油化学工业部                                          | 中华人民共和国化学工业部                                              | 中华人民共和国化学工业部                                              | 中华人民共和国化学工业部                                            | 中华人民共和国化学工业部                                            | 中华人民共和国化学工业部                                            | 中华人民共和国化学工业部                                            | 中华人民共和国化学工业部                                            | 中华人民共和国化学工业部                                            | 中华人民共和国化学工业部                                      | 中华人民共和国化学工业部                                      | 中华人民共和国化学工业部                                      | 中华人民共和国化学工业部                                      | 中华人民共和国化学工业部                                      | 中华人民共和国化学工业部                                      | 中华人民共和国化学工业部                                      | 中华人民共和国化学工业部                                      | 中华人民共和国化学工业部                                      | 中华人民共和国化学工业部                                      | 中华人民共和国化学工业部                                      | 中华人民共和国化学工业部                                      | 中华人民共和国化学工业部                                      | 中华人民共和国化学工业部                                      | 中华人民共和国化学工业部                                      | 中华人民共和国化学工业部                                      | 中华人民共和国化学工业部                                      | 中华人民共和国化学工业部                                      | 中华人民共和国化学工业部                                      | 中华人民共和国化学工业部                                      | 中华人民共和国化学工业部                                      | 中华人民共和国化学工业部                                      | 中华人民共和国化学工业部                                           | 中华人民共和国化学工业部                                           | 中华人民共和国化学工业部                                           | 中华人民共和国化学工业部                                           | 中华人民共和国化学工业部                                           | 中华人民共和国化学工业部                                           | 中华人民共和国化学工业部                                           | 中华人民共和国化学工业部                                           | 中华人民共和国化学工业部                                           | 中华人民共和国化学工业部                                           | 经贸委管 国家石油和化学工业局                              | 经贸委管 国家石油和化学工业局                              | 经贸委管 国家石油和化学工业局                              | 经贸委管 国家石油和化学工业局                              | 经贸委管 国家石油和化学工业局                              | 经贸委管 国家石油和化学工业局                              | 中国石油和化学工业协会                                     | 中国石油和化学工业协会                                     | 中国石油和化学工业协会                                     | 中国石油和化学工业协会                                     | 中国石油和化学工业协会                                   | 中国石油和化学工业协会                                   | 中国石油和化学工业协会                                   | 中国石油和化学工业协会                                   | 中国石油和化学工业协会                                   | 中国石油和化学工业协会                                   | 中国石油和化学工业协会                                   | 中国石油和化学工业协会                                   | 中国石油和化学工业协会                                   | 中国石油和化学工业协会                                   | 中国石油和化学工业协会                                                                   | 中国石油和化学工业协会                                                                   | 中国石油和化学工业协会                                                                   | 中国石油和化学工业协会                                                                   |                                                                |                                                                |                                                                |                                                                |                                                                |                                                                |                                                                |                                                                |                                                                |                                                                |                                                                |                                                                |                                                                |                                                                |                                                                |                                                                |                                                    |                                                    |                                                    |                                                    |                                                    |                                                    |                                                    |                                                    |                                                    |                                                    |
| 中央人民政府燃料工业部                | 中央人民政府燃料工业部                | 中央人民政府燃料工业部                | 中央人民政府燃料工业部                | 中央人民政府燃料工业部                | 中央人民政府燃料工业部                | 中央人民政府燃料工业部                 | 中央人民政府燃料工业部                 | 中央人民政府燃料工业部                 | 中央人民政府燃料工业部                 | 中华人民共和国燃料工业部                 | 中华人民共和国燃料工业部                 | 中华人民共和国石油工业部                 | 中华人民共和国石油工业部                 | 中华人民共和国石油工业部                 | 中华人民共和国石油工业部                 | 中华人民共和国石油工业部                 | 中华人民共和国石油工业部                 | 中华人民共和国石油工业部                 | 中华人民共和国石油工业部                 | 中华人民共和国石油工业部                  | 中华人民共和国石油工业部                  | 中华人民共和国石油工业部                  | 中华人民共和国石油工业部                  | 中华人民共和国石油工业部                  | 中华人民共和国石油工业部                  | 中华人民共和国石油工业部                  | 中华人民共和国石油工业部                  | 中华人民共和国石油工业部                  | 中华人民共和国石油工业部                  | 中华人民共和国石油工业部                  | 中华人民共和国石油工业部                  | 中华人民共和国石油工业部                  | 中华人民共和国石油工业部                  | 中华人民共和国石油工业部                  | 中华人民共和国石油工业部                  | 中华人民共和国石油工业部                  | 中华人民共和国石油工业部                  | 中华人民共和国石油工业部                     | 中华人民共和国石油工业部                     | 中华人民共和国石油工业部                     | 中华人民共和国石油工业部                     | 中华人民共和国燃料化学工业部                                          | 中华人民共和国燃料化学工业部                                          | 中华人民共和国燃料化学工业部                                          | 中华人民共和国燃料化学工业部                                          | 中华人民共和国燃料化学工业部                                          | 中华人民共和国燃料化学工业部                                          | 中华人民共和国燃料化学工业部                                          | 中华人民共和国燃料化学工业部                                          | 中华人民共和国燃料化学工业部                                          | 中华人民共和国燃料化学工业部                                          | 中华人民共和国石油化学工业部                                          | 中华人民共和国石油化学工业部                                          | 中华人民共和国石油化学工业部                                          | 中华人民共和国石油化学工业部                                          | 中华人民共和国石油化学工业部                                          | 中华人民共和国石油化学工业部                                          | 中华人民共和国石油工业部                                              | 中华人民共和国石油工业部                                              | 中华人民共和国石油工业部                                            | 中华人民共和国石油工业部                                            | 中华人民共和国石油工业部                                            | 中华人民共和国石油工业部                                            | 中华人民共和国石油工业部                                            | 中华人民共和国石油工业部                                            | 中华人民共和国石油工业部                                      | 中华人民共和国石油工业部                                      | 中华人民共和国石油工业部                                      | 中华人民共和国石油工业部                                      | 中华人民共和国石油工业部                                      | 中华人民共和国石油工业部                                      | 中华人民共和国石油工业部                                      | 中华人民共和国石油工业部                                      | 中华人民共和国石油工业部                                      | 中华人民共和国石油工业部                                      | 中华人民共和国石油工业部                                      | 中华人民共和国石油工业部                                      | 石油天然气总公司、石油化工总公司承担的政府职能                | 石油天然气总公司、石油化工总公司承担的政府职能                | 石油天然气总公司、石油化工总公司承担的政府职能                | 石油天然气总公司、石油化工总公司承担的政府职能                | 石油天然气总公司、石油化工总公司承担的政府职能                | 石油天然气总公司、石油化工总公司承担的政府职能                | 石油天然气总公司、石油化工总公司承担的政府职能                | 石油天然气总公司、石油化工总公司承担的政府职能                | 石油天然气总公司、石油化工总公司承担的政府职能                | 石油天然气总公司、石油化工总公司承担的政府职能                | 石油天然气总公司、石油化工总公司承担的政府职能                     | 石油天然气总公司、石油化工总公司承担的政府职能                     | 石油天然气总公司、石油化工总公司承担的政府职能                     | 石油天然气总公司、石油化工总公司承担的政府职能                     | 石油天然气总公司、石油化工总公司承担的政府职能                     | 石油天然气总公司、石油化工总公司承担的政府职能                     | 石油天然气总公司、石油化工总公司承担的政府职能                     | 石油天然气总公司、石油化工总公司承担的政府职能                     | 石油天然气总公司、石油化工总公司承担的政府职能                     | 石油天然气总公司、石油化工总公司承担的政府职能                     | 经贸委管 国家石油和化学工业局                              | 经贸委管 国家石油和化学工业局                              | 经贸委管 国家石油和化学工业局                              | 经贸委管 国家石油和化学工业局                              | 经贸委管 国家石油和化学工业局                              | 经贸委管 国家石油和化学工业局                              | 中国石油和化学工业协会                                     | 中国石油和化学工业协会                                     | 中国石油和化学工业协会                                     | 中国石油和化学工业协会                                     | 中国石油和化学工业协会                                   | 中国石油和化学工业协会                                   | 中国石油和化学工业协会                                   | 中国石油和化学工业协会                                   | 中国石油和化学工业协会                                   | 中国石油和化学工业协会                                   | 中国石油和化学工业协会                                   | 中国石油和化学工业协会                                   | 中国石油和化学工业协会                                   | 中国石油和化学工业协会                                   | 中国石油和化学工业协会                                                                   | 中国石油和化学工业协会                                                                   | 中国石油和化学工业协会                                                                   | 中国石油和化学工业协会                                                                   |                                                                |                                                                |                                                                |                                                                |                                                                |                                                                |                                                                |                                                                |                                                                |                                                                |                                                                |                                                                |                                                                |                                                                |                                                                |                                                                |                                                    |                                                    |                                                    |                                                    |                                                    |                                                    |                                                    |                                                    |                                                    |                                                    |
| 中央人民政府燃料工业部                | 中央人民政府燃料工业部                | 中央人民政府燃料工业部                | 中央人民政府燃料工业部                | 中央人民政府燃料工业部                | 中央人民政府燃料工业部                | 中央人民政府燃料工业部                 | 中央人民政府燃料工业部                 | 中央人民政府燃料工业部                 | 中央人民政府燃料工业部                 | 中华人民共和国燃料工业部                 | 中华人民共和国燃料工业部                 | 中华人民共和国石油工业部                 | 中华人民共和国石油工业部                 | 中华人民共和国石油工业部                 | 中华人民共和国石油工业部                 | 中华人民共和国石油工业部                 | 中华人民共和国石油工业部                 | 中华人民共和国石油工业部                 | 中华人民共和国石油工业部                 | 中华人民共和国石油工业部                  | 中华人民共和国石油工业部                  | 中华人民共和国石油工业部                  | 中华人民共和国石油工业部                  | 中华人民共和国石油工业部                  | 中华人民共和国石油工业部                  | 中华人民共和国石油工业部                  | 中华人民共和国石油工业部                  | 中华人民共和国石油工业部                  | 中华人民共和国石油工业部                  | 中华人民共和国石油工业部                  | 中华人民共和国石油工业部                  | 中华人民共和国石油工业部                  | 中华人民共和国石油工业部                  | 中华人民共和国石油工业部                  | 中华人民共和国石油工业部                  | 中华人民共和国石油工业部                  | 中华人民共和国石油工业部                  | 中华人民共和国石油工业部                     | 中华人民共和国石油工业部                     | 中华人民共和国石油工业部                     | 中华人民共和国石油工业部                     | 中华人民共和国燃料化学工业部                                          | 中华人民共和国燃料化学工业部                                          | 中华人民共和国燃料化学工业部                                          | 中华人民共和国燃料化学工业部                                          | 中华人民共和国燃料化学工业部                                          | 中华人民共和国燃料化学工业部                                          | 中华人民共和国燃料化学工业部                                          | 中华人民共和国燃料化学工业部                                          | 中华人民共和国燃料化学工业部                                          | 中华人民共和国燃料化学工业部                                          | 中华人民共和国石油化学工业部                                          | 中华人民共和国石油化学工业部                                          | 中华人民共和国石油化学工业部                                          | 中华人民共和国石油化学工业部                                          | 中华人民共和国石油化学工业部                                          | 中华人民共和国石油化学工业部                                          | 中华人民共和国石油工业部                                              | 中华人民共和国石油工业部                                              | 中华人民共和国石油工业部                                            | 中华人民共和国石油工业部                                            | 中华人民共和国石油工业部                                            | 中华人民共和国石油工业部                                            | 中华人民共和国石油工业部                                            | 中华人民共和国石油工业部                                            | 中华人民共和国石油工业部                                      | 中华人民共和国石油工业部                                      | 中华人民共和国石油工业部                                      | 中华人民共和国石油工业部                                      | 中华人民共和国石油工业部                                      | 中华人民共和国石油工业部                                      | 中华人民共和国石油工业部                                      | 中华人民共和国石油工业部                                      | 中华人民共和国石油工业部                                      | 中华人民共和国石油工业部                                      | 中华人民共和国石油工业部                                      | 中华人民共和国石油工业部                                      | 中国石油化工总公司 (1983–1998)                                | 中国石油化工总公司 (1983–1998)                                | 中国石油化工总公司 (1983–1998)                                | 中国石油化工总公司 (1983–1998)                                | 中国石油化工总公司 (1983–1998)                                | 中国石油化工总公司 (1983–1998)                                | 中国石油化工总公司 (1983–1998)                                | 中国石油化工总公司 (1983–1998)                                | 中国石油化工总公司 (1983–1998)                                | 中国石油化工总公司 (1983–1998)                                | 中国石油化工总公司 (1983–1998)                                     | 中国石油化工总公司 (1983–1998)                                     | 中国石油化工总公司 (1983–1998)                                     | 中国石油化工总公司 (1983–1998)                                     | 中国石油化工总公司 (1983–1998)                                     | 中国石油化工总公司 (1983–1998)                                     | 中国石油化工总公司 (1983–1998)                                     | 中国石油化工总公司 (1983–1998)                                     | 中国石油化工总公司 (1983–1998)                                     | 中国石油化工总公司 (1983–1998)                                     | 中国石油化工集团公司                                       | 中国石油化工集团公司                                       | 中国石油化工集团公司                                       | 中国石油化工集团公司                                       | 中国石油化工集团公司                                       | 中国石油化工集团公司                                       | 中国石油化工集团公司                                       | 中国石油化工集团公司                                       | 中国石油化工集团公司                                       | 中国石油化工集团公司                                       | 中国石油化工集团公司                                     | 中国石油化工集团公司                                     | 中国石油化工集团公司                                     | 中国石油化工集团公司                                     | 中国石油化工集团公司                                     | 中国石油化工集团公司                                     | 中国石油化工集团公司                                     | 中国石油化工集团公司                                     | 中国石油化工集团公司                                     | 中国石油化工集团公司                                     | 中国石油化工集团公司                                                                     | 中国石油化工集团公司                                                                     | 中国石油化工集团公司                                                                     | 中国石油化工集团公司                                                                     |                                                                |                                                                |                                                                |                                                                |                                                                |                                                                |                                                                |                                                                |                                                                |                                                                |                                                                |                                                                |                                                                |                                                                |                                                                |                                                                |                                                    |                                                    |                                                    |                                                    |                                                    |                                                    |                                                    |                                                    |                                                    |                                                    |
| 中央人民政府燃料工业部                | 中央人民政府燃料工业部                | 中央人民政府燃料工业部                | 中央人民政府燃料工业部                | 中央人民政府燃料工业部                | 中央人民政府燃料工业部                | 中央人民政府燃料工业部                 | 中央人民政府燃料工业部                 | 中央人民政府燃料工业部                 | 中央人民政府燃料工业部                 | 中华人民共和国燃料工业部                 | 中华人民共和国燃料工业部                 | 中华人民共和国石油工业部                 | 中华人民共和国石油工业部                 | 中华人民共和国石油工业部                 | 中华人民共和国石油工业部                 | 中华人民共和国石油工业部                 | 中华人民共和国石油工业部                 | 中华人民共和国石油工业部                 | 中华人民共和国石油工业部                 | 中华人民共和国石油工业部                  | 中华人民共和国石油工业部                  | 中华人民共和国石油工业部                  | 中华人民共和国石油工业部                  | 中华人民共和国石油工业部                  | 中华人民共和国石油工业部                  | 中华人民共和国石油工业部                  | 中华人民共和国石油工业部                  | 中华人民共和国石油工业部                  | 中华人民共和国石油工业部                  | 中华人民共和国石油工业部                  | 中华人民共和国石油工业部                  | 中华人民共和国石油工业部                  | 中华人民共和国石油工业部                  | 中华人民共和国石油工业部                  | 中华人民共和国石油工业部                  | 中华人民共和国石油工业部                  | 中华人民共和国石油工业部                  | 中华人民共和国石油工业部                     | 中华人民共和国石油工业部                     | 中华人民共和国石油工业部                     | 中华人民共和国石油工业部                     | 中华人民共和国燃料化学工业部                                          | 中华人民共和国燃料化学工业部                                          | 中华人民共和国燃料化学工业部                                          | 中华人民共和国燃料化学工业部                                          | 中华人民共和国燃料化学工业部                                          | 中华人民共和国燃料化学工业部                                          | 中华人民共和国燃料化学工业部                                          | 中华人民共和国燃料化学工业部                                          | 中华人民共和国燃料化学工业部                                          | 中华人民共和国燃料化学工业部                                          | 中华人民共和国石油化学工业部                                          | 中华人民共和国石油化学工业部                                          | 中华人民共和国石油化学工业部                                          | 中华人民共和国石油化学工业部                                          | 中华人民共和国石油化学工业部                                          | 中华人民共和国石油化学工业部                                          | 中华人民共和国石油工业部                                              | 中华人民共和国石油工业部                                              | 中华人民共和国石油工业部                                            | 中华人民共和国石油工业部                                            | 中华人民共和国石油工业部                                            | 中华人民共和国石油工业部                                            | 中华人民共和国石油工业部                                            | 中华人民共和国石油工业部                                            | 中华人民共和国石油工业部                                      | 中华人民共和国石油工业部                                      | 中华人民共和国石油工业部                                      | 中华人民共和国石油工业部                                      | 中华人民共和国石油工业部                                      | 中华人民共和国石油工业部                                      | 中华人民共和国石油工业部                                      | 中华人民共和国石油工业部                                      | 中华人民共和国石油工业部                                      | 中华人民共和国石油工业部                                      | 中华人民共和国石油工业部                                      | 中华人民共和国石油工业部                                      | 中国石油天然气总公司 (1988–1998)                              | 中国石油天然气总公司 (1988–1998)                              | 中国石油天然气总公司 (1988–1998)                              | 中国石油天然气总公司 (1988–1998)                              | 中国石油天然气总公司 (1988–1998)                              | 中国石油天然气总公司 (1988–1998)                              | 中国石油天然气总公司 (1988–1998)                              | 中国石油天然气总公司 (1988–1998)                              | 中国石油天然气总公司 (1988–1998)                              | 中国石油天然气总公司 (1988–1998)                              | 中国石油天然气总公司 (1988–1998)                                   | 中国石油天然气总公司 (1988–1998)                                   | 中国石油天然气总公司 (1988–1998)                                   | 中国石油天然气总公司 (1988–1998)                                   | 中国石油天然气总公司 (1988–1998)                                   | 中国石油天然气总公司 (1988–1998)                                   | 中国石油天然气总公司 (1988–1998)                                   | 中国石油天然气总公司 (1988–1998)                                   | 中国石油天然气总公司 (1988–1998)                                   | 中国石油天然气总公司 (1988–1998)                                   | 中国石油天然气集团公司                                     | 中国石油天然气集团公司                                     | 中国石油天然气集团公司                                     | 中国石油天然气集团公司                                     | 中国石油天然气集团公司                                     | 中国石油天然气集团公司                                     | 中国石油天然气集团公司                                     | 中国石油天然气集团公司                                     | 中国石油天然气集团公司                                     | 中国石油天然气集团公司                                     | 中国石油天然气集团公司                                   | 中国石油天然气集团公司                                   | 中国石油天然气集团公司                                   | 中国石油天然气集团公司                                   | 中国石油天然气集团公司                                   | 中国石油天然气集团公司                                   | 中国石油天然气集团公司                                   | 中国石油天然气集团公司                                   | 中国石油天然气集团公司                                   | 中国石油天然气集团公司                                   | 中国石油天然气集团公司                                                                   | 中国石油天然气集团公司                                                                   | 中国石油天然气集团公司                                                                   | 中国石油天然气集团公司                                                                   |                                                                |                                                                |                                                                |                                                                |                                                                |                                                                |                                                                |                                                                |                                                                |                                                                |                                                                |                                                                |                                                                |                                                                |                                                                |                                                                |                                                    |                                                    |                                                    |                                                    |                                                    |                                                    |                                                    |                                                    |                                                    |                                                    |
| 中央人民政府燃料工业部                | 中央人民政府燃料工业部                | 中央人民政府燃料工业部                | 中央人民政府燃料工业部                | 中央人民政府燃料工业部                | 中央人民政府燃料工业部                | 中央人民政府燃料工业部                 | 中央人民政府燃料工业部                 | 中央人民政府燃料工业部                 | 中央人民政府燃料工业部                 | 中华人民共和国燃料工业部                 | 中华人民共和国燃料工业部                 | 中华人民共和国石油工业部                 | 中华人民共和国石油工业部                 | 中华人民共和国石油工业部                 | 中华人民共和国石油工业部                 | 中华人民共和国石油工业部                 | 中华人民共和国石油工业部                 | 中华人民共和国石油工业部                 | 中华人民共和国石油工业部                 | 中华人民共和国石油工业部                  | 中华人民共和国石油工业部                  | 中华人民共和国石油工业部                  | 中华人民共和国石油工业部                  | 中华人民共和国石油工业部                  | 中华人民共和国石油工业部                  | 中华人民共和国石油工业部                  | 中华人民共和国石油工业部                  | 中华人民共和国石油工业部                  | 中华人民共和国石油工业部                  | 中华人民共和国石油工业部                  | 中华人民共和国石油工业部                  | 中华人民共和国石油工业部                  | 中华人民共和国石油工业部                  | 中华人民共和国石油工业部                  | 中华人民共和国石油工业部                  | 中华人民共和国石油工业部                  | 中华人民共和国石油工业部                  | 中华人民共和国石油工业部                     | 中华人民共和国石油工业部                     | 中华人民共和国石油工业部                     | 中华人民共和国石油工业部                     | 中华人民共和国燃料化学工业部                                          | 中华人民共和国燃料化学工业部                                          | 中华人民共和国燃料化学工业部                                          | 中华人民共和国燃料化学工业部                                          | 中华人民共和国燃料化学工业部                                          | 中华人民共和国燃料化学工业部                                          | 中华人民共和国燃料化学工业部                                          | 中华人民共和国燃料化学工业部                                          | 中华人民共和国燃料化学工业部                                          | 中华人民共和国燃料化学工业部                                          | 中华人民共和国石油化学工业部                                          | 中华人民共和国石油化学工业部                                          | 中华人民共和国石油化学工业部                                          | 中华人民共和国石油化学工业部                                          | 中华人民共和国石油化学工业部                                          | 中华人民共和国石油化学工业部                                          | 中华人民共和国石油工业部                                              | 中华人民共和国石油工业部                                              | 中华人民共和国石油工业部                                            | 中华人民共和国石油工业部                                            | 中华人民共和国石油工业部                                            | 中华人民共和国石油工业部                                            | 中华人民共和国石油工业部                                            | 中华人民共和国石油工业部                                            | 中华人民共和国石油工业部                                      | 中华人民共和国石油工业部                                      | 中华人民共和国石油工业部                                      | 中华人民共和国石油工业部                                      | 中华人民共和国石油工业部                                      | 中华人民共和国石油工业部                                      | 中华人民共和国石油工业部                                      | 中华人民共和国石油工业部                                      | 中华人民共和国石油工业部                                      | 中华人民共和国石油工业部                                      | 中华人民共和国石油工业部                                      | 中华人民共和国石油工业部                                      | 中国海洋石油总公司 (1982– )                                   |                                                               |                                                               |                                                               |                                                               |                                                               |                                                               |                                                               |                                                               |                                                               |                                                                    |                                                                    |                                                                    |                                                                    |                                                                    |                                                                    |                                                                    |                                                                    |                                                                    |                                                                    |                                                            |                                                            |                                                            |                                                            |                                                            |                                                            |                                                            |                                                            |                                                            |                                                            |                                                          |                                                          |                                                          |                                                          |                                                          |                                                          |                                                          |                                                          |                                                          |                                                          |                                                                                          |                                                                                          |                                                                                          |                                                                                          |                                                                |                                                                |                                                                |                                                                |                                                                |                                                                |                                                                |                                                                |                                                                |                                                                |                                                                |                                                                |                                                                |                                                                |                                                                |                                                                |                                                    |                                                    |                                                    |                                                    |                                                    |                                                    |                                                    |                                                    |                                                    |                                                    |
| 中央人民政府燃料工业部                | 中央人民政府燃料工业部                | 中央人民政府燃料工业部                | 中央人民政府燃料工业部                | 中央人民政府燃料工业部                | 中央人民政府燃料工业部                | 中央人民政府燃料工业部                 | 中央人民政府燃料工业部                 | 中央人民政府燃料工业部                 | 中央人民政府燃料工业部                 | 中华人民共和国燃料工业部                 | 中华人民共和国燃料工业部                 | 中华人民共和国煤炭工业部                 | 中华人民共和国煤炭工业部                 | 中华人民共和国煤炭工业部                 | 中华人民共和国煤炭工业部                 | 中华人民共和国煤炭工业部                 | 中华人民共和国煤炭工业部                 | 中华人民共和国煤炭工业部                 | 中华人民共和国煤炭工业部                 | 中华人民共和国煤炭工业部                  | 中华人民共和国煤炭工业部                  | 中华人民共和国煤炭工业部                  | 中华人民共和国煤炭工业部                  | 中华人民共和国煤炭工业部                  | 中华人民共和国煤炭工业部                  | 中华人民共和国煤炭工业部                  | 中华人民共和国煤炭工业部                  | 中华人民共和国煤炭工业部                  | 中华人民共和国煤炭工业部                  | 中华人民共和国煤炭工业部                  | 中华人民共和国煤炭工业部                  | 中华人民共和国煤炭工业部                  | 中华人民共和国煤炭工业部                  | 中华人民共和国煤炭工业部                  | 中华人民共和国煤炭工业部                  | 中华人民共和国煤炭工业部                  | 中华人民共和国煤炭工业部                  | 中华人民共和国煤炭工业部                     | 中华人民共和国煤炭工业部                     | 中华人民共和国煤炭工业部                     | 中华人民共和国煤炭工业部                     | 中华人民共和国燃料化学工业部                                          | 中华人民共和国燃料化学工业部                                          | 中华人民共和国燃料化学工业部                                          | 中华人民共和国燃料化学工业部                                          | 中华人民共和国燃料化学工业部                                          | 中华人民共和国燃料化学工业部                                          | 中华人民共和国燃料化学工业部                                          | 中华人民共和国燃料化学工业部                                          | 中华人民共和国燃料化学工业部                                          | 中华人民共和国燃料化学工业部                                          | 中华人民共和国煤炭工业部                                              | 中华人民共和国煤炭工业部                                              | 中华人民共和国煤炭工业部                                              | 中华人民共和国煤炭工业部                                              | 中华人民共和国煤炭工业部                                              | 中华人民共和国煤炭工业部                                              | 中华人民共和国煤炭工业部                                              | 中华人民共和国煤炭工业部                                              | 中华人民共和国煤炭工业部                                            | 中华人民共和国煤炭工业部                                            | 中华人民共和国煤炭工业部                                            | 中华人民共和国煤炭工业部                                            | 中华人民共和国煤炭工业部                                            | 中华人民共和国煤炭工业部                                            | 中华人民共和国煤炭工业部                                      | 中华人民共和国煤炭工业部                                      | 中华人民共和国煤炭工业部                                      | 中华人民共和国煤炭工业部                                      | 中华人民共和国煤炭工业部                                      | 中华人民共和国煤炭工业部                                      | 中华人民共和国煤炭工业部                                      | 中华人民共和国煤炭工业部                                      | 中华人民共和国煤炭工业部                                      | 中华人民共和国煤炭工业部                                      | 中华人民共和国煤炭工业部                                      | 中华人民共和国煤炭工业部                                      | 中国统配煤矿总公司                                            | 中国统配煤矿总公司                                            | 中国统配煤矿总公司                                            | 中国统配煤矿总公司                                            | 中国统配煤矿总公司                                            | 中国统配煤矿总公司                                            | 中国统配煤矿总公司                                            | 中国统配煤矿总公司                                            | 中国统配煤矿总公司                                            | 中国统配煤矿总公司                                            | 中华人民共和国煤炭工业部                                           | 中华人民共和国煤炭工业部                                           | 中华人民共和国煤炭工业部                                           | 中华人民共和国煤炭工业部                                           | 中华人民共和国煤炭工业部                                           | 中华人民共和国煤炭工业部                                           | 中华人民共和国煤炭工业部                                           | 中华人民共和国煤炭工业部                                           | 中华人民共和国煤炭工业部                                           | 中华人民共和国煤炭工业部                                           | 经贸委管 国家煤炭工业局                                    | 经贸委管 国家煤炭工业局                                    | 经贸委管 国家煤炭工业局                                    | 经贸委管 国家煤炭工业局                                    | 经贸委管 国家煤炭工业局                                    | 经贸委管 国家煤炭工业局                                    | 中国煤炭工业协会                                           | 中国煤炭工业协会                                           | 中国煤炭工业协会                                           | 中国煤炭工业协会                                           | 中国煤炭工业协会                                         | 中国煤炭工业协会                                         | 中国煤炭工业协会                                         | 中国煤炭工业协会                                         | 中国煤炭工业协会                                         | 中国煤炭工业协会                                         | 中国煤炭工业协会                                         | 中国煤炭工业协会                                         | 中国煤炭工业协会                                         | 中国煤炭工业协会                                         | 中国煤炭工业协会                                                                         | 中国煤炭工业协会                                                                         | 中国煤炭工业协会                                                                         | 中国煤炭工业协会                                                                         |                                                                |                                                                |                                                                |                                                                |                                                                |                                                                |                                                                |                                                                |                                                                |                                                                |                                                                |                                                                |                                                                |                                                                |                                                                |                                                                |                                                    |                                                    |                                                    |                                                    |                                                    |                                                    |                                                    |                                                    |                                                    |                                                    |
|                                       |                                       |                                       |                                       |                                       |                                       |                                        |                                        |                                        |                                        |                                          |                                          | 中华人民共和国电力工业部                 | 中华人民共和国电力工业部                 | 中华人民共和国电力工业部                 | 中华人民共和国电力工业部                 | 中华人民共和国电力工业部                 | 中华人民共和国电力工业部                 | 中华人民共和国水利电力部                 | 中华人民共和国水利电力部                 | 中华人民共和国水利电力部                  | 中华人民共和国水利电力部                  | 中华人民共和国水利电力部                  | 中华人民共和国水利电力部                  | 中华人民共和国水利电力部                  | 中华人民共和国水利电力部                  | 中华人民共和国水利电力部                  | 中华人民共和国水利电力部                  | 中华人民共和国水利电力部                  | 中华人民共和国水利电力部                  | 中华人民共和国水利电力部                  | 中华人民共和国水利电力部                  | 中华人民共和国水利电力部                  | 中华人民共和国水利电力部                  | 中华人民共和国水利电力部                  | 中华人民共和国水利电力部                  | 中华人民共和国水利电力部                  | 中华人民共和国水利电力部                  | 中华人民共和国水利电力部                     | 中华人民共和国水利电力部                     | 中华人民共和国水利电力部                     | 中华人民共和国水利电力部                     | 中华人民共和国水利电力部                                              | 中华人民共和国水利电力部                                              | 中华人民共和国水利电力部                                              | 中华人民共和国水利电力部                                              | 中华人民共和国水利电力部                                              | 中华人民共和国水利电力部                                              | 中华人民共和国水利电力部                                              | 中华人民共和国水利电力部                                              | 中华人民共和国水利电力部                                              | 中华人民共和国水利电力部                                              | 中华人民共和国水利电力部                                              | 中华人民共和国水利电力部                                              | 中华人民共和国水利电力部                                              | 中华人民共和国水利电力部                                              | 中华人民共和国水利电力部                                              | 中华人民共和国水利电力部                                              | 中华人民共和国水利电力部                                              | 中华人民共和国水利电力部                                              | 中华人民共和国电力工业部                                            | 中华人民共和国电力工业部                                            | 中华人民共和国电力工业部                                            | 中华人民共和国电力工业部                                            | 中华人民共和国电力工业部                                            | 中华人民共和国电力工业部                                            | 中华人民共和国水利电力部                                      | 中华人民共和国水利电力部                                      | 中华人民共和国水利电力部                                      | 中华人民共和国水利电力部                                      | 中华人民共和国水利电力部                                      | 中华人民共和国水利电力部                                      | 中华人民共和国水利电力部                                      | 中华人民共和国水利电力部                                      | 中华人民共和国水利电力部                                      | 中华人民共和国水利电力部                                      | 中华人民共和国水利电力部                                      | 中华人民共和国水利电力部                                      | 中华人民共和国电力工业部                                      | 中华人民共和国电力工业部                                      | 中华人民共和国电力工业部                                      | 中华人民共和国电力工业部                                      | 中华人民共和国电力工业部                                      | 中华人民共和国电力工业部                                      | 中华人民共和国电力工业部                                      | 中华人民共和国电力工业部                                      | 中华人民共和国电力工业部                                      | 中华人民共和国电力工业部                                      | 国家经贸委电力司                                                   | 国家经贸委电力司                                                   | 国家经贸委电力司                                                   | 国家经贸委电力司                                                   | 国家经贸委电力司                                                   | 国家经贸委电力司                                                   | 国家经贸委电力司                                                   | 国家经贸委电力司                                                   | 国家经贸委电力司                                                   | 国家经贸委电力司                                                   |                                                            |                                                            |                                                            |                                                            |                                                            |                                                            |                                                            |                                                            |                                                            |                                                            |                                                          |                                                          |                                                          |                                                          |                                                          |                                                          |                                                          |                                                          |                                                          |                                                          |                                                                                          |                                                                                          |                                                                                          |                                                                                          |                                                                |                                                                |                                                                |                                                                |                                                                |                                                                |                                                                |                                                                |                                                                |                                                                |                                                                |                                                                |                                                                |                                                                |                                                                |                                                                |                                                    |                                                    |                                                    |                                                    |                                                    |                                                    |                                                    |                                                    |                                                    |                                                    |
| 中央人民政府水利部                    | 中央人民政府水利部                    | 中央人民政府水利部                    | 中央人民政府水利部                    | 中央人民政府水利部                    | 中央人民政府水利部                    | 中央人民政府水利部                     | 中央人民政府水利部                     | 中央人民政府水利部                     | 中央人民政府水利部                     | 中华人民共和国水利部                     | 中华人民共和国水利部                     | 中华人民共和国水利部                     | 中华人民共和国水利部                     | 中华人民共和国水利部                     | 中华人民共和国水利部                     | 中华人民共和国水利部                     | 中华人民共和国水利部                     | 中华人民共和国水利电力部                 | 中华人民共和国水利电力部                 | 中华人民共和国水利电力部                  | 中华人民共和国水利电力部                  | 中华人民共和国水利电力部                  | 中华人民共和国水利电力部                  | 中华人民共和国水利电力部                  | 中华人民共和国水利电力部                  | 中华人民共和国水利电力部                  | 中华人民共和国水利电力部                  | 中华人民共和国水利电力部                  | 中华人民共和国水利电力部                  | 中华人民共和国水利电力部                  | 中华人民共和国水利电力部                  | 中华人民共和国水利电力部                  | 中华人民共和国水利电力部                  | 中华人民共和国水利电力部                  | 中华人民共和国水利电力部                  | 中华人民共和国水利电力部                  | 中华人民共和国水利电力部                  | 中华人民共和国水利电力部                     | 中华人民共和国水利电力部                     | 中华人民共和国水利电力部                     | 中华人民共和国水利电力部                     | 中华人民共和国水利电力部                                              | 中华人民共和国水利电力部                                              | 中华人民共和国水利电力部                                              | 中华人民共和国水利电力部                                              | 中华人民共和国水利电力部                                              | 中华人民共和国水利电力部                                              | 中华人民共和国水利电力部                                              | 中华人民共和国水利电力部                                              | 中华人民共和国水利电力部                                              | 中华人民共和国水利电力部                                              | 中华人民共和国水利电力部                                              | 中华人民共和国水利电力部                                              | 中华人民共和国水利电力部                                              | 中华人民共和国水利电力部                                              | 中华人民共和国水利电力部                                              | 中华人民共和国水利电力部                                              | 中华人民共和国水利电力部                                              | 中华人民共和国水利电力部                                              | 中华人民共和国水利部                                                | 中华人民共和国水利部                                                | 中华人民共和国水利部                                                | 中华人民共和国水利部                                                | 中华人民共和国水利部                                                | 中华人民共和国水利部                                                | 中华人民共和国水利电力部                                      | 中华人民共和国水利电力部                                      | 中华人民共和国水利电力部                                      | 中华人民共和国水利电力部                                      | 中华人民共和国水利电力部                                      | 中华人民共和国水利电力部                                      | 中华人民共和国水利电力部                                      | 中华人民共和国水利电力部                                      | 中华人民共和国水利电力部                                      | 中华人民共和国水利电力部                                      | 中华人民共和国水利电力部                                      | 中华人民共和国水利电力部                                      | 中华人民共和国水利部                                          | 中华人民共和国水利部                                          | 中华人民共和国水利部                                          | 中华人民共和国水利部                                          | 中华人民共和国水利部                                          | 中华人民共和国水利部                                          | 中华人民共和国水利部                                          | 中华人民共和国水利部                                          | 中华人民共和国水利部                                          | 中华人民共和国水利部                                          | 中华人民共和国水利部                                               | 中华人民共和国水利部                                               | 中华人民共和国水利部                                               | 中华人民共和国水利部                                               | 中华人民共和国水利部                                               | 中华人民共和国水利部                                               | 中华人民共和国水利部                                               | 中华人民共和国水利部                                               | 中华人民共和国水利部                                               | 中华人民共和国水利部                                               | 中华人民共和国水利部                                       | 中华人民共和国水利部                                       | 中华人民共和国水利部                                       | 中华人民共和国水利部                                       | 中华人民共和国水利部                                       | 中华人民共和国水利部                                       | 中华人民共和国水利部                                       | 中华人民共和国水利部                                       | 中华人民共和国水利部                                       | 中华人民共和国水利部                                       | 中华人民共和国水利部                                     | 中华人民共和国水利部                                     | 中华人民共和国水利部                                     | 中华人民共和国水利部                                     | 中华人民共和国水利部                                     | 中华人民共和国水利部                                     | 中华人民共和国水利部                                     | 中华人民共和国水利部                                     | 中华人民共和国水利部                                     | 中华人民共和国水利部                                     | 中华人民共和国水利部                                                                     | 中华人民共和国水利部                                                                     | 中华人民共和国水利部                                                                     | 中华人民共和国水利部                                                                     |                                                                |                                                                |                                                                |                                                                |                                                                |                                                                |                                                                |                                                                |                                                                |                                                                |                                                                |                                                                |                                                                |                                                                |                                                                |                                                                |                                                    |                                                    |                                                    |                                                    |                                                    |                                                    |                                                    |                                                    |                                                    |                                                    |
|                                       |                                       |                                       |                                       |                                       |                                       |                                        |                                        |                                        |                                        |                                          |                                          | 中华人民共和国第三机械工业部 (1955–1958) | 中华人民共和国第三机械工业部 (1955–1958) | 中华人民共和国第三机械工业部 (1955–1958) | 中华人民共和国第三机械工业部 (1955–1958) | 中华人民共和国第三机械工业部 (1955–1958) | 中华人民共和国第三机械工业部 (1955–1958) | 中华人民共和国第二机械工业部 (1958–1982) | 中华人民共和国第二机械工业部 (1958–1982) | 中华人民共和国第二机械工业部 (1958–1982)  | 中华人民共和国第二机械工业部 (1958–1982)  | 中华人民共和国第二机械工业部 (1958–1982)  | 中华人民共和国第二机械工业部 (1958–1982)  | 中华人民共和国第二机械工业部 (1958–1982)  | 中华人民共和国第二机械工业部 (1958–1982)  | 中华人民共和国第二机械工业部 (1958–1982)  | 中华人民共和国第二机械工业部 (1958–1982)  | 中华人民共和国第二机械工业部 (1958–1982)  | 中华人民共和国第二机械工业部 (1958–1982)  | 中华人民共和国第二机械工业部 (1958–1982)  | 中华人民共和国第二机械工业部 (1958–1982)  | 中华人民共和国第二机械工业部 (1958–1982)  | 中华人民共和国第二机械工业部 (1958–1982)  | 中华人民共和国第二机械工业部 (1958–1982)  | 中华人民共和国第二机械工业部 (1958–1982)  | 中华人民共和国第二机械工业部 (1958–1982)  | 中华人民共和国第二机械工业部 (1958–1982)  | 中华人民共和国第二机械工业部 (1958–1982)     | 中华人民共和国第二机械工业部 (1958–1982)     | 中华人民共和国第二机械工业部 (1958–1982)     | 中华人民共和国第二机械工业部 (1958–1982)     | 中华人民共和国第二机械工业部 (1958–1982)                              | 中华人民共和国第二机械工业部 (1958–1982)                              | 中华人民共和国第二机械工业部 (1958–1982)                              | 中华人民共和国第二机械工业部 (1958–1982)                              | 中华人民共和国第二机械工业部 (1958–1982)                              | 中华人民共和国第二机械工业部 (1958–1982)                              | 中华人民共和国第二机械工业部 (1958–1982)                              | 中华人民共和国第二机械工业部 (1958–1982)                              | 中华人民共和国第二机械工业部 (1958–1982)                              | 中华人民共和国第二机械工业部 (1958–1982)                              | 中华人民共和国第二机械工业部 (1958–1982)                              | 中华人民共和国第二机械工业部 (1958–1982)                              | 中华人民共和国第二机械工业部 (1958–1982)                              | 中华人民共和国第二机械工业部 (1958–1982)                              | 中华人民共和国第二机械工业部 (1958–1982)                              | 中华人民共和国第二机械工业部 (1958–1982)                              | 中华人民共和国第二机械工业部 (1958–1982)                              | 中华人民共和国第二机械工业部 (1958–1982)                              | 中华人民共和国第二机械工业部 (1958–1982)                            | 中华人民共和国第二机械工业部 (1958–1982)                            | 中华人民共和国第二机械工业部 (1958–1982)                            | 中华人民共和国第二机械工业部 (1958–1982)                            | 中华人民共和国第二机械工业部 (1958–1982)                            | 中华人民共和国第二机械工业部 (1958–1982)                            | 中华人民共和国核工业部 (1982–1988)                            | 中华人民共和国核工业部 (1982–1988)                            | 中华人民共和国核工业部 (1982–1988)                            | 中华人民共和国核工业部 (1982–1988)                            | 中华人民共和国核工业部 (1982–1988)                            | 中华人民共和国核工业部 (1982–1988)                            | 中华人民共和国核工业部 (1982–1988)                            | 中华人民共和国核工业部 (1982–1988)                            | 中华人民共和国核工业部 (1982–1988)                            | 中华人民共和国核工业部 (1982–1988)                            | 中华人民共和国核工业部 (1982–1988)                            | 中华人民共和国核工业部 (1982–1988)                            | 中国核工业总公司                                              | 中国核工业总公司                                              | 中国核工业总公司                                              | 中国核工业总公司                                              | 中国核工业总公司                                              | 中国核工业总公司                                              | 中国核工业总公司                                              | 中国核工业总公司                                              | 中国核工业总公司                                              | 中国核工业总公司                                              | 中国核工业总公司                                                   | 中国核工业总公司                                                   | 中国核工业总公司                                                   | 中国核工业总公司                                                   | 中国核工业总公司                                                   | 中国核工业总公司                                                   | 中国核工业总公司                                                   | 中国核工业总公司                                                   | 中国核工业总公司                                                   | 中国核工业总公司                                                   | 中国核工业总公司                                           | 中国核工业总公司                                           | 中国核工业集团公司                                         | 中国核工业集团公司                                         | 中国核工业集团公司                                         | 中国核工业集团公司                                         | 中国核工业集团公司                                         | 中国核工业集团公司                                         | 中国核工业集团公司                                         | 中国核工业集团公司                                         | 中国核工业集团公司                                       | 中国核工业集团公司                                       | 中国核工业集团公司                                       | 中国核工业集团公司                                       | 中国核工业集团公司                                       | 中国核工业集团公司                                       | 中国核工业集团公司                                       | 中国核工业集团公司                                       | 中国核工业集团公司                                       | 中国核工业集团公司                                       | 中国核工业集团公司                                                                       | 中国核工业集团公司                                                                       | 中国核工业集团公司                                                                       | 中国核工业集团公司                                                                       |                                                                |                                                                |                                                                |                                                                |                                                                |                                                                |                                                                |                                                                |                                                                |                                                                |                                                                |                                                                |                                                                |                                                                |                                                                |                                                                |                                                    |                                                    |                                                    |                                                    |                                                    |                                                    |                                                    |                                                    |                                                    |                                                    |
| 中国核工业建设集团公司                |                                       |                                       |                                       |                                       |                                       |                                        |                                        |                                        |                                        |                                          |                                          | 中华人民共和国第三机械工业部 (1955–1958) | 中华人民共和国第三机械工业部 (1955–1958) | 中华人民共和国第三机械工业部 (1955–1958) | 中华人民共和国第三机械工业部 (1955–1958) | 中华人民共和国第三机械工业部 (1955–1958) | 中华人民共和国第三机械工业部 (1955–1958) | 中华人民共和国第二机械工业部 (1958–1982) | 中华人民共和国第二机械工业部 (1958–1982) | 中华人民共和国第二机械工业部 (1958–1982)  | 中华人民共和国第二机械工业部 (1958–1982)  | 中华人民共和国第二机械工业部 (1958–1982)  | 中华人民共和国第二机械工业部 (1958–1982)  | 中华人民共和国第二机械工业部 (1958–1982)  | 中华人民共和国第二机械工业部 (1958–1982)  | 中华人民共和国第二机械工业部 (1958–1982)  | 中华人民共和国第二机械工业部 (1958–1982)  | 中华人民共和国第二机械工业部 (1958–1982)  | 中华人民共和国第二机械工业部 (1958–1982)  | 中华人民共和国第二机械工业部 (1958–1982)  | 中华人民共和国第二机械工业部 (1958–1982)  | 中华人民共和国第二机械工业部 (1958–1982)  | 中华人民共和国第二机械工业部 (1958–1982)  | 中华人民共和国第二机械工业部 (1958–1982)  | 中华人民共和国第二机械工业部 (1958–1982)  | 中华人民共和国第二机械工业部 (1958–1982)  | 中华人民共和国第二机械工业部 (1958–1982)  | 中华人民共和国第二机械工业部 (1958–1982)     | 中华人民共和国第二机械工业部 (1958–1982)     | 中华人民共和国第二机械工业部 (1958–1982)     | 中华人民共和国第二机械工业部 (1958–1982)     | 中华人民共和国第二机械工业部 (1958–1982)                              | 中华人民共和国第二机械工业部 (1958–1982)                              | 中华人民共和国第二机械工业部 (1958–1982)                              | 中华人民共和国第二机械工业部 (1958–1982)                              | 中华人民共和国第二机械工业部 (1958–1982)                              | 中华人民共和国第二机械工业部 (1958–1982)                              | 中华人民共和国第二机械工业部 (1958–1982)                              | 中华人民共和国第二机械工业部 (1958–1982)                              | 中华人民共和国第二机械工业部 (1958–1982)                              | 中华人民共和国第二机械工业部 (1958–1982)                              | 中华人民共和国第二机械工业部 (1958–1982)                              | 中华人民共和国第二机械工业部 (1958–1982)                              | 中华人民共和国第二机械工业部 (1958–1982)                              | 中华人民共和国第二机械工业部 (1958–1982)                              | 中华人民共和国第二机械工业部 (1958–1982)                              | 中华人民共和国第二机械工业部 (1958–1982)                              | 中华人民共和国第二机械工业部 (1958–1982)                              | 中华人民共和国第二机械工业部 (1958–1982)                              | 中华人民共和国第二机械工业部 (1958–1982)                            | 中华人民共和国第二机械工业部 (1958–1982)                            | 中华人民共和国第二机械工业部 (1958–1982)                            | 中华人民共和国第二机械工业部 (1958–1982)                            | 中华人民共和国第二机械工业部 (1958–1982)                            | 中华人民共和国第二机械工业部 (1958–1982)                            | 中华人民共和国核工业部 (1982–1988)                            | 中华人民共和国核工业部 (1982–1988)                            | 中华人民共和国核工业部 (1982–1988)                            | 中华人民共和国核工业部 (1982–1988)                            | 中华人民共和国核工业部 (1982–1988)                            | 中华人民共和国核工业部 (1982–1988)                            | 中华人民共和国核工业部 (1982–1988)                            | 中华人民共和国核工业部 (1982–1988)                            | 中华人民共和国核工业部 (1982–1988)                            | 中华人民共和国核工业部 (1982–1988)                            | 中华人民共和国核工业部 (1982–1988)                            | 中华人民共和国核工业部 (1982–1988)                            | 中国核工业总公司                                              | 中国核工业总公司                                              | 中国核工业总公司                                              | 中国核工业总公司                                              | 中国核工业总公司                                              | 中国核工业总公司                                              | 中国核工业总公司                                              | 中国核工业总公司                                              | 中国核工业总公司                                              | 中国核工业总公司                                              | 中国核工业总公司                                                   | 中国核工业总公司                                                   | 中国核工业总公司                                                   | 中国核工业总公司                                                   | 中国核工业总公司                                                   | 中国核工业总公司                                                   | 中国核工业总公司                                                   | 中国核工业总公司                                                   | 中国核工业总公司                                                   | 中国核工业总公司                                                   | 中国核工业总公司                                           | 中国核工业总公司                                           |                                                            |                                                            |                                                            |                                                            |                                                            |                                                            |                                                            |                                                            |                                                          |                                                          |                                                          |                                                          |                                                          |                                                          |                                                          |                                                          |                                                          |                                                          |                                                                                          |                                                                                          |                                                                                          |                                                                                          |                                                                |                                                                |                                                                |                                                                |                                                                |                                                                |                                                                |                                                                |                                                                |                                                                |                                                                |                                                                |                                                                |                                                                |                                                                |                                                                |                                                    |                                                    |                                                    |                                                    |                                                    |                                                    |                                                    |                                                    |                                                    |                                                    |
|                                       |                                       |                                       |                                       |                                       |                                       |                                        |                                        |                                        |                                        |                                          |                                          |                                          |                                          |                                          |                                          |                                          |                                          |                                          |                                          | 中华人民共和国农业机械部                  | 中华人民共和国农业机械部                  | 中华人民共和国农业机械部                  | 中华人民共和国农业机械部                  | 中华人民共和国农业机械部                  | 中华人民共和国农业机械部                  | 中华人民共和国农业机械部                  | 中华人民共和国农业机械部                  | 中华人民共和国农业机械部                  | 中华人民共和国农业机械部                  | 中华人民共和国农业机械部                  | 中华人民共和国农业机械部                  | 中华人民共和国第八机械工业部 (1965–1970)  | 中华人民共和国第八机械工业部 (1965–1970)  | 中华人民共和国第八机械工业部 (1965–1970)  | 中华人民共和国第八机械工业部 (1965–1970)  | 中华人民共和国第八机械工业部 (1965–1970)  | 中华人民共和国第八机械工业部 (1965–1970)  | 中华人民共和国第八机械工业部 (1965–1970)     | 中华人民共和国第八机械工业部 (1965–1970)     | 中华人民共和国第八机械工业部 (1965–1970)     | 中华人民共和国第八机械工业部 (1965–1970)     | 中华人民共和国第一机械工业部 (1970–1979)                              | 中华人民共和国第一机械工业部 (1970–1979)                              | 中华人民共和国第一机械工业部 (1970–1979)                              | 中华人民共和国第一机械工业部 (1970–1979)                              | 中华人民共和国第一机械工业部 (1970–1979)                              | 中华人民共和国第一机械工业部 (1970–1979)                              | 中华人民共和国第一机械工业部 (1970–1979)                              | 中华人民共和国第一机械工业部 (1970–1979)                              | 中华人民共和国第一机械工业部 (1970–1979)                              | 中华人民共和国第一机械工业部 (1970–1979)                              | 中华人民共和国第一机械工业部 (1970–1979)                              | 中华人民共和国第一机械工业部 (1970–1979)                              | 中华人民共和国第一机械工业部 (1970–1979)                              | 中华人民共和国第一机械工业部 (1970–1979)                              | 中华人民共和国第一机械工业部 (1970–1979)                              | 中华人民共和国第一机械工业部 (1970–1979)                              | 中华人民共和国第一机械工业部 (1970–1979)                              | 中华人民共和国第一机械工业部 (1970–1979)                              | 中华人民共和国农业机械部                                            | 中华人民共和国农业机械部                                            | 中华人民共和国农业机械部                                            | 中华人民共和国农业机械部                                            | 中华人民共和国农业机械部                                            | 中华人民共和国农业机械部                                            | 中华人民共和国机械工业部                                      | 中华人民共和国机械工业部                                      | 中华人民共和国机械工业部                                      | 中华人民共和国机械工业部                                      | 中华人民共和国机械工业部                                      | 中华人民共和国机械工业部                                      | 中华人民共和国机械工业部                                      | 中华人民共和国机械工业部                                      | 中华人民共和国国家机械工业委员会                              | 中华人民共和国国家机械工业委员会                              | 中华人民共和国国家机械工业委员会                              | 中华人民共和国国家机械工业委员会                              | 中华人民共和国机械电子工业部                                  | 中华人民共和国机械电子工业部                                  | 中华人民共和国机械电子工业部                                  | 中华人民共和国机械电子工业部                                  | 中华人民共和国机械电子工业部                                  | 中华人民共和国机械电子工业部                                  | 中华人民共和国机械电子工业部                                  | 中华人民共和国机械电子工业部                                  | 中华人民共和国机械电子工业部                                  | 中华人民共和国机械电子工业部                                  | 中华人民共和国机械工业部                                           | 中华人民共和国机械工业部                                           | 中华人民共和国机械工业部                                           | 中华人民共和国机械工业部                                           | 中华人民共和国机械工业部                                           | 中华人民共和国机械工业部                                           | 中华人民共和国机械工业部                                           | 中华人民共和国机械工业部                                           | 中华人民共和国机械工业部                                           | 中华人民共和国机械工业部                                           | 经贸委管 国家机械工业局                                    | 经贸委管 国家机械工业局                                    | 经贸委管 国家机械工业局                                    | 经贸委管 国家机械工业局                                    | 经贸委管 国家机械工业局                                    | 经贸委管 国家机械工业局                                    | 中国机械工业联合会                                         | 中国机械工业联合会                                         | 中国机械工业联合会                                         | 中国机械工业联合会                                         | 中国机械工业联合会                                       | 中国机械工业联合会                                       | 中国机械工业联合会                                       | 中国机械工业联合会                                       | 中国机械工业联合会                                       | 中国机械工业联合会                                       | 中国机械工业联合会                                       | 中国机械工业联合会                                       | 中国机械工业联合会                                       | 中国机械工业联合会                                       | 中国机械工业联合会                                                                       | 中国机械工业联合会                                                                       | 中国机械工业联合会                                                                       | 中国机械工业联合会                                                                       |                                                                |                                                                |                                                                |                                                                |                                                                |                                                                |                                                                |                                                                |                                                                |                                                                |                                                                |                                                                |                                                                |                                                                |                                                                |                                                                |                                                    |                                                    |                                                    |                                                    |                                                    |                                                    |                                                    |                                                    |                                                    |                                                    |
|                                       |                                       |                                       |                                       |                                       |                                       | 中央人民政府第三机械工业部 (1952–1954) | 中央人民政府第三机械工业部 (1952–1954) | 中央人民政府第三机械工业部 (1952–1954) | 中央人民政府第三机械工业部 (1952–1954) | 中华人民共和国第三机械工业部 (1954–1956) | 中华人民共和国第三机械工业部 (1954–1956) | 中华人民共和国第三机械工业部 (1954–1956) | 中华人民共和国第三机械工业部 (1954–1956) | 中华人民共和国电机制造工业部 (1956–1958) | 中华人民共和国电机制造工业部 (1956–1958) | 中华人民共和国电机制造工业部 (1956–1958) | 中华人民共和国电机制造工业部 (1956–1958) | 中华人民共和国第一机械工业部 (1958–1960) | 中华人民共和国第一机械工业部 (1958–1960) | 中华人民共和国第一机械工业部 (1958–1960)  | 中华人民共和国第一机械工业部 (1958–1960)  | 中华人民共和国第一机械工业部 (1960–1970)  | 中华人民共和国第一机械工业部 (1960–1970)  | 中华人民共和国第一机械工业部 (1960–1970)  | 中华人民共和国第一机械工业部 (1960–1970)  | 中华人民共和国第一机械工业部 (1960–1970)  | 中华人民共和国第一机械工业部 (1960–1970)  | 中华人民共和国第一机械工业部 (1960–1970)  | 中华人民共和国第一机械工业部 (1960–1970)  | 中华人民共和国第一机械工业部 (1960–1970)  | 中华人民共和国第一机械工业部 (1960–1970)  | 中华人民共和国第一机械工业部 (1960–1970)  | 中华人民共和国第一机械工业部 (1960–1970)  | 中华人民共和国第一机械工业部 (1960–1970)  | 中华人民共和国第一机械工业部 (1960–1970)  | 中华人民共和国第一机械工业部 (1960–1970)  | 中华人民共和国第一机械工业部 (1960–1970)  | 中华人民共和国第一机械工业部 (1960–1970)     | 中华人民共和国第一机械工业部 (1960–1970)     | 中华人民共和国第一机械工业部 (1960–1970)     | 中华人民共和国第一机械工业部 (1960–1970)     | 中华人民共和国第一机械工业部 (1970–1979)                              | 中华人民共和国第一机械工业部 (1970–1979)                              | 中华人民共和国第一机械工业部 (1970–1979)                              | 中华人民共和国第一机械工业部 (1970–1979)                              | 中华人民共和国第一机械工业部 (1970–1979)                              | 中华人民共和国第一机械工业部 (1970–1979)                              | 中华人民共和国第一机械工业部 (1970–1979)                              | 中华人民共和国第一机械工业部 (1970–1979)                              | 中华人民共和国第一机械工业部 (1970–1979)                              | 中华人民共和国第一机械工业部 (1970–1979)                              | 中华人民共和国第一机械工业部 (1970–1979)                              | 中华人民共和国第一机械工业部 (1970–1979)                              | 中华人民共和国第一机械工业部 (1970–1979)                              | 中华人民共和国第一机械工业部 (1970–1979)                              | 中华人民共和国第一机械工业部 (1970–1979)                              | 中华人民共和国第一机械工业部 (1970–1979)                              | 中华人民共和国第一机械工业部 (1970–1979)                              | 中华人民共和国第一机械工业部 (1970–1979)                              | 中华人民共和国第一机械工业部 (1979–1982)                            | 中华人民共和国第一机械工业部 (1979–1982)                            | 中华人民共和国第一机械工业部 (1979–1982)                            | 中华人民共和国第一机械工业部 (1979–1982)                            | 中华人民共和国第一机械工业部 (1979–1982)                            | 中华人民共和国第一机械工业部 (1979–1982)                            | 中华人民共和国机械工业部                                      | 中华人民共和国机械工业部                                      | 中华人民共和国机械工业部                                      | 中华人民共和国机械工业部                                      | 中华人民共和国机械工业部                                      | 中华人民共和国机械工业部                                      | 中华人民共和国机械工业部                                      | 中华人民共和国机械工业部                                      | 中华人民共和国国家机械工业委员会                              | 中华人民共和国国家机械工业委员会                              | 中华人民共和国国家机械工业委员会                              | 中华人民共和国国家机械工业委员会                              | 中华人民共和国机械电子工业部                                  | 中华人民共和国机械电子工业部                                  | 中华人民共和国机械电子工业部                                  | 中华人民共和国机械电子工业部                                  | 中华人民共和国机械电子工业部                                  | 中华人民共和国机械电子工业部                                  | 中华人民共和国机械电子工业部                                  | 中华人民共和国机械电子工业部                                  | 中华人民共和国机械电子工业部                                  | 中华人民共和国机械电子工业部                                  | 中华人民共和国机械工业部                                           | 中华人民共和国机械工业部                                           | 中华人民共和国机械工业部                                           | 中华人民共和国机械工业部                                           | 中华人民共和国机械工业部                                           | 中华人民共和国机械工业部                                           | 中华人民共和国机械工业部                                           | 中华人民共和国机械工业部                                           | 中华人民共和国机械工业部                                           | 中华人民共和国机械工业部                                           | 经贸委管 国家机械工业局                                    | 经贸委管 国家机械工业局                                    | 经贸委管 国家机械工业局                                    | 经贸委管 国家机械工业局                                    | 经贸委管 国家机械工业局                                    | 经贸委管 国家机械工业局                                    | 中国机械工业联合会                                         | 中国机械工业联合会                                         | 中国机械工业联合会                                         | 中国机械工业联合会                                         | 中国机械工业联合会                                       | 中国机械工业联合会                                       | 中国机械工业联合会                                       | 中国机械工业联合会                                       | 中国机械工业联合会                                       | 中国机械工业联合会                                       | 中国机械工业联合会                                       | 中国机械工业联合会                                       | 中国机械工业联合会                                       | 中国机械工业联合会                                       | 中国机械工业联合会                                                                       | 中国机械工业联合会                                                                       | 中国机械工业联合会                                                                       | 中国机械工业联合会                                                                       |                                                                |                                                                |                                                                |                                                                |                                                                |                                                                |                                                                |                                                                |                                                                |                                                                |                                                                |                                                                |                                                                |                                                                |                                                                |                                                                |                                                    |                                                    |                                                    |                                                    |                                                    |                                                    |                                                    |                                                    |                                                    |                                                    |
|                                       |                                       |                                       |                                       |                                       |                                       | 中央人民政府第一机械工业部 (1952–1954) | 中央人民政府第一机械工业部 (1952–1954) | 中央人民政府第一机械工业部 (1952–1954) | 中央人民政府第一机械工业部 (1952–1954) | 中华人民共和国第一机械工业部 (1954–1958) | 中华人民共和国第一机械工业部 (1954–1958) | 中华人民共和国第一机械工业部 (1954–1958) | 中华人民共和国第一机械工业部 (1954–1958) | 中华人民共和国第一机械工业部 (1954–1958) | 中华人民共和国第一机械工业部 (1954–1958) | 中华人民共和国第一机械工业部 (1954–1958) | 中华人民共和国第一机械工业部 (1954–1958) | 中华人民共和国第一机械工业部 (1958–1960) | 中华人民共和国第一机械工业部 (1958–1960) | 中华人民共和国第一机械工业部 (1958–1960)  | 中华人民共和国第一机械工业部 (1958–1960)  | 中华人民共和国第一机械工业部 (1960–1970)  | 中华人民共和国第一机械工业部 (1960–1970)  | 中华人民共和国第一机械工业部 (1960–1970)  | 中华人民共和国第一机械工业部 (1960–1970)  | 中华人民共和国第一机械工业部 (1960–1970)  | 中华人民共和国第一机械工业部 (1960–1970)  | 中华人民共和国第一机械工业部 (1960–1970)  | 中华人民共和国第一机械工业部 (1960–1970)  | 中华人民共和国第一机械工业部 (1960–1970)  | 中华人民共和国第一机械工业部 (1960–1970)  | 中华人民共和国第一机械工业部 (1960–1970)  | 中华人民共和国第一机械工业部 (1960–1970)  | 中华人民共和国第一机械工业部 (1960–1970)  | 中华人民共和国第一机械工业部 (1960–1970)  | 中华人民共和国第一机械工业部 (1960–1970)  | 中华人民共和国第一机械工业部 (1960–1970)  | 中华人民共和国第一机械工业部 (1960–1970)     | 中华人民共和国第一机械工业部 (1960–1970)     | 中华人民共和国第一机械工业部 (1960–1970)     | 中华人民共和国第一机械工业部 (1960–1970)     | 中华人民共和国第一机械工业部 (1970–1979)                              | 中华人民共和国第一机械工业部 (1970–1979)                              | 中华人民共和国第一机械工业部 (1970–1979)                              | 中华人民共和国第一机械工业部 (1970–1979)                              | 中华人民共和国第一机械工业部 (1970–1979)                              | 中华人民共和国第一机械工业部 (1970–1979)                              | 中华人民共和国第一机械工业部 (1970–1979)                              | 中华人民共和国第一机械工业部 (1970–1979)                              | 中华人民共和国第一机械工业部 (1970–1979)                              | 中华人民共和国第一机械工业部 (1970–1979)                              | 中华人民共和国第一机械工业部 (1970–1979)                              | 中华人民共和国第一机械工业部 (1970–1979)                              | 中华人民共和国第一机械工业部 (1970–1979)                              | 中华人民共和国第一机械工业部 (1970–1979)                              | 中华人民共和国第一机械工业部 (1970–1979)                              | 中华人民共和国第一机械工业部 (1970–1979)                              | 中华人民共和国第一机械工业部 (1970–1979)                              | 中华人民共和国第一机械工业部 (1970–1979)                              | 中华人民共和国第一机械工业部 (1979–1982)                            | 中华人民共和国第一机械工业部 (1979–1982)                            | 中华人民共和国第一机械工业部 (1979–1982)                            | 中华人民共和国第一机械工业部 (1979–1982)                            | 中华人民共和国第一机械工业部 (1979–1982)                            | 中华人民共和国第一机械工业部 (1979–1982)                            | 中华人民共和国机械工业部                                      | 中华人民共和国机械工业部                                      | 中华人民共和国机械工业部                                      | 中华人民共和国机械工业部                                      | 中华人民共和国机械工业部                                      | 中华人民共和国机械工业部                                      | 中华人民共和国机械工业部                                      | 中华人民共和国机械工业部                                      | 中华人民共和国国家机械工业委员会                              | 中华人民共和国国家机械工业委员会                              | 中华人民共和国国家机械工业委员会                              | 中华人民共和国国家机械工业委员会                              | 中华人民共和国机械电子工业部                                  | 中华人民共和国机械电子工业部                                  | 中华人民共和国机械电子工业部                                  | 中华人民共和国机械电子工业部                                  | 中华人民共和国机械电子工业部                                  | 中华人民共和国机械电子工业部                                  | 中华人民共和国机械电子工业部                                  | 中华人民共和国机械电子工业部                                  | 中华人民共和国机械电子工业部                                  | 中华人民共和国机械电子工业部                                  | 中华人民共和国机械工业部                                           | 中华人民共和国机械工业部                                           | 中华人民共和国机械工业部                                           | 中华人民共和国机械工业部                                           | 中华人民共和国机械工业部                                           | 中华人民共和国机械工业部                                           | 中华人民共和国机械工业部                                           | 中华人民共和国机械工业部                                           | 中华人民共和国机械工业部                                           | 中华人民共和国机械工业部                                           | 经贸委管 国家机械工业局                                    | 经贸委管 国家机械工业局                                    | 经贸委管 国家机械工业局                                    | 经贸委管 国家机械工业局                                    | 经贸委管 国家机械工业局                                    | 经贸委管 国家机械工业局                                    | 中国机械工业联合会                                         | 中国机械工业联合会                                         | 中国机械工业联合会                                         | 中国机械工业联合会                                         | 中国机械工业联合会                                       | 中国机械工业联合会                                       | 中国机械工业联合会                                       | 中国机械工业联合会                                       | 中国机械工业联合会                                       | 中国机械工业联合会                                       | 中国机械工业联合会                                       | 中国机械工业联合会                                       | 中国机械工业联合会                                       | 中国机械工业联合会                                       | 中国机械工业联合会                                                                       | 中国机械工业联合会                                                                       | 中国机械工业联合会                                                                       | 中国机械工业联合会                                                                       |                                                                |                                                                |                                                                |                                                                |                                                                |                                                                |                                                                |                                                                |                                                                |                                                                |                                                                |                                                                |                                                                |                                                                |                                                                |                                                                |                                                    |                                                    |                                                    |                                                    |                                                    |                                                    |                                                    |                                                    |                                                    |                                                    |
|                                       |                                       | 重工业部兵工办公室                    | 重工业部兵工办公室                    | 重工业部兵工总局                      | 重工业部兵工总局                      | 中央人民政府第二机械工业部 (1952–1954) | 中央人民政府第二机械工业部 (1952–1954) | 中央人民政府第二机械工业部 (1952–1954) | 中央人民政府第二机械工业部 (1952–1954) | 中华人民共和国第二机械工业部 (1954–1958) | 中华人民共和国第二机械工业部 (1954–1958) | 中华人民共和国第二机械工业部 (1954–1958) | 中华人民共和国第二机械工业部 (1954–1958) | 中华人民共和国第二机械工业部 (1954–1958) | 中华人民共和国第二机械工业部 (1954–1958) | 中华人民共和国第二机械工业部 (1954–1958) | 中华人民共和国第二机械工业部 (1954–1958) | 中华人民共和国第一机械工业部 (1958–1960) | 中华人民共和国第一机械工业部 (1958–1960) | 中华人民共和国第一机械工业部 (1958–1960)  | 中华人民共和国第一机械工业部 (1958–1960)  | 中华人民共和国第三机械工业部 (1960–1963)  | 中华人民共和国第三机械工业部 (1960–1963)  | 中华人民共和国第三机械工业部 (1960–1963)  | 中华人民共和国第三机械工业部 (1960–1963)  | 中华人民共和国第三机械工业部 (1960–1963)  | 中华人民共和国第三机械工业部 (1960–1963)  | 中华人民共和国第五机械工业部              | 中华人民共和国第五机械工业部              | 中华人民共和国第五机械工业部              | 中华人民共和国第五机械工业部              | 中华人民共和国第五机械工业部              | 中华人民共和国第五机械工业部              | 中华人民共和国第五机械工业部              | 中华人民共和国第五机械工业部              | 中华人民共和国第五机械工业部              | 中华人民共和国第五机械工业部              | 中华人民共和国第五机械工业部                 | 中华人民共和国第五机械工业部                 | 中华人民共和国第五机械工业部                 | 中华人民共和国第五机械工业部                 | 中华人民共和国第五机械工业部                                          | 中华人民共和国第五机械工业部                                          | 中华人民共和国第五机械工业部                                          | 中华人民共和国第五机械工业部                                          | 中华人民共和国第五机械工业部                                          | 中华人民共和国第五机械工业部                                          | 中华人民共和国第五机械工业部                                          | 中华人民共和国第五机械工业部                                          | 中华人民共和国第五机械工业部                                          | 中华人民共和国第五机械工业部                                          | 中华人民共和国第五机械工业部                                          | 中华人民共和国第五机械工业部                                          | 中华人民共和国第五机械工业部                                          | 中华人民共和国第五机械工业部                                          | 中华人民共和国第五机械工业部                                          | 中华人民共和国第五机械工业部                                          | 中华人民共和国第五机械工业部                                          | 中华人民共和国第五机械工业部                                          | 中华人民共和国第五机械工业部                                        | 中华人民共和国第五机械工业部                                        | 中华人民共和国第五机械工业部                                        | 中华人民共和国第五机械工业部                                        | 中华人民共和国第五机械工业部                                        | 中华人民共和国第五机械工业部                                        | 中华人民共和国兵器工业部                                      | 中华人民共和国兵器工业部                                      | 中华人民共和国兵器工业部                                      | 中华人民共和国兵器工业部                                      | 中华人民共和国兵器工业部                                      | 中华人民共和国兵器工业部                                      | 中华人民共和国兵器工业部                                      | 中华人民共和国兵器工业部                                      | 中华人民共和国国家机械工业委员会                              | 中华人民共和国国家机械工业委员会                              | 中华人民共和国国家机械工业委员会                              | 中华人民共和国国家机械工业委员会                              | 中华人民共和国机械电子工业部                                  | 中华人民共和国机械电子工业部                                  | 中华人民共和国机械电子工业部                                  | 中华人民共和国机械电子工业部                                  | 中华人民共和国机械电子工业部                                  | 中华人民共和国机械电子工业部                                  | 中华人民共和国机械电子工业部                                  | 中华人民共和国机械电子工业部                                  | 中华人民共和国机械电子工业部                                  | 中华人民共和国机械电子工业部                                  |                                                                    |                                                                    |                                                                    |                                                                    |                                                                    |                                                                    |                                                                    |                                                                    |                                                                    |                                                                    |                                                            |                                                            |                                                            |                                                            |                                                            |                                                            |                                                            |                                                            |                                                            |                                                            |                                                          |                                                          |                                                          |                                                          |                                                          |                                                          |                                                          |                                                          |                                                          |                                                          |                                                                                          |                                                                                          |                                                                                          |                                                                                          |                                                                |                                                                |                                                                |                                                                |                                                                |                                                                |                                                                |                                                                |                                                                |                                                                |                                                                |                                                                |                                                                |                                                                |                                                                |                                                                |                                                    |                                                    |                                                    |                                                    |                                                    |                                                    |                                                    |                                                    |                                                    |                                                    |
|                                       |                                       |                                       |                                       |                                       |                                       |                                        |                                        |                                        |                                        |                                          |                                          |                                          |                                          |                                          |                                          |                                          |                                          | 中华人民共和国第一机械工业部 (1958–1960) | 中华人民共和国第一机械工业部 (1958–1960) | 中华人民共和国第一机械工业部 (1958–1960)  | 中华人民共和国第一机械工业部 (1958–1960)  | 中华人民共和国第三机械工业部 (1960–1963)  | 中华人民共和国第三机械工业部 (1960–1963)  | 中华人民共和国第三机械工业部 (1960–1963)  | 中华人民共和国第三机械工业部 (1960–1963)  | 中华人民共和国第三机械工业部 (1960–1963)  | 中华人民共和国第三机械工业部 (1960–1963)  | 中华人民共和国第四机械工业部              | 中华人民共和国第四机械工业部              | 中华人民共和国第四机械工业部              | 中华人民共和国第四机械工业部              | 中华人民共和国第四机械工业部              | 中华人民共和国第四机械工业部              | 中华人民共和国第四机械工业部              | 中华人民共和国第四机械工业部              | 中华人民共和国第四机械工业部              | 中华人民共和国第四机械工业部              | 中华人民共和国第四机械工业部                 | 中华人民共和国第四机械工业部                 | 中华人民共和国第四机械工业部                 | 中华人民共和国第四机械工业部                 | 中华人民共和国第四机械工业部                                          | 中华人民共和国第四机械工业部                                          | 中华人民共和国第四机械工业部                                          | 中华人民共和国第四机械工业部                                          | 中华人民共和国第四机械工业部                                          | 中华人民共和国第四机械工业部                                          | 中华人民共和国第四机械工业部                                          | 中华人民共和国第四机械工业部                                          | 中华人民共和国第四机械工业部                                          | 中华人民共和国第四机械工业部                                          | 中华人民共和国第四机械工业部                                          | 中华人民共和国第四机械工业部                                          | 中华人民共和国第四机械工业部                                          | 中华人民共和国第四机械工业部                                          | 中华人民共和国第四机械工业部                                          | 中华人民共和国第四机械工业部                                          | 中华人民共和国第四机械工业部                                          | 中华人民共和国第四机械工业部                                          | 中华人民共和国第四机械工业部                                        | 中华人民共和国第四机械工业部                                        | 中华人民共和国第四机械工业部                                        | 中华人民共和国第四机械工业部                                        | 中华人民共和国第四机械工业部                                        | 中华人民共和国第四机械工业部                                        | 中华人民共和国电子工业部                                      | 中华人民共和国电子工业部                                      | 中华人民共和国电子工业部                                      | 中华人民共和国电子工业部                                      | 中华人民共和国电子工业部                                      | 中华人民共和国电子工业部                                      | 中华人民共和国电子工业部                                      | 中华人民共和国电子工业部                                      | 中华人民共和国电子工业部                                      | 中华人民共和国电子工业部                                      | 中华人民共和国电子工业部                                      | 中华人民共和国电子工业部                                      | 中华人民共和国机械电子工业部                                  | 中华人民共和国机械电子工业部                                  | 中华人民共和国机械电子工业部                                  | 中华人民共和国机械电子工业部                                  | 中华人民共和国机械电子工业部                                  | 中华人民共和国机械电子工业部                                  | 中华人民共和国机械电子工业部                                  | 中华人民共和国机械电子工业部                                  | 中华人民共和国机械电子工业部                                  | 中华人民共和国机械电子工业部                                  | 中华人民共和国电子工业部                                           | 中华人民共和国电子工业部                                           | 中华人民共和国电子工业部                                           | 中华人民共和国电子工业部                                           | 中华人民共和国电子工业部                                           | 中华人民共和国电子工业部                                           | 中华人民共和国电子工业部                                           | 中华人民共和国电子工业部                                           | 中华人民共和国电子工业部                                           | 中华人民共和国电子工业部                                           | →信息产业部                                                | →信息产业部                                                | →信息产业部                                                | →信息产业部                                                | →信息产业部                                                | →信息产业部                                                |                                                            |                                                            |                                                            |                                                            |                                                          |                                                          |                                                          |                                                          |                                                          |                                                          |                                                          |                                                          |                                                          |                                                          |                                                                                          |                                                                                          |                                                                                          |                                                                                          |                                                                |                                                                |                                                                |                                                                |                                                                |                                                                |                                                                |                                                                |                                                                |                                                                |                                                                |                                                                |                                                                |                                                                |                                                                |                                                                |                                                    |                                                    |                                                    |                                                    |                                                    |                                                    |                                                    |                                                    |                                                    |                                                    |
|                                       |                                       |                                       |                                       | 重工业部船舶工业局                    | 重工业部船舶工业局                    | 第一机械工业部船舶工业管理局           | 第一机械工业部船舶工业管理局           | 第一机械工业部船舶工业管理局           | 第一机械工业部船舶工业管理局           | 第一机械工业部船舶工业管理局             | 第一机械工业部船舶工业管理局             | 第一机械工业部船舶工业管理局             | 第一机械工业部船舶工业管理局             | 第一机械工业部船舶工业管理局             | 第一机械工业部船舶工业管理局             | 第一机械工业部船舶工业管理局             | 第一机械工业部船舶工业管理局             | 中华人民共和国第一机械工业部 (1958–1960) | 中华人民共和国第一机械工业部 (1958–1960) | 中华人民共和国第一机械工业部 (1958–1960)  | 中华人民共和国第一机械工业部 (1958–1960)  | 中华人民共和国第三机械工业部 (1960–1963)  | 中华人民共和国第三机械工业部 (1960–1963)  | 中华人民共和国第三机械工业部 (1960–1963)  | 中华人民共和国第三机械工业部 (1960–1963)  | 中华人民共和国第三机械工业部 (1960–1963)  | 中华人民共和国第三机械工业部 (1960–1963)  | 中华人民共和国第六机械工业部              | 中华人民共和国第六机械工业部              | 中华人民共和国第六机械工业部              | 中华人民共和国第六机械工业部              | 中华人民共和国第六机械工业部              | 中华人民共和国第六机械工业部              | 中华人民共和国第六机械工业部              | 中华人民共和国第六机械工业部              | 中华人民共和国第六机械工业部              | 中华人民共和国第六机械工业部              | 中华人民共和国第六机械工业部                 | 中华人民共和国第六机械工业部                 | 中华人民共和国第六机械工业部                 | 中华人民共和国第六机械工业部                 | 中华人民共和国第六机械工业部                                          | 中华人民共和国第六机械工业部                                          | 中华人民共和国第六机械工业部                                          | 中华人民共和国第六机械工业部                                          | 中华人民共和国第六机械工业部                                          | 中华人民共和国第六机械工业部                                          | 中华人民共和国第六机械工业部                                          | 中华人民共和国第六机械工业部                                          | 中华人民共和国第六机械工业部                                          | 中华人民共和国第六机械工业部                                          | 中华人民共和国第六机械工业部                                          | 中华人民共和国第六机械工业部                                          | 中华人民共和国第六机械工业部                                          | 中华人民共和国第六机械工业部                                          | 中华人民共和国第六机械工业部                                          | 中华人民共和国第六机械工业部                                          | 中华人民共和国第六机械工业部                                          | 中华人民共和国第六机械工业部                                          | 中华人民共和国第六机械工业部                                        | 中华人民共和国第六机械工业部                                        | 中华人民共和国第六机械工业部                                        | 中华人民共和国第六机械工业部                                        | 中华人民共和国第六机械工业部                                        | 中华人民共和国第六机械工业部                                        | 中国船舶工业总公司                                            | 中国船舶工业总公司                                            | 中国船舶工业总公司                                            | 中国船舶工业总公司                                            | 中国船舶工业总公司                                            | 中国船舶工业总公司                                            | 中国船舶工业总公司                                            | 中国船舶工业总公司                                            | 中国船舶工业总公司                                            | 中国船舶工业总公司                                            | 中国船舶工业总公司                                            | 中国船舶工业总公司                                            | 中国船舶工业总公司                                            | 中国船舶工业总公司                                            | 中国船舶工业总公司                                            | 中国船舶工业总公司                                            | 中国船舶工业总公司                                            | 中国船舶工业总公司                                            | 中国船舶工业总公司                                            | 中国船舶工业总公司                                            | 中国船舶工业总公司                                            | 中国船舶工业总公司                                            | 中国船舶工业总公司                                                 | 中国船舶工业总公司                                                 | 中国船舶工业总公司                                                 | 中国船舶工业总公司                                                 | 中国船舶工业总公司                                                 | 中国船舶工业总公司                                                 | 中国船舶工业总公司                                                 | 中国船舶工业总公司                                                 | 中国船舶工业总公司                                                 | 中国船舶工业总公司                                                 | 中国船舶工业总公司                                         | 中国船舶工业总公司                                         | 中国船舶工业集团公司                                       | 中国船舶工业集团公司                                       | 中国船舶工业集团公司                                       | 中国船舶工业集团公司                                       | 中国船舶工业集团公司                                       | 中国船舶工业集团公司                                       | 中国船舶工业集团公司                                       | 中国船舶工业集团公司                                       | 中国船舶工业集团公司                                     | 中国船舶工业集团公司                                     | 中国船舶工业集团公司                                     | 中国船舶工业集团公司                                     | 中国船舶工业集团公司                                     | 中国船舶工业集团公司                                     | 中国船舶工业集团公司                                     | 中国船舶工业集团公司                                     | 中国船舶工业集团公司                                     | 中国船舶工业集团公司                                     | 中国船舶工业集团公司                                                                     | 中国船舶工业集团公司                                                                     | 中国船舶工业集团公司                                                                     | 中国船舶工业集团公司                                                                     |                                                                |                                                                |                                                                |                                                                |                                                                |                                                                |                                                                |                                                                |                                                                |                                                                |                                                                |                                                                |                                                                |                                                                |                                                                |                                                                |                                                    |                                                    |                                                    |                                                    |                                                    |                                                    |                                                    |                                                    |                                                    |                                                    |
| 中国船舶重工集团公司                  |                                       |                                       |                                       | 重工业部船舶工业局                    | 重工业部船舶工业局                    | 第一机械工业部船舶工业管理局           | 第一机械工业部船舶工业管理局           | 第一机械工业部船舶工业管理局           | 第一机械工业部船舶工业管理局           | 第一机械工业部船舶工业管理局             | 第一机械工业部船舶工业管理局             | 第一机械工业部船舶工业管理局             | 第一机械工业部船舶工业管理局             | 第一机械工业部船舶工业管理局             | 第一机械工业部船舶工业管理局             | 第一机械工业部船舶工业管理局             | 第一机械工业部船舶工业管理局             | 中华人民共和国第一机械工业部 (1958–1960) | 中华人民共和国第一机械工业部 (1958–1960) | 中华人民共和国第一机械工业部 (1958–1960)  | 中华人民共和国第一机械工业部 (1958–1960)  | 中华人民共和国第三机械工业部 (1960–1963)  | 中华人民共和国第三机械工业部 (1960–1963)  | 中华人民共和国第三机械工业部 (1960–1963)  | 中华人民共和国第三机械工业部 (1960–1963)  | 中华人民共和国第三机械工业部 (1960–1963)  | 中华人民共和国第三机械工业部 (1960–1963)  | 中华人民共和国第六机械工业部              | 中华人民共和国第六机械工业部              | 中华人民共和国第六机械工业部              | 中华人民共和国第六机械工业部              | 中华人民共和国第六机械工业部              | 中华人民共和国第六机械工业部              | 中华人民共和国第六机械工业部              | 中华人民共和国第六机械工业部              | 中华人民共和国第六机械工业部              | 中华人民共和国第六机械工业部              | 中华人民共和国第六机械工业部                 | 中华人民共和国第六机械工业部                 | 中华人民共和国第六机械工业部                 | 中华人民共和国第六机械工业部                 | 中华人民共和国第六机械工业部                                          | 中华人民共和国第六机械工业部                                          | 中华人民共和国第六机械工业部                                          | 中华人民共和国第六机械工业部                                          | 中华人民共和国第六机械工业部                                          | 中华人民共和国第六机械工业部                                          | 中华人民共和国第六机械工业部                                          | 中华人民共和国第六机械工业部                                          | 中华人民共和国第六机械工业部                                          | 中华人民共和国第六机械工业部                                          | 中华人民共和国第六机械工业部                                          | 中华人民共和国第六机械工业部                                          | 中华人民共和国第六机械工业部                                          | 中华人民共和国第六机械工业部                                          | 中华人民共和国第六机械工业部                                          | 中华人民共和国第六机械工业部                                          | 中华人民共和国第六机械工业部                                          | 中华人民共和国第六机械工业部                                          | 中华人民共和国第六机械工业部                                        | 中华人民共和国第六机械工业部                                        | 中华人民共和国第六机械工业部                                        | 中华人民共和国第六机械工业部                                        | 中华人民共和国第六机械工业部                                        | 中华人民共和国第六机械工业部                                        | 中国船舶工业总公司                                            | 中国船舶工业总公司                                            | 中国船舶工业总公司                                            | 中国船舶工业总公司                                            | 中国船舶工业总公司                                            | 中国船舶工业总公司                                            | 中国船舶工业总公司                                            | 中国船舶工业总公司                                            | 中国船舶工业总公司                                            | 中国船舶工业总公司                                            | 中国船舶工业总公司                                            | 中国船舶工业总公司                                            | 中国船舶工业总公司                                            | 中国船舶工业总公司                                            | 中国船舶工业总公司                                            | 中国船舶工业总公司                                            | 中国船舶工业总公司                                            | 中国船舶工业总公司                                            | 中国船舶工业总公司                                            | 中国船舶工业总公司                                            | 中国船舶工业总公司                                            | 中国船舶工业总公司                                            | 中国船舶工业总公司                                                 | 中国船舶工业总公司                                                 | 中国船舶工业总公司                                                 | 中国船舶工业总公司                                                 | 中国船舶工业总公司                                                 | 中国船舶工业总公司                                                 | 中国船舶工业总公司                                                 | 中国船舶工业总公司                                                 | 中国船舶工业总公司                                                 | 中国船舶工业总公司                                                 | 中国船舶工业总公司                                         | 中国船舶工业总公司                                         |                                                            |                                                            |                                                            |                                                            |                                                            |                                                            |                                                            |                                                            |                                                          |                                                          |                                                          |                                                          |                                                          |                                                          |                                                          |                                                          |                                                          |                                                          |                                                                                          |                                                                                          |                                                                                          |                                                                                          |                                                                |                                                                |                                                                |                                                                |                                                                |                                                                |                                                                |                                                                |                                                                |                                                                |                                                                |                                                                |                                                                |                                                                |                                                                |                                                                |                                                    |                                                    |                                                    |                                                    |                                                    |                                                    |                                                    |                                                    |                                                    |                                                    |
|                                       |                                       |                                       |                                       | 重工业部航空工业管理局                | 重工业部航空工业管理局                | 第二机械工业部第四局                   | 第二机械工业部第四局                   | 第二机械工业部第四局                   | 第二机械工业部第四局                   | 第二机械工业部第四局                     | 第二机械工业部第四局                     | 第二机械工业部第四局                     | 第二机械工业部第四局                     | 第二机械工业部第四局                     | 第二机械工业部第四局                     | 第二机械工业部第四局                     | 第二机械工业部第四局                     | 中华人民共和国第一机械工业部 (1958–1960) | 中华人民共和国第一机械工业部 (1958–1960) | 中华人民共和国第一机械工业部 (1958–1960)  | 中华人民共和国第一机械工业部 (1958–1960)  | 中华人民共和国第三机械工业部 (1960–1963)  | 中华人民共和国第三机械工业部 (1960–1963)  | 中华人民共和国第三机械工业部 (1960–1963)  | 中华人民共和国第三机械工业部 (1960–1963)  | 中华人民共和国第三机械工业部 (1960–1963)  | 中华人民共和国第三机械工业部 (1960–1963)  | 中华人民共和国第三机械工业部 (1963–1982)  | 中华人民共和国第三机械工业部 (1963–1982)  | 中华人民共和国第三机械工业部 (1963–1982)  | 中华人民共和国第三机械工业部 (1963–1982)  | 中华人民共和国第三机械工业部 (1963–1982)  | 中华人民共和国第三机械工业部 (1963–1982)  | 中华人民共和国第三机械工业部 (1963–1982)  | 中华人民共和国第三机械工业部 (1963–1982)  | 中华人民共和国第三机械工业部 (1963–1982)  | 中华人民共和国第三机械工业部 (1963–1982)  | 中华人民共和国第三机械工业部 (1963–1982)     | 中华人民共和国第三机械工业部 (1963–1982)     | 中华人民共和国第三机械工业部 (1963–1982)     | 中华人民共和国第三机械工业部 (1963–1982)     | 中华人民共和国第三机械工业部 (1963–1982)                              | 中华人民共和国第三机械工业部 (1963–1982)                              | 中华人民共和国第三机械工业部 (1963–1982)                              | 中华人民共和国第三机械工业部 (1963–1982)                              | 中华人民共和国第三机械工业部 (1963–1982)                              | 中华人民共和国第三机械工业部 (1963–1982)                              | 中华人民共和国第三机械工业部 (1963–1982)                              | 中华人民共和国第三机械工业部 (1963–1982)                              | 中华人民共和国第三机械工业部 (1963–1982)                              | 中华人民共和国第三机械工业部 (1963–1982)                              | 中华人民共和国第三机械工业部 (1963–1982)                              | 中华人民共和国第三机械工业部 (1963–1982)                              | 中华人民共和国第三机械工业部 (1963–1982)                              | 中华人民共和国第三机械工业部 (1963–1982)                              | 中华人民共和国第三机械工业部 (1963–1982)                              | 中华人民共和国第三机械工业部 (1963–1982)                              | 中华人民共和国第三机械工业部 (1963–1982)                              | 中华人民共和国第三机械工业部 (1963–1982)                              | 中华人民共和国第三机械工业部 (1963–1982)                            | 中华人民共和国第三机械工业部 (1963–1982)                            | 中华人民共和国第三机械工业部 (1963–1982)                            | 中华人民共和国第三机械工业部 (1963–1982)                            | 中华人民共和国第三机械工业部 (1963–1982)                            | 中华人民共和国第三机械工业部 (1963–1982)                            | 中华人民共和国航空工业部 (1982–1988)                          | 中华人民共和国航空工业部 (1982–1988)                          | 中华人民共和国航空工业部 (1982–1988)                          | 中华人民共和国航空工业部 (1982–1988)                          | 中华人民共和国航空工业部 (1982–1988)                          | 中华人民共和国航空工业部 (1982–1988)                          | 中华人民共和国航空工业部 (1982–1988)                          | 中华人民共和国航空工业部 (1982–1988)                          | 中华人民共和国航空工业部 (1982–1988)                          | 中华人民共和国航空工业部 (1982–1988)                          | 中华人民共和国航空工业部 (1982–1988)                          | 中华人民共和国航空工业部 (1982–1988)                          | 中华人民共和国航空航天工业部 (1988–1993)                      | 中华人民共和国航空航天工业部 (1988–1993)                      | 中华人民共和国航空航天工业部 (1988–1993)                      | 中华人民共和国航空航天工业部 (1988–1993)                      | 中华人民共和国航空航天工业部 (1988–1993)                      | 中华人民共和国航空航天工业部 (1988–1993)                      | 中华人民共和国航空航天工业部 (1988–1993)                      | 中华人民共和国航空航天工业部 (1988–1993)                      | 中华人民共和国航空航天工业部 (1988–1993)                      | 中华人民共和国航空航天工业部 (1988–1993)                      | 中国航空工业总公司 (1993–1999)                                     | 中国航空工业总公司 (1993–1999)                                     | 中国航空工业总公司 (1993–1999)                                     | 中国航空工业总公司 (1993–1999)                                     | 中国航空工业总公司 (1993–1999)                                     | 中国航空工业总公司 (1993–1999)                                     | 中国航空工业总公司 (1993–1999)                                     | 中国航空工业总公司 (1993–1999)                                     | 中国航空工业总公司 (1993–1999)                                     | 中国航空工业总公司 (1993–1999)                                     | 中国航空工业总公司 (1993–1999)                             | 中国航空工业总公司 (1993–1999)                             | 中国航空工业第一集团公司 (1999–2008)                       | 中国航空工业第一集团公司 (1999–2008)                       | 中国航空工业第一集团公司 (1999–2008)                       | 中国航空工业第一集团公司 (1999–2008)                       | 中国航空工业第一集团公司 (1999–2008)                       | 中国航空工业第一集团公司 (1999–2008)                       | 中国航空工业第一集团公司 (1999–2008)                       | 中国航空工业第一集团公司 (1999–2008)                       | 中国航空工业第一集团公司 (1999–2008)                     | 中国航空工业第一集团公司 (1999–2008)                     | 中国航空工业第一集团公司 (1999–2008)                     | 中国航空工业第一集团公司 (1999–2008)                     | 中国航空工业第一集团公司 (1999–2008)                     | 中国航空工业第一集团公司 (1999–2008)                     | 中国航空工业第一集团公司 (1999–2008)                     | 中国航空工业第一集团公司 (1999–2008)                     | 中国航空工业第一集团公司 (1999–2008)                     | 中国航空工业第一集团公司 (1999–2008)                     | 中国航空工业集团公司 (2008- )                                                            | 中国航空工业集团公司 (2008- )                                                            | 中国航空工业集团公司 (2008- )                                                            | 中国航空工业集团公司 (2008- )                                                            |                                                                |                                                                |                                                                |                                                                |                                                                |                                                                |                                                                |                                                                |                                                                |                                                                |                                                                |                                                                |                                                                |                                                                |                                                                |                                                                |                                                    |                                                    |                                                    |                                                    |                                                    |                                                    |                                                    |                                                    |                                                    |                                                    |
| 中国航空工业第二集团公司 (1999–2008)  |                                       |                                       |                                       | 重工业部航空工业管理局                | 重工业部航空工业管理局                | 第二机械工业部第四局                   | 第二机械工业部第四局                   | 第二机械工业部第四局                   | 第二机械工业部第四局                   | 第二机械工业部第四局                     | 第二机械工业部第四局                     | 第二机械工业部第四局                     | 第二机械工业部第四局                     | 第二机械工业部第四局                     | 第二机械工业部第四局                     | 第二机械工业部第四局                     | 第二机械工业部第四局                     | 中华人民共和国第一机械工业部 (1958–1960) | 中华人民共和国第一机械工业部 (1958–1960) | 中华人民共和国第一机械工业部 (1958–1960)  | 中华人民共和国第一机械工业部 (1958–1960)  | 中华人民共和国第三机械工业部 (1960–1963)  | 中华人民共和国第三机械工业部 (1960–1963)  | 中华人民共和国第三机械工业部 (1960–1963)  | 中华人民共和国第三机械工业部 (1960–1963)  | 中华人民共和国第三机械工业部 (1960–1963)  | 中华人民共和国第三机械工业部 (1960–1963)  | 中华人民共和国第三机械工业部 (1963–1982)  | 中华人民共和国第三机械工业部 (1963–1982)  | 中华人民共和国第三机械工业部 (1963–1982)  | 中华人民共和国第三机械工业部 (1963–1982)  | 中华人民共和国第三机械工业部 (1963–1982)  | 中华人民共和国第三机械工业部 (1963–1982)  | 中华人民共和国第三机械工业部 (1963–1982)  | 中华人民共和国第三机械工业部 (1963–1982)  | 中华人民共和国第三机械工业部 (1963–1982)  | 中华人民共和国第三机械工业部 (1963–1982)  | 中华人民共和国第三机械工业部 (1963–1982)     | 中华人民共和国第三机械工业部 (1963–1982)     | 中华人民共和国第三机械工业部 (1963–1982)     | 中华人民共和国第三机械工业部 (1963–1982)     | 中华人民共和国第三机械工业部 (1963–1982)                              | 中华人民共和国第三机械工业部 (1963–1982)                              | 中华人民共和国第三机械工业部 (1963–1982)                              | 中华人民共和国第三机械工业部 (1963–1982)                              | 中华人民共和国第三机械工业部 (1963–1982)                              | 中华人民共和国第三机械工业部 (1963–1982)                              | 中华人民共和国第三机械工业部 (1963–1982)                              | 中华人民共和国第三机械工业部 (1963–1982)                              | 中华人民共和国第三机械工业部 (1963–1982)                              | 中华人民共和国第三机械工业部 (1963–1982)                              | 中华人民共和国第三机械工业部 (1963–1982)                              | 中华人民共和国第三机械工业部 (1963–1982)                              | 中华人民共和国第三机械工业部 (1963–1982)                              | 中华人民共和国第三机械工业部 (1963–1982)                              | 中华人民共和国第三机械工业部 (1963–1982)                              | 中华人民共和国第三机械工业部 (1963–1982)                              | 中华人民共和国第三机械工业部 (1963–1982)                              | 中华人民共和国第三机械工业部 (1963–1982)                              | 中华人民共和国第三机械工业部 (1963–1982)                            | 中华人民共和国第三机械工业部 (1963–1982)                            | 中华人民共和国第三机械工业部 (1963–1982)                            | 中华人民共和国第三机械工业部 (1963–1982)                            | 中华人民共和国第三机械工业部 (1963–1982)                            | 中华人民共和国第三机械工业部 (1963–1982)                            | 中华人民共和国航空工业部 (1982–1988)                          | 中华人民共和国航空工业部 (1982–1988)                          | 中华人民共和国航空工业部 (1982–1988)                          | 中华人民共和国航空工业部 (1982–1988)                          | 中华人民共和国航空工业部 (1982–1988)                          | 中华人民共和国航空工业部 (1982–1988)                          | 中华人民共和国航空工业部 (1982–1988)                          | 中华人民共和国航空工业部 (1982–1988)                          | 中华人民共和国航空工业部 (1982–1988)                          | 中华人民共和国航空工业部 (1982–1988)                          | 中华人民共和国航空工业部 (1982–1988)                          | 中华人民共和国航空工业部 (1982–1988)                          | 中华人民共和国航空航天工业部 (1988–1993)                      | 中华人民共和国航空航天工业部 (1988–1993)                      | 中华人民共和国航空航天工业部 (1988–1993)                      | 中华人民共和国航空航天工业部 (1988–1993)                      | 中华人民共和国航空航天工业部 (1988–1993)                      | 中华人民共和国航空航天工业部 (1988–1993)                      | 中华人民共和国航空航天工业部 (1988–1993)                      | 中华人民共和国航空航天工业部 (1988–1993)                      | 中华人民共和国航空航天工业部 (1988–1993)                      | 中华人民共和国航空航天工业部 (1988–1993)                      | 中国航空工业总公司 (1993–1999)                                     | 中国航空工业总公司 (1993–1999)                                     | 中国航空工业总公司 (1993–1999)                                     | 中国航空工业总公司 (1993–1999)                                     | 中国航空工业总公司 (1993–1999)                                     | 中国航空工业总公司 (1993–1999)                                     | 中国航空工业总公司 (1993–1999)                                     | 中国航空工业总公司 (1993–1999)                                     | 中国航空工业总公司 (1993–1999)                                     | 中国航空工业总公司 (1993–1999)                                     | 中国航空工业总公司 (1993–1999)                             | 中国航空工业总公司 (1993–1999)                             |                                                            |                                                            |                                                            |                                                            |                                                            |                                                            |                                                            |                                                            |                                                          |                                                          |                                                          |                                                          |                                                          |                                                          |                                                          |                                                          |                                                          |                                                          | 中国航空工业集团公司 (2008- )                                                            | 中国航空工业集团公司 (2008- )                                                            | 中国航空工业集团公司 (2008- )                                                            | 中国航空工业集团公司 (2008- )                                                            |                                                                |                                                                |                                                                |                                                                |                                                                |                                                                |                                                                |                                                                |                                                                |                                                                |                                                                |                                                                |                                                                |                                                                |                                                                |                                                                |                                                    |                                                    |                                                    |                                                    |                                                    |                                                    |                                                    |                                                    |                                                    |                                                    |
|                                       |                                       |                                       |                                       |                                       |                                       |                                        |                                        |                                        |                                        |                                          |                                          |                                          |                                          | 国防部第五局 (1956–1957)                 | 国防部第五局 (1956–1957)                 | 国防部第五研究院 (1957-1965)             | 国防部第五研究院 (1957-1965)             | 国防部第五研究院 (1957-1965)             | 国防部第五研究院 (1957-1965)             | 国防部第五研究院 (1957-1965)              | 国防部第五研究院 (1957-1965)              | 国防部第五研究院 (1957-1965)              | 国防部第五研究院 (1957-1965)              | 国防部第五研究院 (1957-1965)              | 国防部第五研究院 (1957-1965)              | 国防部第五研究院 (1957-1965)              | 国防部第五研究院 (1957-1965)              | 国防部第五研究院 (1957-1965)              | 国防部第五研究院 (1957-1965)              | 国防部第五研究院 (1957-1965)              | 国防部第五研究院 (1957-1965)              | 中华人民共和国第七机械工业部 (1965–1981)  | 中华人民共和国第七机械工业部 (1965–1981)  | 中华人民共和国第七机械工业部 (1965–1981)  | 中华人民共和国第七机械工业部 (1965–1981)  | 中华人民共和国第七机械工业部 (1965–1981)  | 中华人民共和国第七机械工业部 (1965–1981)  | 中华人民共和国第七机械工业部 (1965–1981)     | 中华人民共和国第七机械工业部 (1965–1981)     | 中华人民共和国第七机械工业部 (1965–1981)     | 中华人民共和国第七机械工业部 (1965–1981)     | 中华人民共和国第七机械工业部 (1965–1981)                              | 中华人民共和国第七机械工业部 (1965–1981)                              | 中华人民共和国第七机械工业部 (1965–1981)                              | 中华人民共和国第七机械工业部 (1965–1981)                              | 中华人民共和国第七机械工业部 (1965–1981)                              | 中华人民共和国第七机械工业部 (1965–1981)                              | 中华人民共和国第七机械工业部 (1965–1981)                              | 中华人民共和国第七机械工业部 (1965–1981)                              | 中华人民共和国第七机械工业部 (1965–1981)                              | 中华人民共和国第七机械工业部 (1965–1981)                              | 中华人民共和国第七机械工业部 (1965–1981)                              | 中华人民共和国第七机械工业部 (1965–1981)                              | 中华人民共和国第七机械工业部 (1965–1981)                              | 中华人民共和国第七机械工业部 (1965–1981)                              | 中华人民共和国第七机械工业部 (1965–1981)                              | 中华人民共和国第七机械工业部 (1965–1981)                              | 中华人民共和国第七机械工业部 (1965–1981)                              | 中华人民共和国第七机械工业部 (1965–1981)                              | 中华人民共和国第七机械工业部 (1965–1981)                            | 中华人民共和国第七机械工业部 (1965–1981)                            | 中华人民共和国第七机械工业部 (1965–1981)                            | 中华人民共和国第七机械工业部 (1965–1981)                            | 中华人民共和国第七机械工业部 (1981–1982)                            | 中华人民共和国第七机械工业部 (1981–1982)                            | 中华人民共和国航天工业部 (1982–1988)                          | 中华人民共和国航天工业部 (1982–1988)                          | 中华人民共和国航天工业部 (1982–1988)                          | 中华人民共和国航天工业部 (1982–1988)                          | 中华人民共和国航天工业部 (1982–1988)                          | 中华人民共和国航天工业部 (1982–1988)                          | 中华人民共和国航天工业部 (1982–1988)                          | 中华人民共和国航天工业部 (1982–1988)                          | 中华人民共和国航天工业部 (1982–1988)                          | 中华人民共和国航天工业部 (1982–1988)                          | 中华人民共和国航天工业部 (1982–1988)                          | 中华人民共和国航天工业部 (1982–1988)                          | 中华人民共和国航空航天工业部 (1988–1993)                      | 中华人民共和国航空航天工业部 (1988–1993)                      | 中华人民共和国航空航天工业部 (1988–1993)                      | 中华人民共和国航空航天工业部 (1988–1993)                      | 中华人民共和国航空航天工业部 (1988–1993)                      | 中华人民共和国航空航天工业部 (1988–1993)                      | 中华人民共和国航空航天工业部 (1988–1993)                      | 中华人民共和国航空航天工业部 (1988–1993)                      | 中华人民共和国航空航天工业部 (1988–1993)                      | 中华人民共和国航空航天工业部 (1988–1993)                      | 国家航天局 (1988– )                                                | 国家航天局 (1988– )                                                | 国家航天局 (1988– )                                                | 国家航天局 (1988– )                                                | 国家航天局 (1988– )                                                | 国家航天局 (1988– )                                                | 国家航天局 (1988– )                                                | 国家航天局 (1988– )                                                | 国家航天局 (1988– )                                                | 国家航天局 (1988– )                                                | 国家航天局 (1988– )                                        | 国家航天局 (1988– )                                        | 国家航天局 (1988– )                                        | 国家航天局 (1988– )                                        | 国家航天局 (1988– )                                        | 国家航天局 (1988– )                                        | 国家航天局 (1988– )                                        | 国家航天局 (1988– )                                        | 国家航天局 (1988– )                                        | 国家航天局 (1988– )                                        | 国家航天局 (1988– )                                      | 国家航天局 (1988– )                                      | 国家航天局 (1988– )                                      | 国家航天局 (1988– )                                      | 国家航天局 (1988– )                                      | 国家航天局 (1988– )                                      | 国家航天局 (1988– )                                      | 国家航天局 (1988– )                                      | 国家航天局 (1988– )                                      | 国家航天局 (1988– )                                      | 国家航天局 (1988– )                                                                      | 国家航天局 (1988– )                                                                      | 国家航天局 (1988– )                                                                      | 国家航天局 (1988– )                                                                      |                                                                |                                                                |                                                                |                                                                |                                                                |                                                                |                                                                |                                                                |                                                                |                                                                |                                                                |                                                                |                                                                |                                                                |                                                                |                                                                |                                                    |                                                    |                                                    |                                                    |                                                    |                                                    |                                                    |                                                    |                                                    |                                                    |
| 国防部第五研究院 (1956–1957)          | 国防部第五研究院 (1956–1957)          | 中国航天工业总公司 (1993–1999)        | 中国航天工业总公司 (1993–1999)        | 中国航天工业总公司 (1993–1999)        | 中国航天工业总公司 (1993–1999)        | 中国航天工业总公司 (1993–1999)         | 中国航天工业总公司 (1993–1999)         | 中国航天工业总公司 (1993–1999)         | 中国航天工业总公司 (1993–1999)         | 中国航天工业总公司 (1993–1999)           | 中国航天工业总公司 (1993–1999)           | 中国航天工业总公司 (1993–1999)           | 中国航天工业总公司 (1993–1999)           | 中国航天科技集团公司 (1999– )            | 中国航天科技集团公司 (1999– )            | 中国航天科技集团公司 (1999– )            | 中国航天科技集团公司 (1999– )            | 中国航天科技集团公司 (1999– )            | 中国航天科技集团公司 (1999– )            | 中国航天科技集团公司 (1999– )             | 中国航天科技集团公司 (1999– )             | 中国航天科技集团公司 (1999– )             | 中国航天科技集团公司 (1999– )             | 中国航天科技集团公司 (1999– )             | 中国航天科技集团公司 (1999– )             | 中国航天科技集团公司 (1999– )             | 中国航天科技集团公司 (1999– )             | 中国航天科技集团公司 (1999– )             | 中国航天科技集团公司 (1999– )             | 中国航天科技集团公司 (1999– )             | 中国航天科技集团公司 (1999– )             | 中国航天科技集团公司 (1999– )             | 中国航天科技集团公司 (1999– )             | 中国航天科技集团公司 (1999– )             | 中国航天科技集团公司 (1999– )             | 中华人民共和国第七机械工业部 (1965–1981)  | 中华人民共和国第七机械工业部 (1965–1981)  | 中华人民共和国第七机械工业部 (1965–1981)     | 中华人民共和国第七机械工业部 (1965–1981)     | 中华人民共和国第七机械工业部 (1965–1981)     | 中华人民共和国第七机械工业部 (1965–1981)     | 中华人民共和国第七机械工业部 (1965–1981)                              | 中华人民共和国第七机械工业部 (1965–1981)                              | 中华人民共和国第七机械工业部 (1965–1981)                              | 中华人民共和国第七机械工业部 (1965–1981)                              | 中华人民共和国第七机械工业部 (1965–1981)                              | 中华人民共和国第七机械工业部 (1965–1981)                              | 中华人民共和国第七机械工业部 (1965–1981)                              | 中华人民共和国第七机械工业部 (1965–1981)                              | 中华人民共和国第七机械工业部 (1965–1981)                              | 中华人民共和国第七机械工业部 (1965–1981)                              | 中华人民共和国第七机械工业部 (1965–1981)                              | 中华人民共和国第七机械工业部 (1965–1981)                              | 中华人民共和国第七机械工业部 (1965–1981)                              | 中华人民共和国第七机械工业部 (1965–1981)                              | 中华人民共和国第七机械工业部 (1965–1981)                              | 中华人民共和国第七机械工业部 (1965–1981)                              | 中华人民共和国第七机械工业部 (1965–1981)                              | 中华人民共和国第七机械工业部 (1965–1981)                              | 中华人民共和国第七机械工业部 (1965–1981)                            | 中华人民共和国第七机械工业部 (1965–1981)                            | 中华人民共和国第七机械工业部 (1965–1981)                            | 中华人民共和国第七机械工业部 (1965–1981)                            | 中华人民共和国第七机械工业部 (1981–1982)                            | 中华人民共和国第七机械工业部 (1981–1982)                            | 中华人民共和国航天工业部 (1982–1988)                          | 中华人民共和国航天工业部 (1982–1988)                          | 中华人民共和国航天工业部 (1982–1988)                          | 中华人民共和国航天工业部 (1982–1988)                          | 中华人民共和国航天工业部 (1982–1988)                          | 中华人民共和国航天工业部 (1982–1988)                          | 中华人民共和国航天工业部 (1982–1988)                          | 中华人民共和国航天工业部 (1982–1988)                          | 中华人民共和国航天工业部 (1982–1988)                          | 中华人民共和国航天工业部 (1982–1988)                          | 中华人民共和国航天工业部 (1982–1988)                          | 中华人民共和国航天工业部 (1982–1988)                          | 中华人民共和国航空航天工业部 (1988–1993)                      | 中华人民共和国航空航天工业部 (1988–1993)                      | 中华人民共和国航空航天工业部 (1988–1993)                      | 中华人民共和国航空航天工业部 (1988–1993)                      | 中华人民共和国航空航天工业部 (1988–1993)                      | 中华人民共和国航空航天工业部 (1988–1993)                      | 中华人民共和国航空航天工业部 (1988–1993)                      | 中华人民共和国航空航天工业部 (1988–1993)                      | 中华人民共和国航空航天工业部 (1988–1993)                      | 中华人民共和国航空航天工业部 (1988–1993)                      |                                                                    |                                                                    |                                                                    |                                                                    |                                                                    |                                                                    |                                                                    |                                                                    |                                                                    |                                                                    |                                                            |                                                            |                                                            |                                                            |                                                            |                                                            |                                                            |                                                            |                                                            |                                                            |                                                          |                                                          |                                                          |                                                          |                                                          |                                                          |                                                          |                                                          |                                                          |                                                          |                                                                                          |                                                                                          |                                                                                          |                                                                                          |                                                                |                                                                |                                                                |                                                                |                                                                |                                                                |                                                                |                                                                |                                                                |                                                                |                                                                |                                                                |                                                                |                                                                |                                                                |                                                                |                                                    |                                                    |                                                    |                                                    |                                                    |                                                    |                                                    |                                                    |                                                    |                                                    |
|                                       |                                       |                                       |                                       |                                       |                                       |                                        |                                        |                                        |                                        |                                          |                                          |                                          |                                          |                                          |                                          |                                          |                                          |                                          |                                          |                                           |                                           |                                           |                                           |                                           |                                           |                                           |                                           |                                           |                                           |                                           |                                           |                                           |                                           |                                           |                                           |                                           |                                           |                                              |                                              |                                              |                                              |                                                                       |                                                                       |                                                                       |                                                                       |                                                                       |                                                                       |                                                                       |                                                                       |                                                                       |                                                                       | 第八机械工业总局 (1975–1979)                                          | 第八机械工业总局 (1975–1979)                                          | 第八机械工业总局 (1975–1979)                                          | 第八机械工业总局 (1975–1979)                                          | 第八机械工业总局 (1975–1979)                                          | 第八机械工业总局 (1975–1979)                                          | 第八机械工业总局 (1975–1979)                                          | 第八机械工业总局 (1975–1979)                                          | 中华人民共和国第八机械工业部 (1979–1981)                            | 中华人民共和国第八机械工业部 (1979–1981)                            | 中华人民共和国第八机械工业部 (1979–1981)                            | 中华人民共和国第八机械工业部 (1979–1981)                            | 中华人民共和国第七机械工业部 (1981–1982)                            | 中华人民共和国第七机械工业部 (1981–1982)                            | 中华人民共和国航天工业部 (1982–1988)                          | 中华人民共和国航天工业部 (1982–1988)                          | 中华人民共和国航天工业部 (1982–1988)                          | 中华人民共和国航天工业部 (1982–1988)                          | 中华人民共和国航天工业部 (1982–1988)                          | 中华人民共和国航天工业部 (1982–1988)                          | 中华人民共和国航天工业部 (1982–1988)                          | 中华人民共和国航天工业部 (1982–1988)                          | 中华人民共和国航天工业部 (1982–1988)                          | 中华人民共和国航天工业部 (1982–1988)                          | 中华人民共和国航天工业部 (1982–1988)                          | 中华人民共和国航天工业部 (1982–1988)                          | 中华人民共和国航空航天工业部 (1988–1993)                      | 中华人民共和国航空航天工业部 (1988–1993)                      | 中华人民共和国航空航天工业部 (1988–1993)                      | 中华人民共和国航空航天工业部 (1988–1993)                      | 中华人民共和国航空航天工业部 (1988–1993)                      | 中华人民共和国航空航天工业部 (1988–1993)                      | 中华人民共和国航空航天工业部 (1988–1993)                      | 中华人民共和国航空航天工业部 (1988–1993)                      | 中华人民共和国航空航天工业部 (1988–1993)                      | 中华人民共和国航空航天工业部 (1988–1993)                      | 中国航天科工集团公司                                               | 中国航天科工集团公司                                               | 中国航天科工集团公司                                               | 中国航天科工集团公司                                               | 中国航天科工集团公司                                               | 中国航天科工集团公司                                               | 中国航天科工集团公司                                               | 中国航天科工集团公司                                               | 中国航天科工集团公司                                               | 中国航天科工集团公司                                               | 中国航天科工集团公司                                       | 中国航天科工集团公司                                       | 中国航天科工集团公司                                       | 中国航天科工集团公司                                       | 中国航天科工集团公司                                       | 中国航天科工集团公司                                       | 中国航天科工集团公司                                       | 中国航天科工集团公司                                       | 中国航天科工集团公司                                       | 中国航天科工集团公司                                       | 中国航天科工集团公司                                     | 中国航天科工集团公司                                     |                                                          |                                                          |                                                          |                                                          |                                                          |                                                          |                                                          |                                                          |                                                                                          |                                                                                          |                                                                                          |                                                                                          |                                                                |                                                                |                                                                |                                                                |                                                                |                                                                |                                                                |                                                                |                                                                |                                                                |                                                                |                                                                |                                                                |                                                                |                                                                |                                                                |                                                    |                                                    |                                                    |                                                    |                                                    |                                                    |                                                    |                                                    |                                                    |                                                    |
|                                       |                                       |                                       |                                       |                                       |                                       |                                        |                                        |                                        |                                        | 中央手工业管理局                         | 中央手工业管理局                         | 中央手工业管理局                         | 中央手工业管理局                         | 中央手工业管理局                         | 中央手工业管理局                         | 中央手工业管理局                         | 中央手工业管理局                         | 中华人民共和国轻工业部                   | 中华人民共和国轻工业部                   | 中华人民共和国轻工业部                    | 中华人民共和国轻工业部                    | 中华人民共和国轻工业部                    | 中华人民共和国轻工业部                    | 中央手工业管理局                          | 中央手工业管理局                          | 中央手工业管理局                          | 中央手工业管理局                          | 中央手工业管理局                          | 中央手工业管理局                          | 中央手工业管理局                          | 中央手工业管理局                          | 中华人民共和国第二轻工业部                | 中华人民共和国第二轻工业部                | 中华人民共和国第二轻工业部                | 中华人民共和国第二轻工业部                | 中华人民共和国第二轻工业部                | 中华人民共和国第二轻工业部                | 中华人民共和国第二轻工业部                   | 中华人民共和国第二轻工业部                   | 中华人民共和国第二轻工业部                   | 中华人民共和国第二轻工业部                   | 中华人民共和国轻工业部                                                | 中华人民共和国轻工业部                                                | 中华人民共和国轻工业部                                                | 中华人民共和国轻工业部                                                | 中华人民共和国轻工业部                                                | 中华人民共和国轻工业部                                                | 中华人民共和国轻工业部                                                | 中华人民共和国轻工业部                                                | 中华人民共和国轻工业部                                                | 中华人民共和国轻工业部                                                | 中华人民共和国轻工业部                                                | 中华人民共和国轻工业部                                                | 中华人民共和国轻工业部                                                | 中华人民共和国轻工业部                                                | 中华人民共和国轻工业部                                                | 中华人民共和国轻工业部                                                | 中华人民共和国轻工业部                                                | 中华人民共和国轻工业部                                                | 中华人民共和国轻工业部                                              | 中华人民共和国轻工业部                                              | 中华人民共和国轻工业部                                              | 中华人民共和国轻工业部                                              | 中华人民共和国轻工业部                                              | 中华人民共和国轻工业部                                              | 中华人民共和国轻工业部                                        | 中华人民共和国轻工业部                                        | 中华人民共和国轻工业部                                        | 中华人民共和国轻工业部                                        | 中华人民共和国轻工业部                                        | 中华人民共和国轻工业部                                        | 中华人民共和国轻工业部                                        | 中华人民共和国轻工业部                                        | 中华人民共和国轻工业部                                        | 中华人民共和国轻工业部                                        | 中华人民共和国轻工业部                                        | 中华人民共和国轻工业部                                        | 中华人民共和国轻工业部                                        | 中华人民共和国轻工业部                                        | 中华人民共和国轻工业部                                        | 中华人民共和国轻工业部                                        | 中华人民共和国轻工业部                                        | 中华人民共和国轻工业部                                        | 中华人民共和国轻工业部                                        | 中华人民共和国轻工业部                                        | 中华人民共和国轻工业部                                        | 中华人民共和国轻工业部                                        | 中国轻工总会                                                       | 中国轻工总会                                                       | 中国轻工总会                                                       | 中国轻工总会                                                       | 中国轻工总会                                                       | 中国轻工总会                                                       | 中国轻工总会                                                       | 中国轻工总会                                                       | 中国轻工总会                                                       | 中国轻工总会                                                       | 经贸委管 国家轻工业局                                      | 经贸委管 国家轻工业局                                      | 经贸委管 国家轻工业局                                      | 经贸委管 国家轻工业局                                      | 经贸委管 国家轻工业局                                      | 经贸委管 国家轻工业局                                      | 中国轻工业联合会                                           | 中国轻工业联合会                                           | 中国轻工业联合会                                           | 中国轻工业联合会                                           | 中国轻工业联合会                                         | 中国轻工业联合会                                         | 中国轻工业联合会                                         | 中国轻工业联合会                                         | 中国轻工业联合会                                         | 中国轻工业联合会                                         | 中国轻工业联合会                                         | 中国轻工业联合会                                         | 中国轻工业联合会                                         | 中国轻工业联合会                                         | 中国轻工业联合会                                                                         | 中国轻工业联合会                                                                         | 中国轻工业联合会                                                                         | 中国轻工业联合会                                                                         |                                                                |                                                                |                                                                |                                                                |                                                                |                                                                |                                                                |                                                                |                                                                |                                                                |                                                                |                                                                |                                                                |                                                                |                                                                |                                                                |                                                    |                                                    |                                                    |                                                    |                                                    |                                                    |                                                    |                                                    |                                                    |                                                    |
| 中央人民政府食品工业部                | 中央人民政府食品工业部                | 中央人民政府食品工业部                | 中央人民政府食品工业部                | 中央人民政府地方工业部                | 中央人民政府地方工业部                | 中央人民政府地方工业部                 | 中央人民政府地方工业部                 | 中央人民政府地方工业部                 | 中央人民政府地方工业部                 | 中华人民共和国地方工业部                 | 中华人民共和国地方工业部                 | 中华人民共和国地方工业部                 | 中华人民共和国地方工业部                 | 中华人民共和国食品工业部                 | 中华人民共和国食品工业部                 | 中华人民共和国食品工业部                 | 中华人民共和国食品工业部                 | 中华人民共和国轻工业部                   | 中华人民共和国轻工业部                   | 中华人民共和国轻工业部                    | 中华人民共和国轻工业部                    | 中华人民共和国轻工业部                    | 中华人民共和国轻工业部                    | 中华人民共和国轻工业部                    | 中华人民共和国轻工业部                    | 中华人民共和国轻工业部                    | 中华人民共和国轻工业部                    | 中华人民共和国轻工业部                    | 中华人民共和国轻工业部                    | 中华人民共和国轻工业部                    | 中华人民共和国轻工业部                    | 中华人民共和国第一轻工业部                | 中华人民共和国第一轻工业部                | 中华人民共和国第一轻工业部                | 中华人民共和国第一轻工业部                | 中华人民共和国第一轻工业部                | 中华人民共和国第一轻工业部                | 中华人民共和国第一轻工业部                   | 中华人民共和国第一轻工业部                   | 中华人民共和国第一轻工业部                   | 中华人民共和国第一轻工业部                   | 中华人民共和国轻工业部                                                | 中华人民共和国轻工业部                                                | 中华人民共和国轻工业部                                                | 中华人民共和国轻工业部                                                | 中华人民共和国轻工业部                                                | 中华人民共和国轻工业部                                                | 中华人民共和国轻工业部                                                | 中华人民共和国轻工业部                                                | 中华人民共和国轻工业部                                                | 中华人民共和国轻工业部                                                | 中华人民共和国轻工业部                                                | 中华人民共和国轻工业部                                                | 中华人民共和国轻工业部                                                | 中华人民共和国轻工业部                                                | 中华人民共和国轻工业部                                                | 中华人民共和国轻工业部                                                | 中华人民共和国轻工业部                                                | 中华人民共和国轻工业部                                                | 中华人民共和国轻工业部                                              | 中华人民共和国轻工业部                                              | 中华人民共和国轻工业部                                              | 中华人民共和国轻工业部                                              | 中华人民共和国轻工业部                                              | 中华人民共和国轻工业部                                              | 中华人民共和国轻工业部                                        | 中华人民共和国轻工业部                                        | 中华人民共和国轻工业部                                        | 中华人民共和国轻工业部                                        | 中华人民共和国轻工业部                                        | 中华人民共和国轻工业部                                        | 中华人民共和国轻工业部                                        | 中华人民共和国轻工业部                                        | 中华人民共和国轻工业部                                        | 中华人民共和国轻工业部                                        | 中华人民共和国轻工业部                                        | 中华人民共和国轻工业部                                        | 中华人民共和国轻工业部                                        | 中华人民共和国轻工业部                                        | 中华人民共和国轻工业部                                        | 中华人民共和国轻工业部                                        | 中华人民共和国轻工业部                                        | 中华人民共和国轻工业部                                        | 中华人民共和国轻工业部                                        | 中华人民共和国轻工业部                                        | 中华人民共和国轻工业部                                        | 中华人民共和国轻工业部                                        | 中国轻工总会                                                       | 中国轻工总会                                                       | 中国轻工总会                                                       | 中国轻工总会                                                       | 中国轻工总会                                                       | 中国轻工总会                                                       | 中国轻工总会                                                       | 中国轻工总会                                                       | 中国轻工总会                                                       | 中国轻工总会                                                       | 经贸委管 国家轻工业局                                      | 经贸委管 国家轻工业局                                      | 经贸委管 国家轻工业局                                      | 经贸委管 国家轻工业局                                      | 经贸委管 国家轻工业局                                      | 经贸委管 国家轻工业局                                      | 中国轻工业联合会                                           | 中国轻工业联合会                                           | 中国轻工业联合会                                           | 中国轻工业联合会                                           | 中国轻工业联合会                                         | 中国轻工业联合会                                         | 中国轻工业联合会                                         | 中国轻工业联合会                                         | 中国轻工业联合会                                         | 中国轻工业联合会                                         | 中国轻工业联合会                                         | 中国轻工业联合会                                         | 中国轻工业联合会                                         | 中国轻工业联合会                                         | 中国轻工业联合会                                                                         | 中国轻工业联合会                                                                         | 中国轻工业联合会                                                                         | 中国轻工业联合会                                                                         |                                                                |                                                                |                                                                |                                                                |                                                                |                                                                |                                                                |                                                                |                                                                |                                                                |                                                                |                                                                |                                                                |                                                                |                                                                |                                                                |                                                    |                                                    |                                                    |                                                    |                                                    |                                                    |                                                    |                                                    |                                                    |                                                    |
| 中央人民政府轻工业部                  | 中央人民政府轻工业部                  | 中央人民政府轻工业部                  | 中央人民政府轻工业部                  | 中央人民政府轻工业部                  | 中央人民政府轻工业部                  | 中央人民政府轻工业部                   | 中央人民政府轻工业部                   | 中央人民政府轻工业部                   | 中央人民政府轻工业部                   | 中华人民共和国轻工业部                   | 中华人民共和国轻工业部                   | 中华人民共和国轻工业部                   | 中华人民共和国轻工业部                   | 中华人民共和国轻工业部                   | 中华人民共和国轻工业部                   | 中华人民共和国轻工业部                   | 中华人民共和国轻工业部                   | 中华人民共和国轻工业部                   | 中华人民共和国轻工业部                   | 中华人民共和国轻工业部                    | 中华人民共和国轻工业部                    | 中华人民共和国轻工业部                    | 中华人民共和国轻工业部                    | 中华人民共和国轻工业部                    | 中华人民共和国轻工业部                    | 中华人民共和国轻工业部                    | 中华人民共和国轻工业部                    | 中华人民共和国轻工业部                    | 中华人民共和国轻工业部                    | 中华人民共和国轻工业部                    | 中华人民共和国轻工业部                    | 中华人民共和国第一轻工业部                | 中华人民共和国第一轻工业部                | 中华人民共和国第一轻工业部                | 中华人民共和国第一轻工业部                | 中华人民共和国第一轻工业部                | 中华人民共和国第一轻工业部                | 中华人民共和国第一轻工业部                   | 中华人民共和国第一轻工业部                   | 中华人民共和国第一轻工业部                   | 中华人民共和国第一轻工业部                   | 中华人民共和国轻工业部                                                | 中华人民共和国轻工业部                                                | 中华人民共和国轻工业部                                                | 中华人民共和国轻工业部                                                | 中华人民共和国轻工业部                                                | 中华人民共和国轻工业部                                                | 中华人民共和国轻工业部                                                | 中华人民共和国轻工业部                                                | 中华人民共和国轻工业部                                                | 中华人民共和国轻工业部                                                | 中华人民共和国轻工业部                                                | 中华人民共和国轻工业部                                                | 中华人民共和国轻工业部                                                | 中华人民共和国轻工业部                                                | 中华人民共和国轻工业部                                                | 中华人民共和国轻工业部                                                | 中华人民共和国轻工业部                                                | 中华人民共和国轻工业部                                                | 中华人民共和国轻工业部                                              | 中华人民共和国轻工业部                                              | 中华人民共和国轻工业部                                              | 中华人民共和国轻工业部                                              | 中华人民共和国轻工业部                                              | 中华人民共和国轻工业部                                              | 中华人民共和国轻工业部                                        | 中华人民共和国轻工业部                                        | 中华人民共和国轻工业部                                        | 中华人民共和国轻工业部                                        | 中华人民共和国轻工业部                                        | 中华人民共和国轻工业部                                        | 中华人民共和国轻工业部                                        | 中华人民共和国轻工业部                                        | 中华人民共和国轻工业部                                        | 中华人民共和国轻工业部                                        | 中华人民共和国轻工业部                                        | 中华人民共和国轻工业部                                        | 中华人民共和国轻工业部                                        | 中华人民共和国轻工业部                                        | 中华人民共和国轻工业部                                        | 中华人民共和国轻工业部                                        | 中华人民共和国轻工业部                                        | 中华人民共和国轻工业部                                        | 中华人民共和国轻工业部                                        | 中华人民共和国轻工业部                                        | 中华人民共和国轻工业部                                        | 中华人民共和国轻工业部                                        | 中国轻工总会                                                       | 中国轻工总会                                                       | 中国轻工总会                                                       | 中国轻工总会                                                       | 中国轻工总会                                                       | 中国轻工总会                                                       | 中国轻工总会                                                       | 中国轻工总会                                                       | 中国轻工总会                                                       | 中国轻工总会                                                       | 经贸委管 国家轻工业局                                      | 经贸委管 国家轻工业局                                      | 经贸委管 国家轻工业局                                      | 经贸委管 国家轻工业局                                      | 经贸委管 国家轻工业局                                      | 经贸委管 国家轻工业局                                      | 中国轻工业联合会                                           | 中国轻工业联合会                                           | 中国轻工业联合会                                           | 中国轻工业联合会                                           | 中国轻工业联合会                                         | 中国轻工业联合会                                         | 中国轻工业联合会                                         | 中国轻工业联合会                                         | 中国轻工业联合会                                         | 中国轻工业联合会                                         | 中国轻工业联合会                                         | 中国轻工业联合会                                         | 中国轻工业联合会                                         | 中国轻工业联合会                                         | 中国轻工业联合会                                                                         | 中国轻工业联合会                                                                         | 中国轻工业联合会                                                                         | 中国轻工业联合会                                                                         |                                                                |                                                                |                                                                |                                                                |                                                                |                                                                |                                                                |                                                                |                                                                |                                                                |                                                                |                                                                |                                                                |                                                                |                                                                |                                                                |                                                    |                                                    |                                                    |                                                    |                                                    |                                                    |                                                    |                                                    |                                                    |                                                    |
| 中央人民政府纺织工业部                | 中央人民政府纺织工业部                | 中央人民政府纺织工业部                | 中央人民政府纺织工业部                | 中央人民政府纺织工业部                | 中央人民政府纺织工业部                | 中央人民政府纺织工业部                 | 中央人民政府纺织工业部                 | 中央人民政府纺织工业部                 | 中央人民政府纺织工业部                 | 中华人民共和国纺织工业部                 | 中华人民共和国纺织工业部                 | 中华人民共和国纺织工业部                 | 中华人民共和国纺织工业部                 | 中华人民共和国纺织工业部                 | 中华人民共和国纺织工业部                 | 中华人民共和国纺织工业部                 | 中华人民共和国纺织工业部                 | 中华人民共和国纺织工业部                 | 中华人民共和国纺织工业部                 | 中华人民共和国纺织工业部                  | 中华人民共和国纺织工业部                  | 中华人民共和国纺织工业部                  | 中华人民共和国纺织工业部                  | 中华人民共和国纺织工业部                  | 中华人民共和国纺织工业部                  | 中华人民共和国纺织工业部                  | 中华人民共和国纺织工业部                  | 中华人民共和国纺织工业部                  | 中华人民共和国纺织工业部                  | 中华人民共和国纺织工业部                  | 中华人民共和国纺织工业部                  | 中华人民共和国纺织工业部                  | 中华人民共和国纺织工业部                  | 中华人民共和国纺织工业部                  | 中华人民共和国纺织工业部                  | 中华人民共和国纺织工业部                  | 中华人民共和国纺织工业部                  | 中华人民共和国纺织工业部                     | 中华人民共和国纺织工业部                     | 中华人民共和国纺织工业部                     | 中华人民共和国纺织工业部                     | 中华人民共和国轻工业部                                                | 中华人民共和国轻工业部                                                | 中华人民共和国轻工业部                                                | 中华人民共和国轻工业部                                                | 中华人民共和国轻工业部                                                | 中华人民共和国轻工业部                                                | 中华人民共和国轻工业部                                                | 中华人民共和国轻工业部                                                | 中华人民共和国轻工业部                                                | 中华人民共和国轻工业部                                                | 中华人民共和国轻工业部                                                | 中华人民共和国轻工业部                                                | 中华人民共和国轻工业部                                                | 中华人民共和国轻工业部                                                | 中华人民共和国纺织工业部                                              | 中华人民共和国纺织工业部                                              | 中华人民共和国纺织工业部                                              | 中华人民共和国纺织工业部                                              | 中华人民共和国纺织工业部                                            | 中华人民共和国纺织工业部                                            | 中华人民共和国纺织工业部                                            | 中华人民共和国纺织工业部                                            | 中华人民共和国纺织工业部                                            | 中华人民共和国纺织工业部                                            | 中华人民共和国纺织工业部                                      | 中华人民共和国纺织工业部                                      | 中华人民共和国纺织工业部                                      | 中华人民共和国纺织工业部                                      | 中华人民共和国纺织工业部                                      | 中华人民共和国纺织工业部                                      | 中华人民共和国纺织工业部                                      | 中华人民共和国纺织工业部                                      | 中华人民共和国纺织工业部                                      | 中华人民共和国纺织工业部                                      | 中华人民共和国纺织工业部                                      | 中华人民共和国纺织工业部                                      | 中华人民共和国纺织工业部                                      | 中华人民共和国纺织工业部                                      | 中华人民共和国纺织工业部                                      | 中华人民共和国纺织工业部                                      | 中华人民共和国纺织工业部                                      | 中华人民共和国纺织工业部                                      | 中华人民共和国纺织工业部                                      | 中华人民共和国纺织工业部                                      | 中华人民共和国纺织工业部                                      | 中华人民共和国纺织工业部                                      | 中国纺织总会                                                       | 中国纺织总会                                                       | 中国纺织总会                                                       | 中国纺织总会                                                       | 中国纺织总会                                                       | 中国纺织总会                                                       | 中国纺织总会                                                       | 中国纺织总会                                                       | 中国纺织总会                                                       | 中国纺织总会                                                       | 经贸委管 国家纺织工业局                                    | 经贸委管 国家纺织工业局                                    | 经贸委管 国家纺织工业局                                    | 经贸委管 国家纺织工业局                                    | 经贸委管 国家纺织工业局                                    | 经贸委管 国家纺织工业局                                    | 中国纺织工业协会                                           | 中国纺织工业协会                                           | 中国纺织工业协会                                           | 中国纺织工业协会                                           | 中国纺织工业协会                                         | 中国纺织工业协会                                         | 中国纺织工业协会                                         | 中国纺织工业协会                                         | 中国纺织工业协会                                         | 中国纺织工业协会                                         | 中国纺织工业协会                                         | 中国纺织工业协会                                         | 中国纺织工业协会                                         | 中国纺织工业协会                                         | 中国纺织工业协会                                                                         | 中国纺织工业协会                                                                         | 中国纺织工业协会                                                                         | 中国纺织工业协会                                                                         |                                                                |                                                                |                                                                |                                                                |                                                                |                                                                |                                                                |                                                                |                                                                |                                                                |                                                                |                                                                |                                                                |                                                                |                                                                |                                                                |                                                    |                                                    |                                                    |                                                    |                                                    |                                                    |                                                    |                                                    |                                                    |                                                    |
|                                       |                                       |                                       |                                       |                                       |                                       |                                        |                                        |                                        |                                        |                                          |                                          |                                          |                                          | 国防部航空工业委员会                     | 国防部航空工业委员会                     | 国防部航空工业委员会                     | 国防部航空工业委员会                     | 国防部国防科学技术委员会                 | 国防部国防科学技术委员会                 | 国防部国防科学技术委员会                  | 国防部国防科学技术委员会                  | 国防部国防科学技术委员会                  | 国防部国防科学技术委员会                  | 国防部国防科学技术委员会                  | 国防部国防科学技术委员会                  | 国防部国防科学技术委员会                  | 国防部国防科学技术委员会                  | 国防部国防科学技术委员会                  | 国防部国防科学技术委员会                  | 国防部国防科学技术委员会                  | 国防部国防科学技术委员会                  | 国防部国防科学技术委员会                  | 国防部国防科学技术委员会                  | 国防部国防科学技术委员会                  | 国防部国防科学技术委员会                  | 国防部国防科学技术委员会                  | 国防部国防科学技术委员会                  | 中国人民解放军国防科学委员会                 | 中国人民解放军国防科学委员会                 | 中国人民解放军国防科学委员会                 | 中国人民解放军国防科学委员会                 | 中国人民解放军国防科学委员会                                          | 中国人民解放军国防科学委员会                                          | 中国人民解放军国防科学委员会                                          | 中国人民解放军国防科学委员会                                          | 中国人民解放军国防科学委员会                                          | 中国人民解放军国防科学委员会                                          | 中国人民解放军国防科学委员会                                          | 中国人民解放军国防科学委员会                                          | 中国人民解放军国防科学委员会                                          | 中国人民解放军国防科学委员会                                          | 中国人民解放军国防科学委员会                                          | 中国人民解放军国防科学委员会                                          | 中国人民解放军国防科学委员会                                          | 中国人民解放军国防科学委员会                                          | 中国人民解放军国防科学委员会                                          | 中国人民解放军国防科学委员会                                          | 中国人民解放军国防科学委员会                                          | 中国人民解放军国防科学委员会                                          | 中国人民解放军国防科学委员会                                        | 中国人民解放军国防科学委员会                                        | 中国人民解放军国防科学委员会                                        | 中国人民解放军国防科学委员会                                        | 中国人民解放军国防科学委员会                                        | 中国人民解放军国防科学委员会                                        | 国务院、中央军委双重领导 中国人民解放军国防科学技术工业委员会 | 国务院、中央军委双重领导 中国人民解放军国防科学技术工业委员会 | 国务院、中央军委双重领导 中国人民解放军国防科学技术工业委员会 | 国务院、中央军委双重领导 中国人民解放军国防科学技术工业委员会 | 国务院、中央军委双重领导 中国人民解放军国防科学技术工业委员会 | 国务院、中央军委双重领导 中国人民解放军国防科学技术工业委员会 | 国务院、中央军委双重领导 中国人民解放军国防科学技术工业委员会 | 国务院、中央军委双重领导 中国人民解放军国防科学技术工业委员会 | 国务院、中央军委双重领导 中国人民解放军国防科学技术工业委员会 | 国务院、中央军委双重领导 中国人民解放军国防科学技术工业委员会 | 国务院、中央军委双重领导 中国人民解放军国防科学技术工业委员会 | 国务院、中央军委双重领导 中国人民解放军国防科学技术工业委员会 | 国务院、中央军委双重领导 中国人民解放军国防科学技术工业委员会 | 国务院、中央军委双重领导 中国人民解放军国防科学技术工业委员会 | 国务院、中央军委双重领导 中国人民解放军国防科学技术工业委员会 | 国务院、中央军委双重领导 中国人民解放军国防科学技术工业委员会 | 国务院、中央军委双重领导 中国人民解放军国防科学技术工业委员会 | 国务院、中央军委双重领导 中国人民解放军国防科学技术工业委员会 | 国务院、中央军委双重领导 中国人民解放军国防科学技术工业委员会 | 国务院、中央军委双重领导 中国人民解放军国防科学技术工业委员会 | 国务院、中央军委双重领导 中国人民解放军国防科学技术工业委员会 | 国务院、中央军委双重领导 中国人民解放军国防科学技术工业委员会 | 国务院、中央军委双重领导 中国人民解放军国防科学技术工业委员会      | 国务院、中央军委双重领导 中国人民解放军国防科学技术工业委员会      | 国务院、中央军委双重领导 中国人民解放军国防科学技术工业委员会      | 国务院、中央军委双重领导 中国人民解放军国防科学技术工业委员会      | 国务院、中央军委双重领导 中国人民解放军国防科学技术工业委员会      | 国务院、中央军委双重领导 中国人民解放军国防科学技术工业委员会      | 国务院、中央军委双重领导 中国人民解放军国防科学技术工业委员会      | 国务院、中央军委双重领导 中国人民解放军国防科学技术工业委员会      | 国务院、中央军委双重领导 中国人民解放军国防科学技术工业委员会      | 国务院、中央军委双重领导 中国人民解放军国防科学技术工业委员会      | 中华人民共和国国防科学技术工业委员会                       | 中华人民共和国国防科学技术工业委员会                       | 中华人民共和国国防科学技术工业委员会                       | 中华人民共和国国防科学技术工业委员会                       | 中华人民共和国国防科学技术工业委员会                       | 中华人民共和国国防科学技术工业委员会                       | 中华人民共和国国防科学技术工业委员会                       | 中华人民共和国国防科学技术工业委员会                       | 中华人民共和国国防科学技术工业委员会                       | 中华人民共和国国防科学技术工业委员会                       | 中华人民共和国国防科学技术工业委员会                     | 中华人民共和国国防科学技术工业委员会                     | 中华人民共和国国防科学技术工业委员会                     | 中华人民共和国国防科学技术工业委员会                     | 中华人民共和国国防科学技术工业委员会                     | 中华人民共和国国防科学技术工业委员会                     | 中华人民共和国国防科学技术工业委员会                     | 中华人民共和国国防科学技术工业委员会                     | 中华人民共和国国防科学技术工业委员会                     | 中华人民共和国国防科学技术工业委员会                     | 中华人民共和国工业和信息化部 国家航天局 国家原子能机构 国家国防科技工业局 国家烟草专卖局 | 中华人民共和国工业和信息化部 国家航天局 国家原子能机构 国家国防科技工业局 国家烟草专卖局 | 中华人民共和国工业和信息化部 国家航天局 国家原子能机构 国家国防科技工业局 国家烟草专卖局 | 中华人民共和国工业和信息化部 国家航天局 国家原子能机构 国家国防科技工业局 国家烟草专卖局 |                                                                |                                                                |                                                                |                                                                |                                                                |                                                                |                                                                |                                                                |                                                                |                                                                |                                                                |                                                                |                                                                |                                                                |                                                                |                                                                |                                                    |                                                    |                                                    |                                                    |                                                    |                                                    |                                                    |                                                    |                                                    |                                                    |
|                                       |                                       |                                       |                                       |                                       |                                       |                                        |                                        |                                        |                                        |                                          |                                          |                                          |                                          |                                          |                                          |                                          |                                          |                                          |                                          |                                           |                                           |                                           |                                           | 国防部国防工业办公室                      | 国防部国防工业办公室                      | 国防部国防工业办公室                      | 国防部国防工业办公室                      | 国防部国防工业办公室                      | 国防部国防工业办公室                      | 国防部国防工业办公室                      | 国防部国防工业办公室                      | 国防部国防工业办公室                      | 国防部国防工业办公室                      | 国防部国防工业办公室                      | 国防部国防工业办公室                      | 国防部国防工业办公室                      | 国防部国防工业办公室                      | 国防部国防工业办公室                         | 国防部国防工业办公室                         | 国防部国防工业办公室                         | 国防部国防工业办公室                         |                                                                       |                                                                       |                                                                       |                                                                       |                                                                       |                                                                       | 国防部国防工业办公室                                                  | 国防部国防工业办公室                                                  | 国防部国防工业办公室                                                  | 国防部国防工业办公室                                                  | 国防部国防工业办公室                                                  | 国防部国防工业办公室                                                  | 国防部国防工业办公室                                                  | 国防部国防工业办公室                                                  | 国防部国防工业办公室                                                  | 国防部国防工业办公室                                                  | 国防部国防工业办公室                                                  | 国防部国防工业办公室                                                  | 国防部国防工业办公室                                                | 国防部国防工业办公室                                                | 国防部国防工业办公室                                                | 国防部国防工业办公室                                                | 国防部国防工业办公室                                                | 国防部国防工业办公室                                                | 国务院、中央军委双重领导 中国人民解放军国防科学技术工业委员会 | 国务院、中央军委双重领导 中国人民解放军国防科学技术工业委员会 | 国务院、中央军委双重领导 中国人民解放军国防科学技术工业委员会 | 国务院、中央军委双重领导 中国人民解放军国防科学技术工业委员会 | 国务院、中央军委双重领导 中国人民解放军国防科学技术工业委员会 | 国务院、中央军委双重领导 中国人民解放军国防科学技术工业委员会 | 国务院、中央军委双重领导 中国人民解放军国防科学技术工业委员会 | 国务院、中央军委双重领导 中国人民解放军国防科学技术工业委员会 | 国务院、中央军委双重领导 中国人民解放军国防科学技术工业委员会 | 国务院、中央军委双重领导 中国人民解放军国防科学技术工业委员会 | 国务院、中央军委双重领导 中国人民解放军国防科学技术工业委员会 | 国务院、中央军委双重领导 中国人民解放军国防科学技术工业委员会 | 国务院、中央军委双重领导 中国人民解放军国防科学技术工业委员会 | 国务院、中央军委双重领导 中国人民解放军国防科学技术工业委员会 | 国务院、中央军委双重领导 中国人民解放军国防科学技术工业委员会 | 国务院、中央军委双重领导 中国人民解放军国防科学技术工业委员会 | 国务院、中央军委双重领导 中国人民解放军国防科学技术工业委员会 | 国务院、中央军委双重领导 中国人民解放军国防科学技术工业委员会 | 国务院、中央军委双重领导 中国人民解放军国防科学技术工业委员会 | 国务院、中央军委双重领导 中国人民解放军国防科学技术工业委员会 | 国务院、中央军委双重领导 中国人民解放军国防科学技术工业委员会 | 国务院、中央军委双重领导 中国人民解放军国防科学技术工业委员会 | 国务院、中央军委双重领导 中国人民解放军国防科学技术工业委员会      | 国务院、中央军委双重领导 中国人民解放军国防科学技术工业委员会      | 国务院、中央军委双重领导 中国人民解放军国防科学技术工业委员会      | 国务院、中央军委双重领导 中国人民解放军国防科学技术工业委员会      | 国务院、中央军委双重领导 中国人民解放军国防科学技术工业委员会      | 国务院、中央军委双重领导 中国人民解放军国防科学技术工业委员会      | 国务院、中央军委双重领导 中国人民解放军国防科学技术工业委员会      | 国务院、中央军委双重领导 中国人民解放军国防科学技术工业委员会      | 国务院、中央军委双重领导 中国人民解放军国防科学技术工业委员会      | 国务院、中央军委双重领导 中国人民解放军国防科学技术工业委员会      | 中华人民共和国国防科学技术工业委员会                       | 中华人民共和国国防科学技术工业委员会                       | 中华人民共和国国防科学技术工业委员会                       | 中华人民共和国国防科学技术工业委员会                       | 中华人民共和国国防科学技术工业委员会                       | 中华人民共和国国防科学技术工业委员会                       | 中华人民共和国国防科学技术工业委员会                       | 中华人民共和国国防科学技术工业委员会                       | 中华人民共和国国防科学技术工业委员会                       | 中华人民共和国国防科学技术工业委员会                       | 中华人民共和国国防科学技术工业委员会                     | 中华人民共和国国防科学技术工业委员会                     | 中华人民共和国国防科学技术工业委员会                     | 中华人民共和国国防科学技术工业委员会                     | 中华人民共和国国防科学技术工业委员会                     | 中华人民共和国国防科学技术工业委员会                     | 中华人民共和国国防科学技术工业委员会                     | 中华人民共和国国防科学技术工业委员会                     | 中华人民共和国国防科学技术工业委员会                     | 中华人民共和国国防科学技术工业委员会                     | 中华人民共和国工业和信息化部 国家航天局 国家原子能机构 国家国防科技工业局 国家烟草专卖局 | 中华人民共和国工业和信息化部 国家航天局 国家原子能机构 国家国防科技工业局 国家烟草专卖局 | 中华人民共和国工业和信息化部 国家航天局 国家原子能机构 国家国防科技工业局 国家烟草专卖局 | 中华人民共和国工业和信息化部 国家航天局 国家原子能机构 国家国防科技工业局 国家烟草专卖局 |                                                                |                                                                |                                                                |                                                                |                                                                |                                                                |                                                                |                                                                |                                                                |                                                                |                                                                |                                                                |                                                                |                                                                |                                                                |                                                                |                                                    |                                                    |                                                    |                                                    |                                                    |                                                    |                                                    |                                                    |                                                    |                                                    |
|                                       |                                       |                                       |                                       |                                       |                                       |                                        |                                        |                                        |                                        |                                          |                                          |                                          |                                          |                                          |                                          |                                          |                                          |                                          |                                          |                                           |                                           |                                           |                                           |                                           |                                           |                                           |                                           |                                           |                                           |                                           |                                           |                                           |                                           |                                           |                                           |                                           |                                           |                                              |                                              |                                              |                                              |                                                                       |                                                                       |                                                                       |                                                                       |                                                                       |                                                                       |                                                                       |                                                                       |                                                                       |                                                                       |                                                                       |                                                                       |                                                                       |                                                                       | 国防科学装备委员会                                                    |                                                                       |                                                                       |                                                                       |                                                                     |                                                                     |                                                                     |                                                                     |                                                                     |                                                                     | 国务院、中央军委双重领导 中国人民解放军国防科学技术工业委员会 | 国务院、中央军委双重领导 中国人民解放军国防科学技术工业委员会 | 国务院、中央军委双重领导 中国人民解放军国防科学技术工业委员会 | 国务院、中央军委双重领导 中国人民解放军国防科学技术工业委员会 | 国务院、中央军委双重领导 中国人民解放军国防科学技术工业委员会 | 国务院、中央军委双重领导 中国人民解放军国防科学技术工业委员会 | 国务院、中央军委双重领导 中国人民解放军国防科学技术工业委员会 | 国务院、中央军委双重领导 中国人民解放军国防科学技术工业委员会 | 国务院、中央军委双重领导 中国人民解放军国防科学技术工业委员会 | 国务院、中央军委双重领导 中国人民解放军国防科学技术工业委员会 | 国务院、中央军委双重领导 中国人民解放军国防科学技术工业委员会 | 国务院、中央军委双重领导 中国人民解放军国防科学技术工业委员会 | 国务院、中央军委双重领导 中国人民解放军国防科学技术工业委员会 | 国务院、中央军委双重领导 中国人民解放军国防科学技术工业委员会 | 国务院、中央军委双重领导 中国人民解放军国防科学技术工业委员会 | 国务院、中央军委双重领导 中国人民解放军国防科学技术工业委员会 | 国务院、中央军委双重领导 中国人民解放军国防科学技术工业委员会 | 国务院、中央军委双重领导 中国人民解放军国防科学技术工业委员会 | 国务院、中央军委双重领导 中国人民解放军国防科学技术工业委员会 | 国务院、中央军委双重领导 中国人民解放军国防科学技术工业委员会 | 国务院、中央军委双重领导 中国人民解放军国防科学技术工业委员会 | 国务院、中央军委双重领导 中国人民解放军国防科学技术工业委员会 | 国务院、中央军委双重领导 中国人民解放军国防科学技术工业委员会      | 国务院、中央军委双重领导 中国人民解放军国防科学技术工业委员会      | 国务院、中央军委双重领导 中国人民解放军国防科学技术工业委员会      | 国务院、中央军委双重领导 中国人民解放军国防科学技术工业委员会      | 国务院、中央军委双重领导 中国人民解放军国防科学技术工业委员会      | 国务院、中央军委双重领导 中国人民解放军国防科学技术工业委员会      | 国务院、中央军委双重领导 中国人民解放军国防科学技术工业委员会      | 国务院、中央军委双重领导 中国人民解放军国防科学技术工业委员会      | 国务院、中央军委双重领导 中国人民解放军国防科学技术工业委员会      | 国务院、中央军委双重领导 中国人民解放军国防科学技术工业委员会      | 中华人民共和国国防科学技术工业委员会                       | 中华人民共和国国防科学技术工业委员会                       | 中华人民共和国国防科学技术工业委员会                       | 中华人民共和国国防科学技术工业委员会                       | 中华人民共和国国防科学技术工业委员会                       | 中华人民共和国国防科学技术工业委员会                       | 中华人民共和国国防科学技术工业委员会                       | 中华人民共和国国防科学技术工业委员会                       | 中华人民共和国国防科学技术工业委员会                       | 中华人民共和国国防科学技术工业委员会                       | 中华人民共和国国防科学技术工业委员会                     | 中华人民共和国国防科学技术工业委员会                     | 中华人民共和国国防科学技术工业委员会                     | 中华人民共和国国防科学技术工业委员会                     | 中华人民共和国国防科学技术工业委员会                     | 中华人民共和国国防科学技术工业委员会                     | 中华人民共和国国防科学技术工业委员会                     | 中华人民共和国国防科学技术工业委员会                     | 中华人民共和国国防科学技术工业委员会                     | 中华人民共和国国防科学技术工业委员会                     | 中华人民共和国工业和信息化部 国家航天局 国家原子能机构 国家国防科技工业局 国家烟草专卖局 | 中华人民共和国工业和信息化部 国家航天局 国家原子能机构 国家国防科技工业局 国家烟草专卖局 | 中华人民共和国工业和信息化部 国家航天局 国家原子能机构 国家国防科技工业局 国家烟草专卖局 | 中华人民共和国工业和信息化部 国家航天局 国家原子能机构 国家国防科技工业局 国家烟草专卖局 |                                                                |                                                                |                                                                |                                                                |                                                                |                                                                |                                                                |                                                                |                                                                |                                                                |                                                                |                                                                |                                                                |                                                                |                                                                |                                                                |                                                    |                                                    |                                                    |                                                    |                                                    |                                                    |                                                    |                                                    |                                                    |                                                    |
|                                       |                                       |                                       |                                       |                                       |                                       |                                        |                                        |                                        |                                        |                                          |                                          |                                          |                                          |                                          |                                          |                                          |                                          |                                          |                                          |                                           |                                           |                                           |                                           |                                           |                                           |                                           |                                           |                                           |                                           |                                           |                                           |                                           |                                           |                                           |                                           |                                           |                                           |                                              |                                              |                                              |                                              |                                                                       |                                                                       |                                                                       |                                                                       |                                                                       |                                                                       |                                                                       |                                                                       |                                                                       |                                                                       |                                                                       |                                                                       |                                                                       |                                                                       |                                                                       |                                                                       |                                                                       |                                                                       |                                                                     |                                                                     |                                                                     |                                                                     |                                                                     |                                                                     |                                                               |                                                               |                                                               |                                                               |                                                               |                                                               |                                                               |                                                               |                                                               |                                                               |                                                               |                                                               |                                                               |                                                               |                                                               |                                                               |                                                               |                                                               |                                                               |                                                               |                                                               |                                                               |                                                                    |                                                                    |                                                                    |                                                                    | 电子工业部→                                                        | 电子工业部→                                                        | 电子工业部→                                                        | 电子工业部→                                                        | 电子工业部→                                                        | 电子工业部→                                                        | 中华人民共和国信息产业部 国家邮政局                        | 中华人民共和国信息产业部 国家邮政局                        | 中华人民共和国信息产业部 国家邮政局                        | 中华人民共和国信息产业部 国家邮政局                        | 中华人民共和国信息产业部 国家邮政局                        | 中华人民共和国信息产业部 国家邮政局                        | 中华人民共和国信息产业部 国家邮政局                        | 中华人民共和国信息产业部 国家邮政局                        | 中华人民共和国信息产业部 国家邮政局                        | 中华人民共和国信息产业部 国家邮政局                        | 中华人民共和国信息产业部 国家邮政局                      | 中华人民共和国信息产业部 国家邮政局                      | 中华人民共和国信息产业部 国家邮政局                      | 中华人民共和国信息产业部 国家邮政局                      | 中华人民共和国信息产业部 国家邮政局                      | 中华人民共和国信息产业部 国家邮政局                      | 中华人民共和国信息产业部 国家邮政局                      | 中华人民共和国信息产业部 国家邮政局                      | 中华人民共和国信息产业部 国家邮政局                      | 中华人民共和国信息产业部 国家邮政局                      | 中华人民共和国工业和信息化部 国家航天局 国家原子能机构 国家国防科技工业局 国家烟草专卖局 | 中华人民共和国工业和信息化部 国家航天局 国家原子能机构 国家国防科技工业局 国家烟草专卖局 | 中华人民共和国工业和信息化部 国家航天局 国家原子能机构 国家国防科技工业局 国家烟草专卖局 | 中华人民共和国工业和信息化部 国家航天局 国家原子能机构 国家国防科技工业局 国家烟草专卖局 |                                                                |                                                                |                                                                |                                                                |                                                                |                                                                |                                                                |                                                                |                                                                |                                                                |                                                                |                                                                |                                                                |                                                                |                                                                |                                                                |                                                    |                                                    |                                                    |                                                    |                                                    |                                                    |                                                    |                                                    |                                                    |                                                    |
| 中央人民政府邮电部                    | 中央人民政府邮电部                    | 中央人民政府邮电部                    | 中央人民政府邮电部                    | 中央人民政府邮电部                    | 中央人民政府邮电部                    | 中央人民政府邮电部                     | 中央人民政府邮电部                     | 中央人民政府邮电部                     | 中央人民政府邮电部                     | 中华人民共和国邮电部                     | 中华人民共和国邮电部                     | 中华人民共和国邮电部                     | 中华人民共和国邮电部                     | 中华人民共和国邮电部                     | 中华人民共和国邮电部                     | 中华人民共和国邮电部                     | 中华人民共和国邮电部                     | 中华人民共和国邮电部                     | 中华人民共和国邮电部                     | 中华人民共和国邮电部                      | 中华人民共和国邮电部                      | 中华人民共和国邮电部                      | 中华人民共和国邮电部                      | 中华人民共和国邮电部                      | 中华人民共和国邮电部                      | 中华人民共和国邮电部                      | 中华人民共和国邮电部                      | 中华人民共和国邮电部                      | 中华人民共和国邮电部                      | 中华人民共和国邮电部                      | 中华人民共和国邮电部                      | 中华人民共和国邮电部                      | 中华人民共和国邮电部                      | 中华人民共和国邮电部                      | 中华人民共和国邮电部                      | 中华人民共和国邮电部                      | 中华人民共和国邮电部                      | 中华人民共和国邮电部                         | 中华人民共和国邮电部                         | 中华人民共和国邮电部                         | 中华人民共和国邮电部                         | 中华人民共和国交通部                                                  | 中华人民共和国交通部                                                  | 中华人民共和国交通部                                                  | 中华人民共和国交通部                                                  | 中华人民共和国交通部                                                  | 中华人民共和国交通部                                                  | 中华人民共和国邮电部                                                  | 中华人民共和国邮电部                                                  | 中华人民共和国邮电部                                                  | 中华人民共和国邮电部                                                  | 中华人民共和国邮电部                                                  | 中华人民共和国邮电部                                                  | 中华人民共和国邮电部                                                  | 中华人民共和国邮电部                                                  | 中华人民共和国邮电部                                                  | 中华人民共和国邮电部                                                  | 中华人民共和国邮电部                                                  | 中华人民共和国邮电部                                                  | 中华人民共和国邮电部                                                | 中华人民共和国邮电部                                                | 中华人民共和国邮电部                                                | 中华人民共和国邮电部                                                | 中华人民共和国邮电部                                                | 中华人民共和国邮电部                                                | 中华人民共和国邮电部                                          | 中华人民共和国邮电部                                          | 中华人民共和国邮电部                                          | 中华人民共和国邮电部                                          | 中华人民共和国邮电部                                          | 中华人民共和国邮电部                                          | 中华人民共和国邮电部                                          | 中华人民共和国邮电部                                          | 中华人民共和国邮电部                                          | 中华人民共和国邮电部                                          | 中华人民共和国邮电部                                          | 中华人民共和国邮电部                                          | 中华人民共和国邮电部                                          | 中华人民共和国邮电部                                          | 中华人民共和国邮电部                                          | 中华人民共和国邮电部                                          | 中华人民共和国邮电部                                          | 中华人民共和国邮电部                                          | 中华人民共和国邮电部                                          | 中华人民共和国邮电部                                          | 中华人民共和国邮电部                                          | 中华人民共和国邮电部                                          | 中华人民共和国邮电部                                               | 中华人民共和国邮电部                                               | 中华人民共和国邮电部                                               | 中华人民共和国邮电部                                               | 中华人民共和国邮电部                                               | 中华人民共和国邮电部                                               | 中华人民共和国邮电部                                               | 中华人民共和国邮电部                                               | 中华人民共和国邮电部                                               | 中华人民共和国邮电部                                               | 中华人民共和国信息产业部 国家邮政局                        | 中华人民共和国信息产业部 国家邮政局                        | 中华人民共和国信息产业部 国家邮政局                        | 中华人民共和国信息产业部 国家邮政局                        | 中华人民共和国信息产业部 国家邮政局                        | 中华人民共和国信息产业部 国家邮政局                        | 中华人民共和国信息产业部 国家邮政局                        | 中华人民共和国信息产业部 国家邮政局                        | 中华人民共和国信息产业部 国家邮政局                        | 中华人民共和国信息产业部 国家邮政局                        | 中华人民共和国信息产业部 国家邮政局                      | 中华人民共和国信息产业部 国家邮政局                      | 中华人民共和国信息产业部 国家邮政局                      | 中华人民共和国信息产业部 国家邮政局                      | 中华人民共和国信息产业部 国家邮政局                      | 中华人民共和国信息产业部 国家邮政局                      | 中华人民共和国信息产业部 国家邮政局                      | 中华人民共和国信息产业部 国家邮政局                      | 中华人民共和国信息产业部 国家邮政局                      | 中华人民共和国信息产业部 国家邮政局                      | 中华人民共和国工业和信息化部 国家航天局 国家原子能机构 国家国防科技工业局 国家烟草专卖局 | 中华人民共和国工业和信息化部 国家航天局 国家原子能机构 国家国防科技工业局 国家烟草专卖局 | 中华人民共和国工业和信息化部 国家航天局 国家原子能机构 国家国防科技工业局 国家烟草专卖局 | 中华人民共和国工业和信息化部 国家航天局 国家原子能机构 国家国防科技工业局 国家烟草专卖局 |                                                                |                                                                |                                                                |                                                                |                                                                |                                                                |                                                                |                                                                |                                                                |                                                                |                                                                |                                                                |                                                                |                                                                |                                                                |                                                                |                                                    |                                                    |                                                    |                                                    |                                                    |                                                    |                                                    |                                                    |                                                    |                                                    |
| 中央人民政府交通部                    | 中央人民政府交通部                    | 中央人民政府交通部                    | 中央人民政府交通部                    | 中央人民政府交通部                    | 中央人民政府交通部                    | 中央人民政府交通部                     | 中央人民政府交通部                     | 中央人民政府交通部                     | 中央人民政府交通部                     | 中华人民共和国交通部                     | 中华人民共和国交通部                     | 中华人民共和国交通部                     | 中华人民共和国交通部                     | 中华人民共和国交通部                     | 中华人民共和国交通部                     | 中华人民共和国交通部                     | 中华人民共和国交通部                     | 中华人民共和国交通部                     | 中华人民共和国交通部                     | 中华人民共和国交通部                      | 中华人民共和国交通部                      | 中华人民共和国交通部                      | 中华人民共和国交通部                      | 中华人民共和国交通部                      | 中华人民共和国交通部                      | 中华人民共和国交通部                      | 中华人民共和国交通部                      | 中华人民共和国交通部                      | 中华人民共和国交通部                      | 中华人民共和国交通部                      | 中华人民共和国交通部                      | 中华人民共和国交通部                      | 中华人民共和国交通部                      | 中华人民共和国交通部                      | 中华人民共和国交通部                      | 中华人民共和国交通部                      | 中华人民共和国交通部                      | 中华人民共和国交通部                         | 中华人民共和国交通部                         | 中华人民共和国交通部                         | 中华人民共和国交通部                         | 中华人民共和国交通部                                                  | 中华人民共和国交通部                                                  | 中华人民共和国交通部                                                  | 中华人民共和国交通部                                                  | 中华人民共和国交通部                                                  | 中华人民共和国交通部                                                  | 中华人民共和国交通部                                                  | 中华人民共和国交通部                                                  | 中华人民共和国交通部                                                  | 中华人民共和国交通部                                                  | 中华人民共和国交通部                                                  | 中华人民共和国交通部                                                  | 中华人民共和国交通部                                                  | 中华人民共和国交通部                                                  | 中华人民共和国交通部                                                  | 中华人民共和国交通部                                                  | 中华人民共和国交通部                                                  | 中华人民共和国交通部                                                  | 中华人民共和国交通部                                                | 中华人民共和国交通部                                                | 中华人民共和国交通部                                                | 中华人民共和国交通部                                                | 中华人民共和国交通部                                                | 中华人民共和国交通部                                                | 中华人民共和国交通部                                          | 中华人民共和国交通部                                          | 中华人民共和国交通部                                          | 中华人民共和国交通部                                          | 中华人民共和国交通部                                          | 中华人民共和国交通部                                          | 中华人民共和国交通部                                          | 中华人民共和国交通部                                          | 中华人民共和国交通部                                          | 中华人民共和国交通部                                          | 中华人民共和国交通部                                          | 中华人民共和国交通部                                          | 中华人民共和国交通部                                          | 中华人民共和国交通部                                          | 中华人民共和国交通部                                          | 中华人民共和国交通部                                          | 中华人民共和国交通部                                          | 中华人民共和国交通部                                          | 中华人民共和国交通部                                          | 中华人民共和国交通部                                          | 中华人民共和国交通部                                          | 中华人民共和国交通部                                          | 中华人民共和国交通部                                               | 中华人民共和国交通部                                               | 中华人民共和国交通部                                               | 中华人民共和国交通部                                               | 中华人民共和国交通部                                               | 中华人民共和国交通部                                               | 中华人民共和国交通部                                               | 中华人民共和国交通部                                               | 中华人民共和国交通部                                               | 中华人民共和国交通部                                               | 中华人民共和国交通部                                       | 中华人民共和国交通部                                       | 中华人民共和国交通部                                       | 中华人民共和国交通部                                       | 中华人民共和国交通部                                       | 中华人民共和国交通部                                       | 中华人民共和国交通部                                       | 中华人民共和国交通部                                       | 中华人民共和国交通部                                       | 中华人民共和国交通部                                       | 中华人民共和国交通部                                     | 中华人民共和国交通部                                     | 中华人民共和国交通部                                     | 中华人民共和国交通部                                     | 中华人民共和国交通部                                     | 中华人民共和国交通部                                     | 中华人民共和国交通部                                     | 中华人民共和国交通部                                     | 中华人民共和国交通部                                     | 中华人民共和国交通部                                     | 中华人民共和国交通运输部 国家邮政局 中国民用航空局                                       | 中华人民共和国交通运输部 国家邮政局 中国民用航空局                                       | 中华人民共和国交通运输部 国家邮政局 中国民用航空局                                       | 中华人民共和国交通运输部 国家邮政局 中国民用航空局                                       | 中华人民共和国交通运输部 国家邮政局 中国民用航空局             | 中华人民共和国交通运输部 国家邮政局 中国民用航空局             | 中华人民共和国交通运输部 国家邮政局 中国民用航空局             | 中华人民共和国交通运输部 国家邮政局 中国民用航空局             | 中华人民共和国交通运输部 国家邮政局 中国民用航空局             | 中华人民共和国交通运输部 国家邮政局 中国民用航空局             | 中华人民共和国交通运输部 国家邮政局 中国民用航空局             | 中华人民共和国交通运输部 国家邮政局 中国民用航空局             | 中华人民共和国交通运输部 国家邮政局 中国民用航空局             | 中华人民共和国交通运输部 国家邮政局 中国民用航空局             | 中华人民共和国交通运输部 国家邮政局 中国民用航空局             | 中华人民共和国交通运输部 国家邮政局 中国民用航空局             | 中华人民共和国交通运输部 国家邮政局 中国民用航空局             | 中华人民共和国交通运输部 国家邮政局 中国民用航空局             | 中华人民共和国交通运输部 国家邮政局 中国民用航空局             | 中华人民共和国交通运输部 国家邮政局 中国民用航空局             | 中华人民共和国交通运输部 国家邮政局 中国民用航空局 | 中华人民共和国交通运输部 国家邮政局 中国民用航空局 | 中华人民共和国交通运输部 国家邮政局 中国民用航空局 | 中华人民共和国交通运输部 国家邮政局 中国民用航空局 | 中华人民共和国交通运输部 国家邮政局 中国民用航空局 | 中华人民共和国交通运输部 国家邮政局 中国民用航空局 | 中华人民共和国交通运输部 国家邮政局 中国民用航空局 | 中华人民共和国交通运输部 国家邮政局 中国民用航空局 | 中华人民共和国交通运输部 国家邮政局 中国民用航空局 | 中华人民共和国交通运输部 国家邮政局 中国民用航空局 |
| 中央人民政府铁道部                    | 中央人民政府铁道部                    | 中央人民政府铁道部                    | 中央人民政府铁道部                    | 中央人民政府铁道部                    | 中央人民政府铁道部                    | 中央人民政府铁道部                     | 中央人民政府铁道部                     | 中央人民政府铁道部                     | 中央人民政府铁道部                     | 中华人民共和国铁道部                     | 中华人民共和国铁道部                     | 中华人民共和国铁道部                     | 中华人民共和国铁道部                     | 中华人民共和国铁道部                     | 中华人民共和国铁道部                     | 中华人民共和国铁道部                     | 中华人民共和国铁道部                     | 中华人民共和国铁道部                     | 中华人民共和国铁道部                     | 中华人民共和国铁道部                      | 中华人民共和国铁道部                      | 中华人民共和国铁道部                      | 中华人民共和国铁道部                      | 中华人民共和国铁道部                      | 中华人民共和国铁道部                      | 中华人民共和国铁道部                      | 中华人民共和国铁道部                      | 中华人民共和国铁道部                      | 中华人民共和国铁道部                      | 中华人民共和国铁道部                      | 中华人民共和国铁道部                      | 中华人民共和国铁道部                      | 中华人民共和国铁道部                      | 中华人民共和国铁道部                      | 中华人民共和国铁道部                      | 中华人民共和国铁道部                      | 中华人民共和国铁道部                      | 中华人民共和国铁道部                         | 中华人民共和国铁道部                         | 中华人民共和国铁道部                         | 中华人民共和国铁道部                         | 中华人民共和国交通部                                                  | 中华人民共和国交通部                                                  | 中华人民共和国交通部                                                  | 中华人民共和国交通部                                                  | 中华人民共和国交通部                                                  | 中华人民共和国交通部                                                  | 中华人民共和国交通部                                                  | 中华人民共和国交通部                                                  | 中华人民共和国交通部                                                  | 中华人民共和国交通部                                                  | 中华人民共和国铁道部                                                  | 中华人民共和国铁道部                                                  | 中华人民共和国铁道部                                                  | 中华人民共和国铁道部                                                  | 中华人民共和国铁道部                                                  | 中华人民共和国铁道部                                                  | 中华人民共和国铁道部                                                  | 中华人民共和国铁道部                                                  | 中华人民共和国铁道部                                                | 中华人民共和国铁道部                                                | 中华人民共和国铁道部                                                | 中华人民共和国铁道部                                                | 中华人民共和国铁道部                                                | 中华人民共和国铁道部                                                | 中华人民共和国铁道部                                          | 中华人民共和国铁道部                                          | 中华人民共和国铁道部                                          | 中华人民共和国铁道部                                          | 中华人民共和国铁道部                                          | 中华人民共和国铁道部                                          | 中华人民共和国铁道部                                          | 中华人民共和国铁道部                                          | 中华人民共和国铁道部                                          | 中华人民共和国铁道部                                          | 中华人民共和国铁道部                                          | 中华人民共和国铁道部                                          | 中华人民共和国铁道部                                          | 中华人民共和国铁道部                                          | 中华人民共和国铁道部                                          | 中华人民共和国铁道部                                          | 中华人民共和国铁道部                                          | 中华人民共和国铁道部                                          | 中华人民共和国铁道部                                          | 中华人民共和国铁道部                                          | 中华人民共和国铁道部                                          | 中华人民共和国铁道部                                          | 中华人民共和国铁道部                                               | 中华人民共和国铁道部                                               | 中华人民共和国铁道部                                               | 中华人民共和国铁道部                                               | 中华人民共和国铁道部                                               | 中华人民共和国铁道部                                               | 中华人民共和国铁道部                                               | 中华人民共和国铁道部                                               | 中华人民共和国铁道部                                               | 中华人民共和国铁道部                                               | 中华人民共和国铁道部                                       | 中华人民共和国铁道部                                       | 中华人民共和国铁道部                                       | 中华人民共和国铁道部                                       | 中华人民共和国铁道部                                       | 中华人民共和国铁道部                                       | 中华人民共和国铁道部                                       | 中华人民共和国铁道部                                       | 中华人民共和国铁道部                                       | 中华人民共和国铁道部                                       | 中华人民共和国铁道部                                     | 中华人民共和国铁道部                                     | 中华人民共和国铁道部                                     | 中华人民共和国铁道部                                     | 中华人民共和国铁道部                                     | 中华人民共和国铁道部                                     | 中华人民共和国铁道部                                     | 中华人民共和国铁道部                                     | 中华人民共和国铁道部                                     | 中华人民共和国铁道部                                     | 中华人民共和国铁道部                                                                     | 中华人民共和国铁道部                                                                     | 中华人民共和国铁道部                                                                     | 中华人民共和国铁道部                                                                     | 中华人民共和国铁道部                                           | 中华人民共和国铁道部                                           | 中华人民共和国铁道部                                           | 中华人民共和国铁道部                                           | 中华人民共和国铁道部                                           | 中华人民共和国铁道部                                           | 交通运输部管 国家铁路局                                        | 交通运输部管 国家铁路局                                        | 交通运输部管 国家铁路局                                        | 交通运输部管 国家铁路局                                        | 交通运输部管 国家铁路局                                        | 交通运输部管 国家铁路局                                        | 交通运输部管 国家铁路局                                        | 交通运输部管 国家铁路局                                        | 交通运输部管 国家铁路局                                        | 交通运输部管 国家铁路局                                        | 交通运输部管 国家铁路局                            | 交通运输部管 国家铁路局                            | 交通运输部管 国家铁路局                            | 交通运输部管 国家铁路局                            | 交通运输部管 国家铁路局                            | 交通运输部管 国家铁路局                            | 交通运输部管 国家铁路局                            | 交通运输部管 国家铁路局                            | 交通运输部管 国家铁路局                            | 交通运输部管 国家铁路局                            |
| 中央人民政府铁道部                    | 中央人民政府铁道部                    | 中央人民政府铁道部                    | 中央人民政府铁道部                    | 中央人民政府铁道部                    | 中央人民政府铁道部                    | 中央人民政府铁道部                     | 中央人民政府铁道部                     | 中央人民政府铁道部                     | 中央人民政府铁道部                     | 中华人民共和国铁道部                     | 中华人民共和国铁道部                     | 中华人民共和国铁道部                     | 中华人民共和国铁道部                     | 中华人民共和国铁道部                     | 中华人民共和国铁道部                     | 中华人民共和国铁道部                     | 中华人民共和国铁道部                     | 中华人民共和国铁道部                     | 中华人民共和国铁道部                     | 中华人民共和国铁道部                      | 中华人民共和国铁道部                      | 中华人民共和国铁道部                      | 中华人民共和国铁道部                      | 中华人民共和国铁道部                      | 中华人民共和国铁道部                      | 中华人民共和国铁道部                      | 中华人民共和国铁道部                      | 中华人民共和国铁道部                      | 中华人民共和国铁道部                      | 中华人民共和国铁道部                      | 中华人民共和国铁道部                      | 中华人民共和国铁道部                      | 中华人民共和国铁道部                      | 中华人民共和国铁道部                      | 中华人民共和国铁道部                      | 中华人民共和国铁道部                      | 中华人民共和国铁道部                      | 中华人民共和国铁道部                         | 中华人民共和国铁道部                         | 中华人民共和国铁道部                         | 中华人民共和国铁道部                         | 中华人民共和国交通部                                                  | 中华人民共和国交通部                                                  | 中华人民共和国交通部                                                  | 中华人民共和国交通部                                                  | 中华人民共和国交通部                                                  | 中华人民共和国交通部                                                  | 中华人民共和国交通部                                                  | 中华人民共和国交通部                                                  | 中华人民共和国交通部                                                  | 中华人民共和国交通部                                                  | 中华人民共和国铁道部                                                  | 中华人民共和国铁道部                                                  | 中华人民共和国铁道部                                                  | 中华人民共和国铁道部                                                  | 中华人民共和国铁道部                                                  | 中华人民共和国铁道部                                                  | 中华人民共和国铁道部                                                  | 中华人民共和国铁道部                                                  | 中华人民共和国铁道部                                                | 中华人民共和国铁道部                                                | 中华人民共和国铁道部                                                | 中华人民共和国铁道部                                                | 中华人民共和国铁道部                                                | 中华人民共和国铁道部                                                | 中华人民共和国铁道部                                          | 中华人民共和国铁道部                                          | 中华人民共和国铁道部                                          | 中华人民共和国铁道部                                          | 中华人民共和国铁道部                                          | 中华人民共和国铁道部                                          | 中华人民共和国铁道部                                          | 中华人民共和国铁道部                                          | 中华人民共和国铁道部                                          | 中华人民共和国铁道部                                          | 中华人民共和国铁道部                                          | 中华人民共和国铁道部                                          | 中华人民共和国铁道部                                          | 中华人民共和国铁道部                                          | 中华人民共和国铁道部                                          | 中华人民共和国铁道部                                          | 中华人民共和国铁道部                                          | 中华人民共和国铁道部                                          | 中华人民共和国铁道部                                          | 中华人民共和国铁道部                                          | 中华人民共和国铁道部                                          | 中华人民共和国铁道部                                          | 中华人民共和国铁道部                                               | 中华人民共和国铁道部                                               | 中华人民共和国铁道部                                               | 中华人民共和国铁道部                                               | 中华人民共和国铁道部                                               | 中华人民共和国铁道部                                               | 中华人民共和国铁道部                                               | 中华人民共和国铁道部                                               | 中华人民共和国铁道部                                               | 中华人民共和国铁道部                                               | 中华人民共和国铁道部                                       | 中华人民共和国铁道部                                       | 中华人民共和国铁道部                                       | 中华人民共和国铁道部                                       | 中华人民共和国铁道部                                       | 中华人民共和国铁道部                                       | 中华人民共和国铁道部                                       | 中华人民共和国铁道部                                       | 中华人民共和国铁道部                                       | 中华人民共和国铁道部                                       | 中华人民共和国铁道部                                     | 中华人民共和国铁道部                                     | 中华人民共和国铁道部                                     | 中华人民共和国铁道部                                     | 中华人民共和国铁道部                                     | 中华人民共和国铁道部                                     | 中华人民共和国铁道部                                     | 中华人民共和国铁道部                                     | 中华人民共和国铁道部                                     | 中华人民共和国铁道部                                     | 中华人民共和国铁道部                                                                     | 中华人民共和国铁道部                                                                     | 中华人民共和国铁道部                                                                     | 中华人民共和国铁道部                                                                     | 中华人民共和国铁道部                                           | 中华人民共和国铁道部                                           | 中华人民共和国铁道部                                           | 中华人民共和国铁道部                                           | 中华人民共和国铁道部                                           | 中华人民共和国铁道部                                           | 中国铁路总公司                                                 |                                                                |                                                                |                                                                |                                                                |                                                                |                                                                |                                                                |                                                                |                                                                |                                                    |                                                    |                                                    |                                                    |                                                    |                                                    |                                                    |                                                    |                                                    |                                                    |
| 中央人民政府农业部                    | 中央人民政府农业部                    | 中央人民政府农业部                    | 中央人民政府农业部                    | 中央人民政府农业部                    | 中央人民政府农业部                    | 中央人民政府农业部                     | 中央人民政府农业部                     | 中央人民政府农业部                     | 中央人民政府农业部                     | 中华人民共和国农业部                     | 中华人民共和国农业部                     | 中华人民共和国农业部                     | 中华人民共和国农业部                     | 中华人民共和国农业部                     | 中华人民共和国农业部                     | 中华人民共和国农业部                     | 中华人民共和国农业部                     | 中华人民共和国农业部                     | 中华人民共和国农业部                     | 中华人民共和国农业部                      | 中华人民共和国农业部                      | 中华人民共和国农业部                      | 中华人民共和国农业部                      | 中华人民共和国农业部                      | 中华人民共和国农业部                      | 中华人民共和国农业部                      | 中华人民共和国农业部                      | 中华人民共和国农业部                      | 中华人民共和国农业部                      | 中华人民共和国农业部                      | 中华人民共和国农业部                      | 中华人民共和国农业部                      | 中华人民共和国农业部                      | 中华人民共和国农业部                      | 中华人民共和国农业部                      | 中华人民共和国农业部                      | 中华人民共和国农业部                      | 中华人民共和国农业部                         | 中华人民共和国农业部                         | 中华人民共和国农业部                         | 中华人民共和国农业部                         | 中华人民共和国农林部                                                  | 中华人民共和国农林部                                                  | 中华人民共和国农林部                                                  | 中华人民共和国农林部                                                  | 中华人民共和国农林部                                                  | 中华人民共和国农林部                                                  | 中华人民共和国农林部                                                  | 中华人民共和国农林部                                                  | 中华人民共和国农林部                                                  | 中华人民共和国农林部                                                  | 中华人民共和国农林部                                                  | 中华人民共和国农林部                                                  | 中华人民共和国农林部                                                  | 中华人民共和国农林部                                                  | 中华人民共和国农林部                                                  | 中华人民共和国农林部                                                  | 中华人民共和国农林部                                                  | 中华人民共和国农林部                                                  | 中华人民共和国农业部                                                | 中华人民共和国农业部                                                | 中华人民共和国农业部                                                | 中华人民共和国农业部                                                | 中华人民共和国农业部                                                | 中华人民共和国农业部                                                | 中华人民共和国农牧渔业部                                      | 中华人民共和国农牧渔业部                                      | 中华人民共和国农牧渔业部                                      | 中华人民共和国农牧渔业部                                      | 中华人民共和国农牧渔业部                                      | 中华人民共和国农牧渔业部                                      | 中华人民共和国农牧渔业部                                      | 中华人民共和国农牧渔业部                                      | 中华人民共和国农牧渔业部                                      | 中华人民共和国农牧渔业部                                      | 中华人民共和国农牧渔业部                                      | 中华人民共和国农牧渔业部                                      | 中华人民共和国农业部                                          | 中华人民共和国农业部                                          | 中华人民共和国农业部                                          | 中华人民共和国农业部                                          | 中华人民共和国农业部                                          | 中华人民共和国农业部                                          | 中华人民共和国农业部                                          | 中华人民共和国农业部                                          | 中华人民共和国农业部                                          | 中华人民共和国农业部                                          | 中华人民共和国农业部                                               | 中华人民共和国农业部                                               | 中华人民共和国农业部                                               | 中华人民共和国农业部                                               | 中华人民共和国农业部                                               | 中华人民共和国农业部                                               | 中华人民共和国农业部                                               | 中华人民共和国农业部                                               | 中华人民共和国农业部                                               | 中华人民共和国农业部                                               | 中华人民共和国农业部                                       | 中华人民共和国农业部                                       | 中华人民共和国农业部                                       | 中华人民共和国农业部                                       | 中华人民共和国农业部                                       | 中华人民共和国农业部                                       | 中华人民共和国农业部                                       | 中华人民共和国农业部                                       | 中华人民共和国农业部                                       | 中华人民共和国农业部                                       | 中华人民共和国农业部                                     | 中华人民共和国农业部                                     | 中华人民共和国农业部                                     | 中华人民共和国农业部                                     | 中华人民共和国农业部                                     | 中华人民共和国农业部                                     | 中华人民共和国农业部                                     | 中华人民共和国农业部                                     | 中华人民共和国农业部                                     | 中华人民共和国农业部                                     | 中华人民共和国农业部                                                                     | 中华人民共和国农业部                                                                     | 中华人民共和国农业部                                                                     | 中华人民共和国农业部                                                                     | 中华人民共和国农业部                                           | 中华人民共和国农业部                                           | 中华人民共和国农业部                                           | 中华人民共和国农业部                                           | 中华人民共和国农业部                                           | 中华人民共和国农业部                                           | 中华人民共和国农业部                                           | 中华人民共和国农业部                                           | 中华人民共和国农业部                                           | 中华人民共和国农业部                                           | 中华人民共和国农业部                                           | 中华人民共和国农业部                                           | 中华人民共和国农业部                                           | 中华人民共和国农业部                                           | 中华人民共和国农业部                                           | 中华人民共和国农业部                                           | 中华人民共和国农业农村部                           | 中华人民共和国农业农村部                           | 中华人民共和国农业农村部                           | 中华人民共和国农业农村部                           | 中华人民共和国农业农村部                           | 中华人民共和国农业农村部                           | 中华人民共和国农业农村部                           | 中华人民共和国农业农村部                           | 中华人民共和国农业农村部                           | 中华人民共和国农业农村部                           |
| 中央人民政府农业部                    | 中央人民政府农业部                    | 中央人民政府农业部                    | 中央人民政府农业部                    | 中央人民政府农业部                    | 中央人民政府农业部                    | 中央人民政府农业部                     | 中央人民政府农业部                     | 中央人民政府农业部                     | 中央人民政府农业部                     | 中华人民共和国农业部                     | 中华人民共和国农业部                     | 中华人民共和国农业部                     | 中华人民共和国农业部                     | 中华人民共和国农垦部                     | 中华人民共和国农垦部                     | 中华人民共和国农垦部                     | 中华人民共和国农垦部                     | 中华人民共和国农垦部                     | 中华人民共和国农垦部                     | 中华人民共和国农垦部                      | 中华人民共和国农垦部                      | 中华人民共和国农垦部                      | 中华人民共和国农垦部                      | 中华人民共和国农垦部                      | 中华人民共和国农垦部                      | 中华人民共和国农垦部                      | 中华人民共和国农垦部                      | 中华人民共和国农垦部                      | 中华人民共和国农垦部                      | 中华人民共和国农垦部                      | 中华人民共和国农垦部                      | 中华人民共和国农垦部                      | 中华人民共和国农垦部                      | 中华人民共和国农垦部                      | 中华人民共和国农垦部                      | 中华人民共和国农垦部                      | 中华人民共和国农垦部                      | 中华人民共和国农垦部                         | 中华人民共和国农垦部                         | 中华人民共和国农垦部                         | 中华人民共和国农垦部                         | 中华人民共和国农林部                                                  | 中华人民共和国农林部                                                  | 中华人民共和国农林部                                                  | 中华人民共和国农林部                                                  | 中华人民共和国农林部                                                  | 中华人民共和国农林部                                                  | 中华人民共和国农林部                                                  | 中华人民共和国农林部                                                  | 中华人民共和国农林部                                                  | 中华人民共和国农林部                                                  | 中华人民共和国农林部                                                  | 中华人民共和国农林部                                                  | 中华人民共和国农林部                                                  | 中华人民共和国农林部                                                  | 中华人民共和国农林部                                                  | 中华人民共和国农林部                                                  | 中华人民共和国农林部                                                  | 中华人民共和国农林部                                                  | 中华人民共和国农垦部                                                | 中华人民共和国农垦部                                                | 中华人民共和国农垦部                                                | 中华人民共和国农垦部                                                | 中华人民共和国农垦部                                                | 中华人民共和国农垦部                                                | 中华人民共和国农牧渔业部                                      | 中华人民共和国农牧渔业部                                      | 中华人民共和国农牧渔业部                                      | 中华人民共和国农牧渔业部                                      | 中华人民共和国农牧渔业部                                      | 中华人民共和国农牧渔业部                                      | 中华人民共和国农牧渔业部                                      | 中华人民共和国农牧渔业部                                      | 中华人民共和国农牧渔业部                                      | 中华人民共和国农牧渔业部                                      | 中华人民共和国农牧渔业部                                      | 中华人民共和国农牧渔业部                                      | 中华人民共和国农业部                                          | 中华人民共和国农业部                                          | 中华人民共和国农业部                                          | 中华人民共和国农业部                                          | 中华人民共和国农业部                                          | 中华人民共和国农业部                                          | 中华人民共和国农业部                                          | 中华人民共和国农业部                                          | 中华人民共和国农业部                                          | 中华人民共和国农业部                                          | 中华人民共和国农业部                                               | 中华人民共和国农业部                                               | 中华人民共和国农业部                                               | 中华人民共和国农业部                                               | 中华人民共和国农业部                                               | 中华人民共和国农业部                                               | 中华人民共和国农业部                                               | 中华人民共和国农业部                                               | 中华人民共和国农业部                                               | 中华人民共和国农业部                                               | 中华人民共和国农业部                                       | 中华人民共和国农业部                                       | 中华人民共和国农业部                                       | 中华人民共和国农业部                                       | 中华人民共和国农业部                                       | 中华人民共和国农业部                                       | 中华人民共和国农业部                                       | 中华人民共和国农业部                                       | 中华人民共和国农业部                                       | 中华人民共和国农业部                                       | 中华人民共和国农业部                                     | 中华人民共和国农业部                                     | 中华人民共和国农业部                                     | 中华人民共和国农业部                                     | 中华人民共和国农业部                                     | 中华人民共和国农业部                                     | 中华人民共和国农业部                                     | 中华人民共和国农业部                                     | 中华人民共和国农业部                                     | 中华人民共和国农业部                                     | 中华人民共和国农业部                                                                     | 中华人民共和国农业部                                                                     | 中华人民共和国农业部                                                                     | 中华人民共和国农业部                                                                     | 中华人民共和国农业部                                           | 中华人民共和国农业部                                           | 中华人民共和国农业部                                           | 中华人民共和国农业部                                           | 中华人民共和国农业部                                           | 中华人民共和国农业部                                           | 中华人民共和国农业部                                           | 中华人民共和国农业部                                           | 中华人民共和国农业部                                           | 中华人民共和国农业部                                           | 中华人民共和国农业部                                           | 中华人民共和国农业部                                           | 中华人民共和国农业部                                           | 中华人民共和国农业部                                           | 中华人民共和国农业部                                           | 中华人民共和国农业部                                           | 中华人民共和国农业农村部                           | 中华人民共和国农业农村部                           | 中华人民共和国农业农村部                           | 中华人民共和国农业农村部                           | 中华人民共和国农业农村部                           | 中华人民共和国农业农村部                           | 中华人民共和国农业农村部                           | 中华人民共和国农业农村部                           | 中华人民共和国农业农村部                           | 中华人民共和国农业农村部                           |
| 中央人民政府农业部                    | 中央人民政府农业部                    | 中央人民政府农业部                    | 中央人民政府农业部                    | 中央人民政府农业部                    | 中央人民政府农业部                    | 中央人民政府农业部                     | 中央人民政府农业部                     | 中央人民政府农业部                     | 中央人民政府农业部                     | 中华人民共和国农业部                     | 中华人民共和国农业部                     | 中华人民共和国农业部                     | 中华人民共和国农业部                     | 中华人民共和国水产部                     | 中华人民共和国水产部                     | 中华人民共和国水产部                     | 中华人民共和国水产部                     | 中华人民共和国水产部                     | 中华人民共和国水产部                     | 中华人民共和国水产部                      | 中华人民共和国水产部                      | 中华人民共和国水产部                      | 中华人民共和国水产部                      | 中华人民共和国水产部                      | 中华人民共和国水产部                      | 中华人民共和国水产部                      | 中华人民共和国水产部                      | 中华人民共和国水产部                      | 中华人民共和国水产部                      | 中华人民共和国水产部                      | 中华人民共和国水产部                      | 中华人民共和国水产部                      | 中华人民共和国水产部                      | 中华人民共和国水产部                      | 中华人民共和国水产部                      | 中华人民共和国水产部                      | 中华人民共和国水产部                      | 中华人民共和国水产部                         | 中华人民共和国水产部                         | 中华人民共和国水产部                         | 中华人民共和国水产部                         | 中华人民共和国农林部                                                  | 中华人民共和国农林部                                                  | 中华人民共和国农林部                                                  | 中华人民共和国农林部                                                  | 中华人民共和国农林部                                                  | 中华人民共和国农林部                                                  | 中华人民共和国农林部                                                  | 中华人民共和国农林部                                                  | 中华人民共和国农林部                                                  | 中华人民共和国农林部                                                  | 中华人民共和国农林部                                                  | 中华人民共和国农林部                                                  | 中华人民共和国农林部                                                  | 中华人民共和国农林部                                                  | 中华人民共和国农林部                                                  | 中华人民共和国农林部                                                  | 中华人民共和国农林部                                                  | 中华人民共和国农林部                                                  | 国家水产总局                                                        | 国家水产总局                                                        | 国家水产总局                                                        | 国家水产总局                                                        | 国家水产总局                                                        | 国家水产总局                                                        | 中华人民共和国农牧渔业部                                      | 中华人民共和国农牧渔业部                                      | 中华人民共和国农牧渔业部                                      | 中华人民共和国农牧渔业部                                      | 中华人民共和国农牧渔业部                                      | 中华人民共和国农牧渔业部                                      | 中华人民共和国农牧渔业部                                      | 中华人民共和国农牧渔业部                                      | 中华人民共和国农牧渔业部                                      | 中华人民共和国农牧渔业部                                      | 中华人民共和国农牧渔业部                                      | 中华人民共和国农牧渔业部                                      | 中华人民共和国农业部                                          | 中华人民共和国农业部                                          | 中华人民共和国农业部                                          | 中华人民共和国农业部                                          | 中华人民共和国农业部                                          | 中华人民共和国农业部                                          | 中华人民共和国农业部                                          | 中华人民共和国农业部                                          | 中华人民共和国农业部                                          | 中华人民共和国农业部                                          | 中华人民共和国农业部                                               | 中华人民共和国农业部                                               | 中华人民共和国农业部                                               | 中华人民共和国农业部                                               | 中华人民共和国农业部                                               | 中华人民共和国农业部                                               | 中华人民共和国农业部                                               | 中华人民共和国农业部                                               | 中华人民共和国农业部                                               | 中华人民共和国农业部                                               | 中华人民共和国农业部                                       | 中华人民共和国农业部                                       | 中华人民共和国农业部                                       | 中华人民共和国农业部                                       | 中华人民共和国农业部                                       | 中华人民共和国农业部                                       | 中华人民共和国农业部                                       | 中华人民共和国农业部                                       | 中华人民共和国农业部                                       | 中华人民共和国农业部                                       | 中华人民共和国农业部                                     | 中华人民共和国农业部                                     | 中华人民共和国农业部                                     | 中华人民共和国农业部                                     | 中华人民共和国农业部                                     | 中华人民共和国农业部                                     | 中华人民共和国农业部                                     | 中华人民共和国农业部                                     | 中华人民共和国农业部                                     | 中华人民共和国农业部                                     | 中华人民共和国农业部                                                                     | 中华人民共和国农业部                                                                     | 中华人民共和国农业部                                                                     | 中华人民共和国农业部                                                                     | 中华人民共和国农业部                                           | 中华人民共和国农业部                                           | 中华人民共和国农业部                                           | 中华人民共和国农业部                                           | 中华人民共和国农业部                                           | 中华人民共和国农业部                                           | 中华人民共和国农业部                                           | 中华人民共和国农业部                                           | 中华人民共和国农业部                                           | 中华人民共和国农业部                                           | 中华人民共和国农业部                                           | 中华人民共和国农业部                                           | 中华人民共和国农业部                                           | 中华人民共和国农业部                                           | 中华人民共和国农业部                                           | 中华人民共和国农业部                                           | 中华人民共和国农业农村部                           | 中华人民共和国农业农村部                           | 中华人民共和国农业农村部                           | 中华人民共和国农业农村部                           | 中华人民共和国农业农村部                           | 中华人民共和国农业农村部                           | 中华人民共和国农业农村部                           | 中华人民共和国农业农村部                           | 中华人民共和国农业农村部                           | 中华人民共和国农业农村部                           |
| 中央人民政府林垦部                    | 中央人民政府林垦部                    | 中央人民政府林垦部                    | 中央人民政府林垦部                    | 中央人民政府林业部                    | 中央人民政府林业部                    | 中央人民政府林业部                     | 中央人民政府林业部                     | 中央人民政府林业部                     | 中央人民政府林业部                     | 中华人民共和国林业部                     | 中华人民共和国林业部                     | 中华人民共和国林业部                     | 中华人民共和国林业部                     | 中华人民共和国林业部                     | 中华人民共和国林业部                     | 中华人民共和国林业部                     | 中华人民共和国林业部                     | 中华人民共和国林业部                     | 中华人民共和国林业部                     | 中华人民共和国林业部                      | 中华人民共和国林业部                      | 中华人民共和国林业部                      | 中华人民共和国林业部                      | 中华人民共和国林业部                      | 中华人民共和国林业部                      | 中华人民共和国林业部                      | 中华人民共和国林业部                      | 中华人民共和国林业部                      | 中华人民共和国林业部                      | 中华人民共和国林业部                      | 中华人民共和国林业部                      | 中华人民共和国林业部                      | 中华人民共和国林业部                      | 中华人民共和国林业部                      | 中华人民共和国林业部                      | 中华人民共和国林业部                      | 中华人民共和国林业部                      | 中华人民共和国林业部                         | 中华人民共和国林业部                         | 中华人民共和国林业部                         | 中华人民共和国林业部                         | 中华人民共和国农林部                                                  | 中华人民共和国农林部                                                  | 中华人民共和国农林部                                                  | 中华人民共和国农林部                                                  | 中华人民共和国农林部                                                  | 中华人民共和国农林部                                                  | 中华人民共和国农林部                                                  | 中华人民共和国农林部                                                  | 中华人民共和国农林部                                                  | 中华人民共和国农林部                                                  | 中华人民共和国农林部                                                  | 中华人民共和国农林部                                                  | 中华人民共和国农林部                                                  | 中华人民共和国农林部                                                  | 中华人民共和国农林部                                                  | 中华人民共和国农林部                                                  | 中华人民共和国农林部                                                  | 中华人民共和国农林部                                                  | 中华人民共和国林业部                                                | 中华人民共和国林业部                                                | 中华人民共和国林业部                                                | 中华人民共和国林业部                                                | 中华人民共和国林业部                                                | 中华人民共和国林业部                                                | 中华人民共和国林业部                                          | 中华人民共和国林业部                                          | 中华人民共和国林业部                                          | 中华人民共和国林业部                                          | 中华人民共和国林业部                                          | 中华人民共和国林业部                                          | 中华人民共和国林业部                                          | 中华人民共和国林业部                                          | 中华人民共和国林业部                                          | 中华人民共和国林业部                                          | 中华人民共和国林业部                                          | 中华人民共和国林业部                                          | 中华人民共和国林业部                                          | 中华人民共和国林业部                                          | 中华人民共和国林业部                                          | 中华人民共和国林业部                                          | 中华人民共和国林业部                                          | 中华人民共和国林业部                                          | 中华人民共和国林业部                                          | 中华人民共和国林业部                                          | 中华人民共和国林业部                                          | 中华人民共和国林业部                                          | 中华人民共和国林业部                                               | 中华人民共和国林业部                                               | 中华人民共和国林业部                                               | 中华人民共和国林业部                                               | 中华人民共和国林业部                                               | 中华人民共和国林业部                                               | 中华人民共和国林业部                                               | 中华人民共和国林业部                                               | 中华人民共和国林业部                                               | 中华人民共和国林业部                                               | 国家林业局                                                 | 国家林业局                                                 | 国家林业局                                                 | 国家林业局                                                 | 国家林业局                                                 | 国家林业局                                                 | 国家林业局                                                 | 国家林业局                                                 | 国家林业局                                                 | 国家林业局                                                 | 国家林业局                                               | 国家林业局                                               | 国家林业局                                               | 国家林业局                                               | 国家林业局                                               | 国家林业局                                               | 国家林业局                                               | 国家林业局                                               | 国家林业局                                               | 国家林业局                                               | 国家林业局                                                                               | 国家林业局                                                                               | 国家林业局                                                                               | 国家林业局                                                                               | 国家林业局                                                     | 国家林业局                                                     | 国家林业局                                                     | 国家林业局                                                     | 国家林业局                                                     | 国家林业局                                                     | 国家林业局                                                     | 国家林业局                                                     | 国家林业局                                                     | 国家林业局                                                     | 国家林业局                                                     | 国家林业局                                                     | 国家林业局                                                     | 国家林业局                                                     | 国家林业局                                                     | 国家林业局                                                     | 自然资源部管 国家林业和草原局                      | 自然资源部管 国家林业和草原局                      | 自然资源部管 国家林业和草原局                      | 自然资源部管 国家林业和草原局                      | 自然资源部管 国家林业和草原局                      | 自然资源部管 国家林业和草原局                      | 自然资源部管 国家林业和草原局                      | 自然资源部管 国家林业和草原局                      | 自然资源部管 国家林业和草原局                      | 自然资源部管 国家林业和草原局                      |
|                                       |                                       |                                       |                                       |                                       |                                       |                                        |                                        |                                        |                                        |                                          |                                          |                                          |                                          | 中华人民共和国森林工业部                 |                                          |                                          |                                          | 中华人民共和国林业部                     | 中华人民共和国林业部                     | 中华人民共和国林业部                      | 中华人民共和国林业部                      | 中华人民共和国林业部                      | 中华人民共和国林业部                      | 中华人民共和国林业部                      | 中华人民共和国林业部                      | 中华人民共和国林业部                      | 中华人民共和国林业部                      | 中华人民共和国林业部                      | 中华人民共和国林业部                      | 中华人民共和国林业部                      | 中华人民共和国林业部                      | 中华人民共和国林业部                      | 中华人民共和国林业部                      | 中华人民共和国林业部                      | 中华人民共和国林业部                      | 中华人民共和国林业部                      | 中华人民共和国林业部                      | 中华人民共和国林业部                         | 中华人民共和国林业部                         | 中华人民共和国林业部                         | 中华人民共和国林业部                         | 中华人民共和国农林部                                                  | 中华人民共和国农林部                                                  | 中华人民共和国农林部                                                  | 中华人民共和国农林部                                                  | 中华人民共和国农林部                                                  | 中华人民共和国农林部                                                  | 中华人民共和国农林部                                                  | 中华人民共和国农林部                                                  | 中华人民共和国农林部                                                  | 中华人民共和国农林部                                                  | 中华人民共和国农林部                                                  | 中华人民共和国农林部                                                  | 中华人民共和国农林部                                                  | 中华人民共和国农林部                                                  | 中华人民共和国农林部                                                  | 中华人民共和国农林部                                                  | 中华人民共和国农林部                                                  | 中华人民共和国农林部                                                  | 中华人民共和国林业部                                                | 中华人民共和国林业部                                                | 中华人民共和国林业部                                                | 中华人民共和国林业部                                                | 中华人民共和国林业部                                                | 中华人民共和国林业部                                                | 中华人民共和国林业部                                          | 中华人民共和国林业部                                          | 中华人民共和国林业部                                          | 中华人民共和国林业部                                          | 中华人民共和国林业部                                          | 中华人民共和国林业部                                          | 中华人民共和国林业部                                          | 中华人民共和国林业部                                          | 中华人民共和国林业部                                          | 中华人民共和国林业部                                          | 中华人民共和国林业部                                          | 中华人民共和国林业部                                          | 中华人民共和国林业部                                          | 中华人民共和国林业部                                          | 中华人民共和国林业部                                          | 中华人民共和国林业部                                          | 中华人民共和国林业部                                          | 中华人民共和国林业部                                          | 中华人民共和国林业部                                          | 中华人民共和国林业部                                          | 中华人民共和国林业部                                          | 中华人民共和国林业部                                          | 中华人民共和国林业部                                               | 中华人民共和国林业部                                               | 中华人民共和国林业部                                               | 中华人民共和国林业部                                               | 中华人民共和国林业部                                               | 中华人民共和国林业部                                               | 中华人民共和国林业部                                               | 中华人民共和国林业部                                               | 中华人民共和国林业部                                               | 中华人民共和国林业部                                               | 国家林业局                                                 | 国家林业局                                                 | 国家林业局                                                 | 国家林业局                                                 | 国家林业局                                                 | 国家林业局                                                 | 国家林业局                                                 | 国家林业局                                                 | 国家林业局                                                 | 国家林业局                                                 | 国家林业局                                               | 国家林业局                                               | 国家林业局                                               | 国家林业局                                               | 国家林业局                                               | 国家林业局                                               | 国家林业局                                               | 国家林业局                                               | 国家林业局                                               | 国家林业局                                               | 国家林业局                                                                               | 国家林业局                                                                               | 国家林业局                                                                               | 国家林业局                                                                               | 国家林业局                                                     | 国家林业局                                                     | 国家林业局                                                     | 国家林业局                                                     | 国家林业局                                                     | 国家林业局                                                     | 国家林业局                                                     | 国家林业局                                                     | 国家林业局                                                     | 国家林业局                                                     | 国家林业局                                                     | 国家林业局                                                     | 国家林业局                                                     | 国家林业局                                                     | 国家林业局                                                     | 国家林业局                                                     | 自然资源部管 国家林业和草原局                      | 自然资源部管 国家林业和草原局                      | 自然资源部管 国家林业和草原局                      | 自然资源部管 国家林业和草原局                      | 自然资源部管 国家林业和草原局                      | 自然资源部管 国家林业和草原局                      | 自然资源部管 国家林业和草原局                      | 自然资源部管 国家林业和草原局                      | 自然资源部管 国家林业和草原局                      | 自然资源部管 国家林业和草原局                      |
|                                       |                                       |                                       |                                       |                                       |                                       |                                        |                                        |                                        |                                        |                                          |                                          |                                          |                                          | 物资供应总局                             | 物资供应总局                             | 物资供应总局                             | 物资供应总局                             | →国家经委→                               | →国家经委→                               | →国家经委→                                | →国家经委→                                | →国家经委→                                | →国家经委→                                | →国家经委→                                | →国家经委→                                | →国家经委→                                | →国家经委→                                | 国家物资管理总局                          | 国家物资管理总局                          | 中华人民共和国物资管理部                  | 中华人民共和国物资管理部                  | 中华人民共和国物资管理部                  | 中华人民共和国物资管理部                  | 中华人民共和国物资管理部                  | 中华人民共和国物资管理部                  | 中华人民共和国物资管理部                  | 中华人民共和国物资管理部                  | 中华人民共和国物资管理部                     | 中华人民共和国物资管理部                     | 中华人民共和国物资管理部                     | 中华人民共和国物资管理部                     |                                                                       |                                                                       |                                                                       |                                                                       |                                                                       |                                                                       |                                                                       |                                                                       |                                                                       |                                                                       |                                                                       |                                                                       | 国家物资总局                                                          | 国家物资总局                                                          | 国家物资总局                                                          | 国家物资总局                                                          | 国家物资总局                                                          | 国家物资总局                                                          | 国家物资总局                                                        | 国家物资总局                                                        | 国家物资总局                                                        | 国家物资总局                                                        | 国家物资总局                                                        | 国家物资总局                                                        | 国家物资局                                                    | 国家物资局                                                    | 国家物资局                                                    | 国家物资局                                                    | 国家物资局                                                    | 国家物资局                                                    | 国家物资局                                                    | 国家物资局                                                    | 国家物资局                                                    | 国家物资局                                                    | 国家物资局                                                    | 国家物资局                                                    | 中华人民共和国物资部                                          | 中华人民共和国物资部                                          | 中华人民共和国物资部                                          | 中华人民共和国物资部                                          | 中华人民共和国物资部                                          | 中华人民共和国物资部                                          | 中华人民共和国物资部                                          | 中华人民共和国物资部                                          | 中华人民共和国物资部                                          | 中华人民共和国物资部                                          | 中华人民共和国国内贸易部 国家物资储备局 国家粮食储备局(1991年成立) | 中华人民共和国国内贸易部 国家物资储备局 国家粮食储备局(1991年成立) | 中华人民共和国国内贸易部 国家物资储备局 国家粮食储备局(1991年成立) | 中华人民共和国国内贸易部 国家物资储备局 国家粮食储备局(1991年成立) | 中华人民共和国国内贸易部 国家物资储备局 国家粮食储备局(1991年成立) | 中华人民共和国国内贸易部 国家物资储备局 国家粮食储备局(1991年成立) | 中华人民共和国国内贸易部 国家物资储备局 国家粮食储备局(1991年成立) | 中华人民共和国国内贸易部 国家物资储备局 国家粮食储备局(1991年成立) | 中华人民共和国国内贸易部 国家物资储备局 国家粮食储备局(1991年成立) | 中华人民共和国国内贸易部 国家物资储备局 国家粮食储备局(1991年成立) | 国家发展计划委员会国家物资储备局？                         | 国家发展计划委员会国家物资储备局？                         | 国家发展计划委员会国家物资储备局？                         | 国家发展计划委员会国家物资储备局？                         | 国家发展计划委员会国家物资储备局？                         | 国家发展计划委员会国家物资储备局？                         | 国家发展计划委员会国家物资储备局？                         | 国家发展计划委员会国家物资储备局？                         | 国家发展计划委员会国家物资储备局？                         | 国家发展计划委员会国家物资储备局？                         | 国家发展和改革委员会国家物资储备局                       | 国家发展和改革委员会国家物资储备局                       | 国家发展和改革委员会国家物资储备局                       | 国家发展和改革委员会国家物资储备局                       | 国家发展和改革委员会国家物资储备局                       | 国家发展和改革委员会国家物资储备局                       | 国家发展和改革委员会国家物资储备局                       | 国家发展和改革委员会国家物资储备局                       | 国家发展和改革委员会国家物资储备局                       | 国家发展和改革委员会国家物资储备局                       | 国家发展和改革委员会国家物资储备局                                                       | 国家发展和改革委员会国家物资储备局                                                       | 国家发展和改革委员会国家物资储备局                                                       | 国家发展和改革委员会国家物资储备局                                                       | 国家发展和改革委员会国家物资储备局                             | 国家发展和改革委员会国家物资储备局                             | 国家发展和改革委员会国家物资储备局                             | 国家发展和改革委员会国家物资储备局                             | 国家发展和改革委员会国家物资储备局                             | 国家发展和改革委员会国家物资储备局                             | 国家发展和改革委员会国家物资储备局                             | 国家发展和改革委员会国家物资储备局                             | 国家发展和改革委员会国家物资储备局                             | 国家发展和改革委员会国家物资储备局                             | 国家发展和改革委员会国家物资储备局                             | 国家发展和改革委员会国家物资储备局                             | 国家发展和改革委员会国家物资储备局                             | 国家发展和改革委员会国家物资储备局                             | 国家发展和改革委员会国家物资储备局                             | 国家发展和改革委员会国家物资储备局                             | 发改委管 国家粮食和物资储备局                      | 发改委管 国家粮食和物资储备局                      | 发改委管 国家粮食和物资储备局                      | 发改委管 国家粮食和物资储备局                      | 发改委管 国家粮食和物资储备局                      | 发改委管 国家粮食和物资储备局                      | 发改委管 国家粮食和物资储备局                      | 发改委管 国家粮食和物资储备局                      | 发改委管 国家粮食和物资储备局                      | 发改委管 国家粮食和物资储备局                      |
|                                       |                                       | 粮食管理总局                          | 粮食管理总局                          | 粮食管理总局                          | 粮食管理总局                          | 中央人民政府粮食部                     | 中央人民政府粮食部                     | 中央人民政府粮食部                     | 中央人民政府粮食部                     | 中华人民共和国粮食部                     | 中华人民共和国粮食部                     | 中华人民共和国粮食部                     | 中华人民共和国粮食部                     | 中华人民共和国粮食部                     | 中华人民共和国粮食部                     | 中华人民共和国粮食部                     | 中华人民共和国粮食部                     | 中华人民共和国粮食部                     | 中华人民共和国粮食部                     | 中华人民共和国粮食部                      | 中华人民共和国粮食部                      | 中华人民共和国粮食部                      | 中华人民共和国粮食部                      | 中华人民共和国粮食部                      | 中华人民共和国粮食部                      | 中华人民共和国粮食部                      | 中华人民共和国粮食部                      | 中华人民共和国粮食部                      | 中华人民共和国粮食部                      | 中华人民共和国粮食部                      | 中华人民共和国粮食部                      | 中华人民共和国粮食部                      | 中华人民共和国粮食部                      | 中华人民共和国粮食部                      | 中华人民共和国粮食部                      | 中华人民共和国粮食部                      | 中华人民共和国粮食部                      | 中华人民共和国粮食部                         | 中华人民共和国粮食部                         | 中华人民共和国粮食部                         | 中华人民共和国粮食部                         | 中华人民共和国商业部                                                  | 中华人民共和国商业部                                                  | 中华人民共和国商业部                                                  | 中华人民共和国商业部                                                  | 中华人民共和国商业部                                                  | 中华人民共和国商业部                                                  | 中华人民共和国商业部                                                  | 中华人民共和国商业部                                                  | 中华人民共和国商业部                                                  | 中华人民共和国商业部                                                  | 中华人民共和国商业部                                                  | 中华人民共和国商业部                                                  | 中华人民共和国商业部                                                  | 中华人民共和国商业部                                                  | 中华人民共和国商业部                                                  | 中华人民共和国商业部                                                  | 中华人民共和国商业部                                                  | 中华人民共和国商业部                                                  | 中华人民共和国粮食部                                                | 中华人民共和国粮食部                                                | 中华人民共和国粮食部                                                | 中华人民共和国粮食部                                                | 中华人民共和国粮食部                                                | 中华人民共和国粮食部                                                | 中华人民共和国商业部                                          | 中华人民共和国商业部                                          | 中华人民共和国商业部                                          | 中华人民共和国商业部                                          | 中华人民共和国商业部                                          | 中华人民共和国商业部                                          | 中华人民共和国商业部                                          | 中华人民共和国商业部                                          | 中华人民共和国商业部                                          | 中华人民共和国商业部                                          | 中华人民共和国商业部                                          | 中华人民共和国商业部                                          | 中华人民共和国商业部                                          | 中华人民共和国商业部                                          | 中华人民共和国商业部                                          | 中华人民共和国商业部                                          | 中华人民共和国商业部                                          | 中华人民共和国商业部                                          | 中华人民共和国商业部                                          | 中华人民共和国商业部                                          | 中华人民共和国商业部                                          | 中华人民共和国商业部                                          | 中华人民共和国国内贸易部 国家物资储备局 国家粮食储备局(1991年成立) | 中华人民共和国国内贸易部 国家物资储备局 国家粮食储备局(1991年成立) | 中华人民共和国国内贸易部 国家物资储备局 国家粮食储备局(1991年成立) | 中华人民共和国国内贸易部 国家物资储备局 国家粮食储备局(1991年成立) | 中华人民共和国国内贸易部 国家物资储备局 国家粮食储备局(1991年成立) | 中华人民共和国国内贸易部 国家物资储备局 国家粮食储备局(1991年成立) | 中华人民共和国国内贸易部 国家物资储备局 国家粮食储备局(1991年成立) | 中华人民共和国国内贸易部 国家物资储备局 国家粮食储备局(1991年成立) | 中华人民共和国国内贸易部 国家物资储备局 国家粮食储备局(1991年成立) | 中华人民共和国国内贸易部 国家物资储备局 国家粮食储备局(1991年成立) | 发计委管 国家粮食储备局                                    | 发计委管 国家粮食储备局                                    | 发计委管 国家粮食局                                        | 发计委管 国家粮食局                                        | 发计委管 国家粮食局                                        | 发计委管 国家粮食局                                        | 发计委管 国家粮食局                                        | 发计委管 国家粮食局                                        | 发计委管 国家粮食局                                        | 发计委管 国家粮食局                                        | 发改委管 国家粮食局                                      | 发改委管 国家粮食局                                      | 发改委管 国家粮食局                                      | 发改委管 国家粮食局                                      | 发改委管 国家粮食局                                      | 发改委管 国家粮食局                                      | 发改委管 国家粮食局                                      | 发改委管 国家粮食局                                      | 发改委管 国家粮食局                                      | 发改委管 国家粮食局                                      | 发改委管 国家粮食局                                                                      | 发改委管 国家粮食局                                                                      | 发改委管 国家粮食局                                                                      | 发改委管 国家粮食局                                                                      | 发改委管 国家粮食局                                            | 发改委管 国家粮食局                                            | 发改委管 国家粮食局                                            | 发改委管 国家粮食局                                            | 发改委管 国家粮食局                                            | 发改委管 国家粮食局                                            | 发改委管 国家粮食局                                            | 发改委管 国家粮食局                                            | 发改委管 国家粮食局                                            | 发改委管 国家粮食局                                            | 发改委管 国家粮食局                                            | 发改委管 国家粮食局                                            | 发改委管 国家粮食局                                            | 发改委管 国家粮食局                                            | 发改委管 国家粮食局                                            | 发改委管 国家粮食局                                            | 发改委管 国家粮食和物资储备局                      | 发改委管 国家粮食和物资储备局                      | 发改委管 国家粮食和物资储备局                      | 发改委管 国家粮食和物资储备局                      | 发改委管 国家粮食和物资储备局                      | 发改委管 国家粮食和物资储备局                      | 发改委管 国家粮食和物资储备局                      | 发改委管 国家粮食和物资储备局                      | 发改委管 国家粮食和物资储备局                      | 发改委管 国家粮食和物资储备局                      |
| 中央人民政府贸易部                    | 中央人民政府贸易部                    | 中央人民政府贸易部                    | 中央人民政府贸易部                    | 中央人民政府贸易部                    | 中央人民政府贸易部                    | 中央人民政府商业部                     | 中央人民政府商业部                     | 中央人民政府商业部                     | 中央人民政府商业部                     | 中华人民共和国商业部                     | 中华人民共和国商业部                     | 中华人民共和国商业部                     | 中华人民共和国商业部                     | 中华人民共和国商业部                     | 中华人民共和国商业部                     | 中华人民共和国商业部                     | 中华人民共和国商业部                     | 中华人民共和国商业部                     | 中华人民共和国商业部                     | 中华人民共和国商业部                      | 中华人民共和国商业部                      | 中华人民共和国商业部                      | 中华人民共和国商业部                      | 中华人民共和国商业部                      | 中华人民共和国商业部                      | 中华人民共和国商业部                      | 中华人民共和国商业部                      | 中华人民共和国商业部                      | 中华人民共和国商业部                      | 中华人民共和国商业部                      | 中华人民共和国商业部                      | 中华人民共和国商业部                      | 中华人民共和国商业部                      | 中华人民共和国商业部                      | 中华人民共和国商业部                      | 中华人民共和国商业部                      | 中华人民共和国商业部                      | 中华人民共和国商业部                         | 中华人民共和国商业部                         | 中华人民共和国商业部                         | 中华人民共和国商业部                         | 中华人民共和国商业部                                                  | 中华人民共和国商业部                                                  | 中华人民共和国商业部                                                  | 中华人民共和国商业部                                                  | 中华人民共和国商业部                                                  | 中华人民共和国商业部                                                  | 中华人民共和国商业部                                                  | 中华人民共和国商业部                                                  | 中华人民共和国商业部                                                  | 中华人民共和国商业部                                                  | 中华人民共和国商业部                                                  | 中华人民共和国商业部                                                  | 中华人民共和国商业部                                                  | 中华人民共和国商业部                                                  | 中华人民共和国商业部                                                  | 中华人民共和国商业部                                                  | 中华人民共和国商业部                                                  | 中华人民共和国商业部                                                  | 中华人民共和国商业部                                                | 中华人民共和国商业部                                                | 中华人民共和国商业部                                                | 中华人民共和国商业部                                                | 中华人民共和国商业部                                                | 中华人民共和国商业部                                                | 中华人民共和国商业部                                          | 中华人民共和国商业部                                          | 中华人民共和国商业部                                          | 中华人民共和国商业部                                          | 中华人民共和国商业部                                          | 中华人民共和国商业部                                          | 中华人民共和国商业部                                          | 中华人民共和国商业部                                          | 中华人民共和国商业部                                          | 中华人民共和国商业部                                          | 中华人民共和国商业部                                          | 中华人民共和国商业部                                          | 中华人民共和国商业部                                          | 中华人民共和国商业部                                          | 中华人民共和国商业部                                          | 中华人民共和国商业部                                          | 中华人民共和国商业部                                          | 中华人民共和国商业部                                          | 中华人民共和国商业部                                          | 中华人民共和国商业部                                          | 中华人民共和国商业部                                          | 中华人民共和国商业部                                          | 中华人民共和国国内贸易部 国家物资储备局 国家粮食储备局(1991年成立) | 中华人民共和国国内贸易部 国家物资储备局 国家粮食储备局(1991年成立) | 中华人民共和国国内贸易部 国家物资储备局 国家粮食储备局(1991年成立) | 中华人民共和国国内贸易部 国家物资储备局 国家粮食储备局(1991年成立) | 中华人民共和国国内贸易部 国家物资储备局 国家粮食储备局(1991年成立) | 中华人民共和国国内贸易部 国家物资储备局 国家粮食储备局(1991年成立) | 中华人民共和国国内贸易部 国家物资储备局 国家粮食储备局(1991年成立) | 中华人民共和国国内贸易部 国家物资储备局 国家粮食储备局(1991年成立) | 中华人民共和国国内贸易部 国家物资储备局 国家粮食储备局(1991年成立) | 中华人民共和国国内贸易部 国家物资储备局 国家粮食储备局(1991年成立) | 经贸委管 国家国内贸易局                                    | 经贸委管 国家国内贸易局                                    | 经贸委管 国家国内贸易局                                    | 经贸委管 国家国内贸易局                                    | 经贸委管 国家国内贸易局                                    | 经贸委管 国家国内贸易局                                    | →国家经贸委→                                               | →国家经贸委→                                               | →国家经贸委→                                               | →国家经贸委→                                               | 中华人民共和国商务部                                     | 中华人民共和国商务部                                     | 中华人民共和国商务部                                     | 中华人民共和国商务部                                     | 中华人民共和国商务部                                     | 中华人民共和国商务部                                     | 中华人民共和国商务部                                     | 中华人民共和国商务部                                     | 中华人民共和国商务部                                     | 中华人民共和国商务部                                     | 中华人民共和国商务部                                                                     | 中华人民共和国商务部                                                                     | 中华人民共和国商务部                                                                     | 中华人民共和国商务部                                                                     |                                                                |                                                                |                                                                |                                                                |                                                                |                                                                |                                                                |                                                                |                                                                |                                                                |                                                                |                                                                |                                                                |                                                                |                                                                |                                                                |                                                    |                                                    |                                                    |                                                    |                                                    |                                                    |                                                    |                                                    |                                                    |                                                    |
| 中央人民政府贸易部                    | 中央人民政府贸易部                    | 中央人民政府贸易部                    | 中央人民政府贸易部                    | 中央人民政府贸易部                    | 中央人民政府贸易部                    | 中央人民政府对外贸易部                 | 中央人民政府对外贸易部                 | 中央人民政府对外贸易部                 | 中央人民政府对外贸易部                 | 中华人民共和国对外贸易部                 | 中华人民共和国对外贸易部                 | 中华人民共和国对外贸易部                 | 中华人民共和国对外贸易部                 | 中华人民共和国对外贸易部                 | 中华人民共和国对外贸易部                 | 中华人民共和国对外贸易部                 | 中华人民共和国对外贸易部                 | 中华人民共和国对外贸易部                 | 中华人民共和国对外贸易部                 | 中华人民共和国对外贸易部                  | 中华人民共和国对外贸易部                  | 中华人民共和国对外贸易部                  | 中华人民共和国对外贸易部                  | 中华人民共和国对外贸易部                  | 中华人民共和国对外贸易部                  | 中华人民共和国对外贸易部                  | 中华人民共和国对外贸易部                  | 中华人民共和国对外贸易部                  | 中华人民共和国对外贸易部                  | 中华人民共和国对外贸易部                  | 中华人民共和国对外贸易部                  | 中华人民共和国对外贸易部                  | 中华人民共和国对外贸易部                  | 中华人民共和国对外贸易部                  | 中华人民共和国对外贸易部                  | 中华人民共和国对外贸易部                  | 中华人民共和国对外贸易部                  | 中华人民共和国对外贸易部                     | 中华人民共和国对外贸易部                     | 中华人民共和国对外贸易部                     | 中华人民共和国对外贸易部                     | 中华人民共和国对外贸易部                                              | 中华人民共和国对外贸易部                                              | 中华人民共和国对外贸易部                                              | 中华人民共和国对外贸易部                                              | 中华人民共和国对外贸易部                                              | 中华人民共和国对外贸易部                                              | 中华人民共和国对外贸易部                                              | 中华人民共和国对外贸易部                                              | 中华人民共和国对外贸易部                                              | 中华人民共和国对外贸易部                                              | 中华人民共和国对外贸易部                                              | 中华人民共和国对外贸易部                                              | 中华人民共和国对外贸易部                                              | 中华人民共和国对外贸易部                                              | 中华人民共和国对外贸易部                                              | 中华人民共和国对外贸易部                                              | 中华人民共和国对外贸易部                                              | 中华人民共和国对外贸易部                                              | 中华人民共和国对外贸易部                                            | 中华人民共和国对外贸易部                                            | 中华人民共和国对外贸易部                                            | 中华人民共和国对外贸易部                                            | 中华人民共和国对外贸易部                                            | 中华人民共和国对外贸易部                                            | 中华人民共和国对外经济贸易部                                  | 中华人民共和国对外经济贸易部                                  | 中华人民共和国对外经济贸易部                                  | 中华人民共和国对外经济贸易部                                  | 中华人民共和国对外经济贸易部                                  | 中华人民共和国对外经济贸易部                                  | 中华人民共和国对外经济贸易部                                  | 中华人民共和国对外经济贸易部                                  | 中华人民共和国对外经济贸易部                                  | 中华人民共和国对外经济贸易部                                  | 中华人民共和国对外经济贸易部                                  | 中华人民共和国对外经济贸易部                                  | 中华人民共和国对外经济贸易部                                  | 中华人民共和国对外经济贸易部                                  | 中华人民共和国对外经济贸易部                                  | 中华人民共和国对外经济贸易部                                  | 中华人民共和国对外经济贸易部                                  | 中华人民共和国对外经济贸易部                                  | 中华人民共和国对外经济贸易部                                  | 中华人民共和国对外经济贸易部                                  | 中华人民共和国对外经济贸易部                                  | 中华人民共和国对外经济贸易部                                  | 中华人民共和国对外贸易经济合作部                                   | 中华人民共和国对外贸易经济合作部                                   | 中华人民共和国对外贸易经济合作部                                   | 中华人民共和国对外贸易经济合作部                                   | 中华人民共和国对外贸易经济合作部                                   | 中华人民共和国对外贸易经济合作部                                   | 中华人民共和国对外贸易经济合作部                                   | 中华人民共和国对外贸易经济合作部                                   | 中华人民共和国对外贸易经济合作部                                   | 中华人民共和国对外贸易经济合作部                                   | 中华人民共和国对外贸易经济合作部                           | 中华人民共和国对外贸易经济合作部                           | 中华人民共和国对外贸易经济合作部                           | 中华人民共和国对外贸易经济合作部                           | 中华人民共和国对外贸易经济合作部                           | 中华人民共和国对外贸易经济合作部                           | 中华人民共和国对外贸易经济合作部                           | 中华人民共和国对外贸易经济合作部                           | 中华人民共和国对外贸易经济合作部                           | 中华人民共和国对外贸易经济合作部                           | 中华人民共和国商务部                                     | 中华人民共和国商务部                                     | 中华人民共和国商务部                                     | 中华人民共和国商务部                                     | 中华人民共和国商务部                                     | 中华人民共和国商务部                                     | 中华人民共和国商务部                                     | 中华人民共和国商务部                                     | 中华人民共和国商务部                                     | 中华人民共和国商务部                                     | 中华人民共和国商务部                                                                     | 中华人民共和国商务部                                                                     | 中华人民共和国商务部                                                                     | 中华人民共和国商务部                                                                     |                                                                |                                                                |                                                                |                                                                |                                                                |                                                                |                                                                |                                                                |                                                                |                                                                |                                                                |                                                                |                                                                |                                                                |                                                                |                                                                |                                                    |                                                    |                                                    |                                                    |                                                    |                                                    |                                                    |                                                    |                                                    |                                                    |
|                                       |                                       |                                       |                                       |                                       |                                       |                                        |                                        |                                        |                                        |                                          |                                          |                                          |                                          |                                          |                                          |                                          |                                          |                                          |                                          |                                           |                                           |                                           |                                           | 对外经济联络总局                          | 对外经济联络总局                          | 对外经济联络总局                          | 对外经济联络总局                          | 对外经济联络总局                          | 对外经济联络总局                          | 中华人民共和国对外经济联络委员会          | 中华人民共和国对外经济联络委员会          | 中华人民共和国对外经济联络委员会          | 中华人民共和国对外经济联络委员会          | 中华人民共和国对外经济联络委员会          | 中华人民共和国对外经济联络委员会          | 中华人民共和国对外经济联络委员会          | 中华人民共和国对外经济联络委员会          | 中华人民共和国对外经济联络委员会             | 中华人民共和国对外经济联络委员会             | 中华人民共和国对外经济联络委员会             | 中华人民共和国对外经济联络委员会             | 中华人民共和国外经济联络部                                            | 中华人民共和国外经济联络部                                            | 中华人民共和国外经济联络部                                            | 中华人民共和国外经济联络部                                            | 中华人民共和国外经济联络部                                            | 中华人民共和国外经济联络部                                            | 中华人民共和国外经济联络部                                            | 中华人民共和国外经济联络部                                            | 中华人民共和国外经济联络部                                            | 中华人民共和国外经济联络部                                            | 中华人民共和国外经济联络部                                            | 中华人民共和国外经济联络部                                            | 中华人民共和国外经济联络部                                            | 中华人民共和国外经济联络部                                            | 中华人民共和国外经济联络部                                            | 中华人民共和国外经济联络部                                            | 中华人民共和国外经济联络部                                            | 中华人民共和国外经济联络部                                            | 中华人民共和国外经济联络部                                          | 中华人民共和国外经济联络部                                          | 中华人民共和国外经济联络部                                          | 中华人民共和国外经济联络部                                          | 中华人民共和国外经济联络部                                          | 中华人民共和国外经济联络部                                          | 中华人民共和国对外经济贸易部                                  | 中华人民共和国对外经济贸易部                                  | 中华人民共和国对外经济贸易部                                  | 中华人民共和国对外经济贸易部                                  | 中华人民共和国对外经济贸易部                                  | 中华人民共和国对外经济贸易部                                  | 中华人民共和国对外经济贸易部                                  | 中华人民共和国对外经济贸易部                                  | 中华人民共和国对外经济贸易部                                  | 中华人民共和国对外经济贸易部                                  | 中华人民共和国对外经济贸易部                                  | 中华人民共和国对外经济贸易部                                  | 中华人民共和国对外经济贸易部                                  | 中华人民共和国对外经济贸易部                                  | 中华人民共和国对外经济贸易部                                  | 中华人民共和国对外经济贸易部                                  | 中华人民共和国对外经济贸易部                                  | 中华人民共和国对外经济贸易部                                  | 中华人民共和国对外经济贸易部                                  | 中华人民共和国对外经济贸易部                                  | 中华人民共和国对外经济贸易部                                  | 中华人民共和国对外经济贸易部                                  | 中华人民共和国对外贸易经济合作部                                   | 中华人民共和国对外贸易经济合作部                                   | 中华人民共和国对外贸易经济合作部                                   | 中华人民共和国对外贸易经济合作部                                   | 中华人民共和国对外贸易经济合作部                                   | 中华人民共和国对外贸易经济合作部                                   | 中华人民共和国对外贸易经济合作部                                   | 中华人民共和国对外贸易经济合作部                                   | 中华人民共和国对外贸易经济合作部                                   | 中华人民共和国对外贸易经济合作部                                   | 中华人民共和国对外贸易经济合作部                           | 中华人民共和国对外贸易经济合作部                           | 中华人民共和国对外贸易经济合作部                           | 中华人民共和国对外贸易经济合作部                           | 中华人民共和国对外贸易经济合作部                           | 中华人民共和国对外贸易经济合作部                           | 中华人民共和国对外贸易经济合作部                           | 中华人民共和国对外贸易经济合作部                           | 中华人民共和国对外贸易经济合作部                           | 中华人民共和国对外贸易经济合作部                           | 中华人民共和国商务部                                     | 中华人民共和国商务部                                     | 中华人民共和国商务部                                     | 中华人民共和国商务部                                     | 中华人民共和国商务部                                     | 中华人民共和国商务部                                     | 中华人民共和国商务部                                     | 中华人民共和国商务部                                     | 中华人民共和国商务部                                     | 中华人民共和国商务部                                     | 中华人民共和国商务部                                                                     | 中华人民共和国商务部                                                                     | 中华人民共和国商务部                                                                     | 中华人民共和国商务部                                                                     |                                                                |                                                                |                                                                |                                                                |                                                                |                                                                |                                                                |                                                                |                                                                |                                                                |                                                                |                                                                |                                                                |                                                                |                                                                |                                                                |                                                    |                                                    |                                                    |                                                    |                                                    |                                                    |                                                    |                                                    |                                                    |                                                    |
| 中央人民政府文化部                    | 中央人民政府文化部                    | 中央人民政府文化部                    | 中央人民政府文化部                    | 中央人民政府文化部                    | 中央人民政府文化部                    | 中央人民政府文化部                     | 中央人民政府文化部                     | 中央人民政府文化部                     | 中央人民政府文化部                     | 中华人民共和国文化部                     | 中华人民共和国文化部                     | 中华人民共和国文化部                     | 中华人民共和国文化部                     | 中华人民共和国文化部                     | 中华人民共和国文化部                     | 中华人民共和国文化部                     | 中华人民共和国文化部                     | 中华人民共和国文化部                     | 中华人民共和国文化部                     | 中华人民共和国文化部                      | 中华人民共和国文化部                      | 中华人民共和国文化部                      | 中华人民共和国文化部                      | 中华人民共和国文化部                      | 中华人民共和国文化部                      | 中华人民共和国文化部                      | 中华人民共和国文化部                      | 中华人民共和国文化部                      | 中华人民共和国文化部                      | 中华人民共和国文化部                      | 中华人民共和国文化部                      | 中华人民共和国文化部                      | 中华人民共和国文化部                      | 中华人民共和国文化部                      | 中华人民共和国文化部                      | 中华人民共和国文化部                      | 中华人民共和国文化部                      | 中华人民共和国文化部                         | 中华人民共和国文化部                         | 中华人民共和国文化部                         | 中华人民共和国文化部                         | 中华人民共和国文化部                                                  | 中华人民共和国文化部                                                  | 中华人民共和国文化部                                                  | 中华人民共和国文化部                                                  | 中华人民共和国文化部                                                  | 中华人民共和国文化部                                                  | 中华人民共和国文化部                                                  | 中华人民共和国文化部                                                  | 中华人民共和国文化部                                                  | 中华人民共和国文化部                                                  | 中华人民共和国文化部                                                  | 中华人民共和国文化部                                                  | 中华人民共和国文化部                                                  | 中华人民共和国文化部                                                  | 中华人民共和国文化部                                                  | 中华人民共和国文化部                                                  | 中华人民共和国文化部                                                  | 中华人民共和国文化部                                                  | 中华人民共和国文化部                                                | 中华人民共和国文化部                                                | 中华人民共和国文化部                                                | 中华人民共和国文化部                                                | 中华人民共和国文化部                                                | 中华人民共和国文化部                                                | 中华人民共和国文化部                                          | 中华人民共和国文化部                                          | 中华人民共和国文化部                                          | 中华人民共和国文化部                                          | 中华人民共和国文化部                                          | 中华人民共和国文化部                                          | 中华人民共和国文化部                                          | 中华人民共和国文化部                                          | 中华人民共和国文化部                                          | 中华人民共和国文化部                                          | 中华人民共和国文化部                                          | 中华人民共和国文化部                                          | 中华人民共和国文化部                                          | 中华人民共和国文化部                                          | 中华人民共和国文化部                                          | 中华人民共和国文化部                                          | 中华人民共和国文化部                                          | 中华人民共和国文化部                                          | 中华人民共和国文化部                                          | 中华人民共和国文化部                                          | 中华人民共和国文化部                                          | 中华人民共和国文化部                                          | 中华人民共和国文化部                                               | 中华人民共和国文化部                                               | 中华人民共和国文化部                                               | 中华人民共和国文化部                                               | 中华人民共和国文化部                                               | 中华人民共和国文化部                                               | 中华人民共和国文化部                                               | 中华人民共和国文化部                                               | 中华人民共和国文化部                                               | 中华人民共和国文化部                                               | 中华人民共和国文化部                                       | 中华人民共和国文化部                                       | 中华人民共和国文化部                                       | 中华人民共和国文化部                                       | 中华人民共和国文化部                                       | 中华人民共和国文化部                                       | 中华人民共和国文化部                                       | 中华人民共和国文化部                                       | 中华人民共和国文化部                                       | 中华人民共和国文化部                                       | 中华人民共和国文化部                                     | 中华人民共和国文化部                                     | 中华人民共和国文化部                                     | 中华人民共和国文化部                                     | 中华人民共和国文化部                                     | 中华人民共和国文化部                                     | 中华人民共和国文化部                                     | 中华人民共和国文化部                                     | 中华人民共和国文化部                                     | 中华人民共和国文化部                                     | 中华人民共和国文化部                                                                     | 中华人民共和国文化部                                                                     | 中华人民共和国文化部                                                                     | 中华人民共和国文化部                                                                     | 中华人民共和国文化部                                           | 中华人民共和国文化部                                           | 中华人民共和国文化部                                           | 中华人民共和国文化部                                           | 中华人民共和国文化部                                           | 中华人民共和国文化部                                           | 中华人民共和国文化部                                           | 中华人民共和国文化部                                           | 中华人民共和国文化部                                           | 中华人民共和国文化部                                           | 中华人民共和国文化部                                           | 中华人民共和国文化部                                           | 中华人民共和国文化部                                           | 中华人民共和国文化部                                           | 中华人民共和国文化部                                           | 中华人民共和国文化部                                           | 中华人民共和国文化和旅游部                         | 中华人民共和国文化和旅游部                         | 中华人民共和国文化和旅游部                         | 中华人民共和国文化和旅游部                         | 中华人民共和国文化和旅游部                         | 中华人民共和国文化和旅游部                         | 中华人民共和国文化和旅游部                         | 中华人民共和国文化和旅游部                         | 中华人民共和国文化和旅游部                         | 中华人民共和国文化和旅游部                         |
|                                       |                                       |                                       |                                       |                                       |                                       |                                        |                                        |                                        |                                        |                                          |                                          |                                          |                                          |                                          |                                          |                                          |                                          |                                          |                                          |                                           |                                           |                                           |                                           |                                           |                                           |                                           |                                           |                                           |                                           | 中国旅行游览事业管理局                    | 中国旅行游览事业管理局                    | 中国旅行游览事业管理局                    | 中国旅行游览事业管理局                    | 中国旅行游览事业管理局                    | 中国旅行游览事业管理局                    | 中国旅行游览事业管理局                    | 中国旅行游览事业管理局                    | 中国旅行游览事业管理局                       | 中国旅行游览事业管理局                       | 中国旅行游览事业管理局                       | 中国旅行游览事业管理局                       | 中国旅行游览事业管理局                                                | 中国旅行游览事业管理局                                                | 中国旅行游览事业管理局                                                | 中国旅行游览事业管理局                                                | 中国旅行游览事业管理局                                                | 中国旅行游览事业管理局                                                | 中国旅行游览事业管理局                                                | 中国旅行游览事业管理局                                                | 中国旅行游览事业管理局                                                | 中国旅行游览事业管理局                                                | 中国旅行游览事业管理局                                                | 中国旅行游览事业管理局                                                | 中国旅行游览事业管理局                                                | 中国旅行游览事业管理局                                                | 中国旅行游览事业管理局                                                | 中国旅行游览事业管理局                                                | 中国旅行游览事业管理总局                                              | 中国旅行游览事业管理总局                                              | 中国旅行游览事业管理总局                                            | 中国旅行游览事业管理总局                                            | 中国旅行游览事业管理总局                                            | 中国旅行游览事业管理总局                                            | 中国旅行游览事业管理总局                                            | 中国旅行游览事业管理总局                                            | 中华人民共和国国家旅游局                                      | 中华人民共和国国家旅游局                                      | 中华人民共和国国家旅游局                                      | 中华人民共和国国家旅游局                                      | 中华人民共和国国家旅游局                                      | 中华人民共和国国家旅游局                                      | 中华人民共和国国家旅游局                                      | 中华人民共和国国家旅游局                                      | 中华人民共和国国家旅游局                                      | 中华人民共和国国家旅游局                                      | 中华人民共和国国家旅游局                                      | 中华人民共和国国家旅游局                                      | 中华人民共和国国家旅游局                                      | 中华人民共和国国家旅游局                                      | 中华人民共和国国家旅游局                                      | 中华人民共和国国家旅游局                                      | 中华人民共和国国家旅游局                                      | 中华人民共和国国家旅游局                                      | 中华人民共和国国家旅游局                                      | 中华人民共和国国家旅游局                                      | 中华人民共和国国家旅游局                                      | 中华人民共和国国家旅游局                                      | 中华人民共和国国家旅游局                                           | 中华人民共和国国家旅游局                                           | 中华人民共和国国家旅游局                                           | 中华人民共和国国家旅游局                                           | 中华人民共和国国家旅游局                                           | 中华人民共和国国家旅游局                                           | 中华人民共和国国家旅游局                                           | 中华人民共和国国家旅游局                                           | 中华人民共和国国家旅游局                                           | 中华人民共和国国家旅游局                                           | 中华人民共和国国家旅游局                                   | 中华人民共和国国家旅游局                                   | 中华人民共和国国家旅游局                                   | 中华人民共和国国家旅游局                                   | 中华人民共和国国家旅游局                                   | 中华人民共和国国家旅游局                                   | 中华人民共和国国家旅游局                                   | 中华人民共和国国家旅游局                                   | 中华人民共和国国家旅游局                                   | 中华人民共和国国家旅游局                                   | 中华人民共和国国家旅游局                                 | 中华人民共和国国家旅游局                                 | 中华人民共和国国家旅游局                                 | 中华人民共和国国家旅游局                                 | 中华人民共和国国家旅游局                                 | 中华人民共和国国家旅游局                                 | 中华人民共和国国家旅游局                                 | 中华人民共和国国家旅游局                                 | 中华人民共和国国家旅游局                                 | 中华人民共和国国家旅游局                                 | 中华人民共和国国家旅游局                                                                 | 中华人民共和国国家旅游局                                                                 | 中华人民共和国国家旅游局                                                                 | 中华人民共和国国家旅游局                                                                 | 中华人民共和国国家旅游局                                       | 中华人民共和国国家旅游局                                       | 中华人民共和国国家旅游局                                       | 中华人民共和国国家旅游局                                       | 中华人民共和国国家旅游局                                       | 中华人民共和国国家旅游局                                       | 中华人民共和国国家旅游局                                       | 中华人民共和国国家旅游局                                       | 中华人民共和国国家旅游局                                       | 中华人民共和国国家旅游局                                       | 中华人民共和国国家旅游局                                       | 中华人民共和国国家旅游局                                       | 中华人民共和国国家旅游局                                       | 中华人民共和国国家旅游局                                       | 中华人民共和国国家旅游局                                       | 中华人民共和国国家旅游局                                       | 中华人民共和国文化和旅游部                         | 中华人民共和国文化和旅游部                         | 中华人民共和国文化和旅游部                         | 中华人民共和国文化和旅游部                         | 中华人民共和国文化和旅游部                         | 中华人民共和国文化和旅游部                         | 中华人民共和国文化和旅游部                         | 中华人民共和国文化和旅游部                         | 中华人民共和国文化和旅游部                         | 中华人民共和国文化和旅游部                         |
|                                       |                                       |                                       |                                       |                                       |                                       |                                        |                                        |                                        |                                        |                                          |                                          |                                          |                                          |                                          |                                          |                                          |                                          |                                          |                                          |                                           |                                           |                                           |                                           |                                           |                                           |                                           |                                           |                                           |                                           |                                           |                                           |                                           |                                           |                                           |                                           |                                           |                                           |                                              |                                              |                                              |                                              |                                                                       |                                                                       |                                                                       |                                                                       |                                                                       |                                                                       |                                                                       |                                                                       |                                                                       |                                                                       |                                                                       |                                                                       |                                                                       |                                                                       |                                                                       |                                                                       |                                                                       |                                                                       |                                                                     |                                                                     |                                                                     |                                                                     |                                                                     |                                                                     | 中华人民共和国广播电视部                                      | 中华人民共和国广播电视部                                      | 中华人民共和国广播电视部                                      | 中华人民共和国广播电视部                                      | 中华人民共和国广播电视部                                      | 中华人民共和国广播电视部                                      | 中华人民共和国广播电视部                                      | 中华人民共和国广播电视部                                      | 中华人民共和国广播电影电视部                                  | 中华人民共和国广播电影电视部                                  | 中华人民共和国广播电影电视部                                  | 中华人民共和国广播电影电视部                                  | 中华人民共和国广播电影电视部                                  | 中华人民共和国广播电影电视部                                  | 中华人民共和国广播电影电视部                                  | 中华人民共和国广播电影电视部                                  | 中华人民共和国广播电影电视部                                  | 中华人民共和国广播电影电视部                                  | 中华人民共和国广播电影电视部                                  | 中华人民共和国广播电影电视部                                  | 中华人民共和国广播电影电视部                                  | 中华人民共和国广播电影电视部                                  | 中华人民共和国广播电影电视部                                       | 中华人民共和国广播电影电视部                                       | 中华人民共和国广播电影电视部                                       | 中华人民共和国广播电影电视部                                       | 中华人民共和国广播电影电视部                                       | 中华人民共和国广播电影电视部                                       | 中华人民共和国广播电影电视部                                       | 中华人民共和国广播电影电视部                                       | 中华人民共和国广播电影电视部                                       | 中华人民共和国广播电影电视部                                       | 国家广播电影电视总局                                       | 国家广播电影电视总局                                       | 国家广播电影电视总局                                       | 国家广播电影电视总局                                       | 国家广播电影电视总局                                       | 国家广播电影电视总局                                       | 国家广播电影电视总局                                       | 国家广播电影电视总局                                       | 国家广播电影电视总局                                       | 国家广播电影电视总局                                       | 国家广播电影电视总局                                     | 国家广播电影电视总局                                     | 国家广播电影电视总局                                     | 国家广播电影电视总局                                     | 国家广播电影电视总局                                     | 国家广播电影电视总局                                     | 国家广播电影电视总局                                     | 国家广播电影电视总局                                     | 国家广播电影电视总局                                     | 国家广播电影电视总局                                     | 国家广播电影电视总局                                                                     | 国家广播电影电视总局                                                                     | 国家广播电影电视总局                                                                     | 国家广播电影电视总局                                                                     |                                                                |                                                                |                                                                |                                                                |                                                                |                                                                |                                                                |                                                                |                                                                |                                                                |                                                                |                                                                |                                                                |                                                                |                                                                |                                                                |                                                    |                                                    |                                                    |                                                    |                                                    |                                                    |                                                    |                                                    |                                                    |                                                    |
| 中央人民政府新闻总署                  | 中央人民政府新闻总署                  | 中央人民政府新闻总署                  | 中央人民政府新闻总署                  | 中央人民政府新闻总署                  | 中央人民政府新闻总署                  | →中共中央宣传部→                       | →中共中央宣传部→                       | →中共中央宣传部→                       | →中共中央宣传部→                       | →中共中央宣传部→                         | →中共中央宣传部→                         | →中共中央宣传部→                         | →中共中央宣传部→                         | →中共中央宣传部→                         | →中共中央宣传部→                         | →中共中央宣传部→                         | →中共中央宣传部→                         | →中共中央宣传部→                         | →中共中央宣传部→                         | →中共中央宣传部→                          | →中共中央宣传部→                          | →中共中央宣传部→                          | →中共中央宣传部→                          | →中共中央宣传部→                          | →中共中央宣传部→                          | →中共中央宣传部→                          | →中共中央宣传部→                          | →中共中央宣传部→                          | →中共中央宣传部→                          | →中共中央宣传部→                          | →中共中央宣传部→                          | →中共中央宣传部→                          | →中共中央宣传部→                          | →中共中央宣传部→                          | →中共中央宣传部→                          | →中共中央宣传部→                          | →中共中央宣传部→                          | →中共中央宣传部→                             | →中共中央宣传部→                             | →中共中央宣传部→                             | →中共中央宣传部→                             | →中共中央宣传部→                                                      | →中共中央宣传部→                                                      | →中共中央宣传部→                                                      | →中共中央宣传部→                                                      | →中共中央宣传部→                                                      | →中共中央宣传部→                                                      | →中共中央宣传部→                                                      | →中共中央宣传部→                                                      | →中共中央宣传部→                                                      | →中共中央宣传部→                                                      | →中共中央宣传部→                                                      | →中共中央宣传部→                                                      | →中共中央宣传部→                                                      | →中共中央宣传部→                                                      | →中共中央宣传部→                                                      | →中共中央宣传部→                                                      | →中共中央宣传部→                                                      | →中共中央宣传部→                                                      | →中共中央宣传部→                                                    | →中共中央宣传部→                                                    | →中共中央宣传部→                                                    | →中共中央宣传部→                                                    | →中共中央宣传部→                                                    | →中共中央宣传部→                                                    | →中共中央宣传部→                                              | →中共中央宣传部→                                              | →中共中央宣传部→                                              | →中共中央宣传部→                                              | →中共中央宣传部→                                              | →中共中央宣传部→                                              | 国家出版局 国家版权局                                         | 国家出版局 国家版权局                                         | 中华人民共和国新闻出版署 中华人民共和国国家版权局             | 中华人民共和国新闻出版署 中华人民共和国国家版权局             | 中华人民共和国新闻出版署 中华人民共和国国家版权局             | 中华人民共和国新闻出版署 中华人民共和国国家版权局             | 中华人民共和国新闻出版署 中华人民共和国国家版权局             | 中华人民共和国新闻出版署 中华人民共和国国家版权局             | 中华人民共和国新闻出版署 中华人民共和国国家版权局             | 中华人民共和国新闻出版署 中华人民共和国国家版权局             | 中华人民共和国新闻出版署 中华人民共和国国家版权局             | 中华人民共和国新闻出版署 中华人民共和国国家版权局             | 中华人民共和国新闻出版署 中华人民共和国国家版权局             | 中华人民共和国新闻出版署 中华人民共和国国家版权局             | 中华人民共和国新闻出版署 中华人民共和国国家版权局             | 中华人民共和国新闻出版署 中华人民共和国国家版权局             | 中华人民共和国新闻出版署 中华人民共和国国家版权局                  | 中华人民共和国新闻出版署 中华人民共和国国家版权局                  | 中华人民共和国新闻出版署 中华人民共和国国家版权局                  | 中华人民共和国新闻出版署 中华人民共和国国家版权局                  | 中华人民共和国新闻出版署 中华人民共和国国家版权局                  | 中华人民共和国新闻出版署 中华人民共和国国家版权局                  | 中华人民共和国新闻出版署 中华人民共和国国家版权局                  | 中华人民共和国新闻出版署 中华人民共和国国家版权局                  | 中华人民共和国新闻出版署 中华人民共和国国家版权局                  | 中华人民共和国新闻出版署 中华人民共和国国家版权局                  | 中华人民共和国新闻出版署 中华人民共和国国家版权局          | 中华人民共和国新闻出版署 中华人民共和国国家版权局          | 中华人民共和国新闻出版署 中华人民共和国国家版权局          | 中华人民共和国新闻出版署 中华人民共和国国家版权局          | 中华人民共和国新闻出版署 中华人民共和国国家版权局          | 中华人民共和国新闻出版署 中华人民共和国国家版权局          | 中华人民共和国新闻出版总署 中华人民共和国国家版权局        | 中华人民共和国新闻出版总署 中华人民共和国国家版权局        | 中华人民共和国新闻出版总署 中华人民共和国国家版权局        | 中华人民共和国新闻出版总署 中华人民共和国国家版权局        | 中华人民共和国新闻出版总署 中华人民共和国国家版权局      | 中华人民共和国新闻出版总署 中华人民共和国国家版权局      | 中华人民共和国新闻出版总署 中华人民共和国国家版权局      | 中华人民共和国新闻出版总署 中华人民共和国国家版权局      | 中华人民共和国新闻出版总署 中华人民共和国国家版权局      | 中华人民共和国新闻出版总署 中华人民共和国国家版权局      | 中华人民共和国新闻出版总署 中华人民共和国国家版权局      | 中华人民共和国新闻出版总署 中华人民共和国国家版权局      | 中华人民共和国新闻出版总署 中华人民共和国国家版权局      | 中华人民共和国新闻出版总署 中华人民共和国国家版权局      | 中华人民共和国新闻出版总署 中华人民共和国国家版权局                                      | 中华人民共和国新闻出版总署 中华人民共和国国家版权局                                      | 中华人民共和国新闻出版总署 中华人民共和国国家版权局                                      | 中华人民共和国新闻出版总署 中华人民共和国国家版权局                                      |                                                                |                                                                |                                                                |                                                                |                                                                |                                                                |                                                                |                                                                |                                                                |                                                                |                                                                |                                                                |                                                                |                                                                |                                                                |                                                                |                                                    |                                                    |                                                    |                                                    |                                                    |                                                    |                                                    |                                                    |                                                    |                                                    |
| 中央人民政府出版总署                  | 中央人民政府出版总署                  | 中央人民政府出版总署                  | 中央人民政府出版总署                  | 中央人民政府出版总署                  | 中央人民政府出版总署                  | 中央人民政府出版总署                   | 中央人民政府出版总署                   | 中央人民政府出版总署                   | 中央人民政府出版总署                   | 文化部出版事业管理局                     | 文化部出版事业管理局                     | 文化部出版事业管理局                     | 文化部出版事业管理局                     | 文化部出版事业管理局                     | 文化部出版事业管理局                     | 文化部出版事业管理局                     | 文化部出版事业管理局                     | 文化部出版事业管理局                     | 文化部出版事业管理局                     | 文化部出版事业管理局                      | 文化部出版事业管理局                      | 文化部出版事业管理局                      | 文化部出版事业管理局                      | 文化部出版事业管理局                      | 文化部出版事业管理局                      | 文化部出版事业管理局                      | 文化部出版事业管理局                      | 文化部出版事业管理局                      | 文化部出版事业管理局                      | 文化部出版事业管理局                      | 文化部出版事业管理局                      | 文化部出版事业管理局                      | 文化部出版事业管理局                      | 文化部出版事业管理局                      | 文化部出版事业管理局                      | 文化部出版事业管理局                      | 文化部出版事业管理局                      | 文化部出版事业管理局                         | 文化部出版事业管理局                         | 国务院出版口                                 | 国务院出版口                                 | 国务院出版口                                                          | 国务院出版口                                                          | 国务院出版口                                                          | 国务院出版口                                                          | 国务院出版口                                                          | 国务院出版口                                                          | 国家出版事业管理局                                                    | 国家出版事业管理局                                                    | 国家出版事业管理局                                                    | 国家出版事业管理局                                                    | 国家出版事业管理局                                                    | 国家出版事业管理局                                                    | 国家出版事业管理局                                                    | 国家出版事业管理局                                                    | 国家出版事业管理局                                                    | 国家出版事业管理局                                                    | 国家出版事业管理局                                                    | 国家出版事业管理局                                                    | 国家出版事业管理局                                                  | 国家出版事业管理局                                                  | 国家出版事业管理局                                                  | 国家出版事业管理局                                                  | 国家出版事业管理局                                                  | 国家出版事业管理局                                                  | 文化部出版局                                                  | 文化部出版局                                                  | 文化部出版局                                                  | 文化部出版局                                                  | 文化部出版局                                                  | 文化部出版局                                                  | 国家出版局 国家版权局                                         | 国家出版局 国家版权局                                         | 中华人民共和国新闻出版署 中华人民共和国国家版权局             | 中华人民共和国新闻出版署 中华人民共和国国家版权局             | 中华人民共和国新闻出版署 中华人民共和国国家版权局             | 中华人民共和国新闻出版署 中华人民共和国国家版权局             | 中华人民共和国新闻出版署 中华人民共和国国家版权局             | 中华人民共和国新闻出版署 中华人民共和国国家版权局             | 中华人民共和国新闻出版署 中华人民共和国国家版权局             | 中华人民共和国新闻出版署 中华人民共和国国家版权局             | 中华人民共和国新闻出版署 中华人民共和国国家版权局             | 中华人民共和国新闻出版署 中华人民共和国国家版权局             | 中华人民共和国新闻出版署 中华人民共和国国家版权局             | 中华人民共和国新闻出版署 中华人民共和国国家版权局             | 中华人民共和国新闻出版署 中华人民共和国国家版权局             | 中华人民共和国新闻出版署 中华人民共和国国家版权局             | 中华人民共和国新闻出版署 中华人民共和国国家版权局                  | 中华人民共和国新闻出版署 中华人民共和国国家版权局                  | 中华人民共和国新闻出版署 中华人民共和国国家版权局                  | 中华人民共和国新闻出版署 中华人民共和国国家版权局                  | 中华人民共和国新闻出版署 中华人民共和国国家版权局                  | 中华人民共和国新闻出版署 中华人民共和国国家版权局                  | 中华人民共和国新闻出版署 中华人民共和国国家版权局                  | 中华人民共和国新闻出版署 中华人民共和国国家版权局                  | 中华人民共和国新闻出版署 中华人民共和国国家版权局                  | 中华人民共和国新闻出版署 中华人民共和国国家版权局                  | 中华人民共和国新闻出版署 中华人民共和国国家版权局          | 中华人民共和国新闻出版署 中华人民共和国国家版权局          | 中华人民共和国新闻出版署 中华人民共和国国家版权局          | 中华人民共和国新闻出版署 中华人民共和国国家版权局          | 中华人民共和国新闻出版署 中华人民共和国国家版权局          | 中华人民共和国新闻出版署 中华人民共和国国家版权局          | 中华人民共和国新闻出版总署 中华人民共和国国家版权局        | 中华人民共和国新闻出版总署 中华人民共和国国家版权局        | 中华人民共和国新闻出版总署 中华人民共和国国家版权局        | 中华人民共和国新闻出版总署 中华人民共和国国家版权局        | 中华人民共和国新闻出版总署 中华人民共和国国家版权局      | 中华人民共和国新闻出版总署 中华人民共和国国家版权局      | 中华人民共和国新闻出版总署 中华人民共和国国家版权局      | 中华人民共和国新闻出版总署 中华人民共和国国家版权局      | 中华人民共和国新闻出版总署 中华人民共和国国家版权局      | 中华人民共和国新闻出版总署 中华人民共和国国家版权局      | 中华人民共和国新闻出版总署 中华人民共和国国家版权局      | 中华人民共和国新闻出版总署 中华人民共和国国家版权局      | 中华人民共和国新闻出版总署 中华人民共和国国家版权局      | 中华人民共和国新闻出版总署 中华人民共和国国家版权局      | 中华人民共和国新闻出版总署 中华人民共和国国家版权局                                      | 中华人民共和国新闻出版总署 中华人民共和国国家版权局                                      | 中华人民共和国新闻出版总署 中华人民共和国国家版权局                                      | 中华人民共和国新闻出版总署 中华人民共和国国家版权局                                      |                                                                |                                                                |                                                                |                                                                |                                                                |                                                                |                                                                |                                                                |                                                                |                                                                |                                                                |                                                                |                                                                |                                                                |                                                                |                                                                |                                                    |                                                    |                                                    |                                                    |                                                    |                                                    |                                                    |                                                    |                                                    |                                                    |
| 中央人民政府卫生部                    | 中央人民政府卫生部                    | 中央人民政府卫生部                    | 中央人民政府卫生部                    | 中央人民政府卫生部                    | 中央人民政府卫生部                    | 中央人民政府卫生部                     | 中央人民政府卫生部                     | 中央人民政府卫生部                     | 中央人民政府卫生部                     | 中华人民共和国卫生部                     | 中华人民共和国卫生部                     | 中华人民共和国卫生部                     | 中华人民共和国卫生部                     | 中华人民共和国卫生部                     | 中华人民共和国卫生部                     | 中华人民共和国卫生部                     | 中华人民共和国卫生部                     | 中华人民共和国卫生部                     | 中华人民共和国卫生部                     | 中华人民共和国卫生部                      | 中华人民共和国卫生部                      | 中华人民共和国卫生部                      | 中华人民共和国卫生部                      | 中华人民共和国卫生部                      | 中华人民共和国卫生部                      | 中华人民共和国卫生部                      | 中华人民共和国卫生部                      | 中华人民共和国卫生部                      | 中华人民共和国卫生部                      | 中华人民共和国卫生部                      | 中华人民共和国卫生部                      | 中华人民共和国卫生部                      | 中华人民共和国卫生部                      | 中华人民共和国卫生部                      | 中华人民共和国卫生部                      | 中华人民共和国卫生部                      | 中华人民共和国卫生部                      | 中华人民共和国卫生部                         | 中华人民共和国卫生部                         | 中华人民共和国卫生部                         | 中华人民共和国卫生部                         | 中华人民共和国卫生部                                                  | 中华人民共和国卫生部                                                  | 中华人民共和国卫生部                                                  | 中华人民共和国卫生部                                                  | 中华人民共和国卫生部                                                  | 中华人民共和国卫生部                                                  | 中华人民共和国卫生部                                                  | 中华人民共和国卫生部                                                  | 中华人民共和国卫生部                                                  | 中华人民共和国卫生部                                                  | 中华人民共和国卫生部                                                  | 中华人民共和国卫生部                                                  | 中华人民共和国卫生部                                                  | 中华人民共和国卫生部                                                  | 中华人民共和国卫生部                                                  | 中华人民共和国卫生部                                                  | 中华人民共和国卫生部                                                  | 中华人民共和国卫生部                                                  | 中华人民共和国卫生部                                                | 中华人民共和国卫生部                                                | 中华人民共和国卫生部                                                | 中华人民共和国卫生部                                                | 中华人民共和国卫生部                                                | 中华人民共和国卫生部                                                | 中华人民共和国卫生部                                          | 中华人民共和国卫生部                                          | 中华人民共和国卫生部                                          | 中华人民共和国卫生部                                          | 中华人民共和国卫生部                                          | 中华人民共和国卫生部                                          | 中华人民共和国卫生部                                          | 中华人民共和国卫生部                                          | 中华人民共和国卫生部                                          | 中华人民共和国卫生部                                          | 中华人民共和国卫生部                                          | 中华人民共和国卫生部                                          | 中华人民共和国卫生部                                          | 中华人民共和国卫生部                                          | 中华人民共和国卫生部                                          | 中华人民共和国卫生部                                          | 中华人民共和国卫生部                                          | 中华人民共和国卫生部                                          | 中华人民共和国卫生部                                          | 中华人民共和国卫生部                                          | 中华人民共和国卫生部                                          | 中华人民共和国卫生部                                          | 中华人民共和国卫生部                                               | 中华人民共和国卫生部                                               | 中华人民共和国卫生部                                               | 中华人民共和国卫生部                                               | 中华人民共和国卫生部                                               | 中华人民共和国卫生部                                               | 中华人民共和国卫生部                                               | 中华人民共和国卫生部                                               | 中华人民共和国卫生部                                               | 中华人民共和国卫生部                                               | 中华人民共和国卫生部                                       | 中华人民共和国卫生部                                       | 中华人民共和国卫生部                                       | 中华人民共和国卫生部                                       | 中华人民共和国卫生部                                       | 中华人民共和国卫生部                                       | 中华人民共和国卫生部                                       | 中华人民共和国卫生部                                       | 中华人民共和国卫生部                                       | 中华人民共和国卫生部                                       | 中华人民共和国卫生部                                     | 中华人民共和国卫生部                                     | 中华人民共和国卫生部                                     | 中华人民共和国卫生部                                     | 中华人民共和国卫生部                                     | 中华人民共和国卫生部                                     | 中华人民共和国卫生部                                     | 中华人民共和国卫生部                                     | 中华人民共和国卫生部                                     | 中华人民共和国卫生部                                     | 中华人民共和国卫生部                                                                     | 中华人民共和国卫生部                                                                     | 中华人民共和国卫生部                                                                     | 中华人民共和国卫生部                                                                     | 中华人民共和国卫生部                                           | 中华人民共和国卫生部                                           | 中华人民共和国卫生部                                           | 中华人民共和国卫生部                                           | 中华人民共和国卫生部                                           | 中华人民共和国卫生部                                           | 中华人民共和国国家卫生和计划生育委员会                         | 中华人民共和国国家卫生和计划生育委员会                         | 中华人民共和国国家卫生和计划生育委员会                         | 中华人民共和国国家卫生和计划生育委员会                         | 中华人民共和国国家卫生和计划生育委员会                         | 中华人民共和国国家卫生和计划生育委员会                         | 中华人民共和国国家卫生和计划生育委员会                         | 中华人民共和国国家卫生和计划生育委员会                         | 中华人民共和国国家卫生和计划生育委员会                         | 中华人民共和国国家卫生和计划生育委员会                         | 中华人民共和国国家卫生健康委员会                   | 中华人民共和国国家卫生健康委员会                   | 中华人民共和国国家卫生健康委员会                   | 中华人民共和国国家卫生健康委员会                   | 中华人民共和国国家卫生健康委员会                   | 中华人民共和国国家卫生健康委员会                   | 中华人民共和国国家卫生健康委员会                   | 中华人民共和国国家卫生健康委员会                   | 中华人民共和国国家卫生健康委员会                   | 中华人民共和国国家卫生健康委员会                   |
|                                       |                                       |                                       |                                       |                                       |                                       |                                        |                                        |                                        |                                        |                                          |                                          |                                          |                                          |                                          |                                          |                                          |                                          |                                          |                                          |                                           |                                           |                                           |                                           |                                           |                                           |                                           |                                           |                                           |                                           | 国务院计划生育委员会                      | 国务院计划生育委员会                      | 国务院计划生育委员会                      | 国务院计划生育委员会                      | 国务院计划生育委员会                      | 国务院计划生育委员会                      | 国务院计划生育委员会                      | 国务院计划生育委员会                      | 卫生部承担工作                               | 卫生部承担工作                               | 卫生部承担工作                               | 卫生部承担工作                               | 卫生部承担工作                                                        | 卫生部承担工作                                                        | 卫生部承担工作                                                        | 卫生部承担工作                                                        | 卫生部承担工作                                                        | 卫生部承担工作                                                        | 国务院计划生育领导小组 （办公室设在卫生部）                           | 国务院计划生育领导小组 （办公室设在卫生部）                           | 国务院计划生育领导小组 （办公室设在卫生部）                           | 国务院计划生育领导小组 （办公室设在卫生部）                           | 国务院计划生育领导小组 （办公室设在卫生部）                           | 国务院计划生育领导小组 （办公室设在卫生部）                           | 国务院计划生育领导小组 （办公室设在卫生部）                           | 国务院计划生育领导小组 （办公室设在卫生部）                           | 国务院计划生育领导小组 （办公室设在卫生部）                           | 国务院计划生育领导小组 （办公室设在卫生部）                           | 国务院计划生育领导小组 （办公室设在卫生部）                           | 国务院计划生育领导小组 （办公室设在卫生部）                           | 国务院计划生育领导小组 （办公室设在卫生部）                         | 国务院计划生育领导小组 （办公室设在卫生部）                         | 国务院计划生育领导小组 （办公室设在卫生部）                         | 国务院计划生育领导小组 （办公室设在卫生部）                         | 中华人民共和国国家计划生育委员会                                    | 中华人民共和国国家计划生育委员会                                    | 中华人民共和国国家计划生育委员会                              | 中华人民共和国国家计划生育委员会                              | 中华人民共和国国家计划生育委员会                              | 中华人民共和国国家计划生育委员会                              | 中华人民共和国国家计划生育委员会                              | 中华人民共和国国家计划生育委员会                              | 中华人民共和国国家计划生育委员会                              | 中华人民共和国国家计划生育委员会                              | 中华人民共和国国家计划生育委员会                              | 中华人民共和国国家计划生育委员会                              | 中华人民共和国国家计划生育委员会                              | 中华人民共和国国家计划生育委员会                              | 中华人民共和国国家计划生育委员会                              | 中华人民共和国国家计划生育委员会                              | 中华人民共和国国家计划生育委员会                              | 中华人民共和国国家计划生育委员会                              | 中华人民共和国国家计划生育委员会                              | 中华人民共和国国家计划生育委员会                              | 中华人民共和国国家计划生育委员会                              | 中华人民共和国国家计划生育委员会                              | 中华人民共和国国家计划生育委员会                              | 中华人民共和国国家计划生育委员会                              | 中华人民共和国国家计划生育委员会                                   | 中华人民共和国国家计划生育委员会                                   | 中华人民共和国国家计划生育委员会                                   | 中华人民共和国国家计划生育委员会                                   | 中华人民共和国国家计划生育委员会                                   | 中华人民共和国国家计划生育委员会                                   | 中华人民共和国国家计划生育委员会                                   | 中华人民共和国国家计划生育委员会                                   | 中华人民共和国国家计划生育委员会                                   | 中华人民共和国国家计划生育委员会                                   | 中华人民共和国国家计划生育委员会                           | 中华人民共和国国家计划生育委员会                           | 中华人民共和国国家计划生育委员会                           | 中华人民共和国国家计划生育委员会                           | 中华人民共和国国家计划生育委员会                           | 中华人民共和国国家计划生育委员会                           | 中华人民共和国国家计划生育委员会                           | 中华人民共和国国家计划生育委员会                           | 中华人民共和国国家计划生育委员会                           | 中华人民共和国国家计划生育委员会                           | 中华人民共和国国家人口和计划生育委员会                   | 中华人民共和国国家人口和计划生育委员会                   | 中华人民共和国国家人口和计划生育委员会                   | 中华人民共和国国家人口和计划生育委员会                   | 中华人民共和国国家人口和计划生育委员会                   | 中华人民共和国国家人口和计划生育委员会                   | 中华人民共和国国家人口和计划生育委员会                   | 中华人民共和国国家人口和计划生育委员会                   | 中华人民共和国国家人口和计划生育委员会                   | 中华人民共和国国家人口和计划生育委员会                   | 中华人民共和国国家人口和计划生育委员会                                                   | 中华人民共和国国家人口和计划生育委员会                                                   | 中华人民共和国国家人口和计划生育委员会                                                   | 中华人民共和国国家人口和计划生育委员会                                                   | 中华人民共和国国家人口和计划生育委员会                         | 中华人民共和国国家人口和计划生育委员会                         | 中华人民共和国国家人口和计划生育委员会                         | 中华人民共和国国家人口和计划生育委员会                         | 中华人民共和国国家人口和计划生育委员会                         | 中华人民共和国国家人口和计划生育委员会                         | 中华人民共和国国家卫生和计划生育委员会                         | 中华人民共和国国家卫生和计划生育委员会                         | 中华人民共和国国家卫生和计划生育委员会                         | 中华人民共和国国家卫生和计划生育委员会                         | 中华人民共和国国家卫生和计划生育委员会                         | 中华人民共和国国家卫生和计划生育委员会                         | 中华人民共和国国家卫生和计划生育委员会                         | 中华人民共和国国家卫生和计划生育委员会                         | 中华人民共和国国家卫生和计划生育委员会                         | 中华人民共和国国家卫生和计划生育委员会                         | 中华人民共和国国家卫生健康委员会                   | 中华人民共和国国家卫生健康委员会                   | 中华人民共和国国家卫生健康委员会                   | 中华人民共和国国家卫生健康委员会                   | 中华人民共和国国家卫生健康委员会                   | 中华人民共和国国家卫生健康委员会                   | 中华人民共和国国家卫生健康委员会                   | 中华人民共和国国家卫生健康委员会                   | 中华人民共和国国家卫生健康委员会                   | 中华人民共和国国家卫生健康委员会                   |
|                                       |                                       |                                       |                                       |                                       |                                       |                                        |                                        |                                        |                                        |                                          |                                          |                                          |                                          |                                          |                                          |                                          |                                          |                                          |                                          |                                           |                                           |                                           |                                           |                                           |                                           |                                           |                                           |                                           |                                           |                                           |                                           |                                           |                                           |                                           |                                           |                                           |                                           |                                              |                                              |                                              |                                              |                                                                       |                                                                       |                                                                       |                                                                       |                                                                       |                                                                       |                                                                       |                                                                       |                                                                       |                                                                       |                                                                       |                                                                       |                                                                       |                                                                       |                                                                       |                                                                       |                                                                       |                                                                       |                                                                     |                                                                     |                                                                     |                                                                     |                                                                     |                                                                     |                                                               |                                                               |                                                               |                                                               |                                                               |                                                               |                                                               |                                                               |                                                               |                                                               |                                                               |                                                               |                                                               |                                                               |                                                               |                                                               |                                                               |                                                               |                                                               |                                                               |                                                               |                                                               |                                                                    |                                                                    |                                                                    |                                                                    |                                                                    |                                                                    |                                                                    |                                                                    |                                                                    |                                                                    |                                                            |                                                            |                                                            |                                                            |                                                            |                                                            |                                                            |                                                            |                                                            |                                                            |                                                          |                                                          |                                                          |                                                          |                                                          |                                                          |                                                          |                                                          |                                                          |                                                          |                                                                                          |                                                                                          |                                                                                          |                                                                                          |                                                                |                                                                |                                                                |                                                                |                                                                |                                                                |                                                                |                                                                |                                                                |                                                                |                                                                |                                                                |                                                                |                                                                |                                                                |                                                                | 中华人民共和国退役军人事务部                       |                                                    |                                                    |                                                    |                                                    |                                                    |                                                    |                                                    |                                                    |                                                    |
|                                       |                                       |                                       |                                       |                                       |                                       |                                        |                                        |                                        |                                        |                                          |                                          |                                          |                                          |                                          |                                          |                                          |                                          |                                          |                                          |                                           |                                           |                                           |                                           |                                           |                                           |                                           |                                           |                                           |                                           |                                           |                                           |                                           |                                           |                                           |                                           |                                           |                                           |                                              |                                              |                                              |                                              |                                                                       |                                                                       |                                                                       |                                                                       |                                                                       |                                                                       |                                                                       |                                                                       |                                                                       |                                                                       |                                                                       |                                                                       |                                                                       |                                                                       |                                                                       |                                                                       |                                                                       |                                                                       |                                                                     |                                                                     |                                                                     |                                                                     |                                                                     |                                                                     |                                                               |                                                               |                                                               |                                                               |                                                               |                                                               |                                                               |                                                               |                                                               |                                                               |                                                               |                                                               |                                                               |                                                               |                                                               |                                                               |                                                               |                                                               |                                                               |                                                               |                                                               |                                                               |                                                                    |                                                                    |                                                                    |                                                                    |                                                                    |                                                                    |                                                                    |                                                                    |                                                                    |                                                                    |                                                            |                                                            | 经贸委管 煤矿安监局                                        | 经贸委管 煤矿安监局                                        | 经贸委管 煤矿安监局                                        | 经贸委管 煤矿安监局                                        | 经贸委管 安监局                                            | 经贸委管 安监局                                            | 经贸委管 安监局                                            | 经贸委管 安监局                                            | 国家安全生产监督管理局                                   | 国家安全生产监督管理局                                   | 国家安全生产监督管理局                                   | 国家安全生产监督管理局                                   | 国家安全生产监督管理总局                                 | 国家安全生产监督管理总局                                 | 国家安全生产监督管理总局                                 | 国家安全生产监督管理总局                                 | 国家安全生产监督管理总局                                 | 国家安全生产监督管理总局                                 | 国家安全生产监督管理总局                                                                 | 国家安全生产监督管理总局                                                                 | 国家安全生产监督管理总局                                                                 | 国家安全生产监督管理总局                                                                 | 国家安全生产监督管理总局                                       | 国家安全生产监督管理总局                                       | 国家安全生产监督管理总局                                       | 国家安全生产监督管理总局                                       | 国家安全生产监督管理总局                                       | 国家安全生产监督管理总局                                       | 国家安全生产监督管理总局                                       | 国家安全生产监督管理总局                                       | 国家安全生产监督管理总局                                       | 国家安全生产监督管理总局                                       | 国家安全生产监督管理总局                                       | 国家安全生产监督管理总局                                       | 国家安全生产监督管理总局                                       | 国家安全生产监督管理总局                                       | 国家安全生产监督管理总局                                       | 国家安全生产监督管理总局                                       | 中华人民共和国应急管理部                           | 中华人民共和国应急管理部                           | 中华人民共和国应急管理部                           | 中华人民共和国应急管理部                           | 中华人民共和国应急管理部                           | 中华人民共和国应急管理部                           | 中华人民共和国应急管理部                           | 中华人民共和国应急管理部                           | 中华人民共和国应急管理部                           | 中华人民共和国应急管理部                           |
| 安监总局管 煤矿安监局                 | 安监总局管 煤矿安监局                 | 安监总局管 煤矿安监局                 | 安监总局管 煤矿安监局                 | 安监总局管 煤矿安监局                 | 安监总局管 煤矿安监局                 | 安监总局管 煤矿安监局                  | 安监总局管 煤矿安监局                  | 安监总局管 煤矿安监局                  | 安监总局管 煤矿安监局                  | 安监总局管 煤矿安监局                    | 安监总局管 煤矿安监局                    | 安监总局管 煤矿安监局                    | 安监总局管 煤矿安监局                    | 安监总局管 煤矿安监局                    | 安监总局管 煤矿安监局                    | 安监总局管 煤矿安监局                    | 安监总局管 煤矿安监局                    | 安监总局管 煤矿安监局                    | 安监总局管 煤矿安监局                    | 安监总局管 煤矿安监局                     | 安监总局管 煤矿安监局                     | 安监总局管 煤矿安监局                     | 安监总局管 煤矿安监局                     | 安监总局管 煤矿安监局                     | 安监总局管 煤矿安监局                     | 应急管理部管 煤矿安监局                   | 应急管理部管 煤矿安监局                   | 应急管理部管 煤矿安监局                   | 应急管理部管 煤矿安监局                   | 应急管理部管 煤矿安监局                   | 应急管理部管 煤矿安监局                   | 应急管理部管 煤矿安监局                   | 应急管理部管 煤矿安监局                   | 应急管理部管 煤矿安监局                   | 应急管理部管 煤矿安监局                   |                                           |                                           |                                              |                                              |                                              |                                              |                                                                       |                                                                       |                                                                       |                                                                       |                                                                       |                                                                       |                                                                       |                                                                       |                                                                       |                                                                       |                                                                       |                                                                       |                                                                       |                                                                       |                                                                       |                                                                       |                                                                       |                                                                       |                                                                     |                                                                     |                                                                     |                                                                     |                                                                     |                                                                     |                                                               |                                                               |                                                               |                                                               |                                                               |                                                               |                                                               |                                                               |                                                               |                                                               |                                                               |                                                               |                                                               |                                                               |                                                               |                                                               |                                                               |                                                               |                                                               |                                                               |                                                               |                                                               |                                                                    |                                                                    |                                                                    |                                                                    |                                                                    |                                                                    |                                                                    |                                                                    |                                                                    |                                                                    |                                                            |                                                            | 经贸委管 煤矿安监局                                        | 经贸委管 煤矿安监局                                        | 经贸委管 煤矿安监局                                        | 经贸委管 煤矿安监局                                        | 经贸委管 安监局                                            | 经贸委管 安监局                                            | 经贸委管 安监局                                            | 经贸委管 安监局                                            | 国家安全生产监督管理局                                   | 国家安全生产监督管理局                                   | 国家安全生产监督管理局                                   | 国家安全生产监督管理局                                   |                                                          |                                                          |                                                          |                                                          |                                                          |                                                          |                                                                                          |                                                                                          |                                                                                          |                                                                                          |                                                                |                                                                |                                                                |                                                                |                                                                |                                                                |                                                                |                                                                |                                                                |                                                                |                                                                |                                                                |                                                                |                                                                |                                                                |                                                                |                                                    |                                                    |                                                    |                                                    |                                                    |                                                    |                                                    |                                                    |                                                    |                                                    |
| 中国人民银行                          | 中国人民银行                          | 中国人民银行                          | 中国人民银行                          | 中国人民银行                          | 中国人民银行                          | 中国人民银行                           | 中国人民银行                           | 中国人民银行                           | 中国人民银行                           | 中国人民银行                             | 中国人民银行                             | 中国人民银行                             | 中国人民银行                             | 中国人民银行                             | 中国人民银行                             | 中国人民银行                             | 中国人民银行                             | 中国人民银行                             | 中国人民银行                             | 中国人民银行                              | 中国人民银行                              | 中国人民银行                              | 中国人民银行                              | 中国人民银行                              | 中国人民银行                              | 中国人民银行                              | 中国人民银行                              | 中国人民银行                              | 中国人民银行                              | 中国人民银行                              | 中国人民银行                              | 中国人民银行                              | 中国人民银行                              | 中国人民银行                              | 中国人民银行                              | 中国人民银行                              | 中国人民银行                              | 中国人民银行                                 | 中国人民银行                                 | 中国人民银行                                 | 中国人民银行                                 | 中国人民银行                                                          | 中国人民银行                                                          | 中国人民银行                                                          | 中国人民银行                                                          | 中国人民银行                                                          | 中国人民银行                                                          | 中国人民银行                                                          | 中国人民银行                                                          | 中国人民银行                                                          | 中国人民银行                                                          | 中国人民银行                                                          | 中国人民银行                                                          | 中国人民银行                                                          | 中国人民银行                                                          | 中国人民银行                                                          | 中国人民银行                                                          | 中国人民银行                                                          | 中国人民银行                                                          | 中国人民银行                                                        | 中国人民银行                                                        | 中国人民银行                                                        | 中国人民银行                                                        | 中国人民银行                                                        | 中国人民银行                                                        | 中国人民银行                                                  | 中国人民银行                                                  | 中国人民银行                                                  | 中国人民银行                                                  | 中国人民银行                                                  | 中国人民银行                                                  | 中国人民银行                                                  | 中国人民银行                                                  | 中国人民银行                                                  | 中国人民银行                                                  | 中国人民银行                                                  | 中国人民银行                                                  | 中国人民银行                                                  | 中国人民银行                                                  | 中国人民银行                                                  | 中国人民银行                                                  | 中国人民银行                                                  | 中国人民银行                                                  | 中国人民银行                                                  | 中国人民银行                                                  | 中国人民银行                                                  | 中国人民银行                                                  | 中国人民银行                                                       | 中国人民银行                                                       | 中国人民银行                                                       | 中国人民银行                                                       | 中国人民银行                                                       | 中国人民银行                                                       | 中国人民银行                                                       | 中国人民银行                                                       | 中国人民银行                                                       | 中国人民银行                                                       | 中国人民银行                                               | 中国人民银行                                               | 中国人民银行                                               | 中国人民银行                                               | 中国人民银行                                               | 中国人民银行                                               | 中国人民银行                                               | 中国人民银行                                               | 中国人民银行                                               | 中国人民银行                                               | 中国人民银行                                             | 中国人民银行                                             | 中国人民银行                                             | 中国人民银行                                             | 中国人民银行                                             | 中国人民银行                                             | 中国人民银行                                             | 中国人民银行                                             | 中国人民银行                                             | 中国人民银行                                             | 中国人民银行                                                                             | 中国人民银行                                                                             | 中国人民银行                                                                             | 中国人民银行                                                                             | 中国人民银行                                                   | 中国人民银行                                                   | 中国人民银行                                                   | 中国人民银行                                                   | 中国人民银行                                                   | 中国人民银行                                                   | 中国人民银行                                                   | 中国人民银行                                                   | 中国人民银行                                                   | 中国人民银行                                                   | 中国人民银行                                                   | 中国人民银行                                                   | 中国人民银行                                                   | 中国人民银行                                                   | 中国人民银行                                                   | 中国人民银行                                                   | 中国人民银行                                       | 中国人民银行                                       | 中国人民银行                                       | 中国人民银行                                       | 中国人民银行                                       | 中国人民银行                                       | 中国人民银行                                       | 中国人民银行                                       | 中国人民银行                                       | 中国人民银行                                       |
| 中国人民银行                          | 中国人民银行                          | 中国人民银行                          | 中国人民银行                          | 中国人民银行                          | 中国人民银行                          | 中国人民银行                           | 中国人民银行                           | 中国人民银行                           | 中国人民银行                           | 中国人民银行                             | 中国人民银行                             | 中国人民银行                             | 中国人民银行                             | 中国人民银行                             | 中国人民银行                             | 中国人民银行                             | 中国人民银行                             | 中国人民银行                             | 中国人民银行                             | 中国人民银行                              | 中国人民银行                              | 中国人民银行                              | 中国人民银行                              | 中国人民银行                              | 中国人民银行                              | 中国人民银行                              | 中国人民银行                              | 中国人民银行                              | 中国人民银行                              | 中国人民银行                              | 中国人民银行                              | 中国人民银行                              | 中国人民银行                              | 中国人民银行                              | 中国人民银行                              | 中国人民银行                              | 中国人民银行                              | 中国人民银行                                 | 中国人民银行                                 | 中国人民银行                                 | 中国人民银行                                 | 中国人民银行                                                          | 中国人民银行                                                          | 中国人民银行                                                          | 中国人民银行                                                          | 中国人民银行                                                          | 中国人民银行                                                          | 中国人民银行                                                          | 中国人民银行                                                          | 中国人民银行                                                          | 中国人民银行                                                          | 中国人民银行                                                          | 中国人民银行                                                          | 中国人民银行                                                          | 中国人民银行                                                          | 中国人民银行                                                          | 中国人民银行                                                          | 中国人民银行                                                          | 中国人民银行                                                          | 中国人民银行                                                        | 中国人民银行                                                        | 中国人民银行                                                        | 中国人民银行                                                        | 中国人民银行                                                        | 中国人民银行                                                        | 中国人民银行                                                  | 中国人民银行                                                  | 中国人民银行                                                  | 中国人民银行                                                  | 中国人民银行                                                  | 中国人民银行                                                  | 中国人民银行                                                  | 中国人民银行                                                  | 中国人民银行                                                  | 中国人民银行                                                  | 中国人民银行                                                  | 中国人民银行                                                  | 中国人民银行                                                  | 中国人民银行                                                  | 中国人民银行                                                  | 中国人民银行                                                  | 中国人民银行                                                  | 中国人民银行                                                  | 中国人民银行                                                  | 中国人民银行                                                  | 中国人民银行                                                  | 中国人民银行                                                  | 中国人民银行                                                       | 中国人民银行                                                       | 中国人民银行                                                       | 中国人民银行                                                       | 中国人民银行                                                       | 中国人民银行                                                       | 中国人民银行                                                       | 中国人民银行                                                       | 中国人民银行                                                       | 中国人民银行                                                       | 中国人民银行                                               | 中国人民银行                                               | 中国人民银行                                               | 中国人民银行                                               | 中国人民银行                                               | 中国人民银行                                               | 中国人民银行                                               | 中国人民银行                                               | 中国人民银行                                               | 中国人民银行                                               | 中国银行业监督管理委员会                                 | 中国银行业监督管理委员会                                 | 中国银行业监督管理委员会                                 | 中国银行业监督管理委员会                                 | 中国银行业监督管理委员会                                 | 中国银行业监督管理委员会                                 | 中国银行业监督管理委员会                                 | 中国银行业监督管理委员会                                 | 中国银行业监督管理委员会                                 | 中国银行业监督管理委员会                                 | 中国银行业监督管理委员会                                                                 | 中国银行业监督管理委员会                                                                 | 中国银行业监督管理委员会                                                                 | 中国银行业监督管理委员会                                                                 | 中国银行业监督管理委员会                                       | 中国银行业监督管理委员会                                       | 中国银行业监督管理委员会                                       | 中国银行业监督管理委员会                                       | 中国银行业监督管理委员会                                       | 中国银行业监督管理委员会                                       | 中国银行业监督管理委员会                                       | 中国银行业监督管理委员会                                       | 中国银行业监督管理委员会                                       | 中国银行业监督管理委员会                                       | 中国银行业监督管理委员会                                       | 中国银行业监督管理委员会                                       | 中国银行业监督管理委员会                                       | 中国银行业监督管理委员会                                       | 中国银行业监督管理委员会                                       | 中国银行业监督管理委员会                                       | 中国银行保险监督管理委员会                         | 中国银行保险监督管理委员会                         | 中国银行保险监督管理委员会                         | 中国银行保险监督管理委员会                         | 中国银行保险监督管理委员会                         | 中国银行保险监督管理委员会                         | 中国银行保险监督管理委员会                         | 中国银行保险监督管理委员会                         | 中国银行保险监督管理委员会                         | 中国银行保险监督管理委员会                         |
| 中国人民银行                          | 中国人民银行                          | 中国人民银行                          | 中国人民银行                          | 中国人民银行                          | 中国人民银行                          | 中国人民银行                           | 中国人民银行                           | 中国人民银行                           | 中国人民银行                           | 中国人民银行                             | 中国人民银行                             | 中国人民银行                             | 中国人民银行                             | 中国人民银行                             | 中国人民银行                             | 中国人民银行                             | 中国人民银行                             | 中国人民银行                             | 中国人民银行                             | 中国人民银行                              | 中国人民银行                              | 中国人民银行                              | 中国人民银行                              | 中国人民银行                              | 中国人民银行                              | 中国人民银行                              | 中国人民银行                              | 中国人民银行                              | 中国人民银行                              | 中国人民银行                              | 中国人民银行                              | 中国人民银行                              | 中国人民银行                              | 中国人民银行                              | 中国人民银行                              | 中国人民银行                              | 中国人民银行                              | 中国人民银行                                 | 中国人民银行                                 | 中国人民银行                                 | 中国人民银行                                 | 中国人民银行                                                          | 中国人民银行                                                          | 中国人民银行                                                          | 中国人民银行                                                          | 中国人民银行                                                          | 中国人民银行                                                          | 中国人民银行                                                          | 中国人民银行                                                          | 中国人民银行                                                          | 中国人民银行                                                          | 中国人民银行                                                          | 中国人民银行                                                          | 中国人民银行                                                          | 中国人民银行                                                          | 中国人民银行                                                          | 中国人民银行                                                          | 中国人民银行                                                          | 中国人民银行                                                          | 中国人民银行                                                        | 中国人民银行                                                        | 中国人民银行                                                        | 中国人民银行                                                        | 中国人民银行                                                        | 中国人民银行                                                        | 中国人民银行                                                  | 中国人民银行                                                  | 中国人民银行                                                  | 中国人民银行                                                  | 中国人民银行                                                  | 中国人民银行                                                  | 中国人民银行                                                  | 中国人民银行                                                  | 中国人民银行                                                  | 中国人民银行                                                  | 中国人民银行                                                  | 中国人民银行                                                  | 中国人民银行                                                  | 中国人民银行                                                  | 中国人民银行                                                  | 中国人民银行                                                  | 中国人民银行                                                  | 中国人民银行                                                  | 中国人民银行                                                  | 中国人民银行                                                  | 中国人民银行                                                  | 中国人民银行                                                  | 中国人民银行                                                       | 中国人民银行                                                       | 中国人民银行                                                       | 中国人民银行                                                       | 中国人民银行                                                       | 中国人民银行                                                       | 中国人民银行                                                       | 中国人民银行                                                       | 中国人民银行                                                       | 中国人民银行                                                       | 中国保险监督管理委员会                                     |                                                            |                                                            |                                                            |                                                            |                                                            |                                                            |                                                            |                                                            |                                                            |                                                          |                                                          |                                                          |                                                          |                                                          |                                                          |                                                          |                                                          |                                                          |                                                          |                                                                                          |                                                                                          |                                                                                          |                                                                                          |                                                                |                                                                |                                                                |                                                                |                                                                |                                                                |                                                                |                                                                |                                                                |                                                                |                                                                |                                                                |                                                                |                                                                |                                                                |                                                                | 中国银行保险监督管理委员会                         | 中国银行保险监督管理委员会                         | 中国银行保险监督管理委员会                         | 中国银行保险监督管理委员会                         | 中国银行保险监督管理委员会                         | 中国银行保险监督管理委员会                         | 中国银行保险监督管理委员会                         | 中国银行保险监督管理委员会                         | 中国银行保险监督管理委员会                         | 中国银行保险监督管理委员会                         |
| 中国人民银行                          | 中国人民银行                          | 中国人民银行                          | 中国人民银行                          | 中国人民银行                          | 中国人民银行                          | 中国人民银行                           | 中国人民银行                           | 中国人民银行                           | 中国人民银行                           | 中国人民银行                             | 中国人民银行                             | 中国人民银行                             | 中国人民银行                             | 中国人民银行                             | 中国人民银行                             | 中国人民银行                             | 中国人民银行                             | 中国人民银行                             | 中国人民银行                             | 中国人民银行                              | 中国人民银行                              | 中国人民银行                              | 中国人民银行                              | 中国人民银行                              | 中国人民银行                              | 中国人民银行                              | 中国人民银行                              | 中国人民银行                              | 中国人民银行                              | 中国人民银行                              | 中国人民银行                              | 中国人民银行                              | 中国人民银行                              | 中国人民银行                              | 中国人民银行                              | 中国人民银行                              | 中国人民银行                              | 中国人民银行                                 | 中国人民银行                                 | 中国人民银行                                 | 中国人民银行                                 | 中国人民银行                                                          | 中国人民银行                                                          | 中国人民银行                                                          | 中国人民银行                                                          | 中国人民银行                                                          | 中国人民银行                                                          | 中国人民银行                                                          | 中国人民银行                                                          | 中国人民银行                                                          | 中国人民银行                                                          | 中国人民银行                                                          | 中国人民银行                                                          | 中国人民银行                                                          | 中国人民银行                                                          | 中国人民银行                                                          | 中国人民银行                                                          | 中国人民银行                                                          | 中国人民银行                                                          | 中国人民银行                                                        | 中国人民银行                                                        | 中国人民银行                                                        | 中国人民银行                                                        | 中国人民银行                                                        | 中国人民银行                                                        | 中国人民银行                                                  | 中国人民银行                                                  | 中国人民银行                                                  | 中国人民银行                                                  | 中国工商银行                                                  | 中国工商银行                                                  | 中国工商银行                                                  | 中国工商银行                                                  | 中国工商银行                                                  | 中国工商银行                                                  | 中国工商银行                                                  | 中国工商银行                                                  | 中国工商银行                                                  | 中国工商银行                                                  | 中国工商银行                                                  | 中国工商银行                                                  | 中国工商银行                                                  | 中国工商银行                                                  | 中国工商银行                                                  | 中国工商银行                                                  | 中国工商银行                                                  | 中国工商银行                                                  | 中国工商银行                                                       | 中国工商银行                                                       | 中国工商银行                                                       | 中国工商银行                                                       | 中国工商银行                                                       | 中国工商银行                                                       | 中国工商银行                                                       | 中国工商银行                                                       | 中国工商银行                                                       | 中国工商银行                                                       | 中国工商银行                                               | 中国工商银行                                               | 中国工商银行                                               | 中国工商银行                                               | 中国工商银行                                               | 中国工商银行                                               | 中国工商银行                                               | 中国工商银行                                               | 中国工商银行                                               | 中国工商银行                                               | 中国工商银行                                             | 中国工商银行                                             | 中国工商银行                                             | 中国工商银行                                             | 中国工商银行股份有限公司                                 | 中国工商银行股份有限公司                                 | 中国工商银行股份有限公司                                 | 中国工商银行股份有限公司                                 | 中国工商银行股份有限公司                                 | 中国工商银行股份有限公司                                 | 中国工商银行股份有限公司                                                                 | 中国工商银行股份有限公司                                                                 | 中国工商银行股份有限公司                                                                 | 中国工商银行股份有限公司                                                                 | 中国工商银行股份有限公司                                       | 中国工商银行股份有限公司                                       | 中国工商银行股份有限公司                                       | 中国工商银行股份有限公司                                       | 中国工商银行股份有限公司                                       | 中国工商银行股份有限公司                                       | 中国工商银行股份有限公司                                       | 中国工商银行股份有限公司                                       | 中国工商银行股份有限公司                                       | 中国工商银行股份有限公司                                       | 中国工商银行股份有限公司                                       | 中国工商银行股份有限公司                                       | 中国工商银行股份有限公司                                       | 中国工商银行股份有限公司                                       | 中国工商银行股份有限公司                                       | 中国工商银行股份有限公司                                       | 中国工商银行股份有限公司                           | 中国工商银行股份有限公司                           | 中国工商银行股份有限公司                           | 中国工商银行股份有限公司                           | 中国工商银行股份有限公司                           | 中国工商银行股份有限公司                           | 中国工商银行股份有限公司                           | 中国工商银行股份有限公司                           | 中国工商银行股份有限公司                           | 中国工商银行股份有限公司                           |
|                                       |                                       |                                       |                                       |                                       |                                       |                                        |                                        |                                        |                                        |                                          |                                          |                                          |                                          |                                          |                                          |                                          |                                          |                                          |                                          |                                           |                                           |                                           |                                           |                                           |                                           |                                           |                                           |                                           |                                           |                                           |                                           |                                           |                                           |                                           |                                           |                                           |                                           |                                              |                                              |                                              |                                              |                                                                       |                                                                       |                                                                       |                                                                       |                                                                       |                                                                       |                                                                       |                                                                       |                                                                       |                                                                       |                                                                       |                                                                       |                                                                       |                                                                       |                                                                       |                                                                       |                                                                       |                                                                       |                                                                     |                                                                     |                                                                     |                                                                     |                                                                     |                                                                     |                                                               |                                                               | 中华人民共和国审计署                                          |                                                               |                                                               |                                                               |                                                               |                                                               |                                                               |                                                               |                                                               |                                                               |                                                               |                                                               |                                                               |                                                               |                                                               |                                                               |                                                               |                                                               |                                                               |                                                               |                                                                    |                                                                    |                                                                    |                                                                    |                                                                    |                                                                    |                                                                    |                                                                    |                                                                    |                                                                    |                                                            |                                                            |                                                            |                                                            |                                                            |                                                            |                                                            |                                                            |                                                            |                                                            |                                                          |                                                          |                                                          |                                                          |                                                          |                                                          |                                                          |                                                          |                                                          |                                                          |                                                                                          |                                                                                          |                                                                                          |                                                                                          |                                                                |                                                                |                                                                |                                                                |                                                                |                                                                |                                                                |                                                                |                                                                |                                                                |                                                                |                                                                |                                                                |                                                                |                                                                |                                                                |                                                    |                                                    |                                                    |                                                    |                                                    |                                                    |                                                    |                                                    |                                                    |                                                    |
| 1949                                  | 1950                                  | 1950                                  | 1951                                  | 1951                                  | 1952                                  | 1952                                   | 1953                                   | 1953                                   | 1954                                   | 1954                                     | 1955                                     | 1955                                     | 1956                                     | 1956                                     | 1957                                     | 1957                                     | 1958                                     | 1958                                     | 1959                                     | 1959                                      | 1960                                      | 1960                                      | 1961                                      | 1961                                      | 1962                                      | 1962                                      | 1963                                      | 1963                                      | 1964                                      | 1964                                      | 1965                                      | 1965                                      | 1966                                      | 1966                                      | 1967                                      | 1967                                      | 1968                                      | 1968                                         | 1969                                         | 1969                                         | 1970                                         | 1970                                                                  | 1971                                                                  | 1971                                                                  | 1972                                                                  | 1972                                                                  | 1973                                                                  | 1973                                                                  | 1974                                                                  | 1974                                                                  | 1975                                                                  | 1975                                                                  | 1976                                                                  | 1976                                                                  | 1977                                                                  | 1977                                                                  | 1978                                                                  | 1978                                                                  | 1979                                                                  | 1979                                                                | 1980                                                                | 1980                                                                | 1981                                                                | 1981                                                                | 1982                                                                | 1982                                                          | 1983                                                          | 1983                                                          | 1984                                                          | 1984                                                          | 1985                                                          | 1985                                                          | 1986                                                          | 1986                                                          | 1987                                                          | 1987                                                          | 1988                                                          | 1988                                                          | 1989                                                          | 1989                                                          | 1990                                                          | 1990                                                          | 1991                                                          | 1991                                                          | 1992                                                          | 1992                                                          | 1993                                                          | 1993                                                               | 1994                                                               | 1994                                                               | 1995                                                               | 1995                                                               | 1996                                                               | 1996                                                               | 1997                                                               | 1997                                                               | 1998                                                               | 1998                                                       | 1999                                                       | 1999                                                       | 2000                                                       | 2000                                                       | 2001                                                       | 2001                                                       | 2002                                                       | 2002                                                       | 2003                                                       | 2003                                                     | 2004                                                     | 2004                                                     | 2005                                                     | 2005                                                     | 2006                                                     | 2006                                                     | 2007                                                     | 2007                                                     | 2008                                                     | 2008                                                                                     | 2009                                                                                     | 2009                                                                                     | 2010                                                                                     | 2010                                                           |                                                                |                                                                |                                                                |                                                                |                                                                |                                                                |                                                                |                                                                |                                                                |                                                                |                                                                |                                                                |                                                                |                                                                |                                                                |                                                    |                                                    |                                                    |                                                    |                                                    |                                                    |                                                    |                                                    |                                                    |                                                    |

## 事件资料

### 1952年
1. 1952年8月7日中央人民政府委员会第十七次会议通过，1952年8月10日中央人民政府公布《中央人民政府委员会关于调整中央人民政府机构的决议》：
  1. 撤销中央人民政府情报总署、中央人民政府新闻总署；
  2. 设立中央人民政府对外贸易部、中央人民政府商业部，撤销中央人民政府贸易部；
  3. 设立中央人民政府第一机械工业部，中央人民政府第二机械工业部、中央人民政府建筑工程部、中央人民政府地质部、中央人民政府粮食部。
2. 1952年11月15日中央人民政府委员会第十九次会议通过，1952年11月16日中央人民政府公布《中央人民政府委员会关于增设中央人民政府机构的决议》：
  1. 设立中央人民政府国家计划委员会；
  2. 设立中央人民政府高等教育部；
  3. 设立中央人民政府扫除文盲工作委员会；
  4. 设立中央人民政府体育运动委员会。

### 1956年
1. 1956年5月12日第一届全国人民代表大会常务委员会第四十次会议讨论了国务院总理周恩来提出的关于调整国务院所属组织机构的议案，通过《全国人民代表大会常务委员会关于调整国务院所属组织机构的决议》。
  1. 决定撤销：
    1. 中华人民共和国重工业部
    2. 中华人民共和国第三机械工业部
    3. 中华人民共和国地方工业部

  2. 决定设立：
    1. 中华人民共和国国家经济委员会
    2. 中华人民共和国国家技术委员会
    3. 中华人民共和国冶金工业部
    4. 中华人民共和国化学工业部
    5. 中华人民共和国建筑材料工业部
    6. 中华人民共和国电机制造工业部
    7. 中华人民共和国食品工业部
    8. 中华人民共和国水产部
    9. 中华人民共和国农垦部
    10. 中华人民共和国森林工业部
    11. 中华人民共和国城市建设部
    12. 中华人民共和国城市服务部。

  3. 批准国务院撤销城市建设总局，设立物资供应总局和专家局，作为国务院直属机构。原专家工作局改名为外国专家局。

### 1958年
1. 1958年2月11日第一届全国人民代表大会第五次会议根据1958年2月6日国务院总理周恩来《关于提请调整国务院所属组织机构的议案》，通过《第一届全国人民代表大会第五次会议关于调整国务院所属组织机构的决定》
  1. 撤销国家建设委员会。国家建设委员会管理的工作，分别交由国家计划委员会、国家经济委员会和建筑工程部管理。
  2. 商业部改名为第一商业部。城市服务部改为第二商业部。
  3. 第一机械工业部、第二机械工业部和电机制造工业部合并成为第一机械工业部。第三机械工业部改名为第二机械工业部。
  4. 电力工业部和水利部合并成为水利电力部。
  5. 建筑材料工业部、建筑工程部和城市建设部合并成为建筑工程部。
  6. 轻工业部和食品工业部合并成为轻工业部。
  7. 林业部和森林工业部合并成为林业部。
  8. 设立对外文化联络委员会，撤销对外文化联络局。
  9. 高等教育部和教育部合并成为教育部。

### 1964年
1. 1964年6月9日第二届全国人民代表大会常务委员会第119次会议通过《全国人民代表大会常务委员会关于设立对外经济联络委员会的决议》：
  1. 设立对外经济联络委员会，撤销对外经济联络总局。

### 1979年
1. 1979年3月4日，国务院批准国家基本建设委员会的报告，决定将第一机械工业部所属的设备成套总局整建制划出，设立国务院直属机构国家机械设备成套总局，由国家基本建设委员会代管。
2. 1979年10月9日，国务院批准余秋里的建议．将第一机械工业部所属仪器仪表工业总局的建制划出，设立国务院直属机构国家仪器仪表工业总局，由第一机械工业部代管。

### 1982年
1. 1982年5月4日，第五届全国人大常委会第二十三次会议通过决议，将第一机械工业部、农业机械部、国家仪器仪表工业总局和国家机械设备成套总局，合并成立机械工业部。